# MAN Truck & Bus

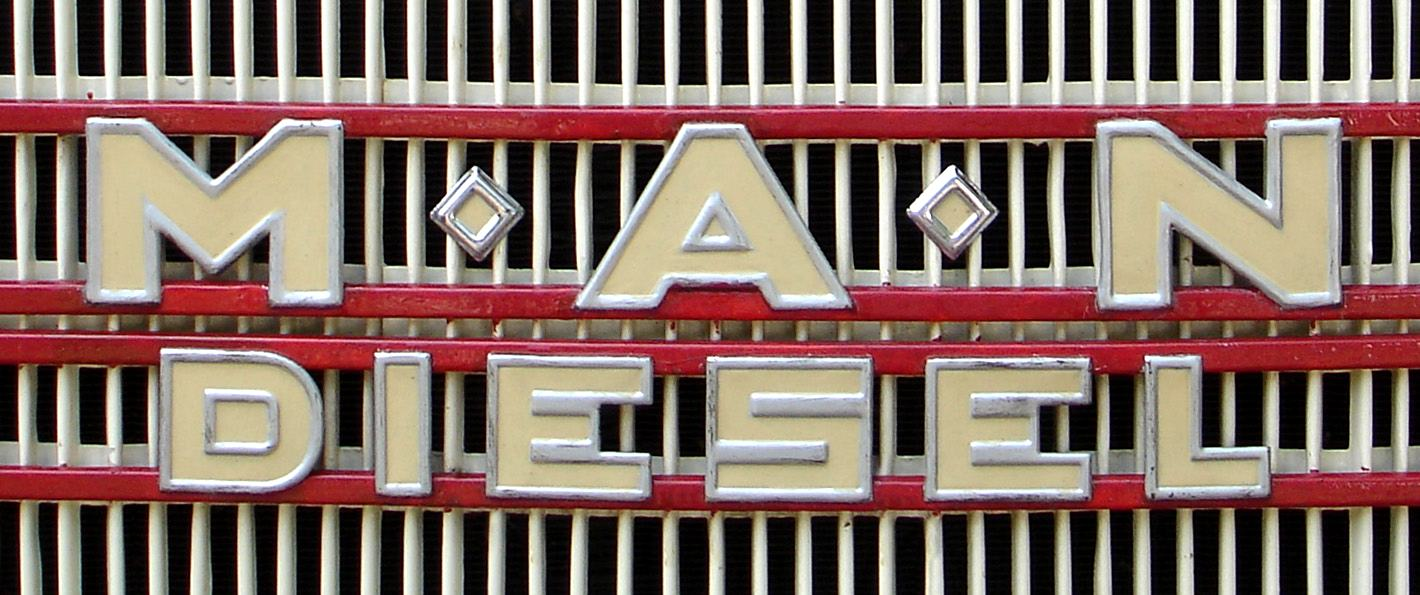
MAN-Schriftzug bis 1972

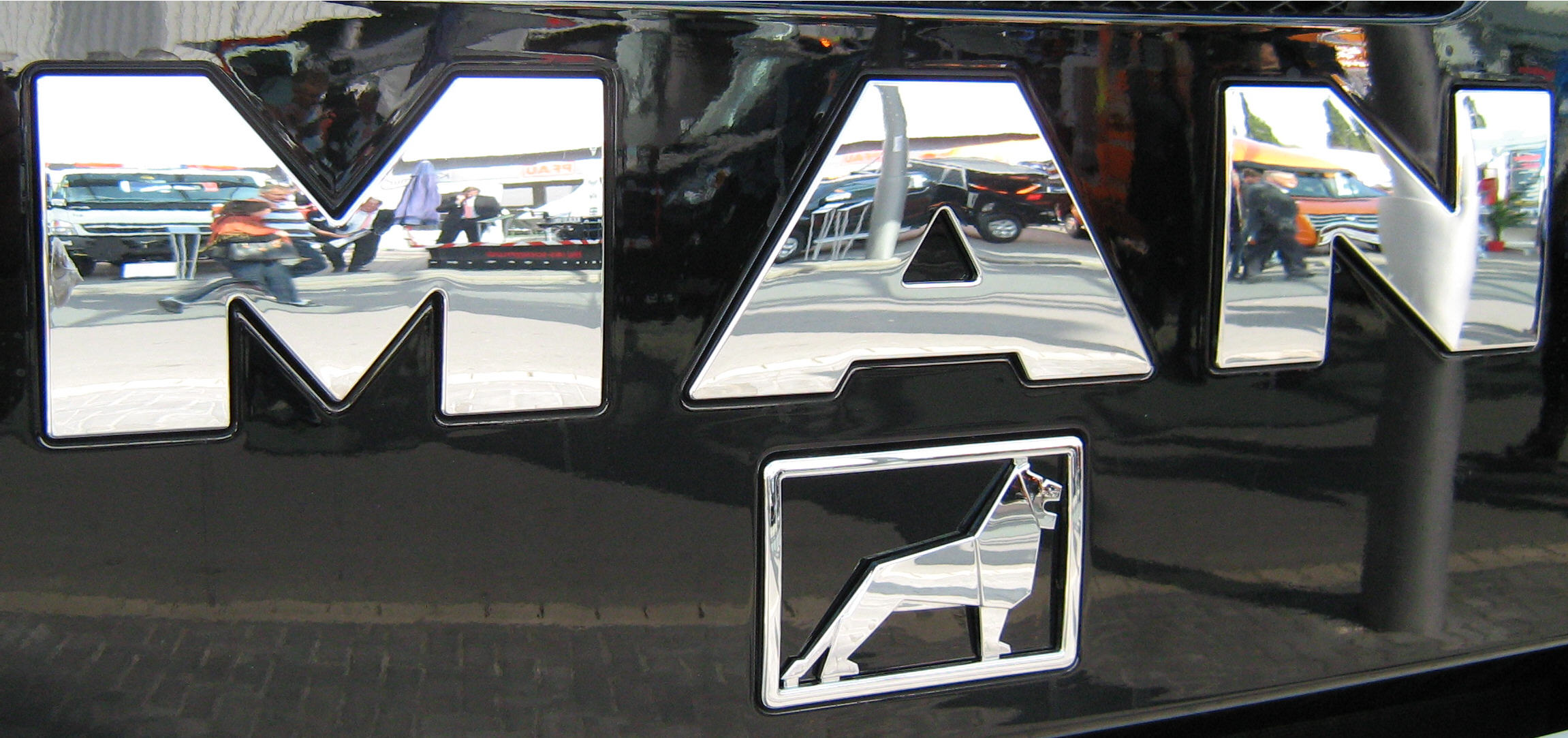
Name an der Frontblende eines Lkw 2008

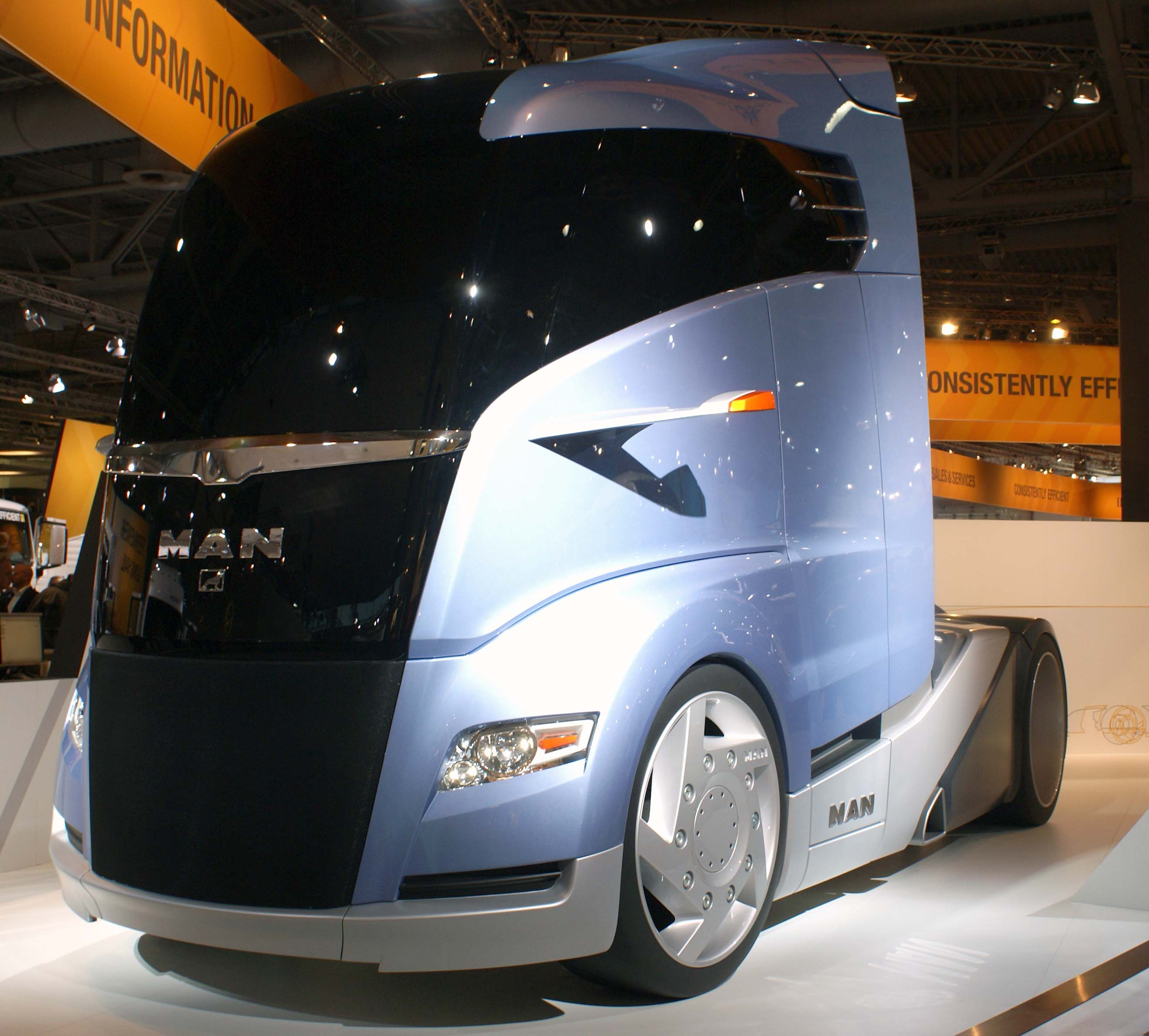
MAN Concept S (Studie 2010)

Die MAN Truck & Bus SE (MAN Nutzfahrzeuge Gruppe, vormals MAN AG) mit Sitz in München gehört zur VW-Nutzfahrzeugtochter Traton und ist einer der führenden internationalen Nutzfahrzeughersteller. Im Geschäftsjahr 2023 erzielte das Unternehmen mit gut 36.000 Beschäftigten und 116.000 verkauften Neufahrzeugen einen Umsatz von 14,8 Mrd. Euro.
Die Bezeichnung MAN (gesprochen: M_A_N) besteht seit 1908 und ist die Kurzform für „Maschinenfabrik Augsburg-Nürnberg“. Im aktuellen Konzernlogo werden die Buchstaben MAN durch die stilisierte Müngstener Brücke verbunden, während das Logo der MAN Fahrzeuge stattdessen, neben den MAN Buchstaben, zusätzlich den Büssing Löwen zeigt. Bis zum 31. Dezember 2010 hieß das Unternehmen MAN Nutzfahrzeuge AG, danach MAN Truck & Bus AG, seit März 2019 firmiert es als Europäische Gesellschaft unter dem aktuellen Namen, die bisherige Muttergesellschaft MAN SE wurde am 1. September 2021 auf die Traton SE verschmolzen.

## Produktionsstandorte
Schwere Lkw der Baureihen TGS und TGX, Gewichtsklasse 18 bis 50 Tonnen, werden in München (D) produziert. Ein zusätzliches Werk für die stark wachsenden Märkte außerhalb Westeuropas wurde im Oktober 2007 in Niepołomice nahe Krakau (PL) eröffnet. Leichte und mittelschwere Lkw der Baureihen TGL und TGM in der Klasse 7,5 bis 25 Tonnen werden in Steyr (A) gefertigt. Sonderfahrzeuge wie zum Beispiel Schwertransporter bis 250 Tonnen und Spezialfahrzeuge für den Off-Road-Einsatz sowie der Großauftrag des britischen MoD entstehen in Wien (A).
„Premium“-Busse wurden am Standort Plauen (D) gefertigt, dieser wurde 2021 an Binz verkauft; Stadtbusse in Starachowice (PL, Star Trucks). Reise- und Überlandbusse werden in Ankara (Türkei) produziert.
Die Motoren für die o. g. Lkw und Busse entstehen in Nürnberg (D).
Weitere Standorte sind in Pinetown und Olifantsfontein (Südafrika) und Querétaro (Mexiko).
Joint-Ventures bestehen mit den chinesischen Firmen Sinotruk in Jinan und Yutong in Zhengzhou. Zum Vertrieb und Service von MAN-Fahrzeugen in Frankreich und den Benelux-Ländern besteht seit 2007 ein Joint-Venture mit dem niederländischen Handelsunternehmen Pon, das MAN Region West BV heißt. Seit dem 4. September 2009 werden MAN-Lkw auch bei UzAvtosanoat in Taschkent, Usbekistan hergestellt, in einem neuen Gemeinschaftsunternehmen namens MAN AUTO-Uzbekistan. In einem weiteren Joint-Venture mit Rheinmetall werden an den Standorten Kassel und Wien Fahrzeuge für die militärische Nutzung hergestellt. Eine entsprechende Freigabe durch das Bundeskartellamt erfolgte im März 2010 (Rheinmetall MAN Military Vehicles GmbH).
Des Weiteren gab und gibt es einige Firmen, die MAN-Fahrzeuge selbstständig montieren. Es handelt sich dabei um:
- den südafrikanischen Bushersteller De Haan’s Bus & Coach aus Parow (werden aber als MAN vermarktet)
- die chinesischen Unternehmen Shaanxi und Youngman
- Shacman Motors in den Vereinigten Arabischen Emiraten.

Die Fahrzeuge werden zumeist Completely Knocked Down angeliefert.
Außerdem baut Weichai Power MAN-Motoren in Lizenz nach.
Als Besonderheit aus früheren Unternehmensaufkäufen in Österreich bestand bis 2008 die Möglichkeit, MAN-Fahrzeuge mit einem speziellen Kühlergrill von Steyr oder ÖAF zu erwerben.

## MAN Transporter
Der MAN TGE ist ein seit 2017 umgebrandeter VW Crafter, der im polnischen Volkswagenwerk in Września gefertigt wird.

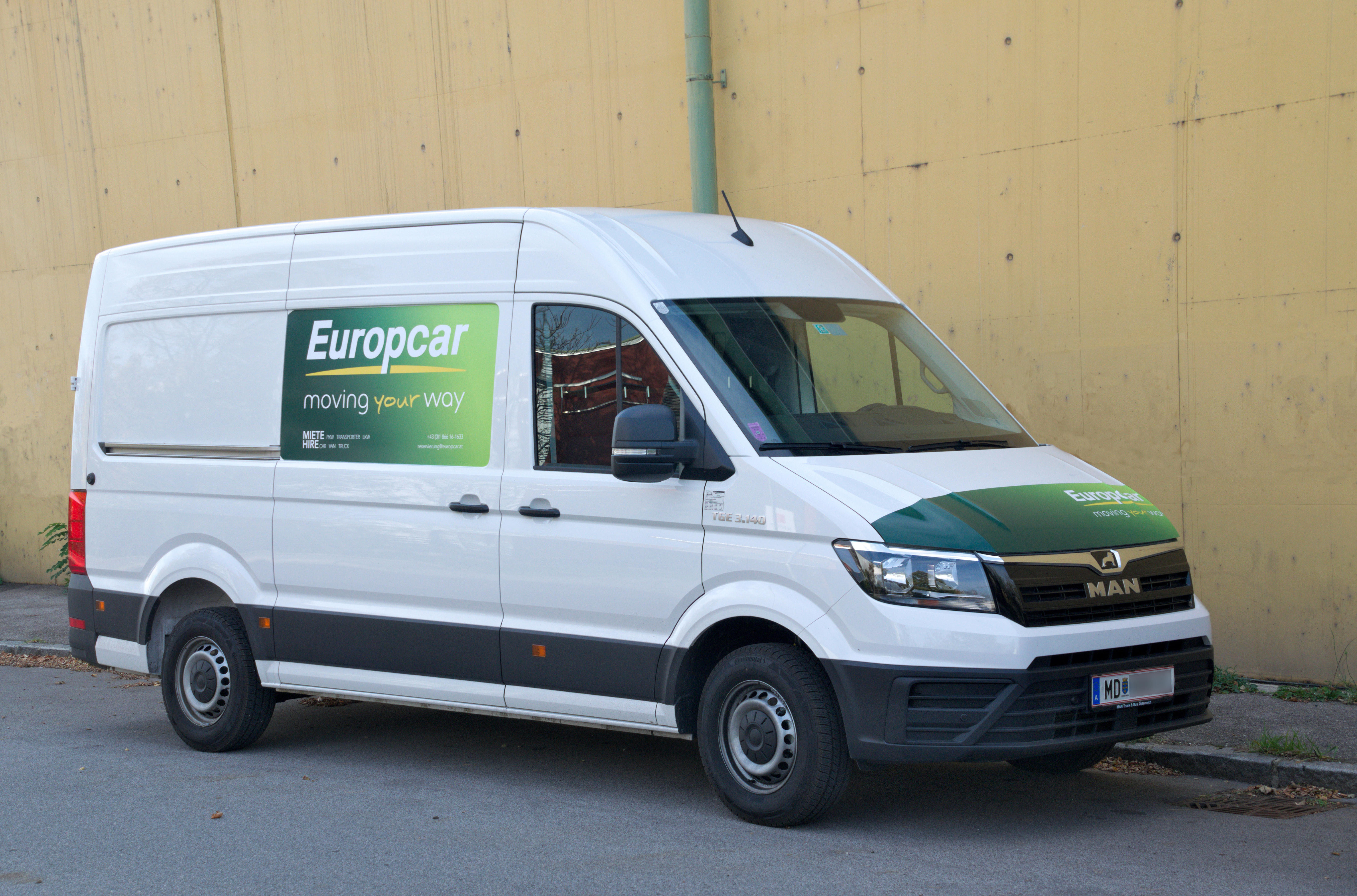
MAN TGE als Transporter (2018)
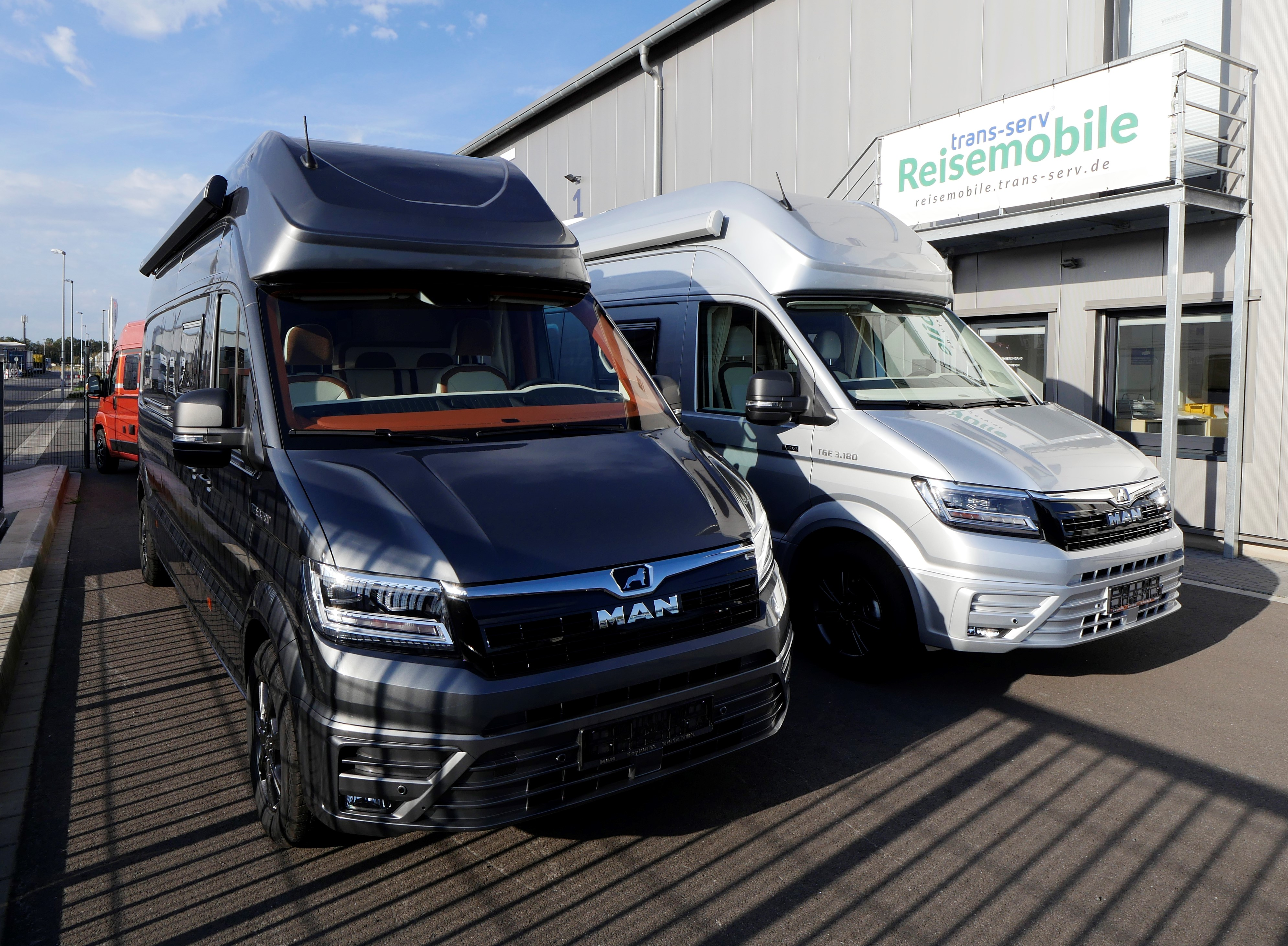
MAN TGE als Wohnmobil (2020)
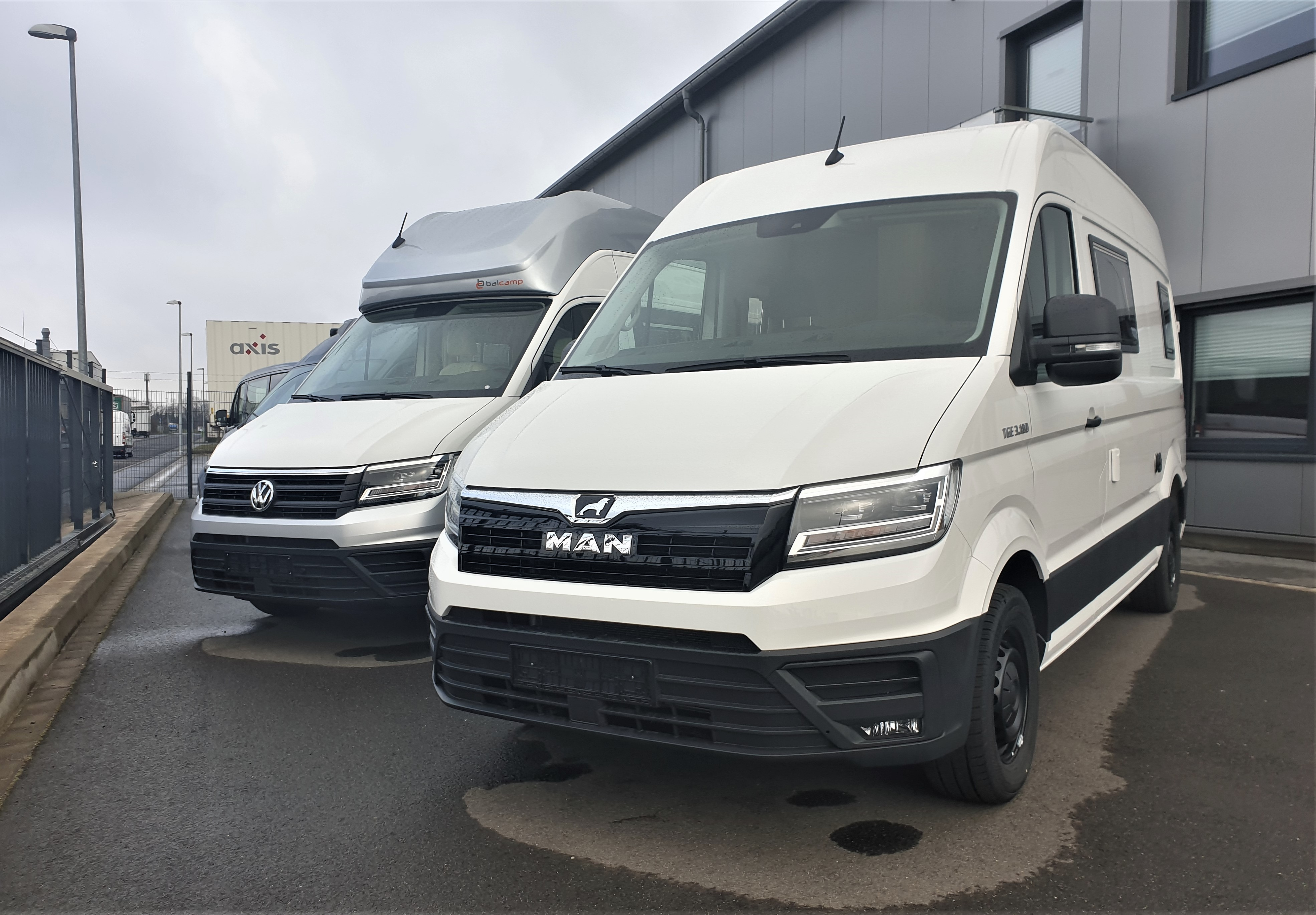
MAN TGE neben einem VW Crafter (2021)

## MAN Lkw-Typen
Die folgende Vorstellung von Lkw der Marke MAN ist (noch) unvollständig, sie zeigt bislang nur ausgewählte Modelle. Insbesondere fehlen weitere Ausführungen zu Fahrzeugen, die vor und während des Zweiten Weltkriegs gebaut wurden.

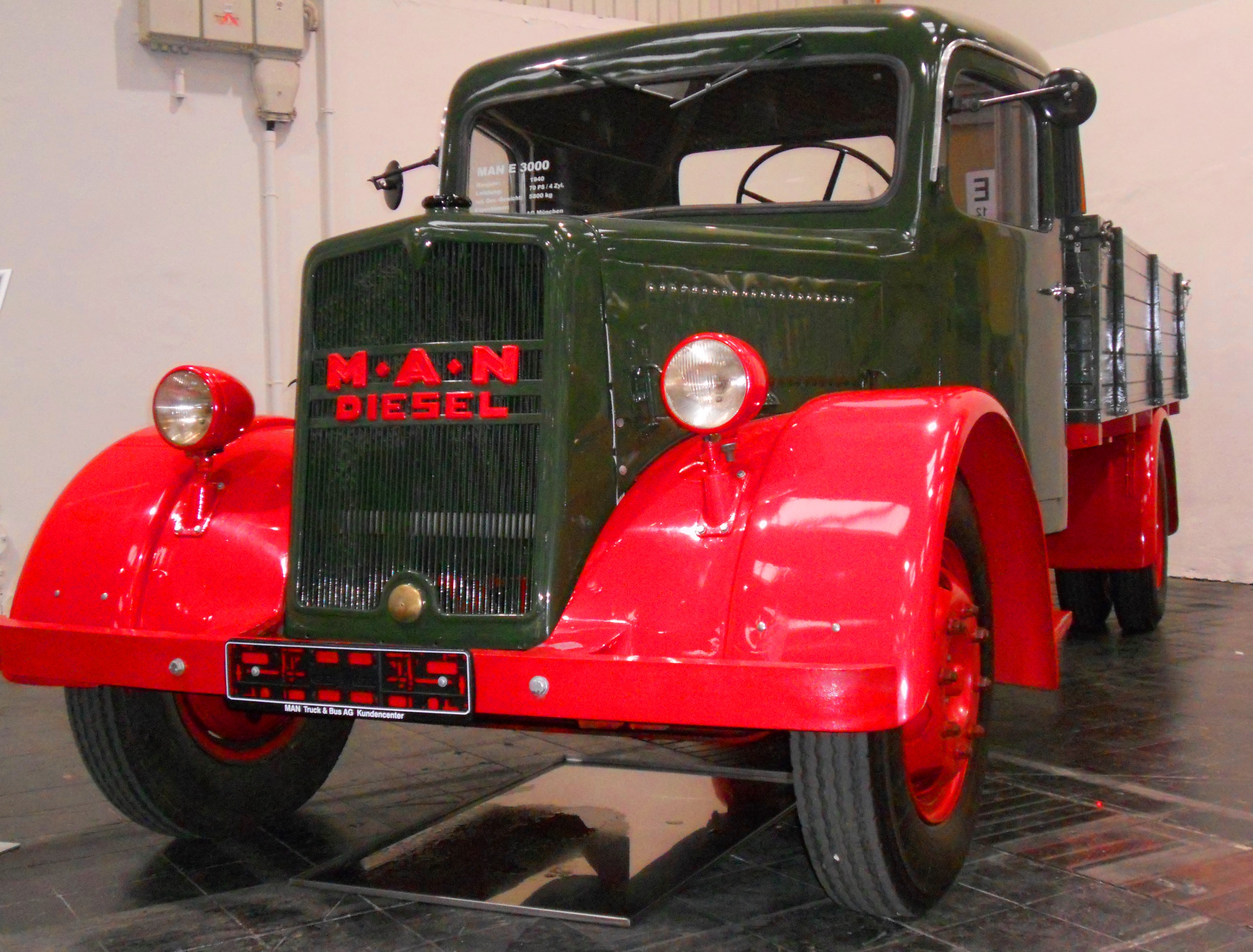
MAN E 2 (1940)
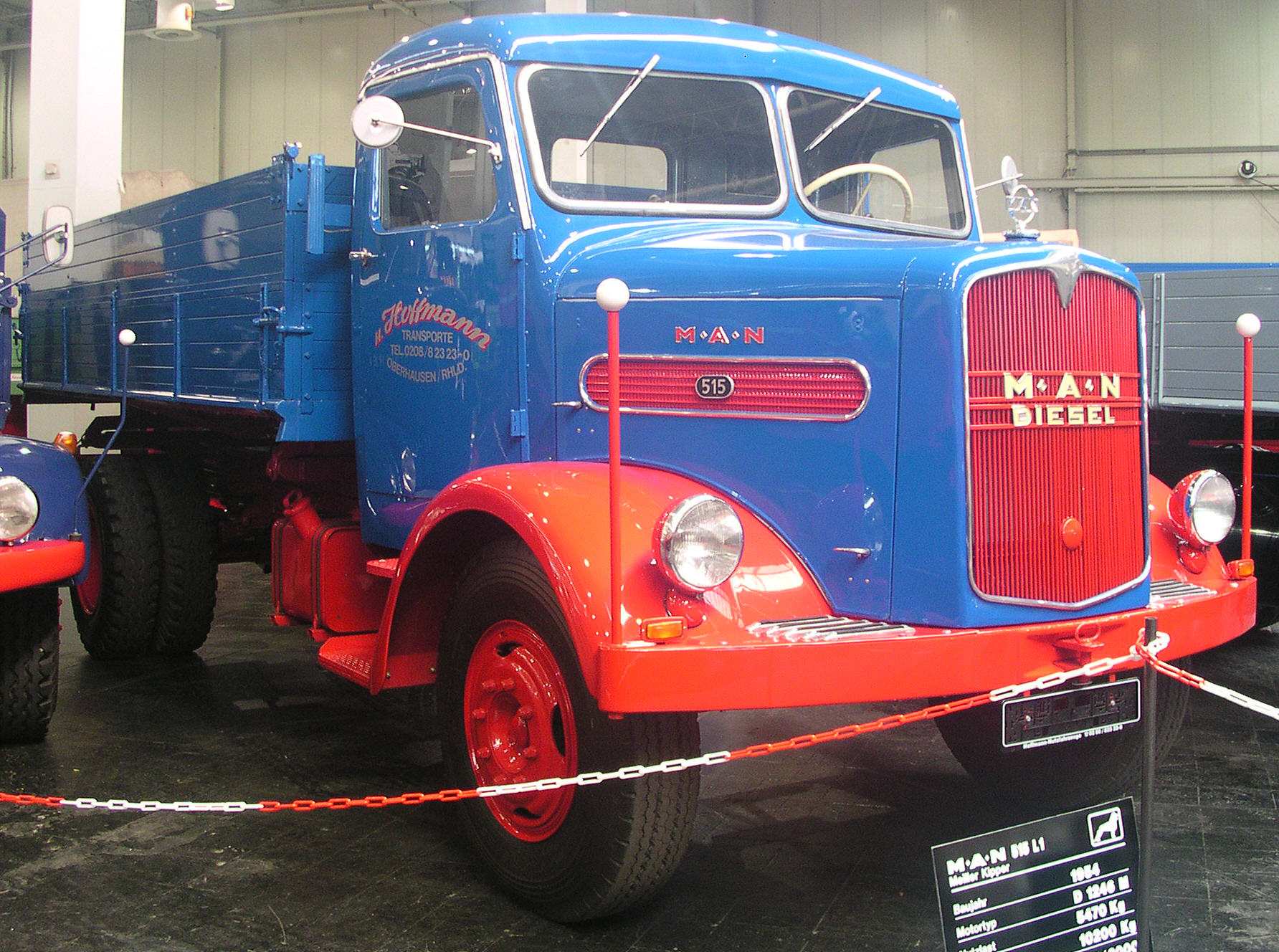
MAN 515 (1954)
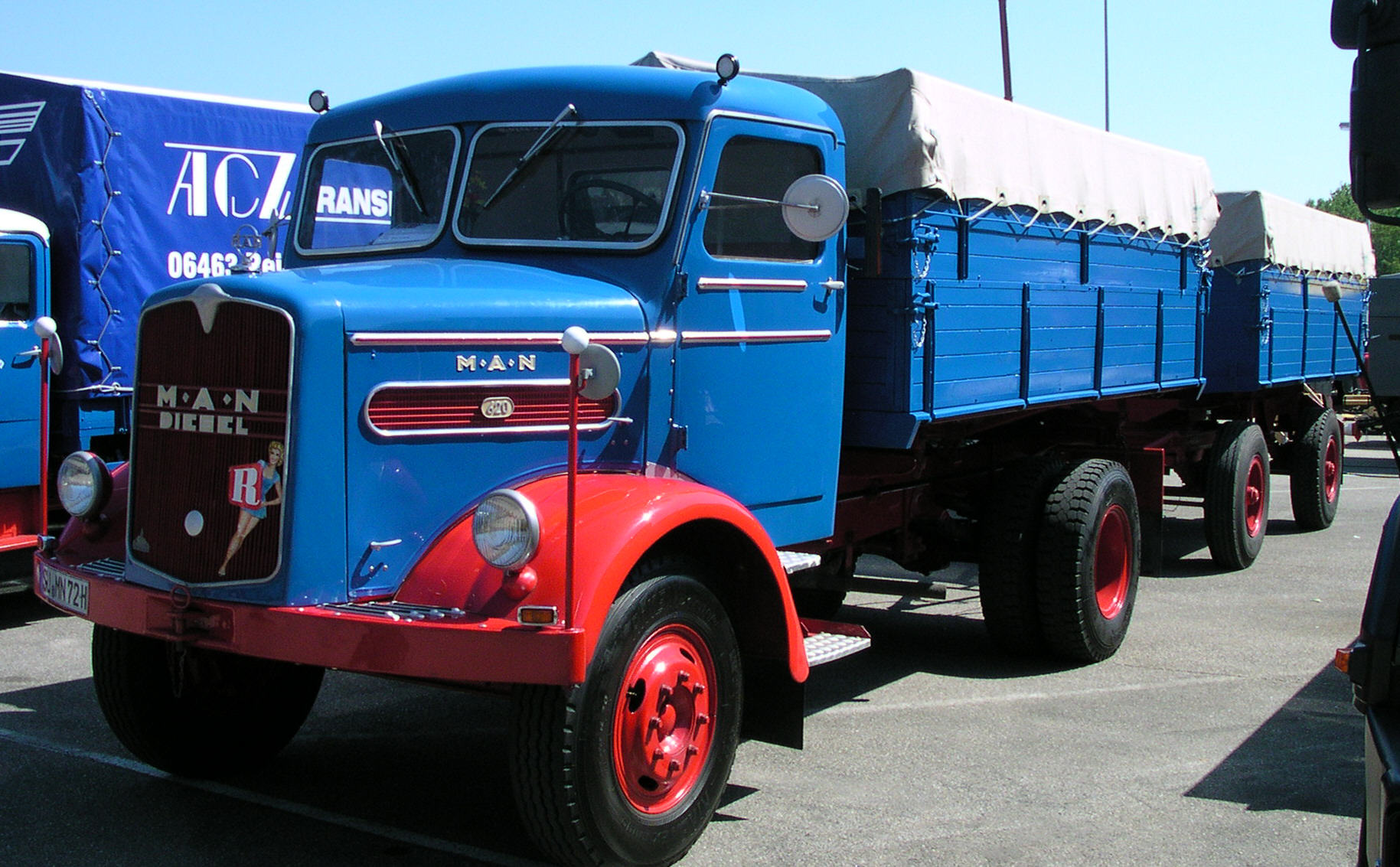
MAN 620
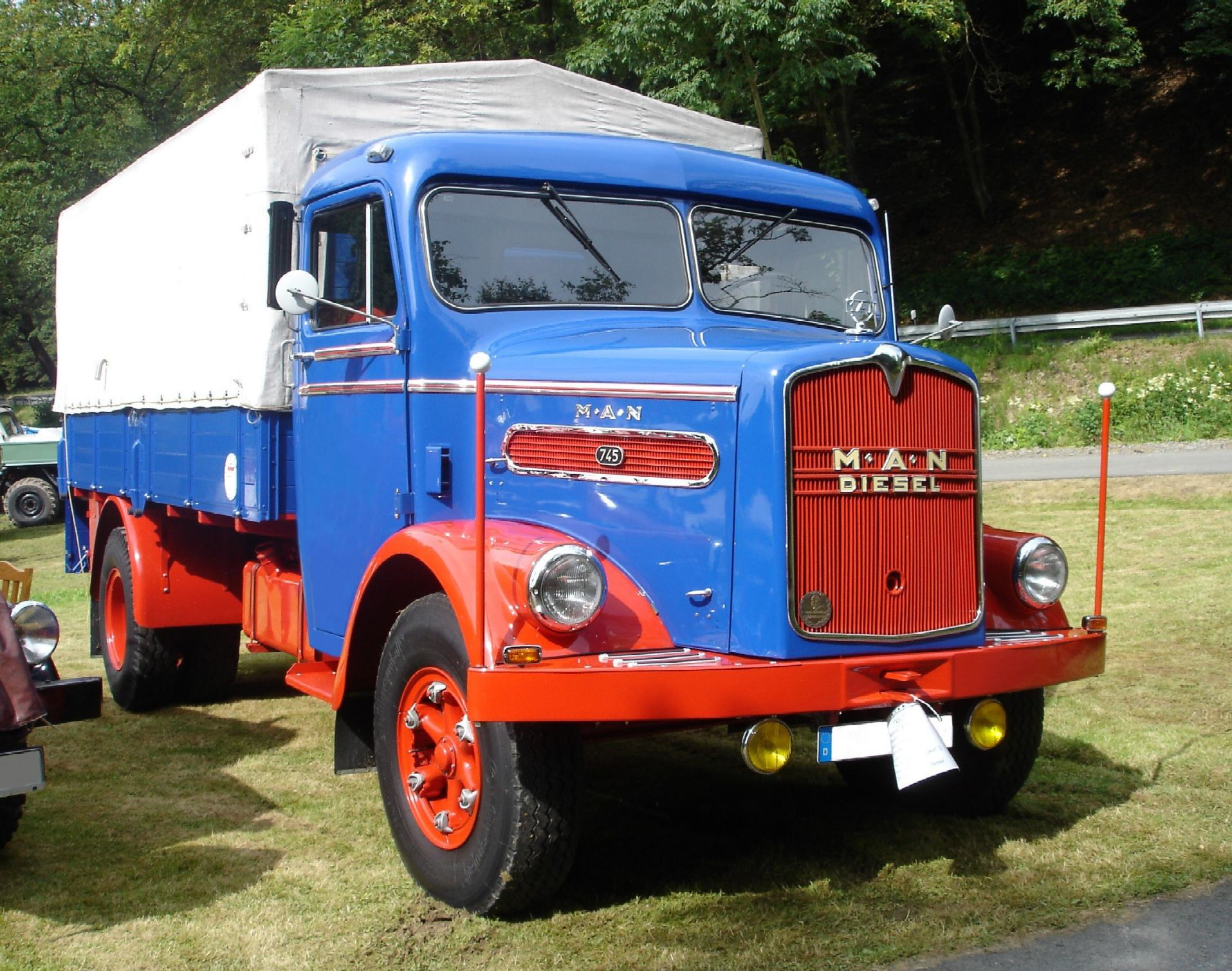
MAN 745
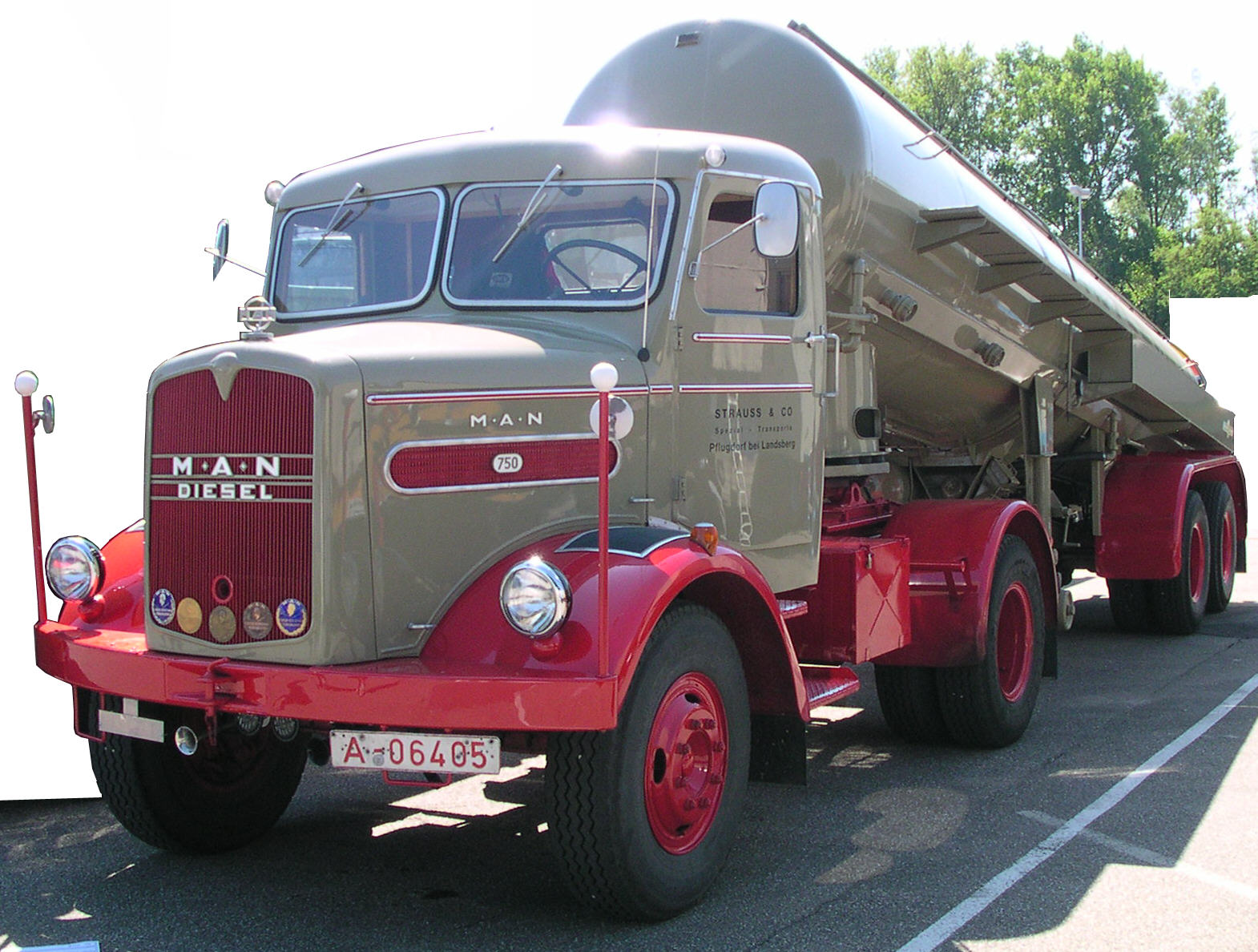
MAN 750
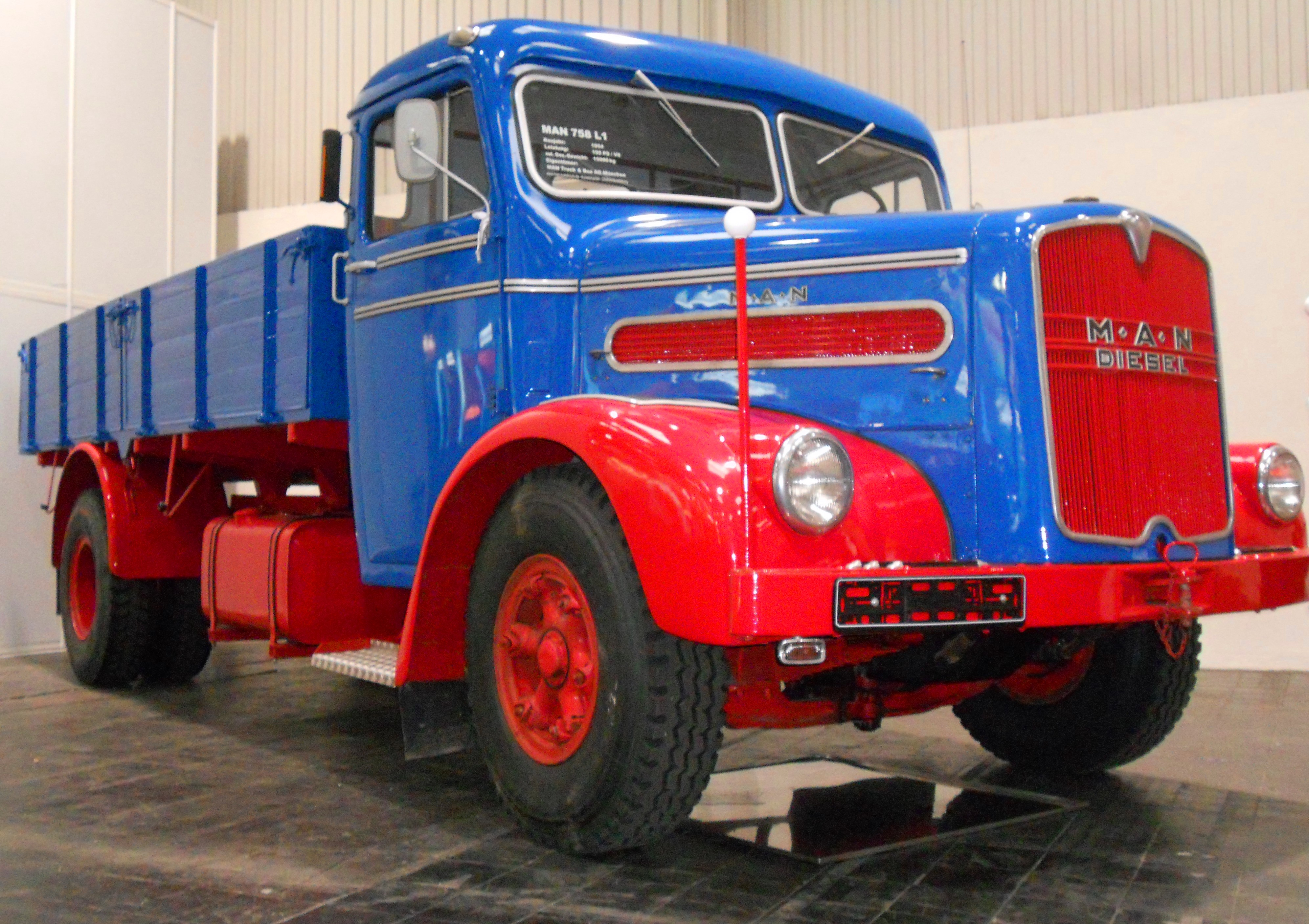
MAN 758 L 1 (1954)

### Leichte Lkw
MAN baute zunächst nur mittlere und schwere Lkw. Als in den 1960er Jahren die Notwendigkeit aufkam, auch leichte Fahrzeuge anzubieten, suchte MAN aus Kostengründen die Kooperation mit anderen Herstellern.

#### MAN-Saviem
Ab 1967 kooperierte MAN mit dem französischen Nutzfahrzeughersteller Saviem, der zu Renault gehörte. Saviem war innerhalb dieser Kooperation für die leichten und mittleren Fahrzeuge (7,5 bis 12 t) zuständig, während MAN die schweren Fahrzeuge (12 bis 30 t) lieferte. Die leichten und mittleren Lkw wurden teilweise komplett bei Saviem gefertigt (und mit dem MAN-Logo versehen) und teilweise bei MAN aus vorgefertigten Teilen montiert. Das zulässige Gesamtgewicht lag je nach Ausführung zwischen 4 t und 12,3 t, die Dieselmotoren stammten von Saviem. Die Fahrzeuge wurden bis 1977 in Deutschland unter dem Markennamen MAN angeboten, waren hier jedoch nicht sehr verbreitet. Die Presswerkzeuge wurden nach der Beendigung der Produktion an den tschechischen Hersteller Avia veräußert, der die Kabine noch jahrelang weiter fertigte (vgl. Bild).

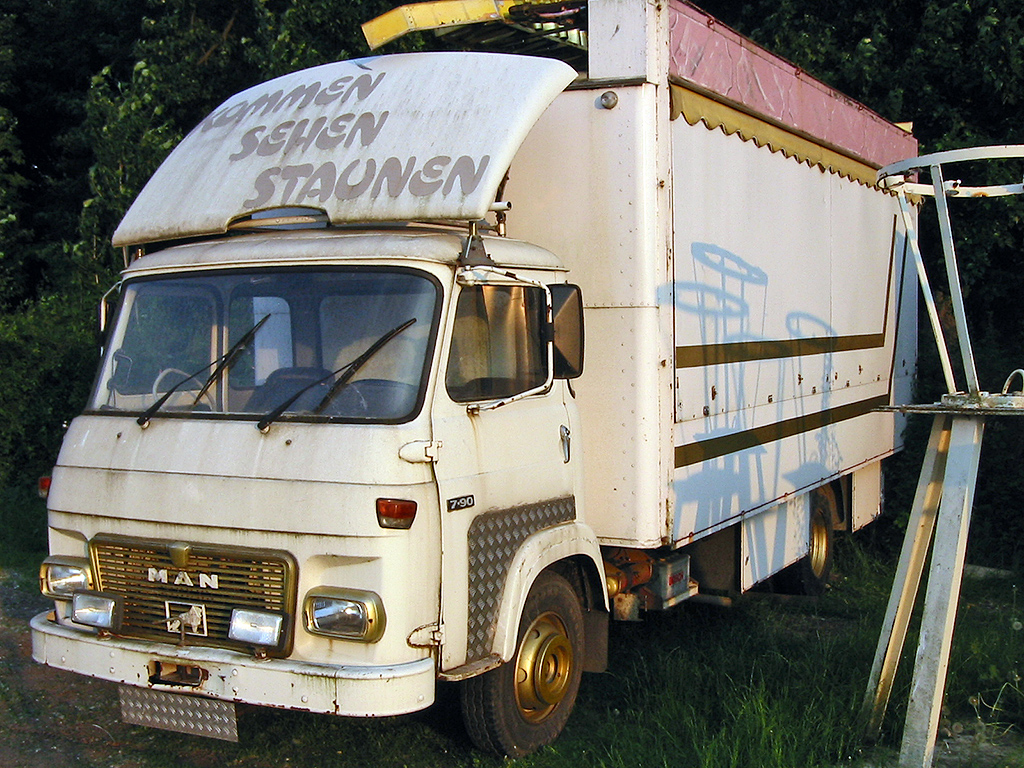
MAN-Saviem Typ 7.90 F (1973–1977; Typbezeichnung auf dem Fahrzeug nicht authentisch)
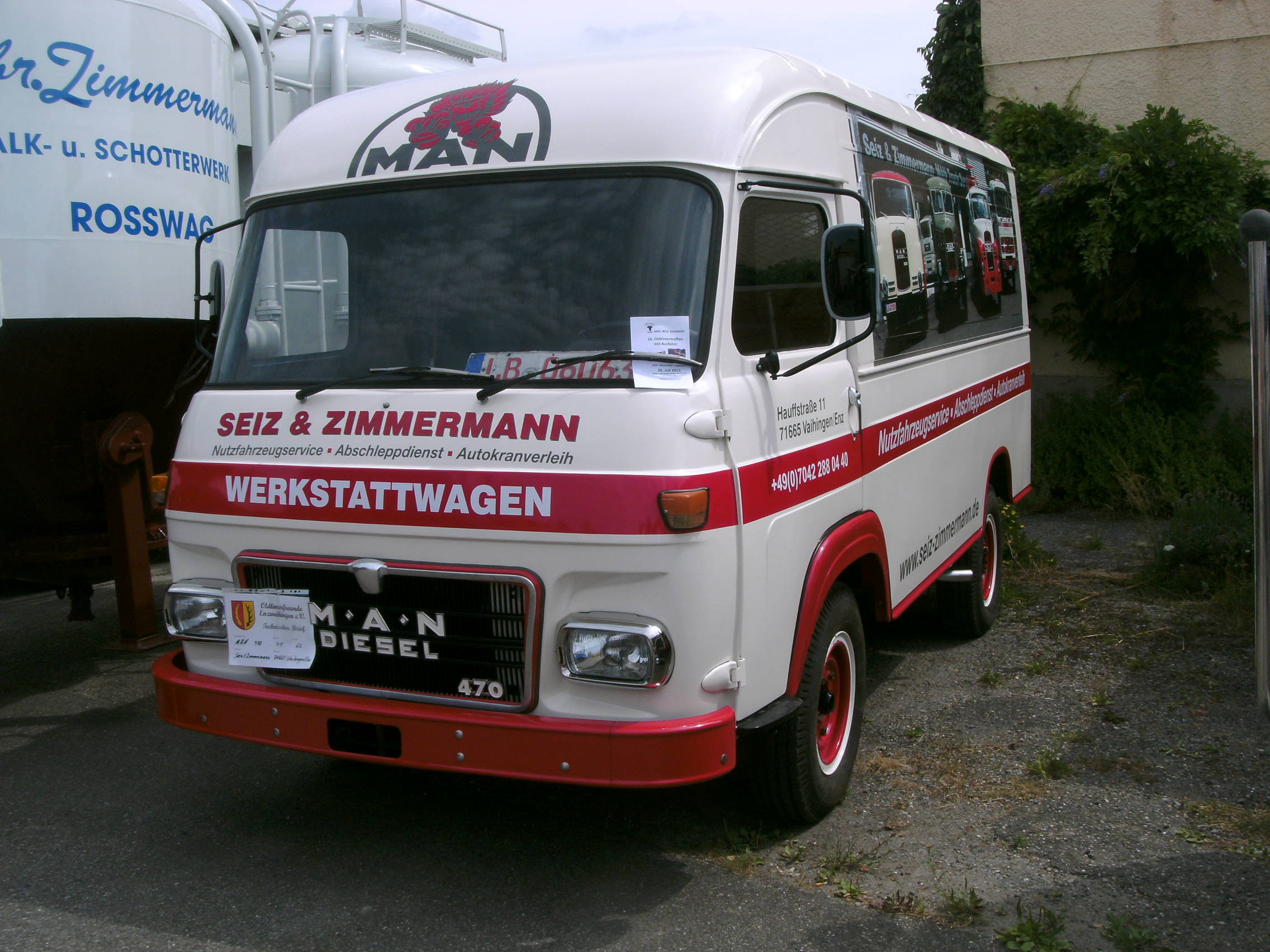
MAN 470 Baujahr 1971, 65 PS

#### 6–10-Tonner / G 90 (MAN-VW)
Nachdem 1977 die Kooperation mit dem französischen Hersteller Saviem ausgelaufen war, sah sich MAN nach einem neuen Partner für den Bau von leichten Lkw um und fand diesen in der VW AG. Nachdem Magirus-Deutz im Rahmen des Vierer-Clubs, an dem sich MAN ursprünglich beteiligen wollte, bereits 1975 das erste kippbare Fahrerhaus in der leichten bis mittelschweren Gewichtsklasse in Deutschland auf den Markt gebracht hatte, sollte auch das Kooperationsmodell von MAN und VW ein solches Fahrerhaus erhalten. Dieselmotoren, Chassis und Vorderachsen steuerte MAN bei, während das vom VW LT abgeleitete Fahrerhaus, Getriebe und Hinterachsen von VW stammten. Die Front der Fahrzeuge wurde – anders als während der Partnerschaft mit Saviem – mit den Logos beider Firmen versehen. Das Modell erschien 1979 zunächst mit zulässigen Gesamtgewichten zwischen 6 und 9 t, ab 1981 auch 10 t, zur Wahl standen zwei Motoren mit 90 und 136 PS (66 und 100 kW).
Im Einzelnen waren folgende Motoren verfügbar:
| Modell               | Hubraum   | Bohrung × Hub | Motorbaureihe | Leistung                     |
| -------------------- | --------- | ------------- | ------------- | ---------------------------- |
| Reihenvierzylinder:  |           |               |               |                              |
| 8.090                | 3.791 cm³ | 102 × 116 mm  | MAN D0224     | 66 kW (090 PS) bei 3000/min  |
| 8.100                | 4.397 cm³ | 108 × 120 mm  | MAN D0824     | 74 kW (100 PS) bei 3000/min  |
| Reihensechszylinder: |           |               |               |                              |
| 8.136                | 5.687 cm³ | 102 × 116 mm  | MAN D0226     | 100 kW (136 PS) bei 3000/min |
| 8.150                | 6.595 cm³ | 108 × 120 mm  | MAN D0826     | 110 kW (150 PS) bei 3000/min |

Dreiviertel der Fahrzeuge sollten im VW-Werk Hannover und ein Viertel bei MAN in Salzgitter-Watenstedt gebaut werden. Da jedoch weniger Fahrzeuge verkauft werden konnten als geplant, verschob sich das Verhältnis auf etwa 50:50. In den letzten Jahren wurde nur noch in Salzgitter produziert. Die einzige größere Überarbeitung erfolgte 1987, die Motorleistung stieg auf 100 und 150 PS (74 und 110 kW), die zuvor runden Scheinwerfer neben dem Kühlergrill wurden durch eckige in der Stoßstange ersetzt. Mit einer neuen Innenausstattung wurde er als „G 90“ im Markt positioniert. Die Kooperation zwischen MAN und VW endete 1993.

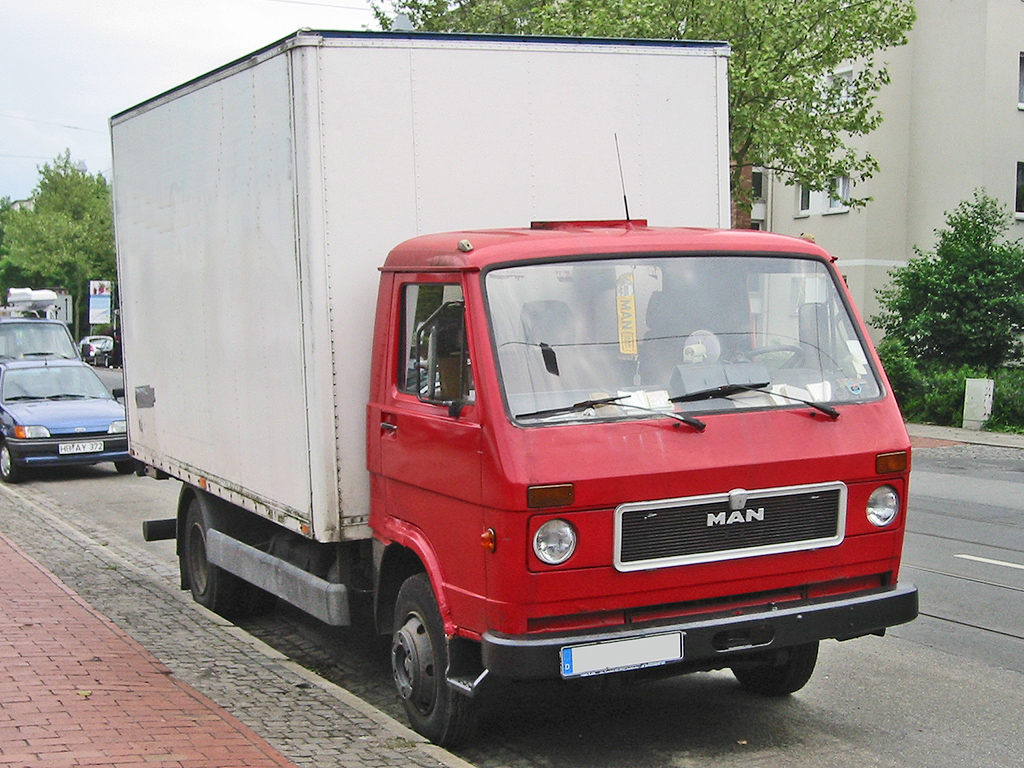
MAN 6–10-Tonner (ursprüngliche Fassung, 1979–1987)
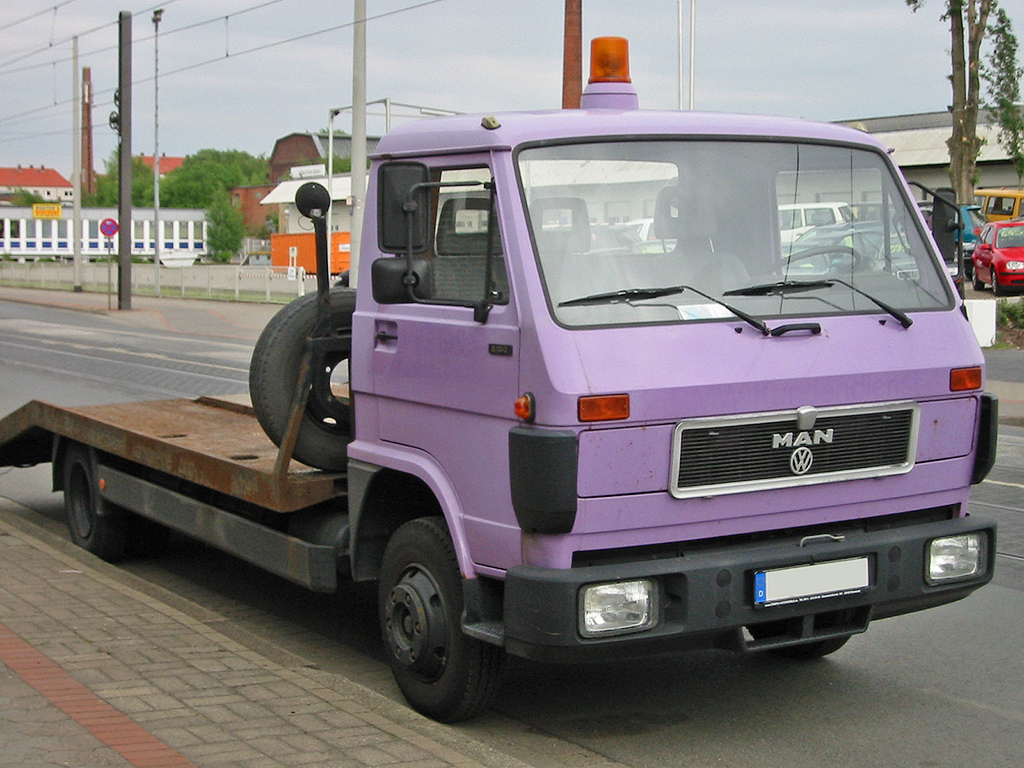
MAN G 90 (nach Facelift, 1987–1993)

#### L 2000, LE 2000
1993 endete die Kooperation mit VW im Bereich der leichten Lkw. MAN verwendete im neuen Typ L 2000, der bei 7,49 t Gesamtgewicht begann, nun eine mehr dem Design der eigenen Schwer-Lkw ähnelnde Kabine, die vom vier Jahre zuvor übernommenen österreichischen Lkw-Hersteller Steyr stammte. Die Motorisierung reichte von 120 bis 220 PS. Ab dem Jahr 2000 hieß die leicht überarbeitete Baureihe LE 2000. Das „E“ stand für Evolution und fand sich sowohl in der letzten Entwicklungsstufe des FE 2000 als auch des ME 2000.

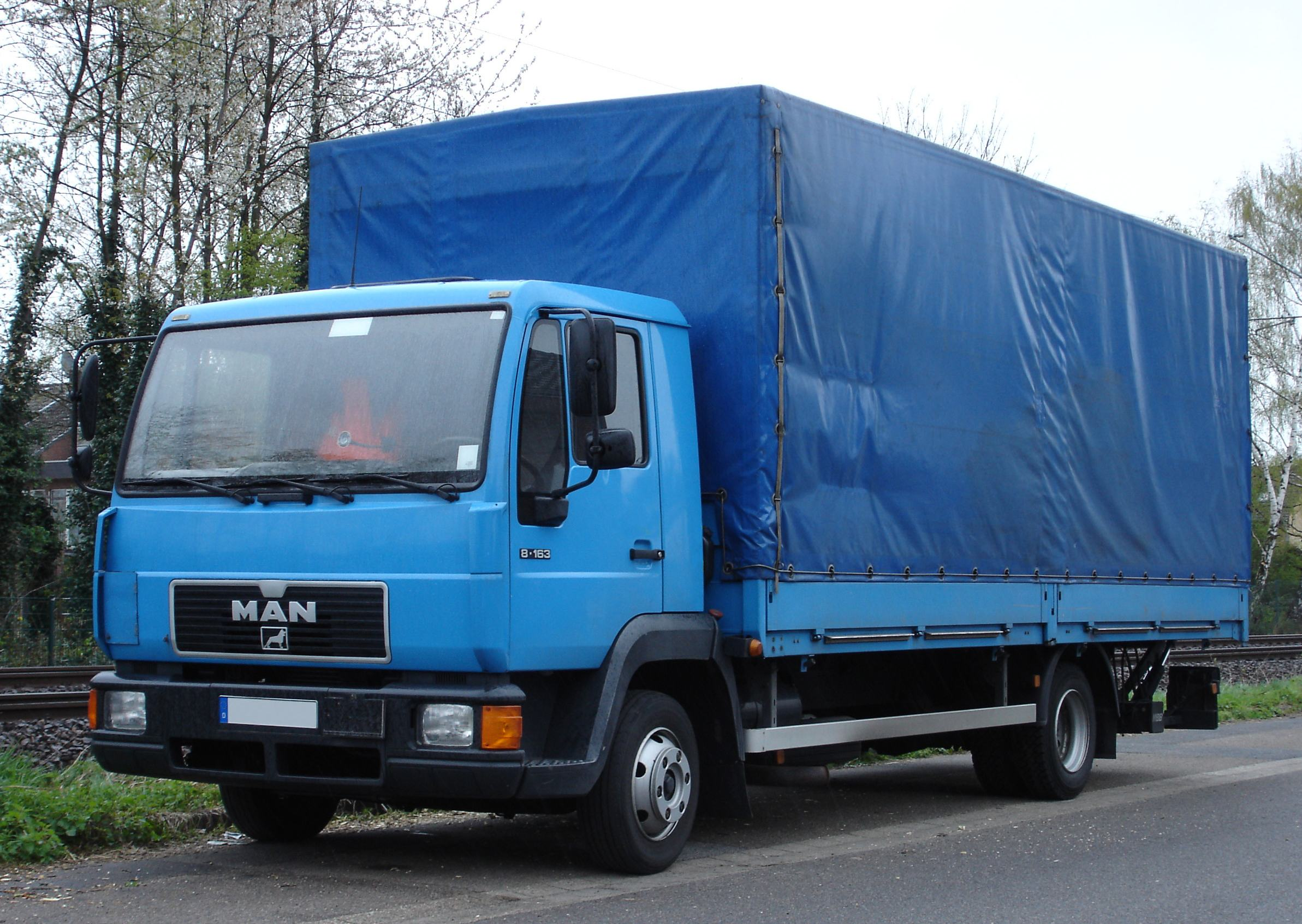
L 2000
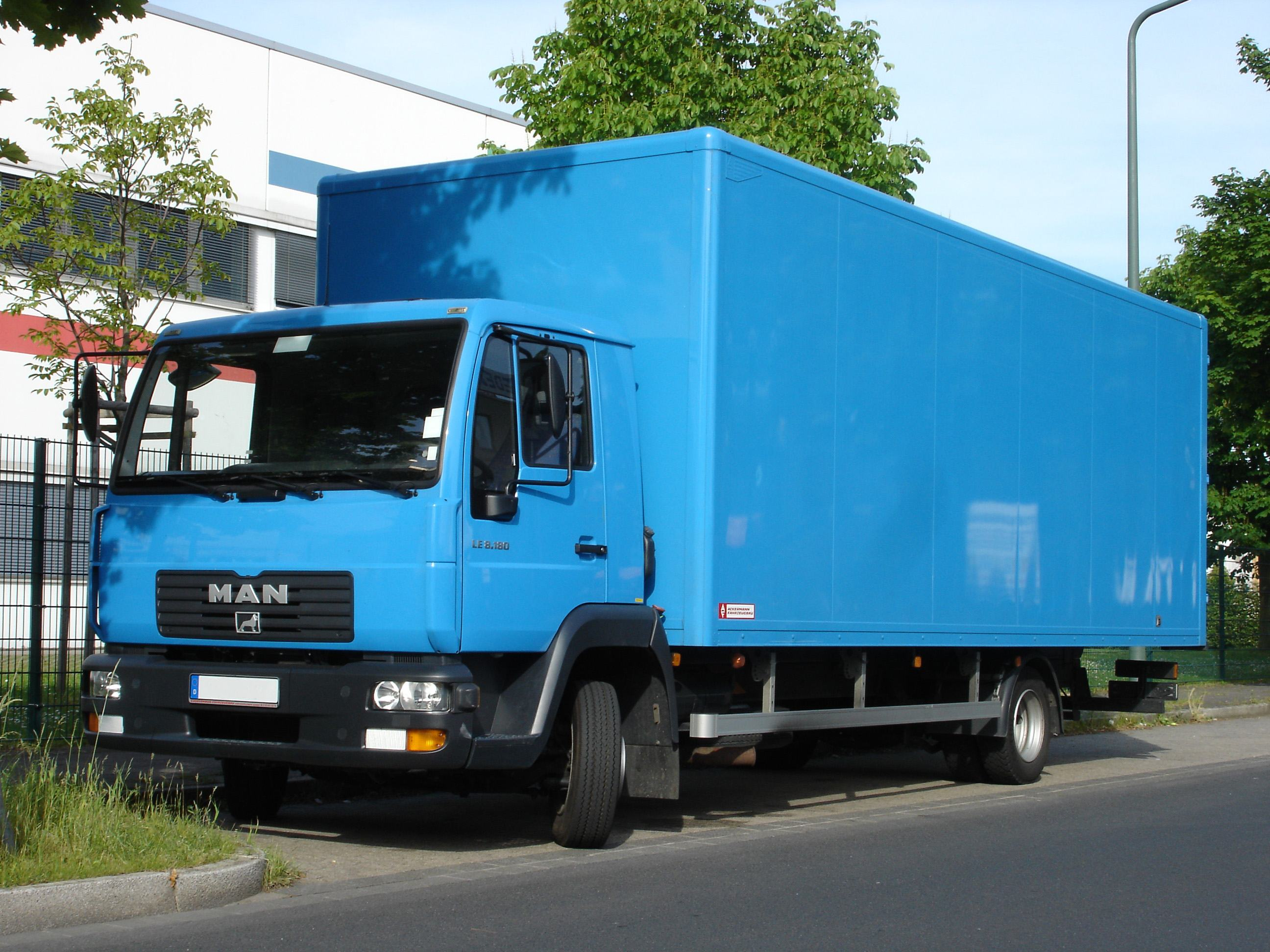
LE 2000

#### TGL
Im Frühjahr 2005 stellte MAN in der Gewichtsklasse zwischen 7,5 und 12 Tonnen das neue Modell TGL vor. 2006 wurde das Fahrzeug als „Truck of the Year“ ausgezeichnet.
Mit dem eTGL bietet MAN eine batterieelektrische Variante an, deren Serienproduktion im Juni 2025 gestartet ist.

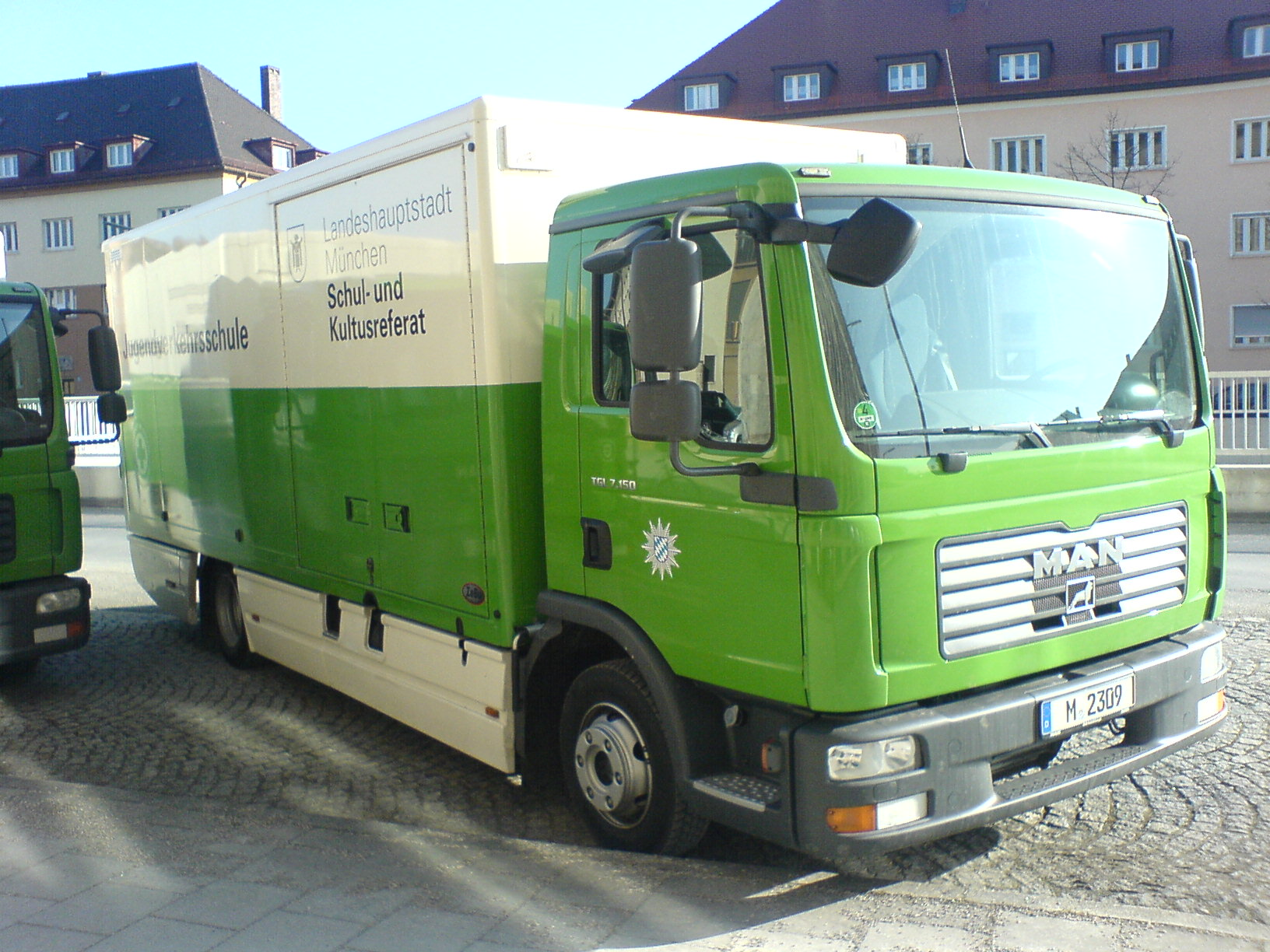
MAN TGL 7.150
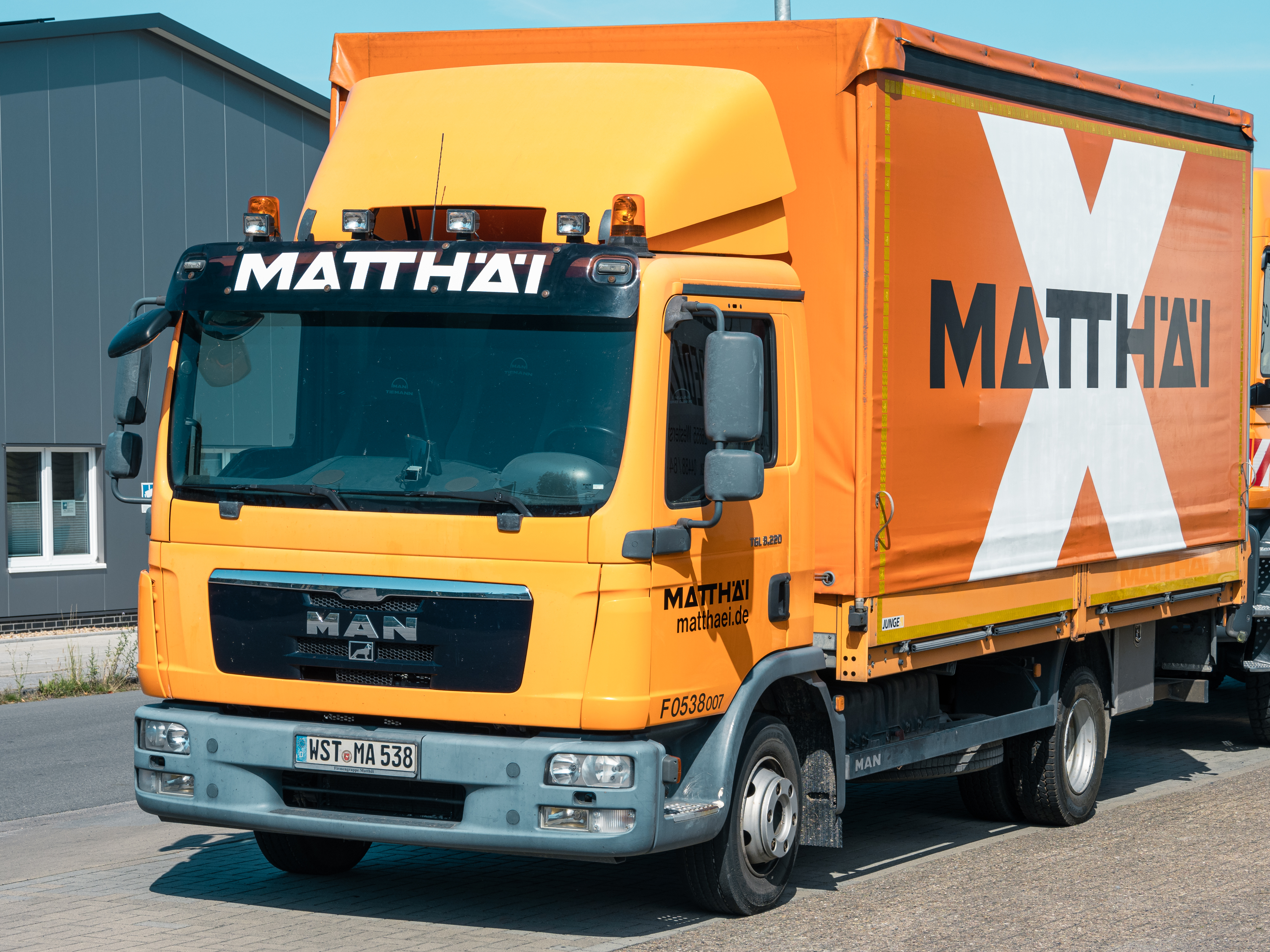
MAN TGL 8.220
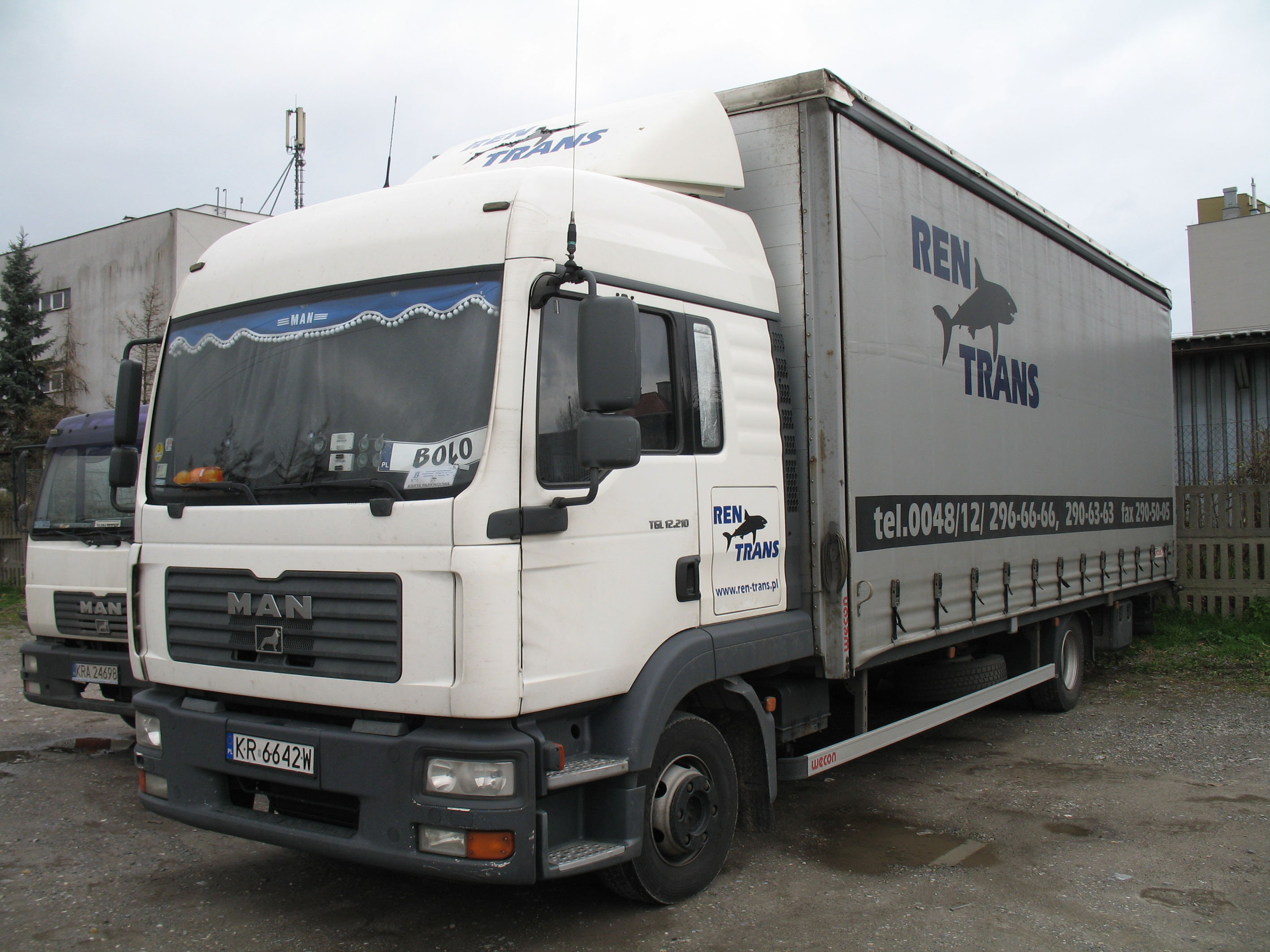
MAN TGL 12.210
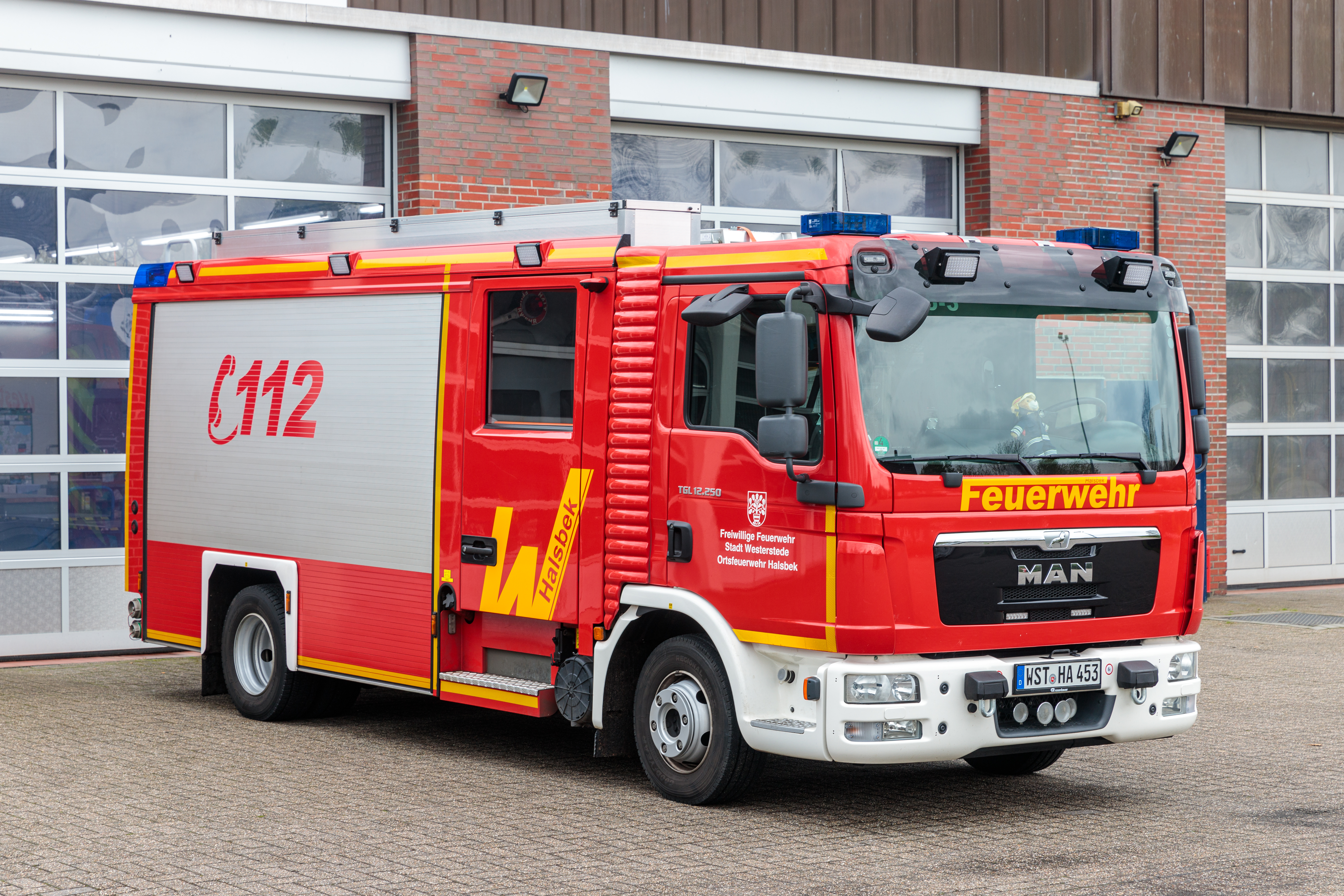
MAN TGL 12.250

### Mittelschwere und schwere Lkw

#### F8 Hauber
1951 kam als erster Schwerlastwagen nach dem Zweiten Weltkrieg der Typ F8 auf den Markt. Er war als klassischer Haubenwagen konzipiert, die Scheinwerfer waren aber bereits in die Kotflügel integriert und nicht mehr freistehend. Der F8 besaß bereits einen Direkteinspritz-Dieselmotor mit für diese Zeit beachtlichen 180 PS. 1953 wurde das Fahrerhaus überarbeitet, fiel breiter aus und bot jetzt mehr Platz. Ab 1953 erschienen äußerlich und konstruktiv ähnliche Modelle unter verschiedenen Typbezeichnungen, die allerdings bei teils vergleichbaren Nutzlasten über geringere Motorleistungen verfügten, so dass der F8 zunächst das „Flaggschiff“ des Lkw-Programms blieb. Die Produktion lief – zuletzt nur noch für den Export – bis 1963.

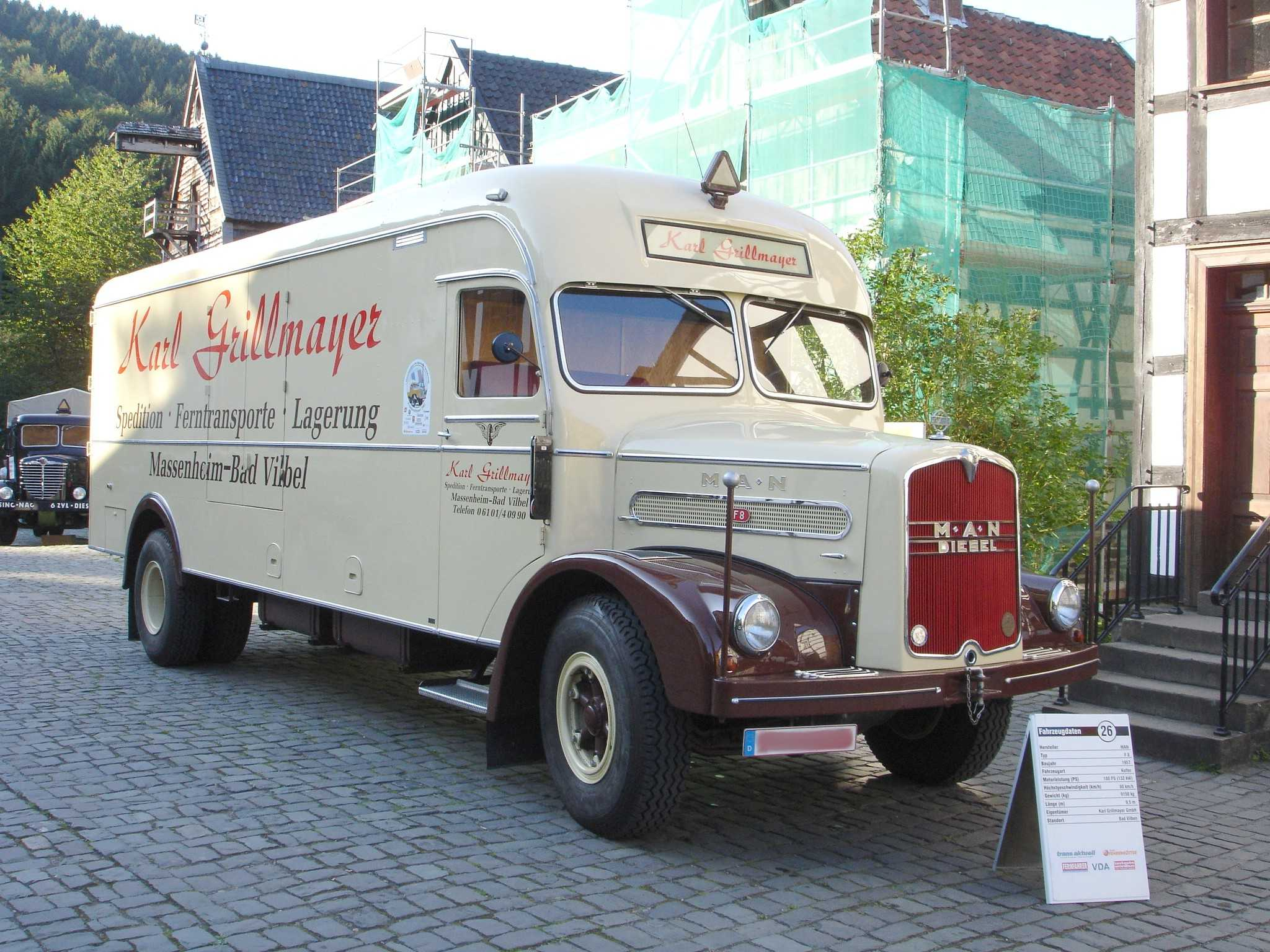
F 8 (Möbelwagen)

#### Ponton-Kurzhauber
1956 stellte MAN eine neue Generation von Haubenlastwagen vor. Sie waren als Kurzhauber konstruiert, d. h. der Motor lag nicht mehr komplett vor dem Fahrerhaus, sondern war ein Stück in dieses hineingeschoben. Die Fahrzeuge konnten dadurch etwas kürzer gebaut werden als bisher. Das Design orientierte sich formal am Pkw-Bau: Pontonform anstatt der bisherigen freistehenden Kotflügel und Scheinwerfer.
Die Motorisierung erfolgte durch Dieselmotoren aus eigener Fertigung, die zulässigen Gesamtgewichte lagen zwischen 4,3 und 30 Tonnen. Die Fahrzeuge waren in zahlreichen Ausführungen erhältlich: (Pritschenwagen, Sattelzugmaschine, Kipperfahrzeug usw.). Auch Varianten mit Allradantrieb standen zur Verfügung.

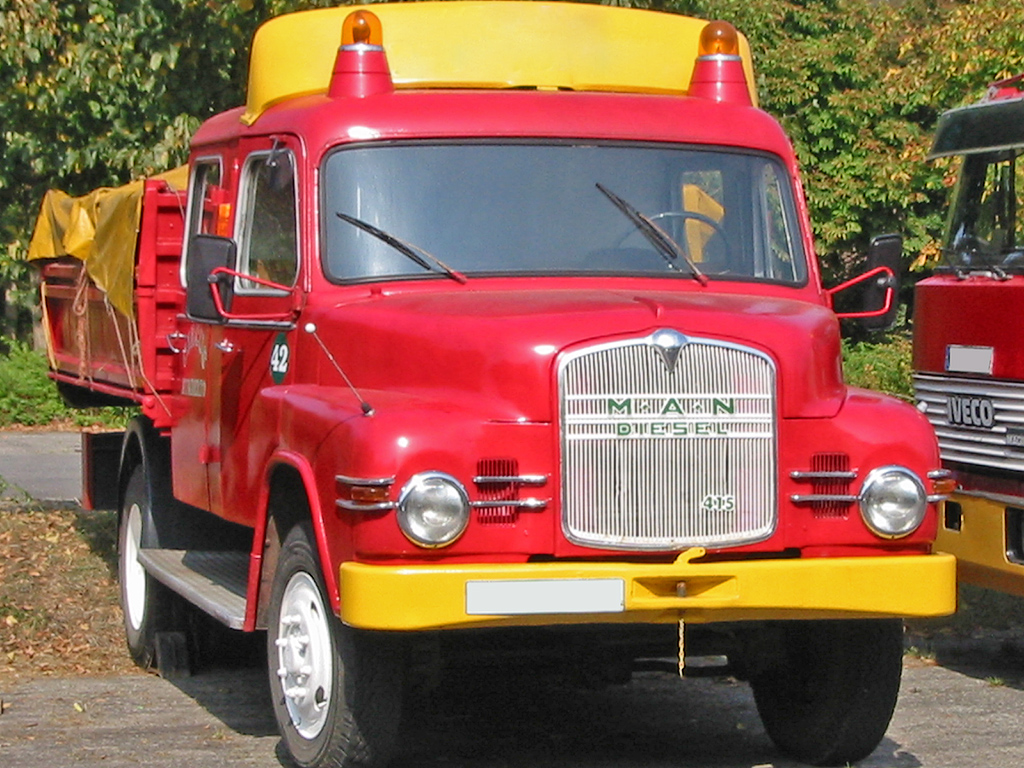
Ponton-Kurzhauber (der ersten Generation 1956–1969; hier ein leichtes Fahrzeug, die schwereren hatten eine höhere Kühlermaske)
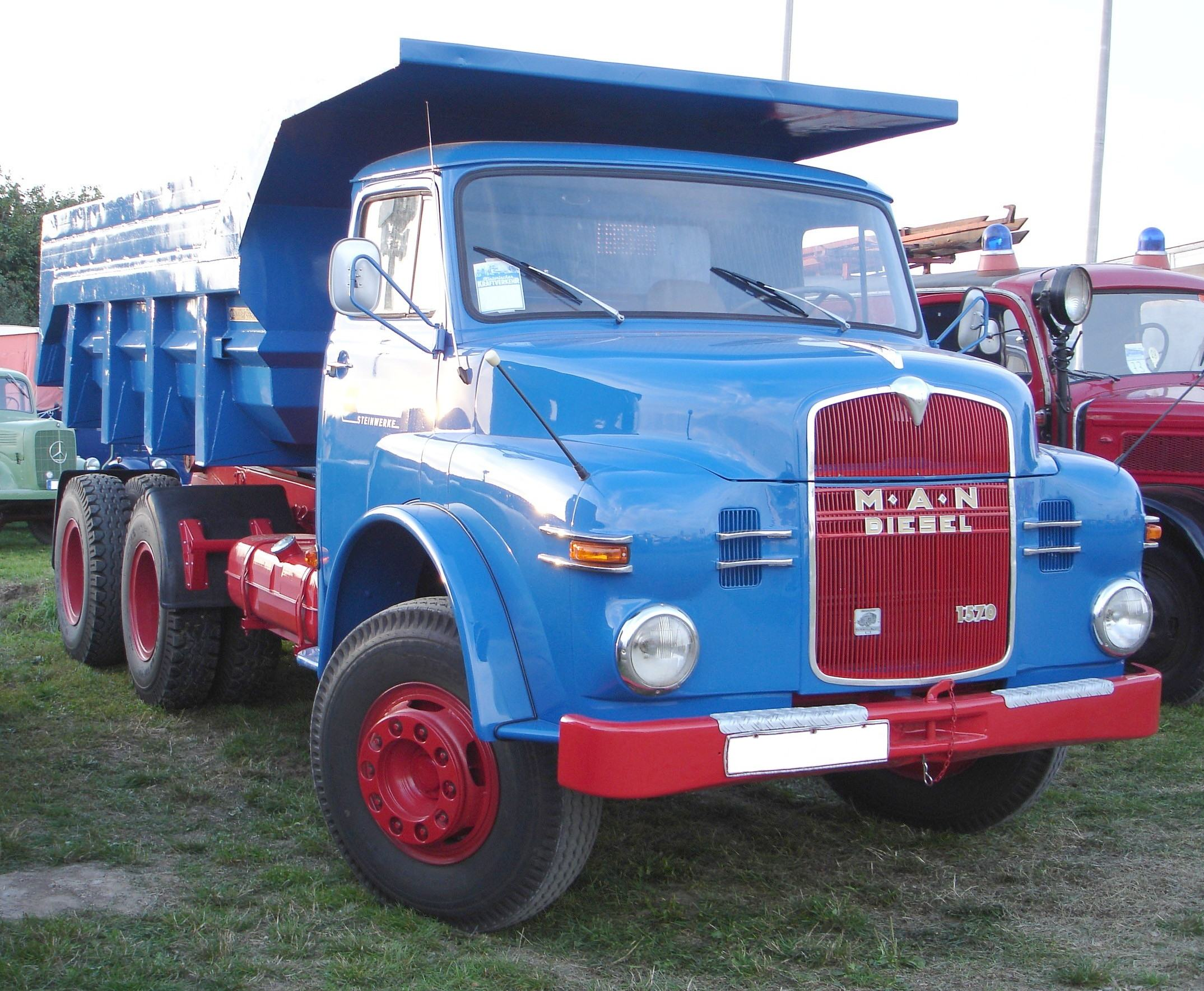
Ponton-Kurzhauber (der ersten Generation 1956–1969; schwereres Fahrzeug mit höherer Kühlermaske)
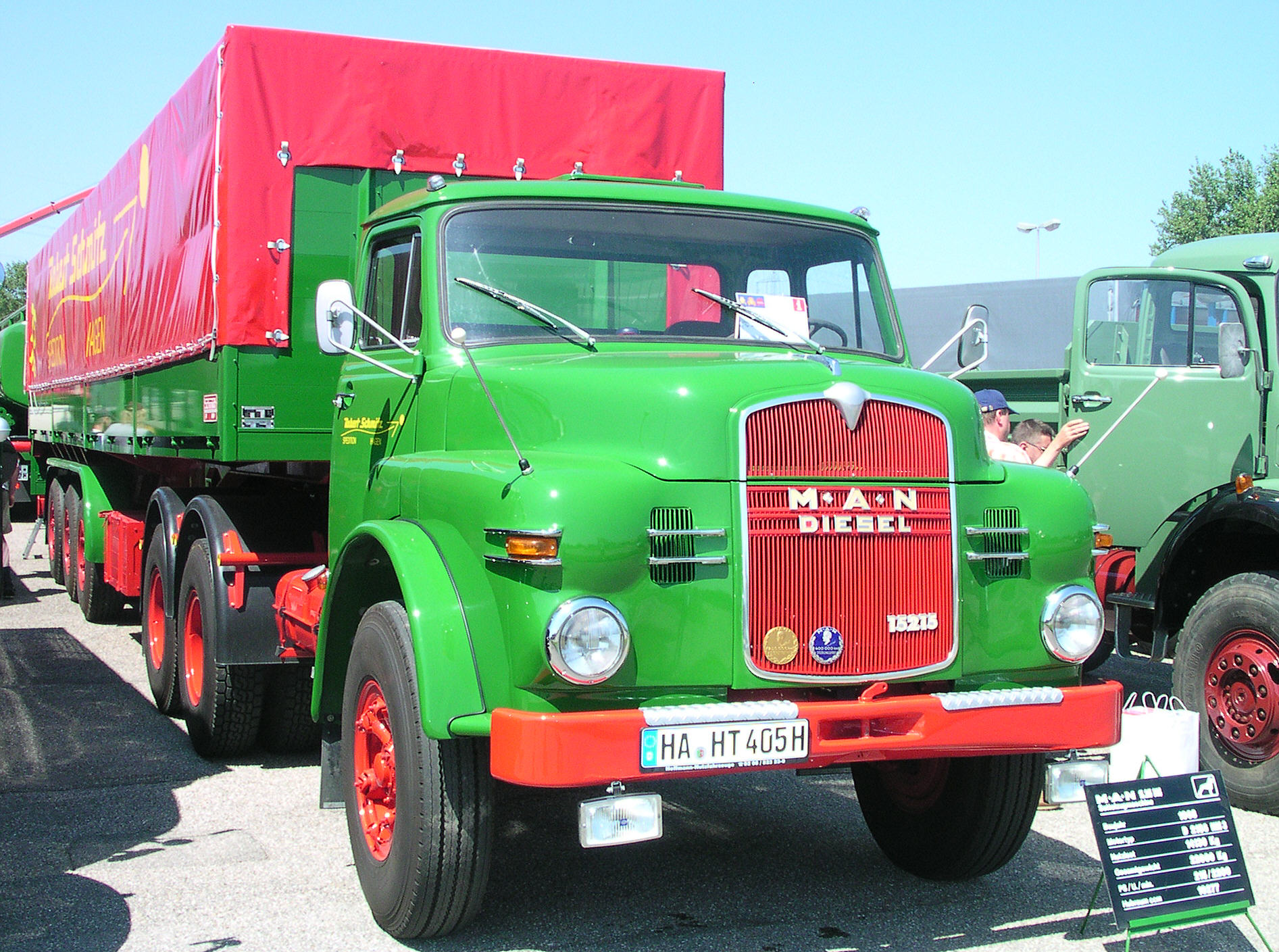
MAN 15.215, Baujahr 1968, 215 PS
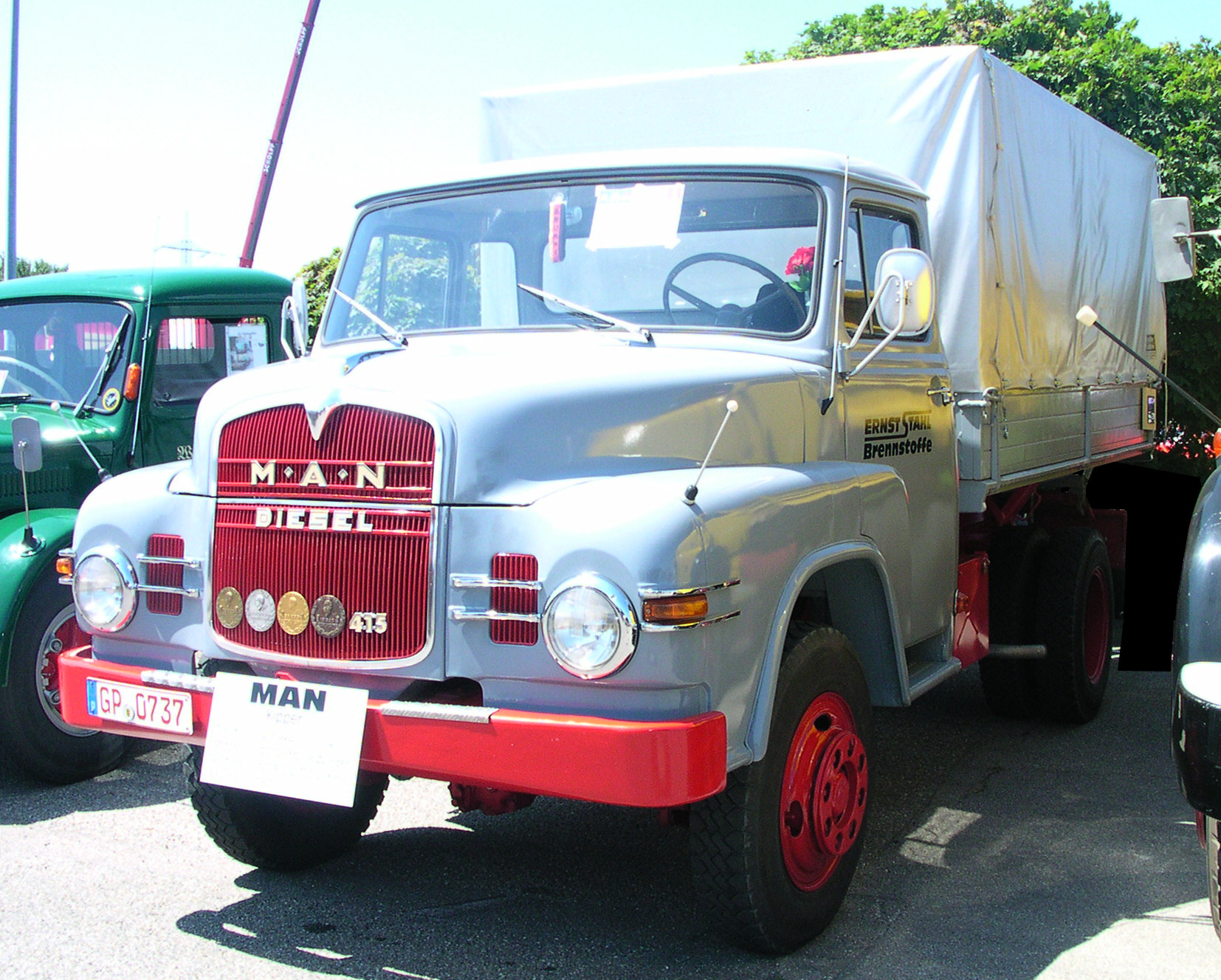
MAN 415, 115 PS
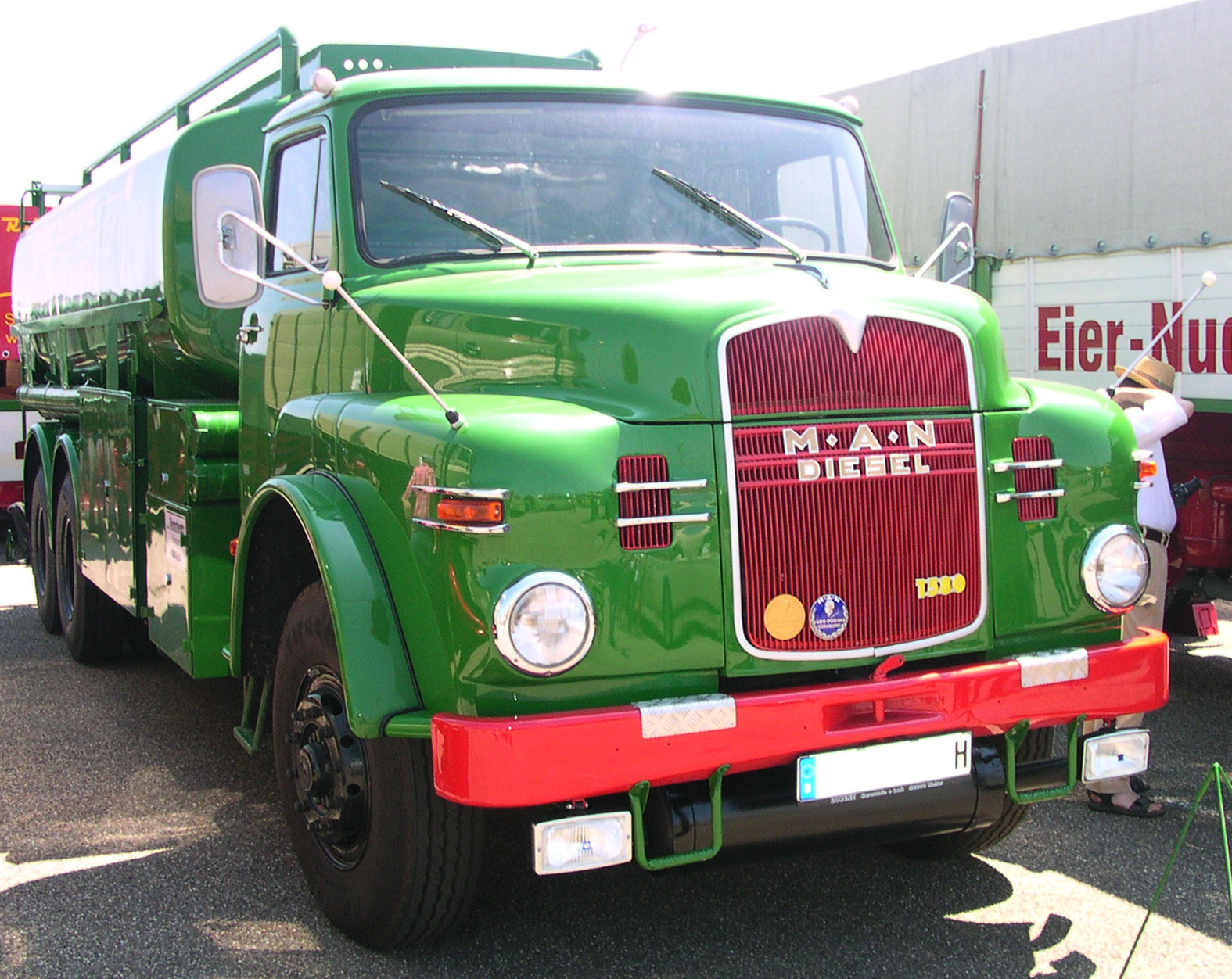
MAN 15.80, Baujahr 1966, 180 PS
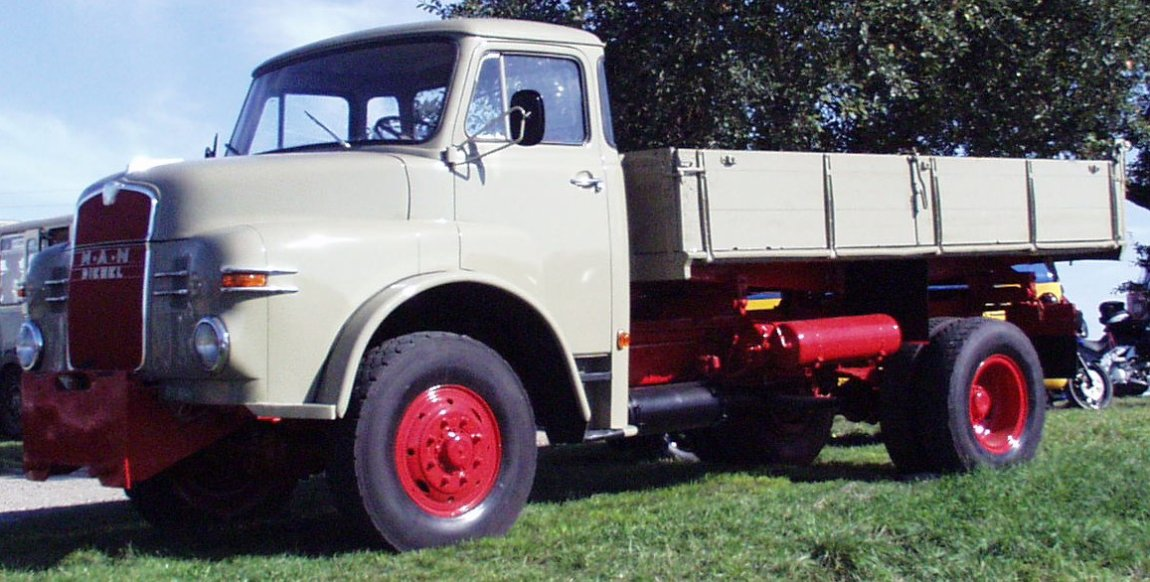

1969 wurden die Kurzhauber überarbeitet; auffälligstes Merkmal waren die nun in die Stoßstange versetzten Scheinwerfer. Bei diesen Fahrzeugen ließ sich der gesamte Vorbau inklusive der Kotflügel nach oben klappen, um die Zugänglichkeit zum Motor zu verbessern. Einige Fahrzeugtypen wurden bis 1972 noch im alten Design produziert, in der Türkei wurde die erste Generation sogar bis 1977 gefertigt. Die Produktion der zweiten Generation endete nach 25-jähriger Bauzeit im Jahr 1994.
Die MAN-Kurzhauber fanden eine weite Verbreitung als Baufahrzeuge und bei der Feuerwehr auch im Ausland. Ähnlich wie die Kurzhauber von Daimler-Benz waren sie sehr robust und im Hinblick auf eine unkomplizierte Wartung und Reparatur konstruiert.
Große Bodenfreiheit und steile Böschungswinkel sorgten für eine hervorragende Geländegängigkeit. Durch den vor der Vorderachse stehenden Motor wurde die Hinterachse entlastet und bot somit viel Nutzlast, was den Hauber als Sattelzugmaschine prädestinierte. Gesetzliche Bestimmungen zur Fahrzeuglänge bedeuteten in Europa aus wirtschaftlichen Gründen letztlich das Ende für Haubenfahrzeuge.

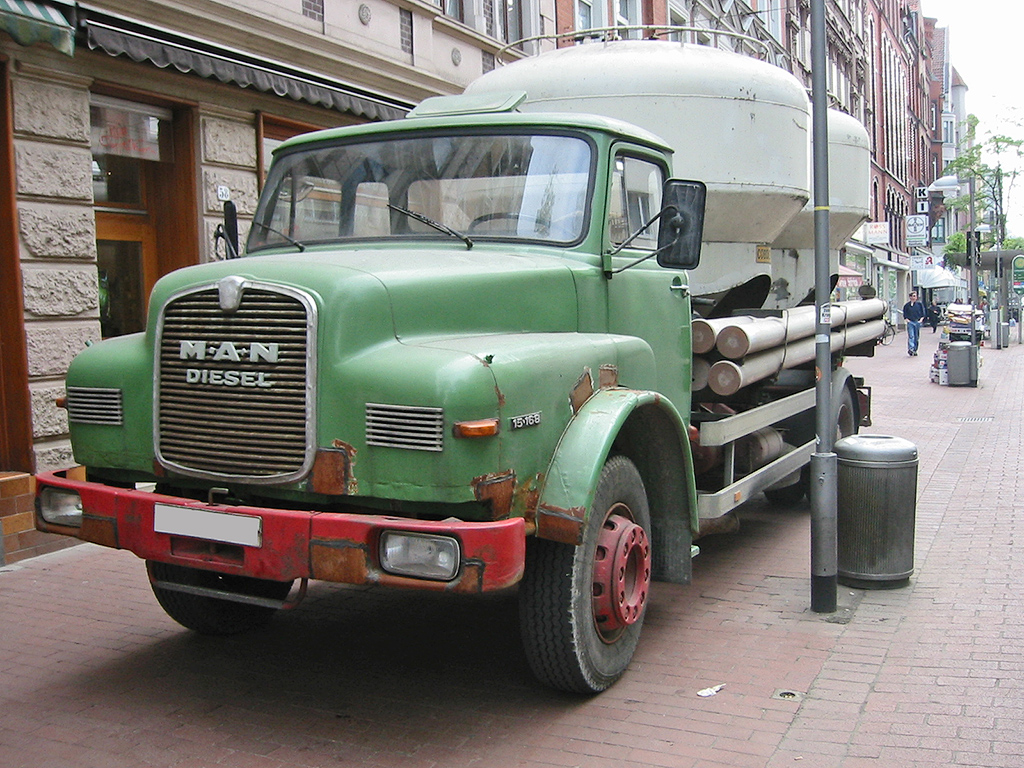
Ponton-Kurzhauber (der zweiten Generation 1969–1994; mit einem Aufsatz zum Transport von Getreide; das Fahrzeug war noch 2003 in regelmäßigem Einsatz)
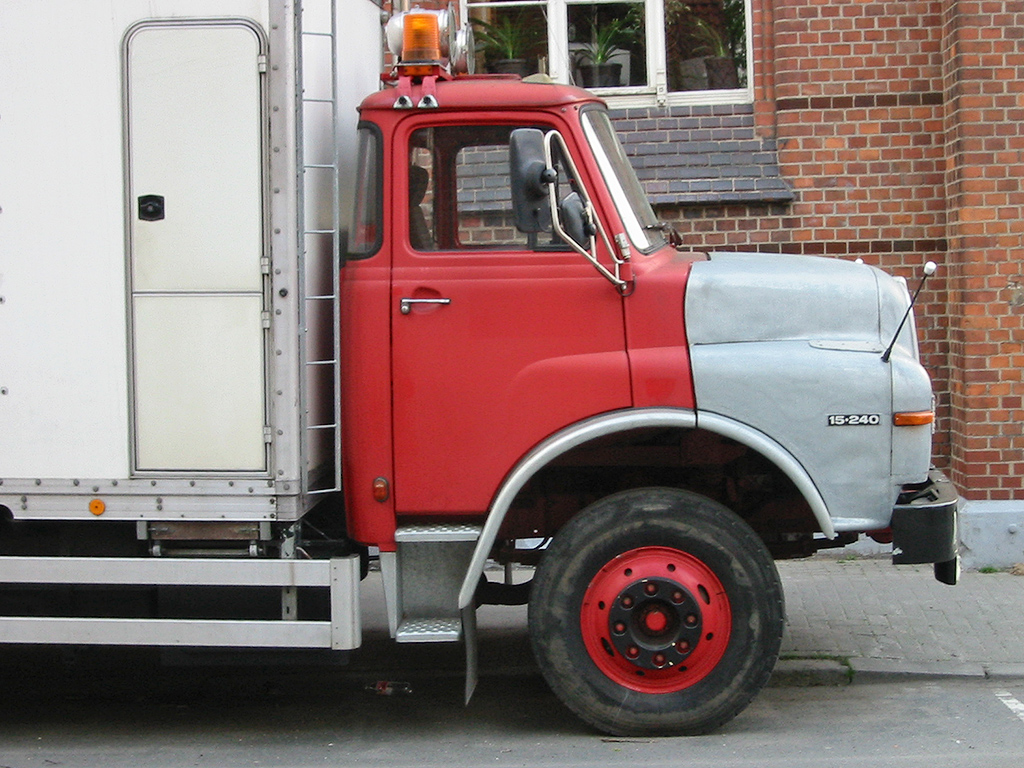
MAN 15.240, 240 PS

#### Die „Pausbacke“
Während es zu den mittelschweren Modellen der zuvor besprochenen Kurzhauber-Lkw ab 1957 bereits ein werksseitiges Frontlenker-Pendant gab, wurden schwere Frontlenker zu dieser Zeit häufig noch auf individuellen Kundenwunsch mit Fahrerkabinen unabhängiger Karosseriebauer ausgestattet. Doch auch hier arbeitete MAN an einem eigenen Modell. Nach etwas unbeholfen wirkenden Versuchen hatte der Hersteller im Jahr 1960 die vorerst endgültige Form für die schwereren Modelle gefunden. Diese neue Formgebung kam in den Modellen ab dem Typ 770 F zum Einsatz.
Konstruktiv ähnelte die neue Modellfamilie den schwereren Haubenwagen. Zur Betonung der Familienähnlichkeit erhielt sie an den vorderen Ecken – dort wo beim Hauber die Kotflügel endeten – leichte Ausbuchtungen, die den so ausgestatteten Fahrzeugen den Spitznamen „Pausbacke“ einbrachten. Das Modell erlangte vor allem im Fernverkehr mit langem Fahrerhaus bei den Typen 10.212 F/FS (und weiteren Bezeichnungen) große Beliebtheit. Gebaut wurde die „Pausbacke“ bis 1967.

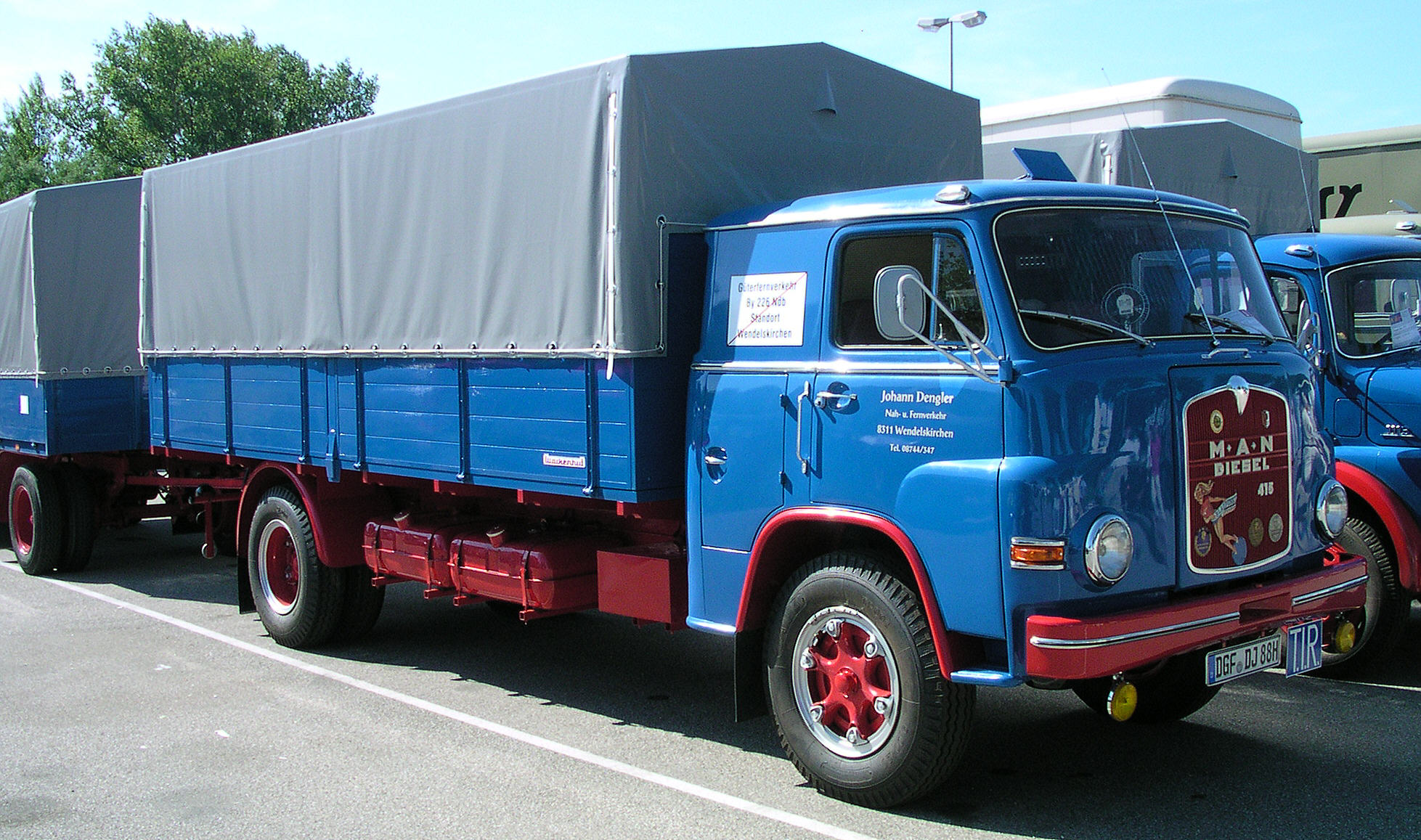
Mittelschwere „Pausbacke“ (Typ 415 F)
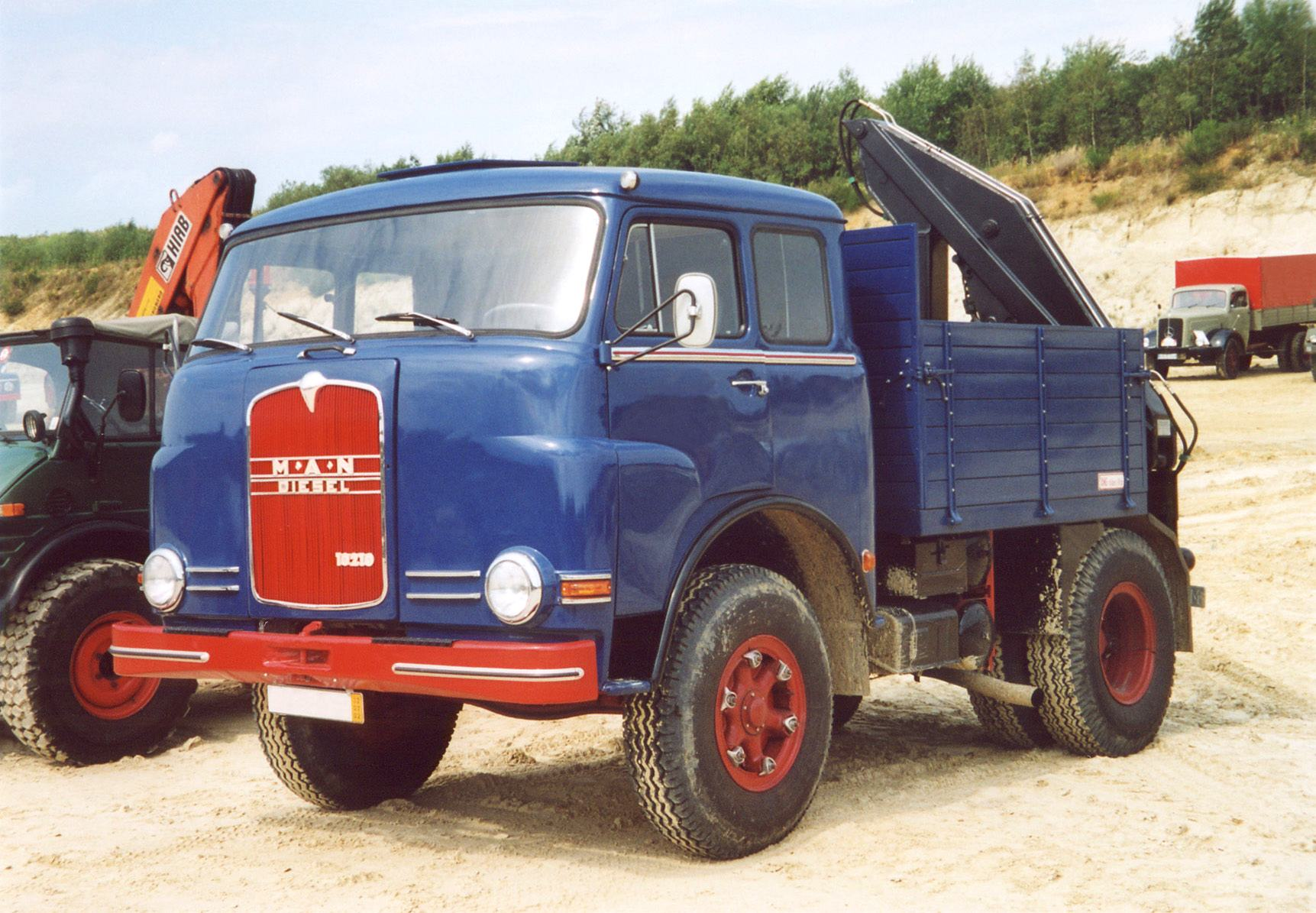
Schwere „Pausbacke“ (Typ 10210 F)
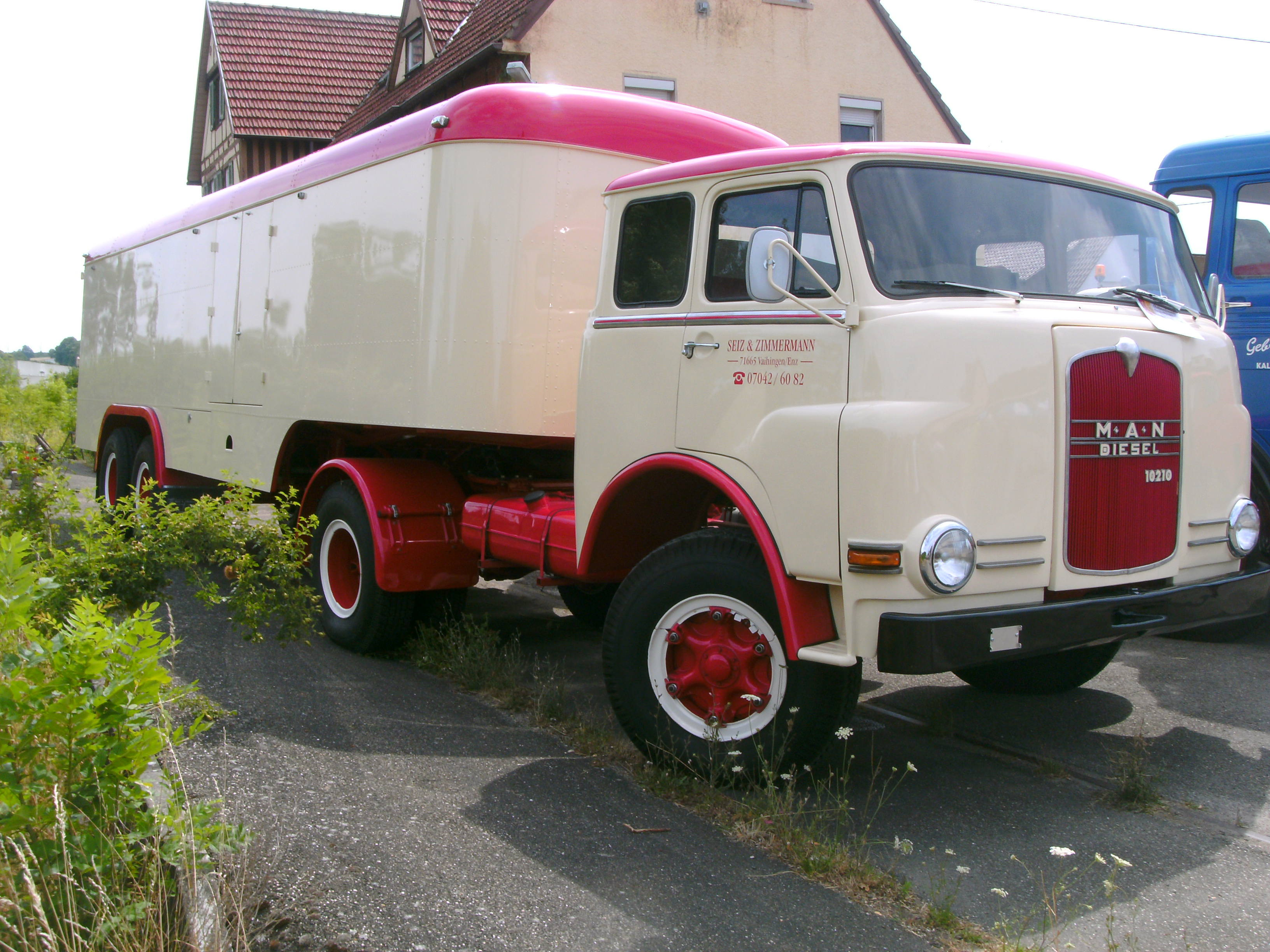
MAN 10.210, 210 PS, Baujahr 1962

#### F 7, F 8, F 9 Frontlenker und Büssing-Übernahme
1967 wurden neue Frontlenker-Lkw mit einem komplett neuen Erscheinungsbild vorgestellt. Das neue Fahrerhaus stammte vom französischen Kooperationspartner Saviem, mit dem MAN zwischen 1967 und 1977 eine technische und vertriebliche Partnerschaft eingegangen war.
Ab 1972 entfielen auf der Front die neben dem Kühlergrill angeordneten zusätzlichen Ziergitter mit Chromleisten (F7), den Ponton-Kurzhaubern blieben sie noch erhalten. Die Rippen der Kühlerblende verliefen nun horizontal (F8).

Zwischen 1968 und 1972 wurde der Mitbewerber Büssing übernommen und dessen Logo, der Braunschweiger Löwe, auf allen Lkw unterhalb des MAN-Schriftzugs angebracht, dies ist bis heute das Markenzeichen der MAN-Fahrzeuge, das Logo des MAN-Konzerns war und ist der stilisierte Bogen der Müngstener Brücke.

Ein leichtes Facelift erfolgte ab September 1979. Erkennbar war sie an einer neuen Stoßstange, kunststoffummantelt, mit größeren Scheinwerfern, unabhängig von den jeweils eingebauten Motoren. Da MAN ab 1979 einen eigenen Unterflurmotor produzierte – die Produktion des alten Büssingmotors wurde eingestellt – entfiel auf dem Kühlergrill nun auch der Büssing-Schriftzug und wurde durch den üblichen Diesel-Schriftzug ersetzt. Ab 1981/1982 erfolgte die letzte größere Modellpflege der F8-Baureihe. Auffälligstes Merkmal sind die weiter nach unten gesetzten und vergrößerten Blinker sowie ein überarbeiteter Instrumenten-/Armaturenträger. Ebenso entfiel der Diesel-Schriftzug. Bei den ab 1983 eingeführten mittelschweren Fahrzeugen der „Neuen mittleren Reihe“ ist die Kühlermaske niedriger als bei der schweren Ausführung. D08-Motoren und angepasste Fahrgestelle brachten der Modellreihe angepasste Nutzlasten.
Die Modellbezeichnungen lassen sich weiter differenzieren:
- Bis 1979: Null am Ende der Motorleistungskennziffer in der Typenbezeichnung (z. B. 280): Motoren der D25- (später D28-)Baureihe als Saug- oder Turbomotor. Die „1“ bekamen nur die sogenannten 281er- und 321er-Baureihen in der Typenbezeichnung sowie die nur wenig gebauten 241er. Die „0“ blieb nach wie vor noch. Zum Beispiel 280er- (nur aufgeladener Motor), 320er-V10-Sauger-, 240er-Sauger- oder 192er-Motorenbaureihe.
- Baujahre 1979 bis 1985 mit einer „1“ am Ende der Typenbezeichnung (z. B. 281 + 321): Konstantleistungsmotoren mit kombinierter Aufladung (Ladeluftkühlung plus Resonanzaufladung).
- Ab Baujahr 1986 mit einer „2“ am Ende der Typenbezeichnung (z. B. 292, 332, 362): F-90-Baureihe.
- Durch die Ende der 1980er-Jahre einsetzenden Abgasvorschriften wurden die jeweils nächst gültige Stufe mal durch Veränderung der letzten Ziffer (z. B. 3 oder 4) oder auch durch neue Motorleistungsangaben dargestellt.

Diese Fahrzeuge gehörten in den 1970er und 1980er Jahren zu den verbreitetsten Lkw-Typen auf deutschen Straßen. Das Fahrerhaus dieser Baureihe wurde ab 1973 auch für die Unterflurmodelle verwendet, die MAN vom übernommenen Konkurrenten Büssing ins eigene Programm aufgenommen hatte. Diese Fahrzeuge trugen den Markennamen „M·A·N Büssing“ auf dem Kühlergrill. Alle anderen MAN waren (zuvor) mit dem Zusatz „Diesel“ unter dem Schriftzug „M·A·N“ versehen. Fahrzeuge mit Kabinen dieser Baureihe wurden in Lizenz auch im Ausland gebaut, beispielsweise in Rumänien unter dem Namen Roman und in Ungarn als Rába. Im Herkunftsland Frankreich wurde das Fahrerhaus bei Saviem bis 1978 verwendet.

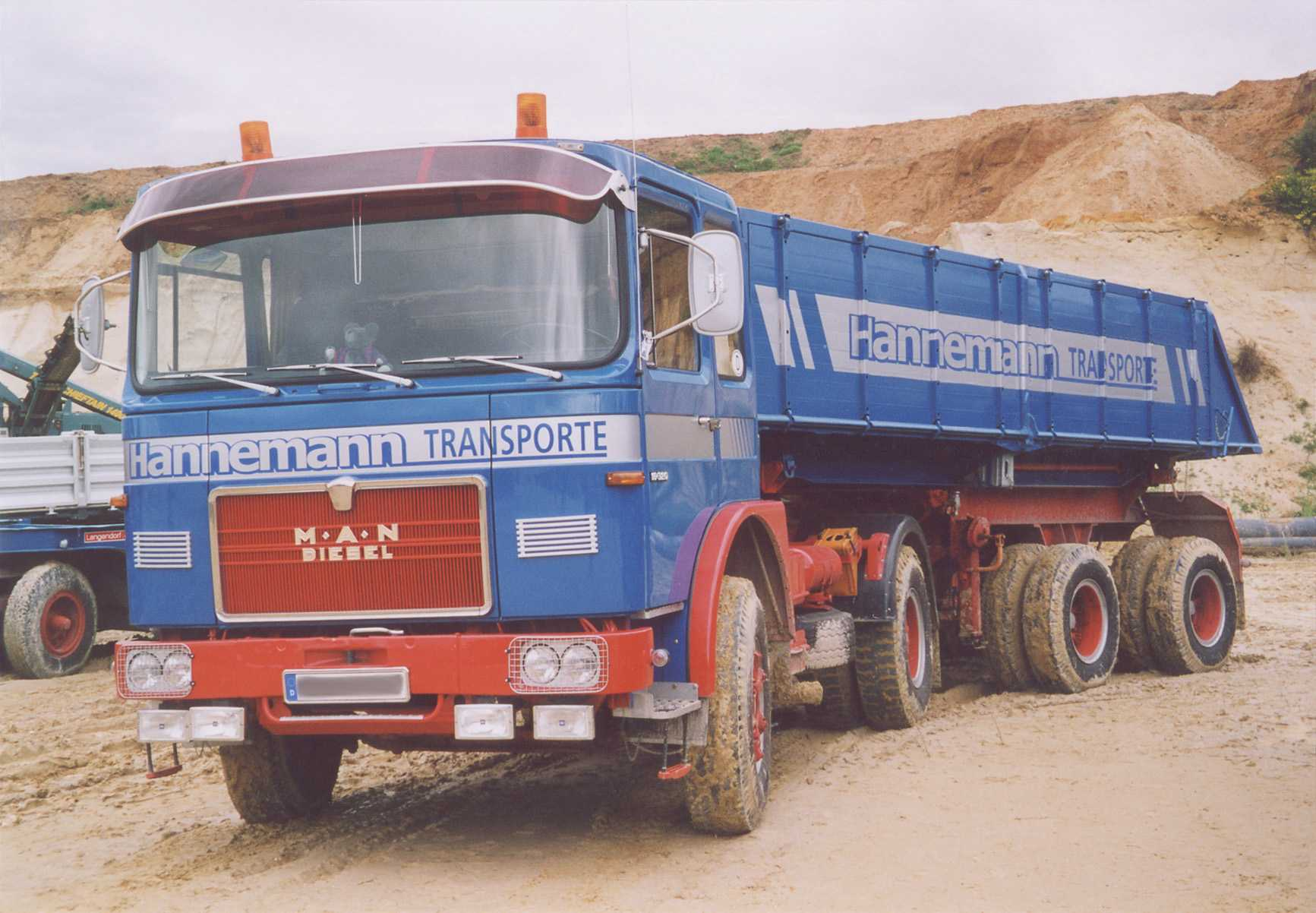
Bauzeit 1967–1972 (Typ 16-230 FS)
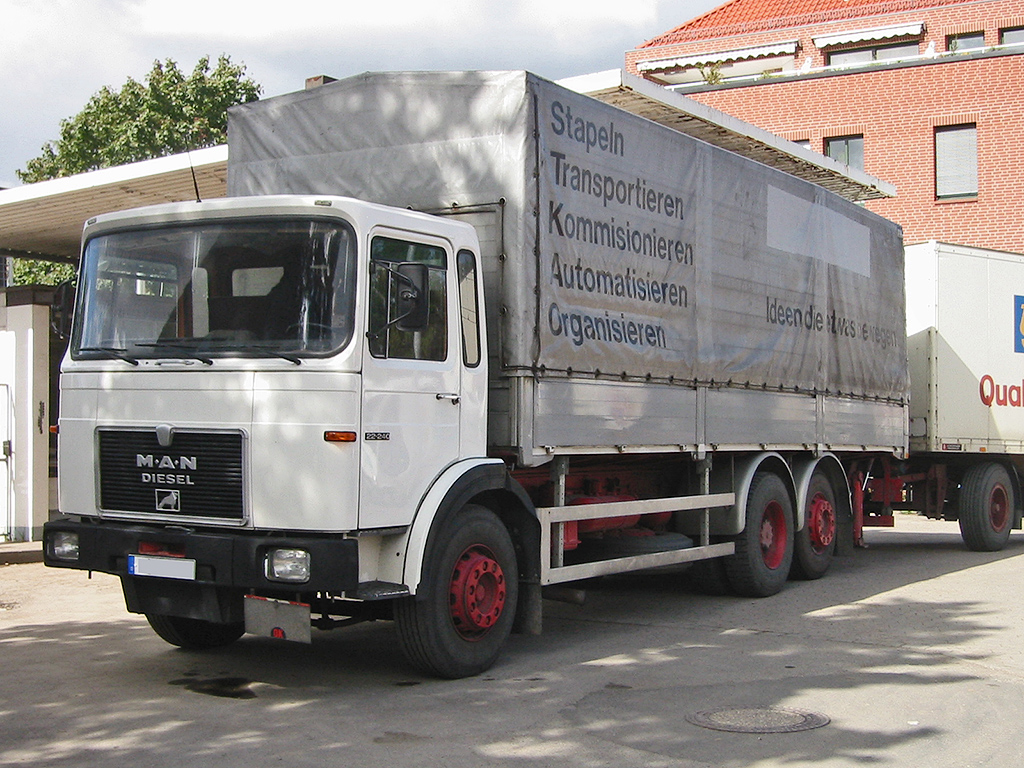
Bauzeit 1972–1983
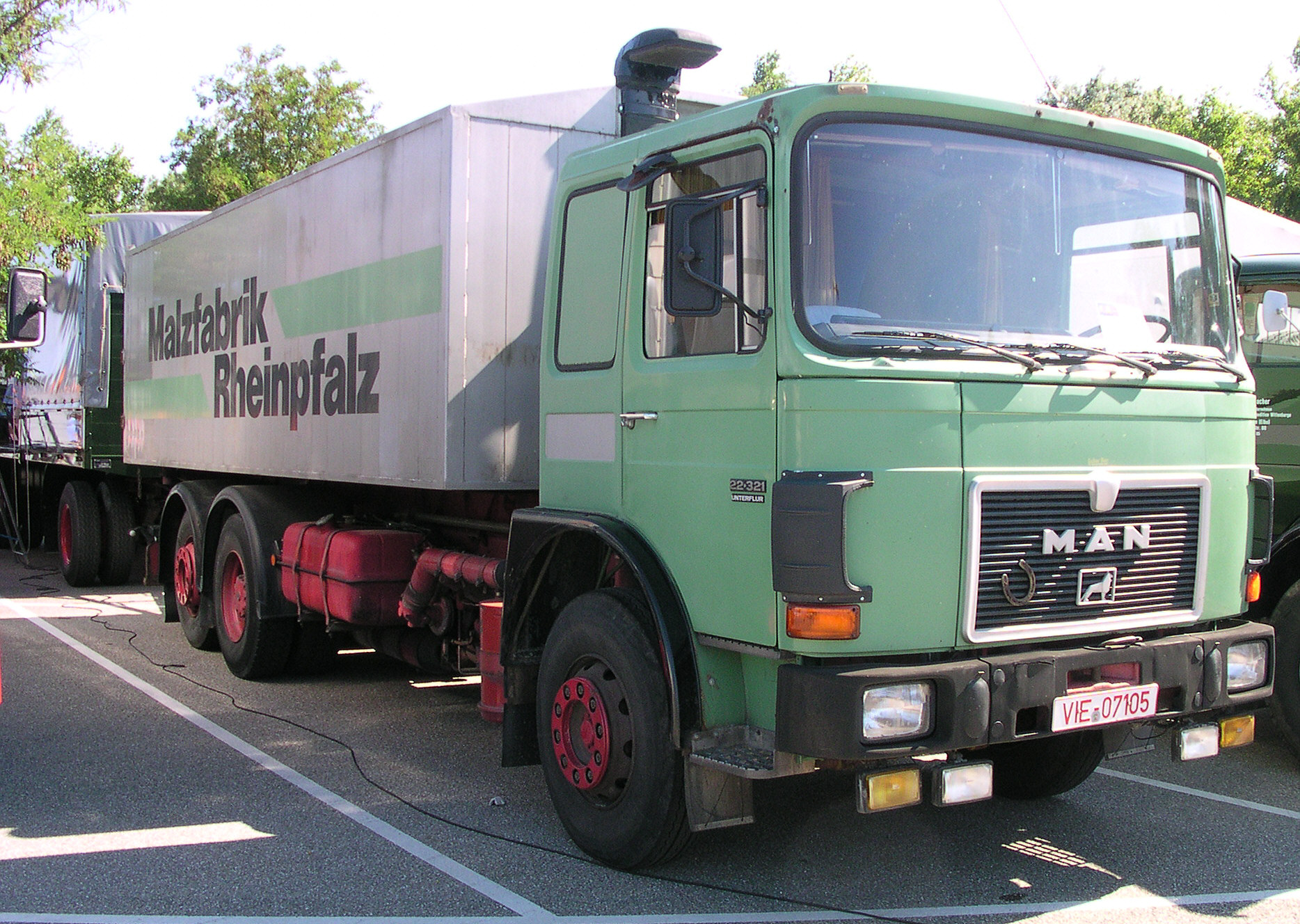
Bauzeit 1983–1986 (Typ 22-321 UNL; schwere Ausführung mit hohem Kühlergrill und Unterflurmotor)
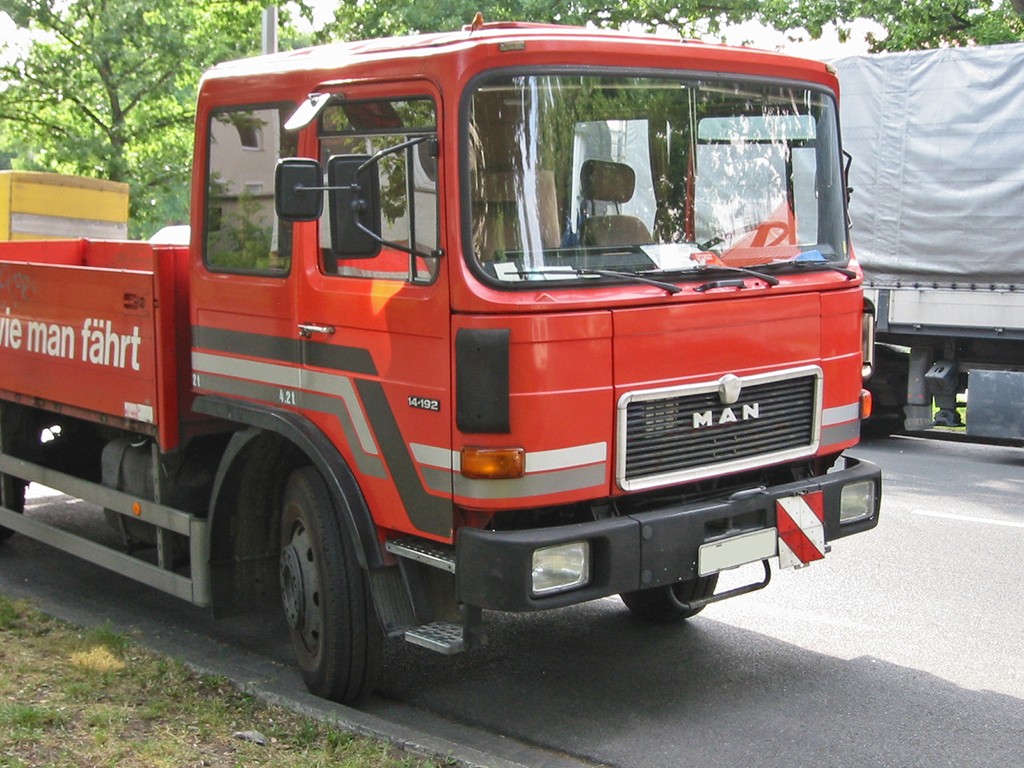
Bauzeit 1983–1986 (mittelschwere Ausführung mit flacherem Kühlergrill)

#### F 90, M 90
1986 erschien die Baureihe F 90, die die bisherige Baureihe F 9 ablöste. Das F-90-Fahrerhaus, das diesmal der Baureihe auch offiziell den Namen spendierte, wurde komplett neu konstruiert, wobei sich das Design stark am Vorgänger orientierte. Auffälligstes Unterscheidungsmerkmal sind wiederum die Blinker, die noch ein Stückchen tiefer bis in die Stoßstange wanderten. Seit 1986 entfallen die Punkte zwischen den Buchstaben im Logo („MAN“ statt „M·A·N“). Die Einführung der unterschiedlichen Modelle erfolgte Schritt für Schritt bis 1988. Die F-90-Modelle bekamen allesamt die neue, aus dem Vorgänger weiterentwickelte Motorengeneration. Zum Teil waren diese Neuerungen bereits auch den Vorgängern ab 1985 zugutegekommen. Die Spitzenmotorisierung betrug nun 460 PS, was MAN vorerst die Leistungsspitze der europäischen Straßenlastwagen einbrachte, und stieg später auf 500 PS. Erkennbar sind die Motoren dieser Serie an der auf 2 endenden Typziffer der Modelle.
Daneben war nun mit dem M 90 eine eigenständige Baureihe in der mittelschweren Gewichtsklasse erhältlich.
Motorentechnisch wurden in der ersten Generation teils noch Triebwerke der Baureihe F 9 mit eingesetzt. Die Reihensechszylinder-Motoren waren mit 290, 330 und 360 PS lieferbar. Ergänzt wurde die Motorenpalette mit einem V-10-Motor mit 460 PS. Abgelöst wurden diese Motoren von der zweiten Generation, die später auch beim F 2000 weiterverwendet wurde. Der Motor mit 320 PS hatte fünf Zylinder in Reihe, der mit 422 PS sechs Zylinder und das Topmodell (die 500-PS-Version) war ein V-10-Motor.
Derzeit wird der F 90 nur noch von Shaanxi hergestellt. Das Unternehmen begann 1986 als freier Hersteller die Produktion und stellte den Inlandsvertrieb des Fahrzeugs im Jahr 2007 ein. Seitdem werden die Fahrzeugteile nur noch zerlegt als CKD-Kit an das arabische Tochterunternehmen Shacman Motors ausgeliefert, wo der F 90 nun für den Markt des Nahen Ostens unter eigenem Markennamen montiert wird.

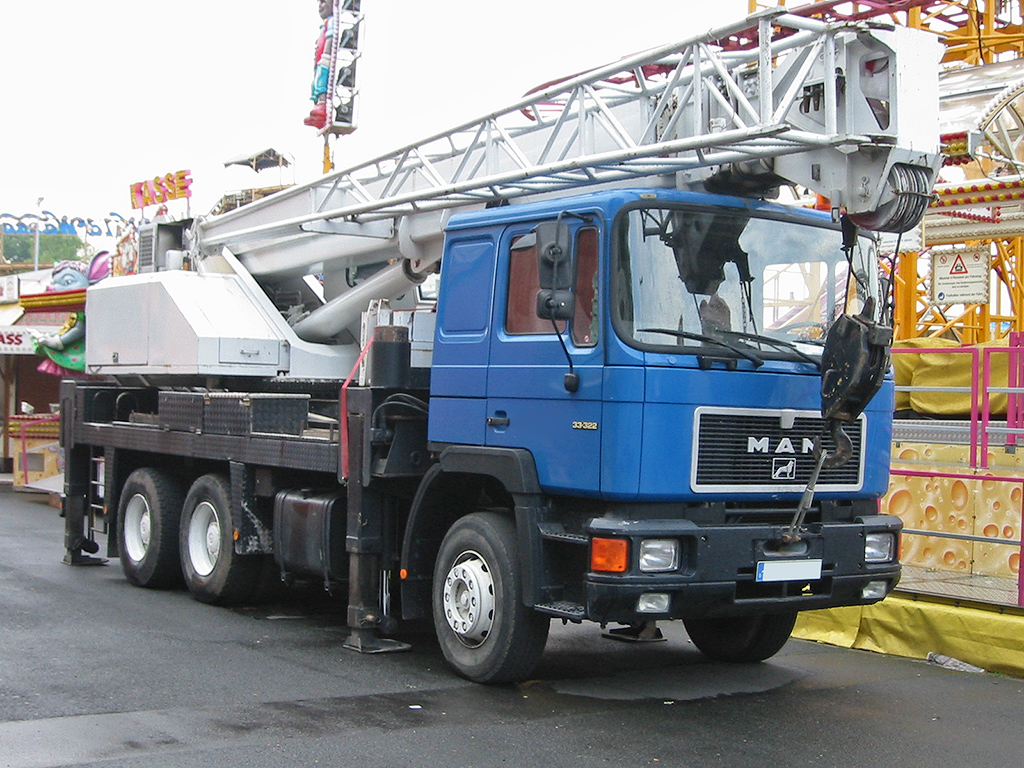
F 90 (Typ 33.332)
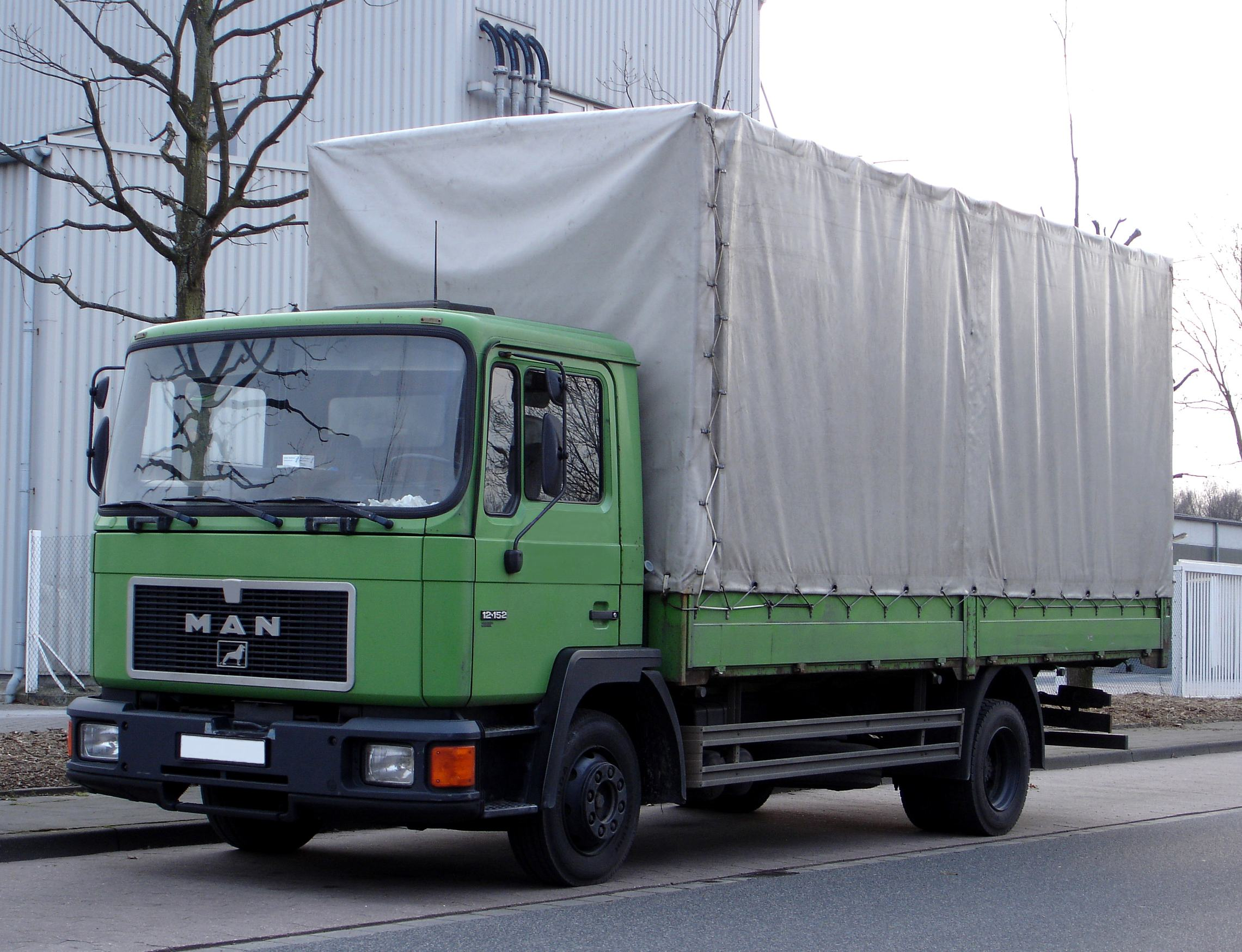
M 90

#### F 2000, F 2000 Evo, M 2000
Ab 1994 wurde die schwere Baureihe F 90 durch die Baureihe F 2000 (erkennbar z. B. an den geänderten – nun vier einzelnen – Scheinwerfern, der neuen Frontschürze sowie einem neuen Endtopf) – ab 1998 „F 2000 E“ (Evolution, äußerlich am Fehlen des Chromrahmens um die Kühlermaske erkennbar) – ersetzt. Im F 2000 E wurde erstmals auch neue Technik getestet (Bordcomputer), die im Nachfolgemodell TGA Standard war. Die mittelschwere Reihe M 90 fand ihren Nachfolger ab 1996 in der Baureihe M 2000, ab Baujahr 2000 als „ME 2000“, wobei der Kunde zwischen einem Fahrerhaus der schweren und der leichten Klasse wählen konnte.
Bis zum Produktionsende 2007 wurden im MAN-Werk Steyr die Fahrzeuge LE 2000 und ME 2000 gefertigt.
Derzeit wird der F 2000 noch von zwei Unternehmen montiert. So wird das Modell als MAN F 2000 und als Youngman F 2000 von Jinhua Youngman Vehicle und als Shaanxi F 2000 von der Shaanxi Heavy-duty Automobile Group in der Volksrepublik China hergestellt und montiert. Shaanxi liefert auch vollständig zerlegte Bausätze in die Vereinigten Arabischen Emirate, wo das Modell unter dem Markennamen Shacman Motors montiert und angeboten wird.

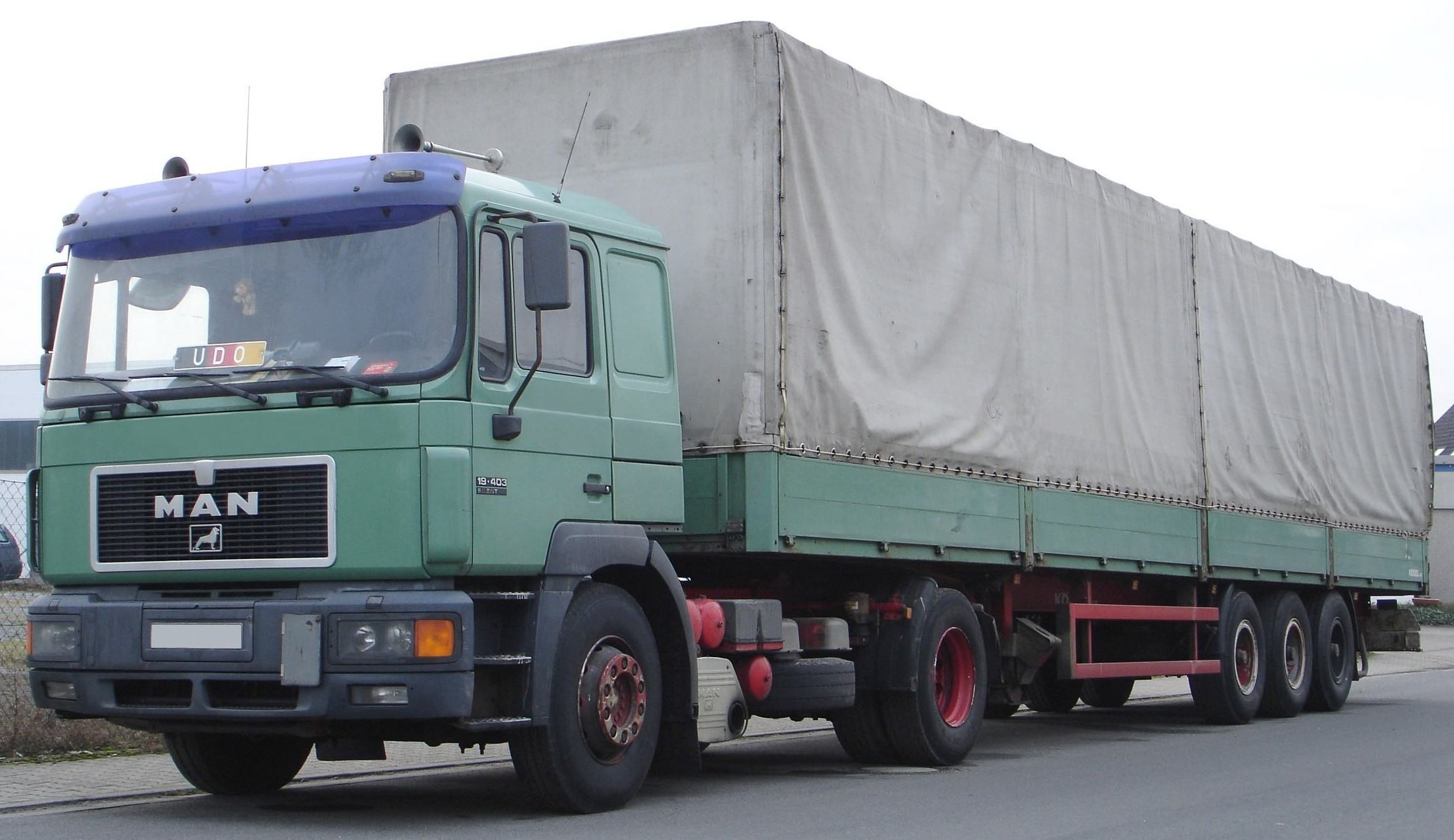
F 2000 Bj. ab 1994
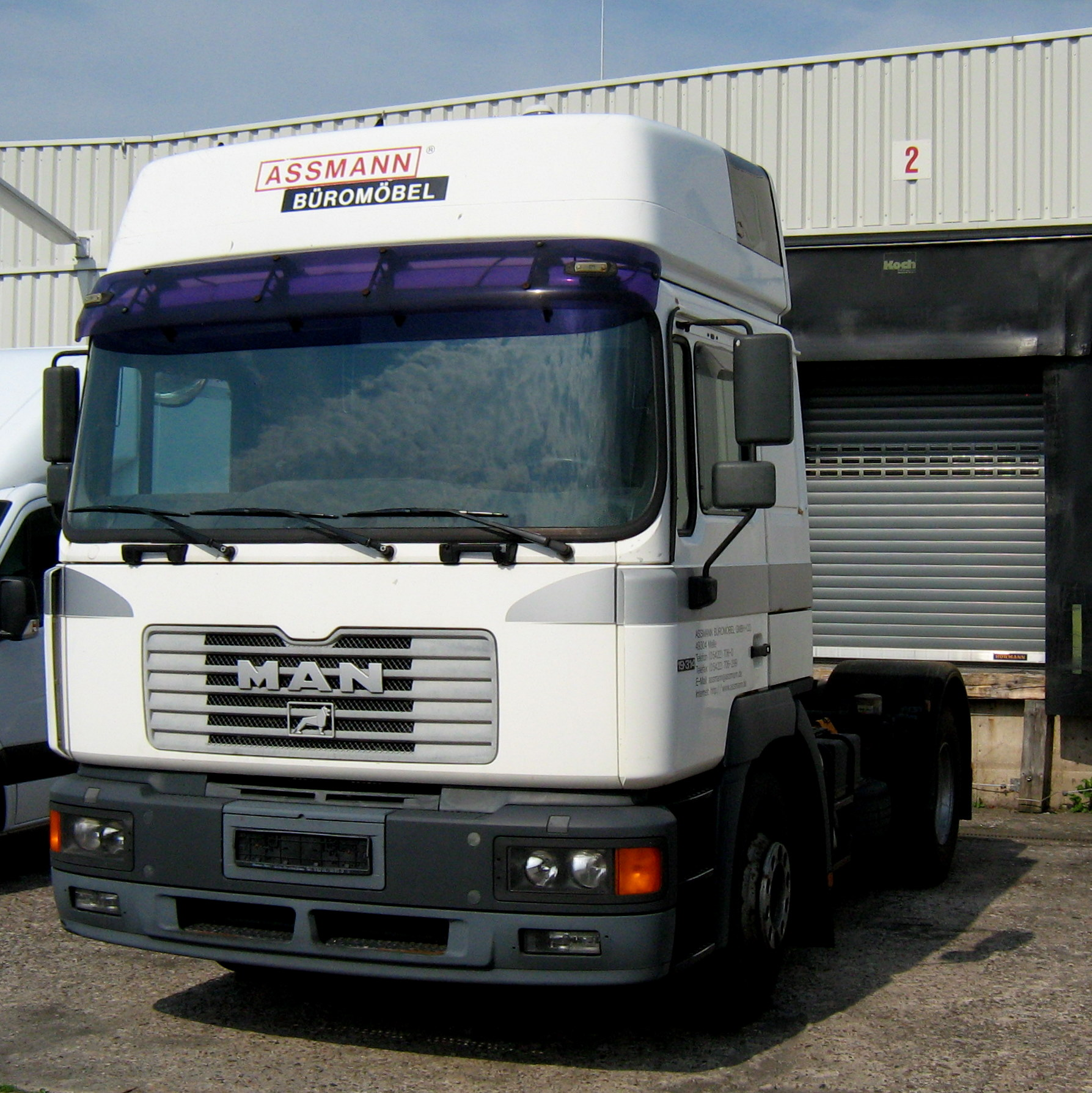
F 2000 Bj. 1998
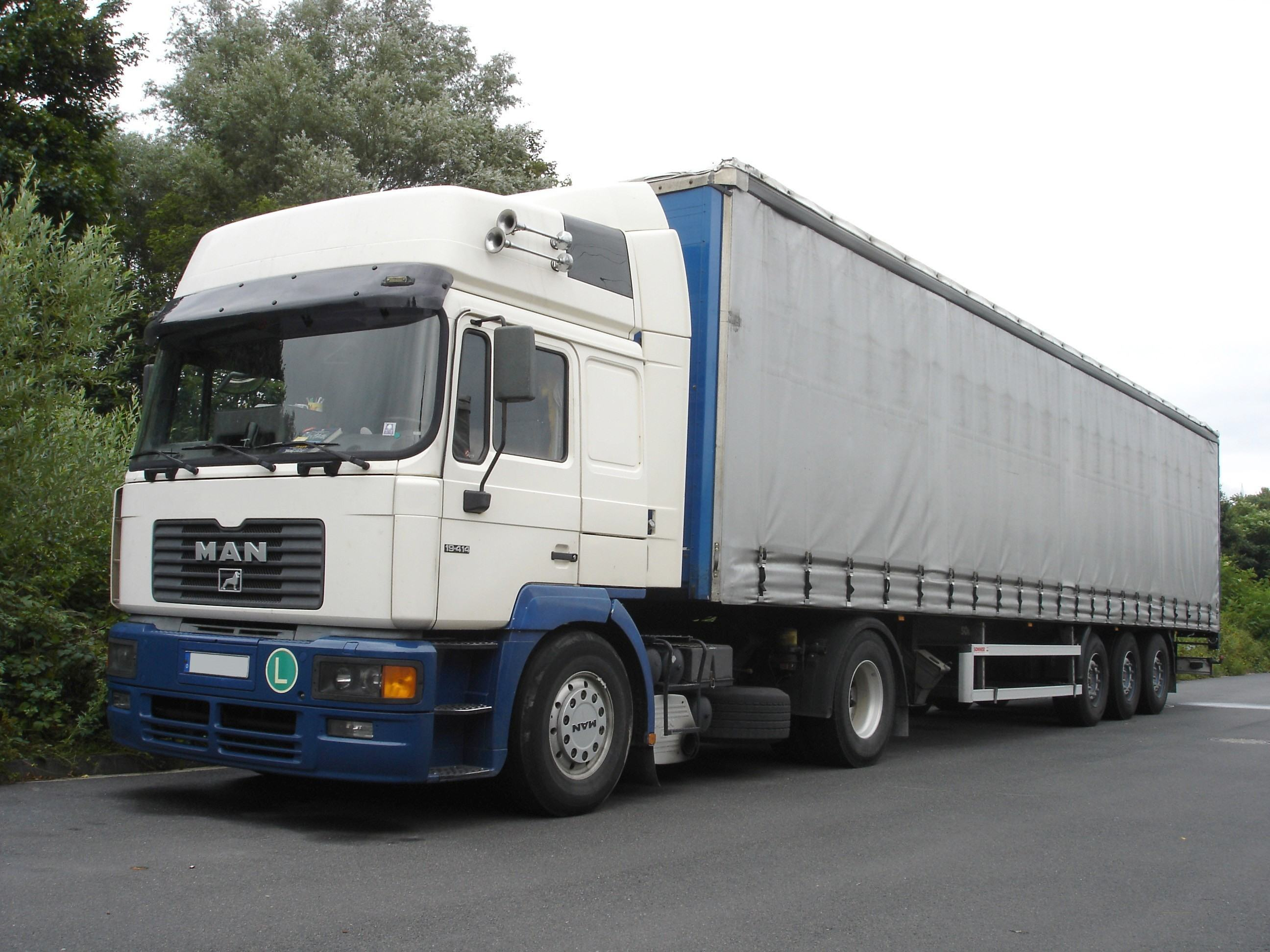
F 2000 Evo
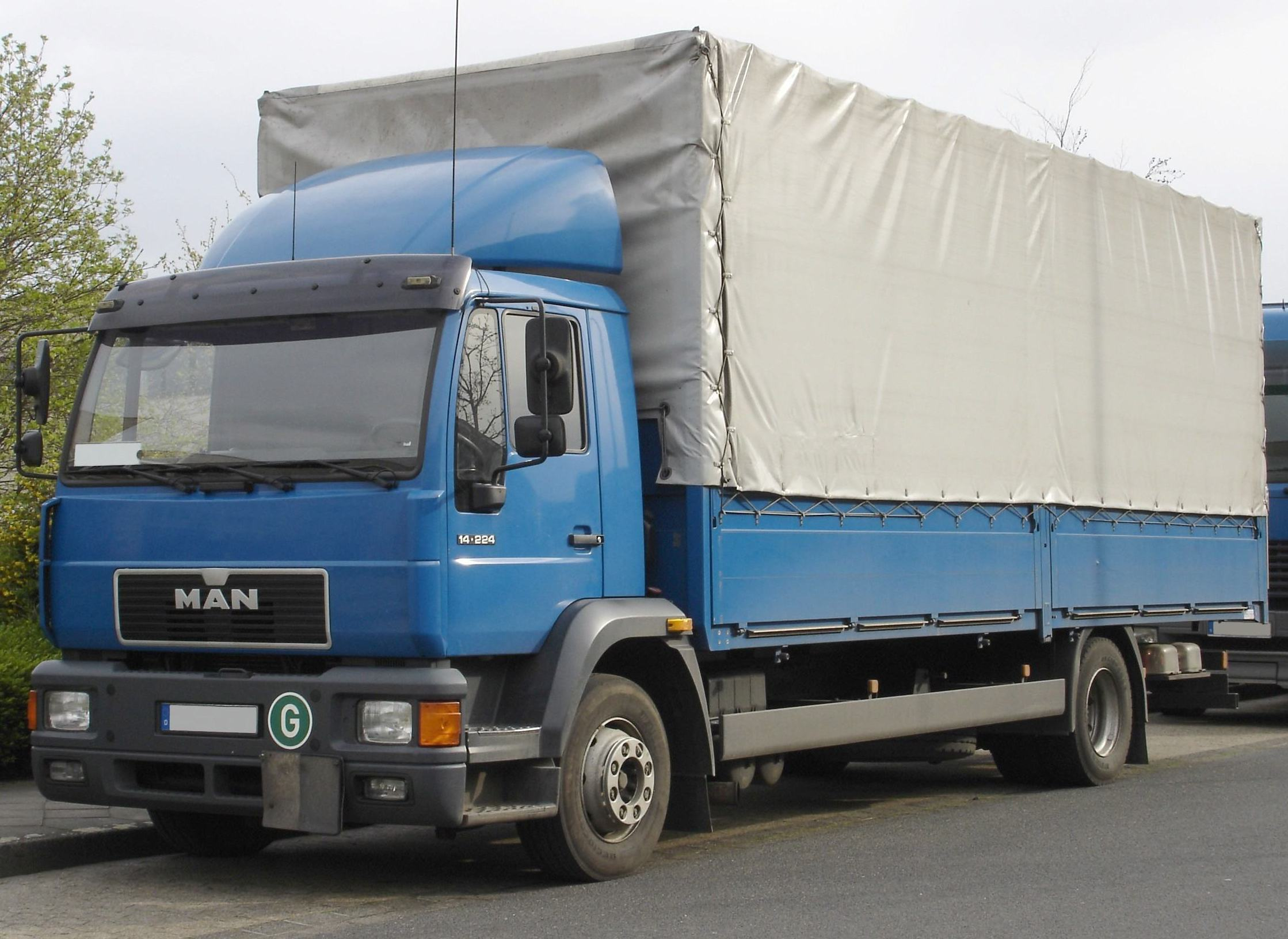
M 2000 L (mit Fahrerhaus der leichten Klasse)

#### TGA
Das schwere Modell von MAN heißt seit dem Jahr 2000 TGA „M“ = schmal, kurz mit Motortunnel, „L“ = schmal, lang mit Motortunnel, „LX“ = schmal, lang mit Motortunnel und Hochdach, „XL“ = breit, lang mit Motortunnel und „XXL“ = breit, lang mit Motortunnel, Hochdach und großer Frontscheibe („Omnibusscheibe“), den es seit 2006 auch mit „XLX“-Fahrerhaus (breit lang, mit Motortunnel, Hochdach und „normal“ großer Frontscheibe) gibt. Die Höhe stammt von der LX-Version und die Breite von der XXL-Version.
Anfangs wurde die Modellbezeichnung ähnlich gehandhabt wie bei den letzten F-2000-Evo-Modellen. So stand zum Beispiel bei einer zweiachsigen Sattelzugmaschine mit 460 PS Leistung TG 460 A auf der Tür. Später wurde dies dann geändert, so dass dann TGA 19.460 zu lesen war.
Die Straßenvarianten der TGA hatten erstmals Scheibenbremsen an allen Achsen.
Alle Fahrzeuge wurden von Sechszylinder-Motoren vom Typ D28 angetrieben (für den Einsatz als Schwertransportmaschine gab es auch den alten V-10-Zylinder-Motor mit nun 660 PS), die schon in der überarbeiteten Vorgängerbaureihe F2000 „Evolution“ verwendet worden waren. Hierbei handelte es sich um Motoren, die bei den Leistungen 310, 360 oder 410 PS ca. 12 l und bei 460 oder 510 PS 12,6 l Hubraum hatten, wobei die Topmotorisierung mit 510 PS hier erstmals im TGA zum Einsatz kam und ausschließlich mit der neuen automatisierten Schaltung A/S Tronic bzw. Eurotronic von ZF (Gemeinschaftsentwicklung von ZF und IVECO) angeboten wurde. Alle Motoren hatten eine elektronisch geregelte Reiheneinspritzpumpe. 2004 wurde bei MAN dann die Common-Rail-Einspritzung eingeführt. Hierbei wurden die beiden hubraumstärkeren Versionen des alten D28 Motors auf 480 bzw. 530 PS gebracht. Für die Leistungsstufen darunter kamen völlig neu entwickelte Motoren der Baureihe D20 mit nur noch 10,5 l Hubraum zum Einsatz, die nun mit 310, 350, 390 und 430 PS zur Verfügung standen. 2006 bekamen die D20-Aggregate einen kleinen Leistungszuwachs um jeweils 10 PS. 2007 wurden dann die beiden großen D28-Commonrail-Triebwerke durch die neu entwickelten, dem D20 aber sehr ähnlichen, D26-Motoren mit 12,4 l Hubraum ersetzt. Bei dem Kleineren blieb die Leistung bei 480 PS, beim Größeren stieg sie auf 540 PS.
Als Getriebe standen entweder manuell zu schaltende 4-Gang-Getriebe von ZF mit Vor- und Nachschaltgruppe mit insgesamt 16 Gängen, oder die automatisierten Eurotronic, später Tipshift genannten, ZF-Getriebe mit 12 Gängen (3-Gang-Getriebe mit Vor- und Nachschaltgruppe) zur Verfügung. Bei der Bedienung der handgeschalteten 16-Gang-Version wich man von dem vorher über Jahre bewährten Doppel-H-Schaltschema (durch einen kräftigen Druck gegen den Schaltknüppel nach links oder rechts wechselte man von der Kleinen Gruppe in die Große oder umgekehrt) ab und ging nun dazu über, die Gruppe mit einem Kippschalter am Schaltknüppel zu wechseln, wie es bei anderen Herstellern wie Volvo, Scania oder auch DAF üblich war. Darüber hinaus befand sich ein kleiner Knopf links am Schaltknüppel, mit dem, anfangs nur in der großen Gruppe, also die Gänge 5 bis 8, die Kupplung mit dem Daumen bedient werden konnte, so dass zum Gangwechsel oder Splitten (halbe Gänge rauf- oder runterschalten) das Kupplungspedal nicht getreten werden musste. Dieser Bedienknopf war anfangs serienmäßig eingebaut, wurde dann aus dem Programm genommen und erlebte sein Comeback als mögliche Option, stand dann aber in beiden Gruppen, in allen Gängen zur Verfügung, sobald das Fahrzeug rollte, war also nicht zum Anfahren geeignet.
Auch stellte MAN im TGA erstmals einen neuentwickelten Retarder, den sogenannten Primärretarder (abgekürzt Pritarder) vor. Dieser sitzt nicht mehr wie die üblichen Sekundär-Retarder-Bauarten (hydrodynamisch mit Öl von Voith oder ZF Intarder / Wirbelstrombremse von Telma oder Kloft) am Getriebeausgang und wirkt auf die Kardanwelle, sondern direkt am Motor und wirkt auf die Kurbelwelle.
Dadurch, dass nun direkt die Kurbelwelle des Motors abgebremst wird, muss der Retarder ein geringeres Drehmoment aufnehmen und kann so kleiner und leichter ausgeführt werden.
Der einsatzfähige Pritarder wiegt lediglich etwa 30 kg, was gegenüber den Mitte der 1980er-Jahre mit etwa 500 kg auf den Markt gekommenen Wirbelstrombremsen ein gewaltiger Fortschritt ist.
Zudem kann er auch bei geringen Geschwindigkeiten benutzt werden, was den Einsatz dieser verschleißfreien Dauerbremsen auch bei geringen Geschwindigkeiten wie zum Beispiel im Baustellenbetrieb interessant machte.
Bei dieser Bauart wird als bremsendes Element das Motorkühlwasser benutzt und sie kommt so ohne eigenen Ölkreislauf aus.

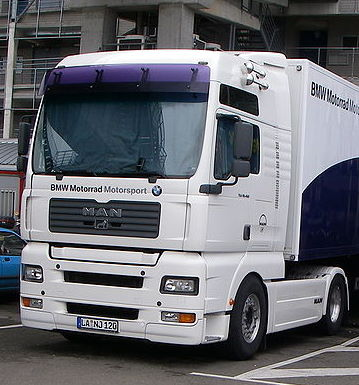
TGA XXL, Typ ab Bj. 2000
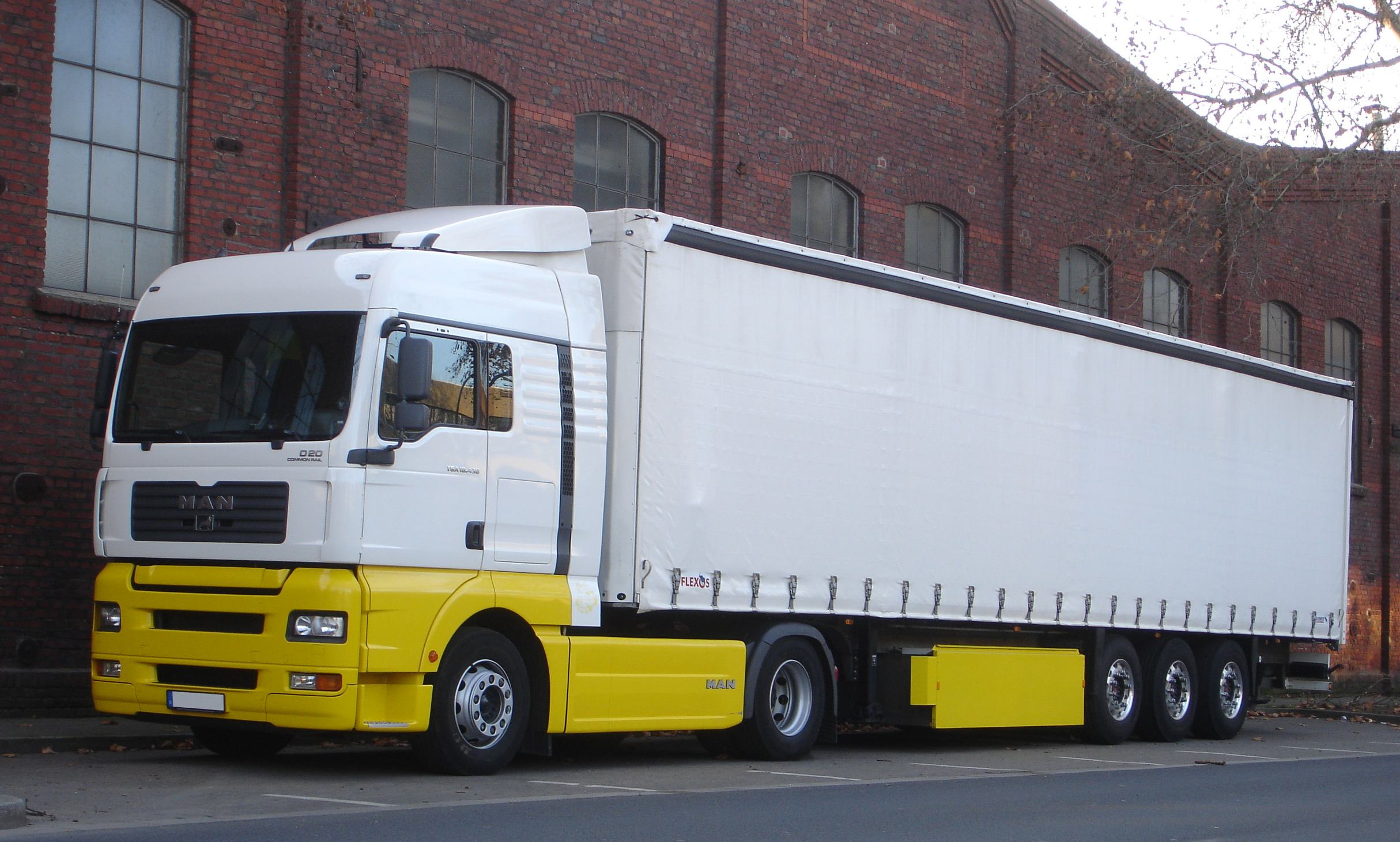
TGA XLX, Bj. 2007 (hier ohne Sonnenblende)
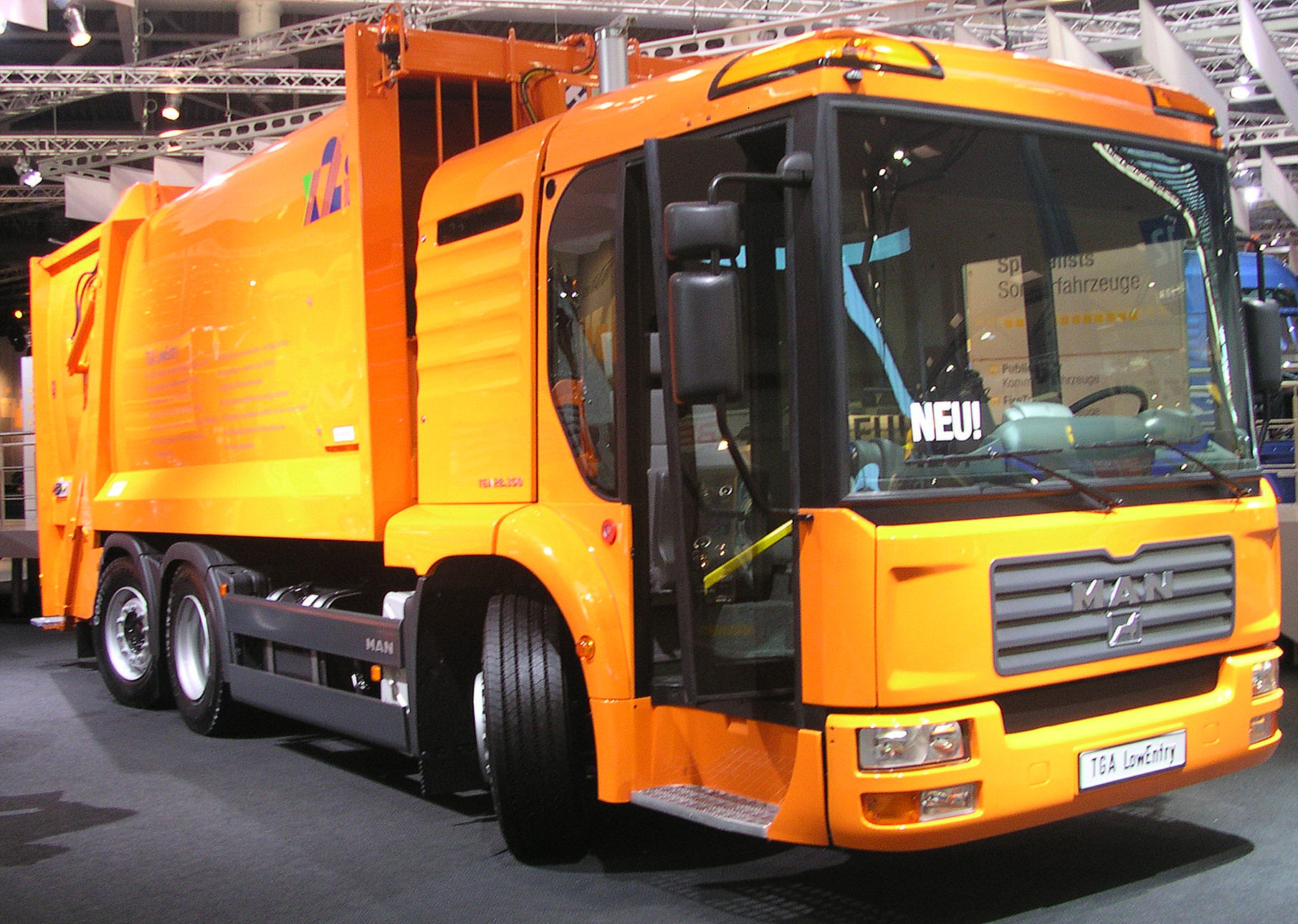
TGA „Low entry“ mit Kommunalfahrgestell

#### TGM
Seit 2005 wird die mittelschwere Baureihe von 13 bis 26 t als MAN TGM vermarktet. Die Gestaltung orientiert sich dabei am TGA bzw. später TGS/TGX. 2008 erfolgte ein erstes Facelift, bei dem der gerippte Kühlergrill durch eine glatte Fläche mit Chromspange über dem MAN-Schriftzug und dem MAN-Löwen darunter ersetzt wurde. Bei einem zweiten Facelift 2013 wanderte auch der Löwe über den Schriftzug.
Seit 2017 ist die zweite Generation des TGM auf dem Markt. Für diese sind nur noch Euro-6-Motoren erhältlich, optisch ist sie an den von vorn sichtbaren Einlässen für die Deflektoren neben dem Kühlergrill erkennbar, auch wurde der Grill optisch bis zwischen die Scheinwerfer verlängert.

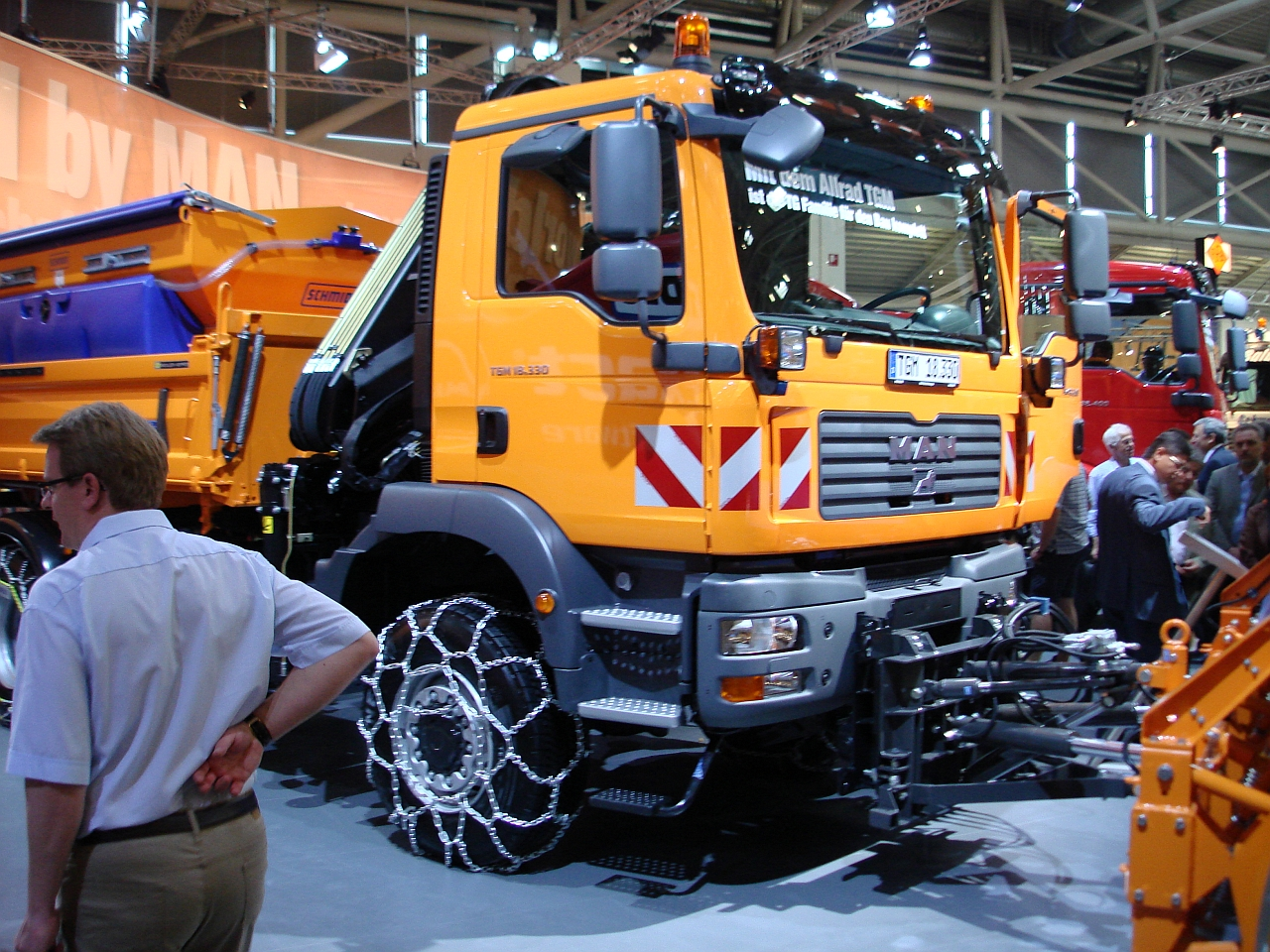
MAN TGM mit Schneepflug
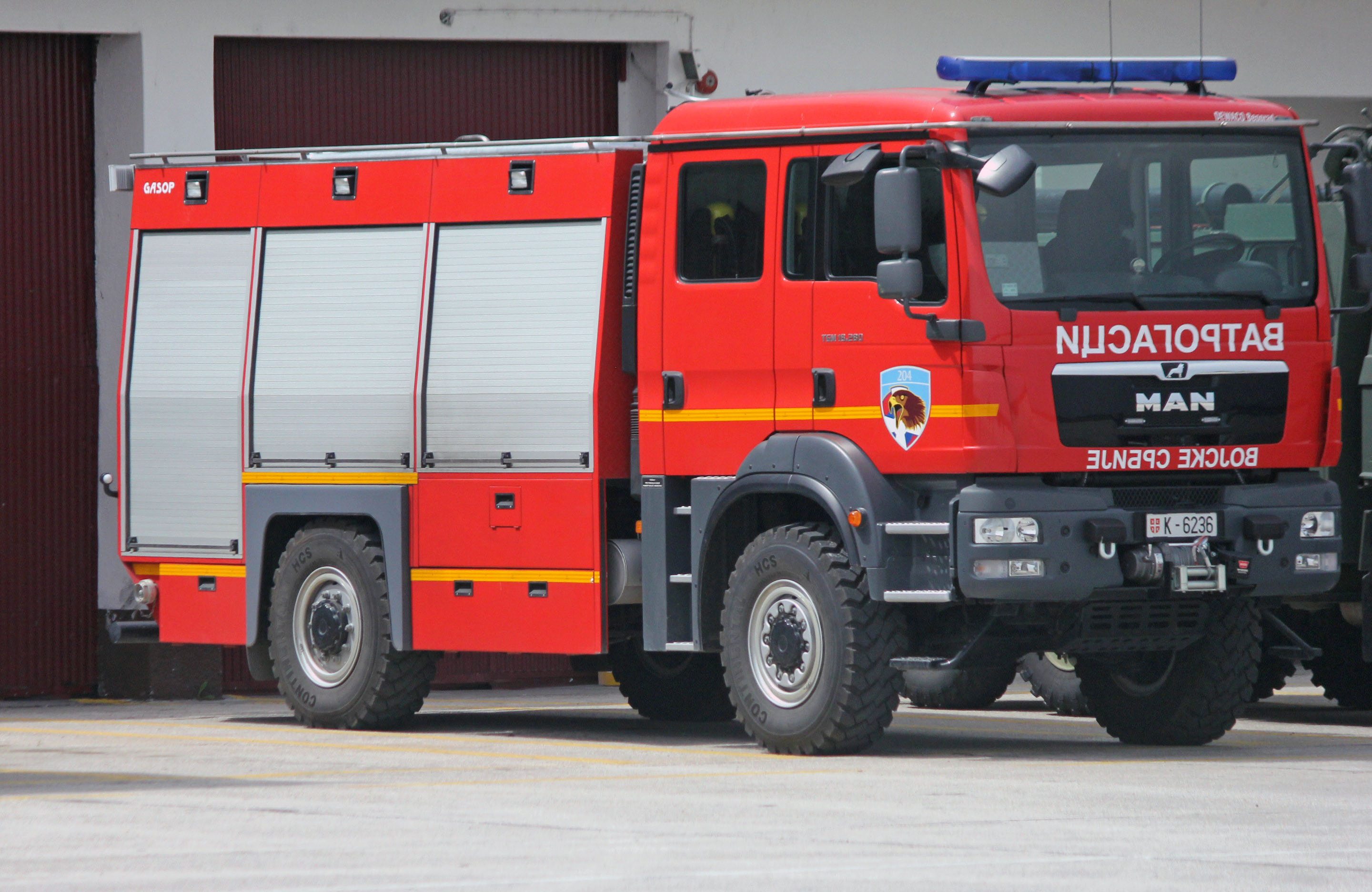
MAN TGM als Feuerwehrfahrzeug in Serbien
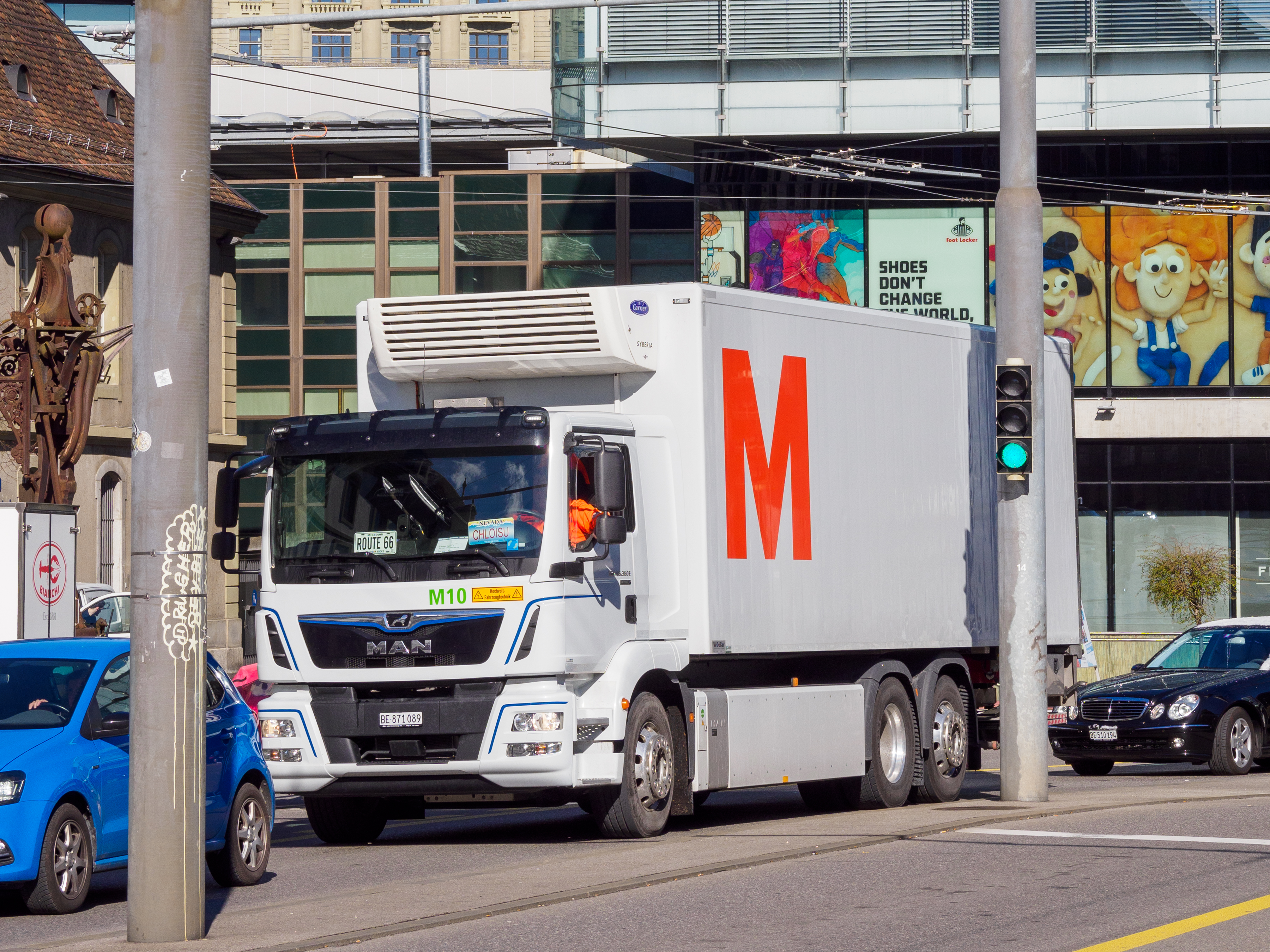
MAN TGM 26.360E am Bahnhof Bern

#### TGX und TGS
Als Nachfolger des TGA wurde die Baureihe TGX im Herbst 2007 erstmals der Öffentlichkeit auf der Messe AutoRAI in Amsterdam präsentiert. Dort wurde er zum siebten Mal mit dem Award Truck of the Year 2008 der europäischen Nutzfahrzeugpresse ausgezeichnet. Neben anderen technischen Veränderungen wurden der Fahrerarbeitsplatz und das Führerhaus modernisiert. Eine optimierte Aerodynamik senkte den Cw-Wert um 4 % und den Innengeräuschpegel um 30 %. Je nach Typ ist die neue Baureihe außerdem bis zu 120 kg leichter. Diese Verbesserungen verringern entsprechend den Dieselverbrauch des Fahrzeugs. Neben der Baureihe TGX für den Fernverkehr (Fahrerhäuser XL, XLX und XXL) wurde die Baureihe TGS für Nah- und Verteilerverkehr (Fahrerhäuser M, L und LX) vorgestellt.
Die Motoren beider Baureihen sind wie alle aktuellen MAN-Lkw mit Common-Rail-Direkteinspritzung ausgestattet und erfüllten mit Hilfe eines AdBlue-Abgasreinigungssystems bereits vor dem Inkrafttreten die seit 2009 verpflichtende Euro-5-Abgasnorm. Der TGX-V8-Motor (das Topmodell der neuen Baureihe) hat acht Zylinder mit zusammen 16,2 Liter Hubraum. Aufgeladen durch einen Doppelturbo erzeugt das Aggregat bei 1400/min 3000 Nm Drehmoment und leistet 500 kW (680 PS). Mit diesen Leistungswerten zählt der TGX V8 zu den stärksten Serien-Lkw Europas. Das Fahrzeug mit dem als D2868 bezeichneten Motor ist auf Wunsch mit dem in den Wasserkreislauf integrierten Primär-Retarder MAN PriTarder erhältlich. Dieser arbeitet wartungsfrei, wiegt lediglich 30 kg und bietet eine Bremsleistung von bis zu 600 kW, die auch bei langsamer Fahrt etwa in Baustellenbereichen zur Verfügung steht.
Der kleinere Bruder TGS verwendet wie der TGX die bereits aus dem Vorgänger TGA bekannten D20- und D26-Common-Rail-Dieselmotoren. Die Leistungspalette beginnt bei 235 kW (320 PS) und endet bei 397 kW (540 PS). Die variantenreiche Baureihe umfasst verschiedenste Rad- und Antriebsformeln, von 4×2 bis hin zu 8×8, sowie Tonnagen von 18 bis 41 Tonnen. Auch beim TGS ist der MAN-PriTarder verfügbar.
Das Designkonzept der Baureihen TGX und TGS wurde im Red Dot Award: Product Design 2008 mit Red Dot: Best of the Best ausgezeichnet.
Mit dem eTGX und eTGS bietet MAN batterieelektrische Varianten an, deren Serienproduktion im Juni 2025 gestartet ist. Diese gibt es genauso wie die Varianten mit Dieselmotor in verschiedenen Aufbau- und Kabinenformen sowie mit Akkugrößen von 240 bis 560 kWh, die Reichweiten von bis zu 700 km je nach Einsatz und Beladung ermöglichen. Der eTGX verfügt zum Schnellladen sowohl über einen klassischen CCS- für bis zu 375 kW als auch einen MCS-Anschluss für bis zu 750 kW Ladeleistung.

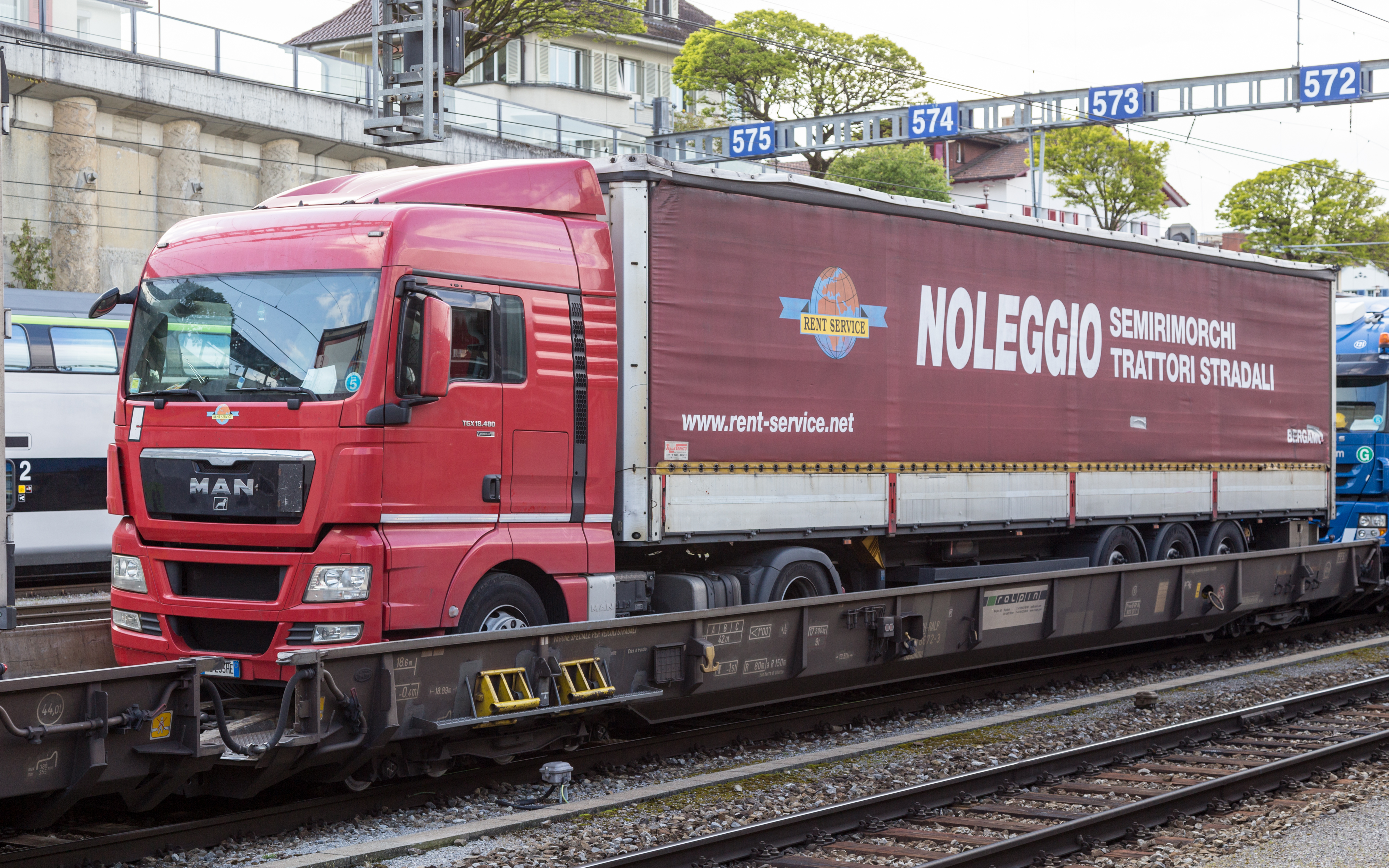
MAN TGX 18.480 Modelljahr 2007
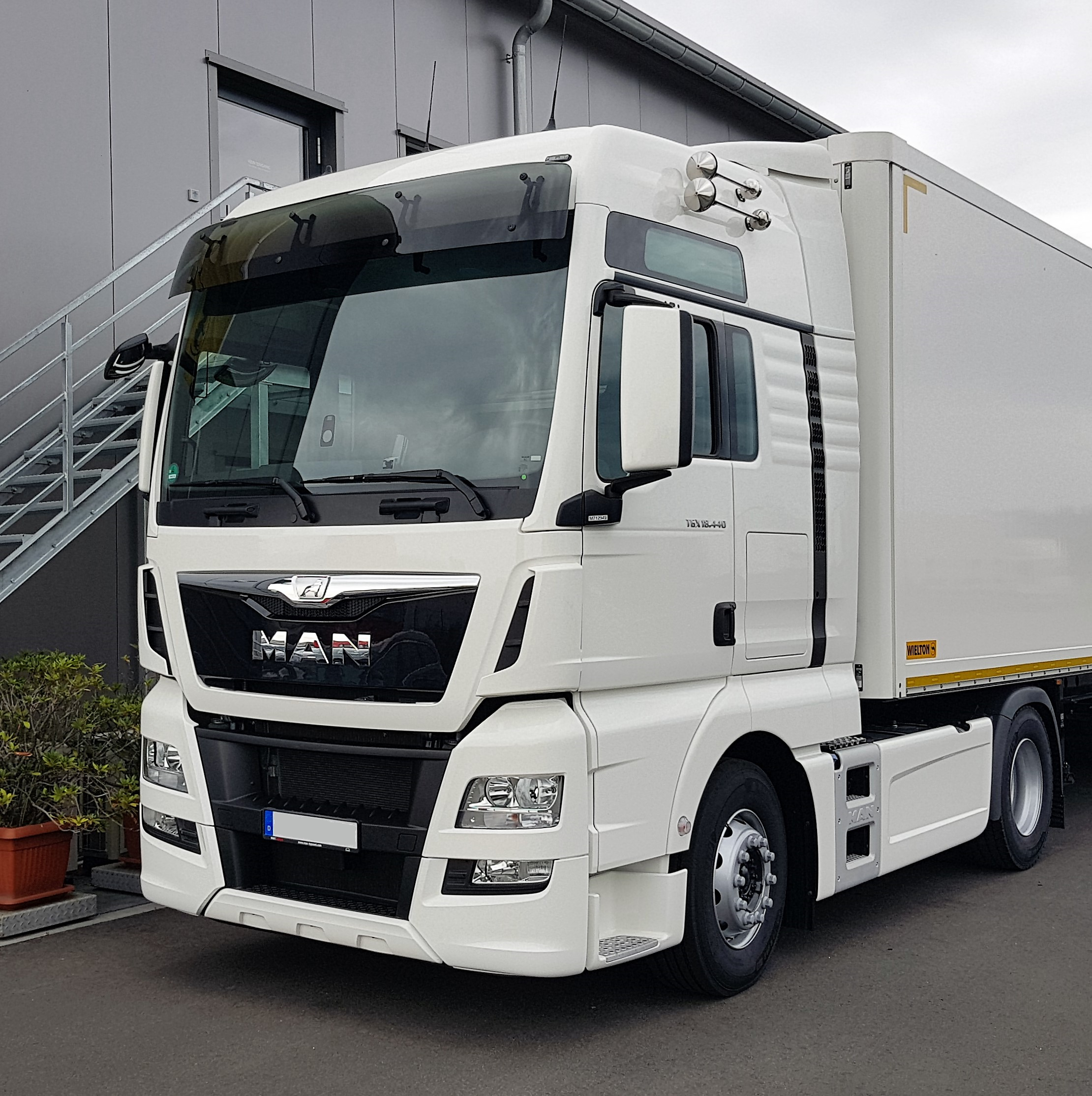
MAN TGX Modelljahr 2017
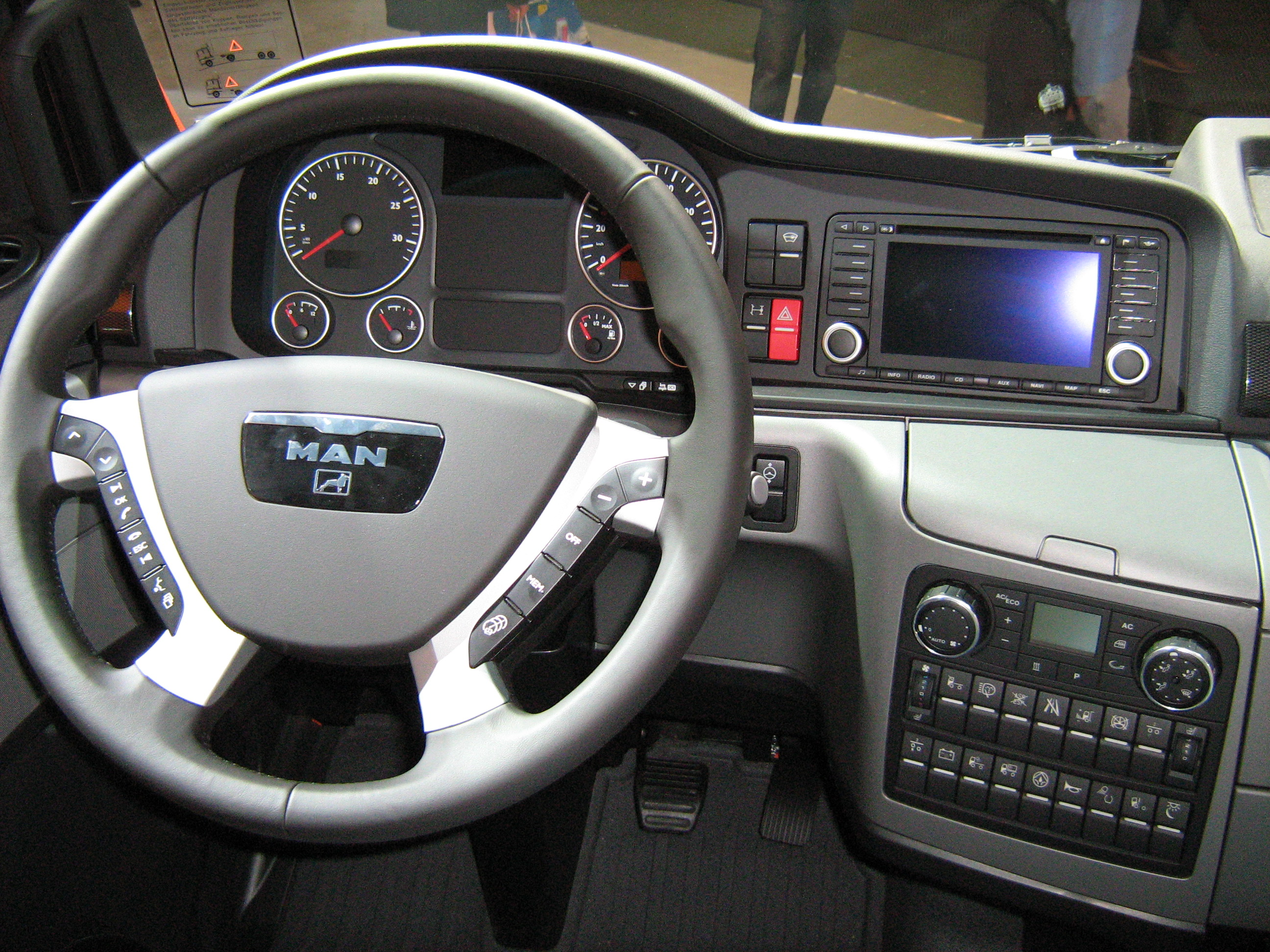
MAN TGX
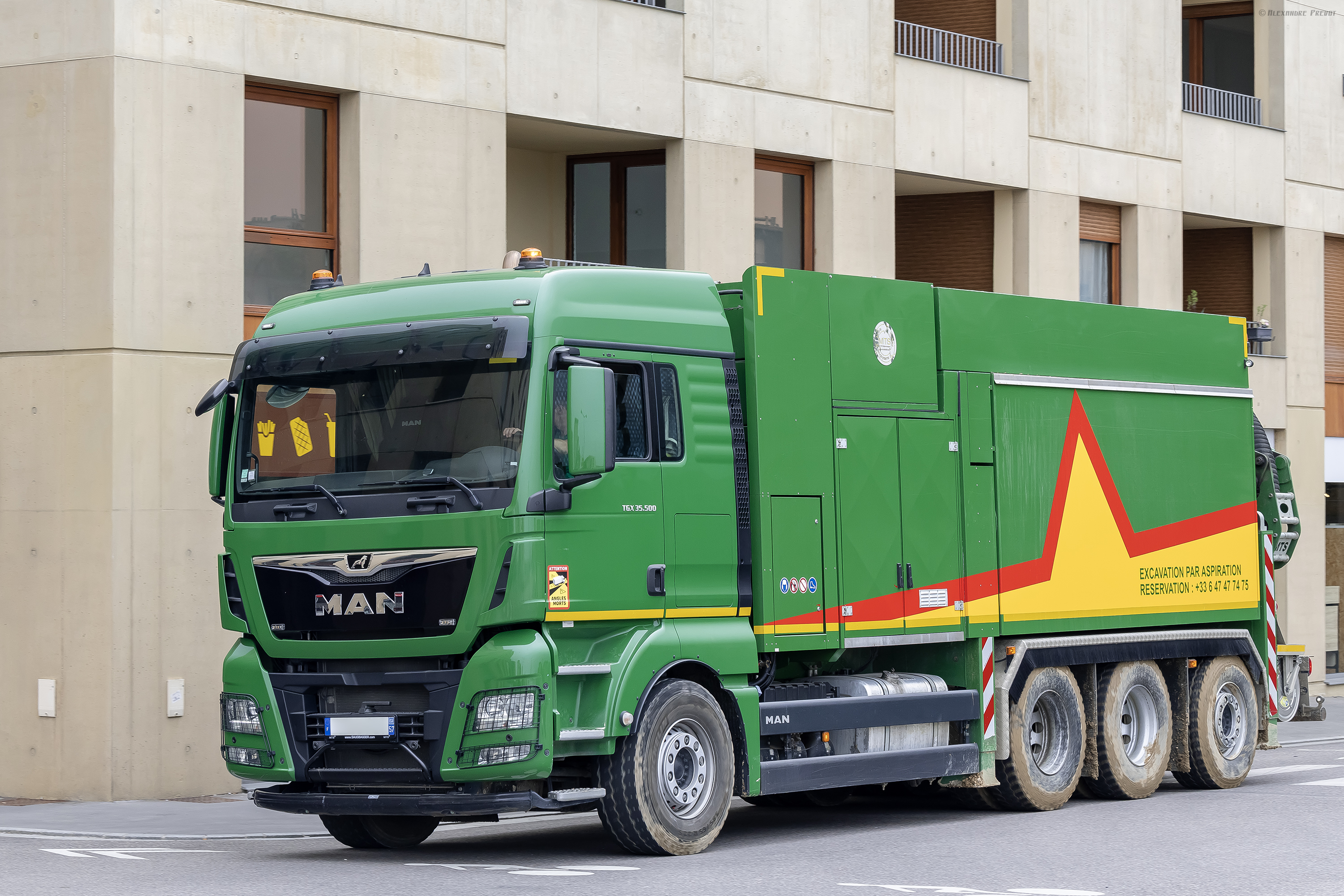
MAN TGX 35.500
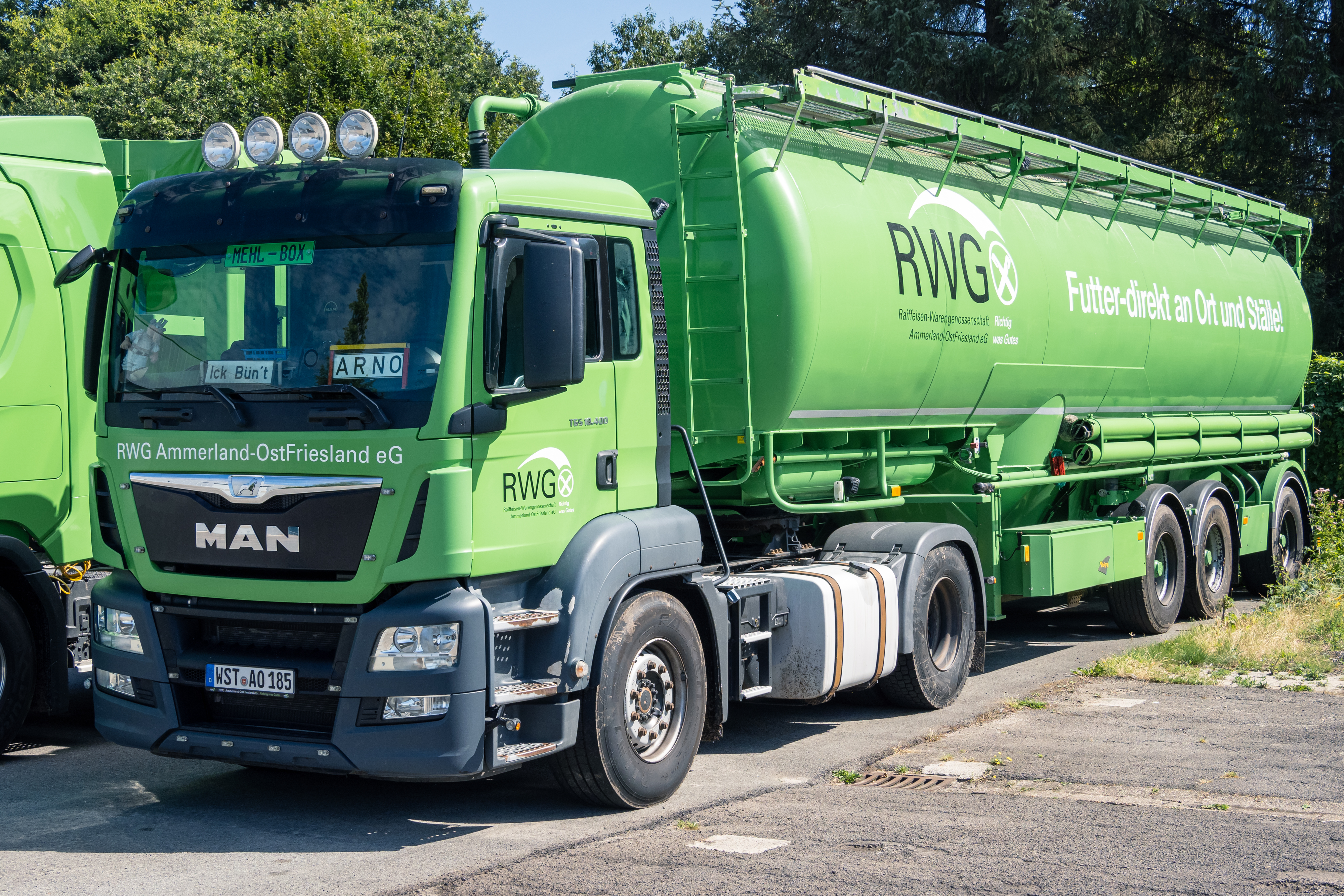
MAN TGS 18.400
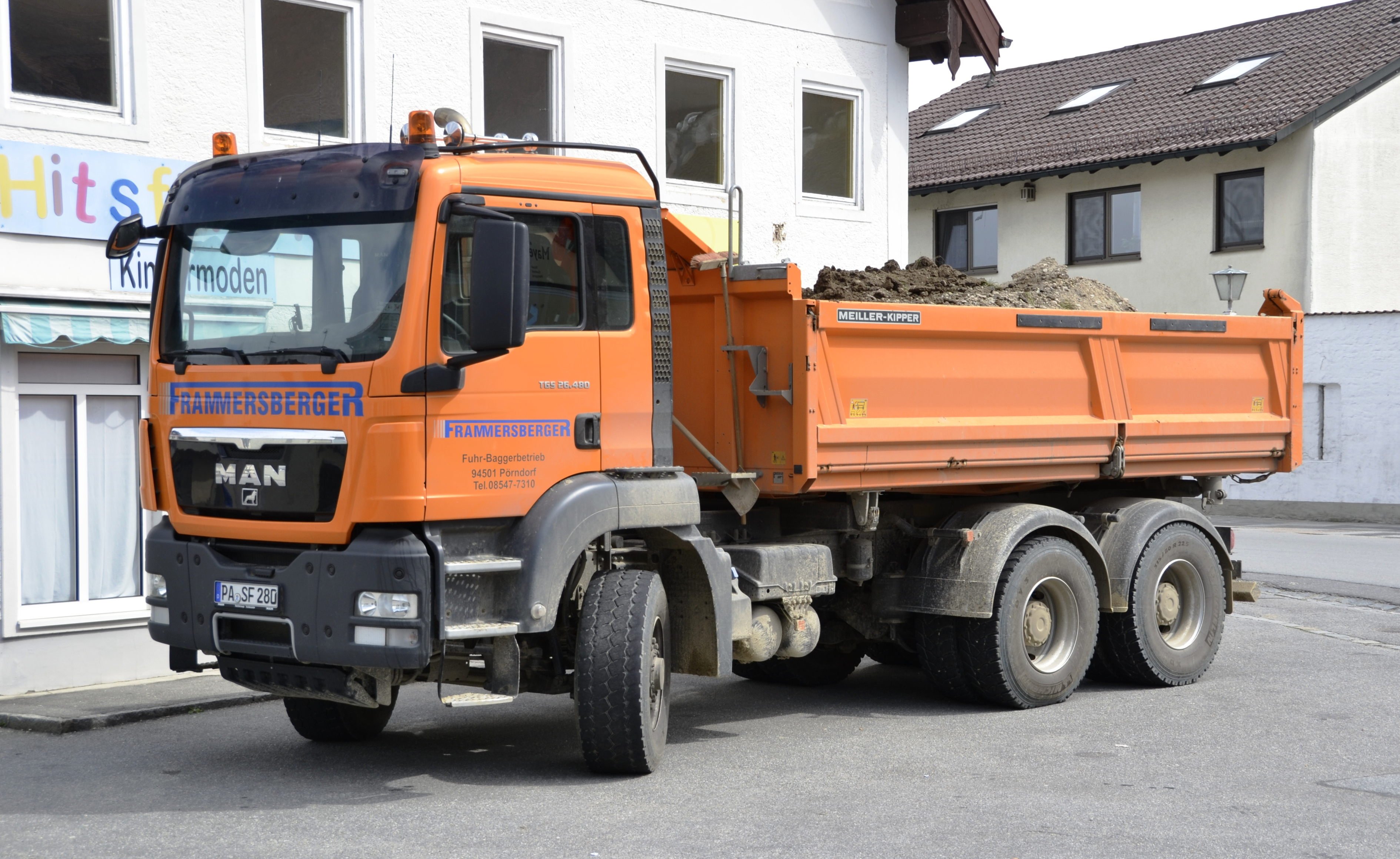
MAN TGS 26.480
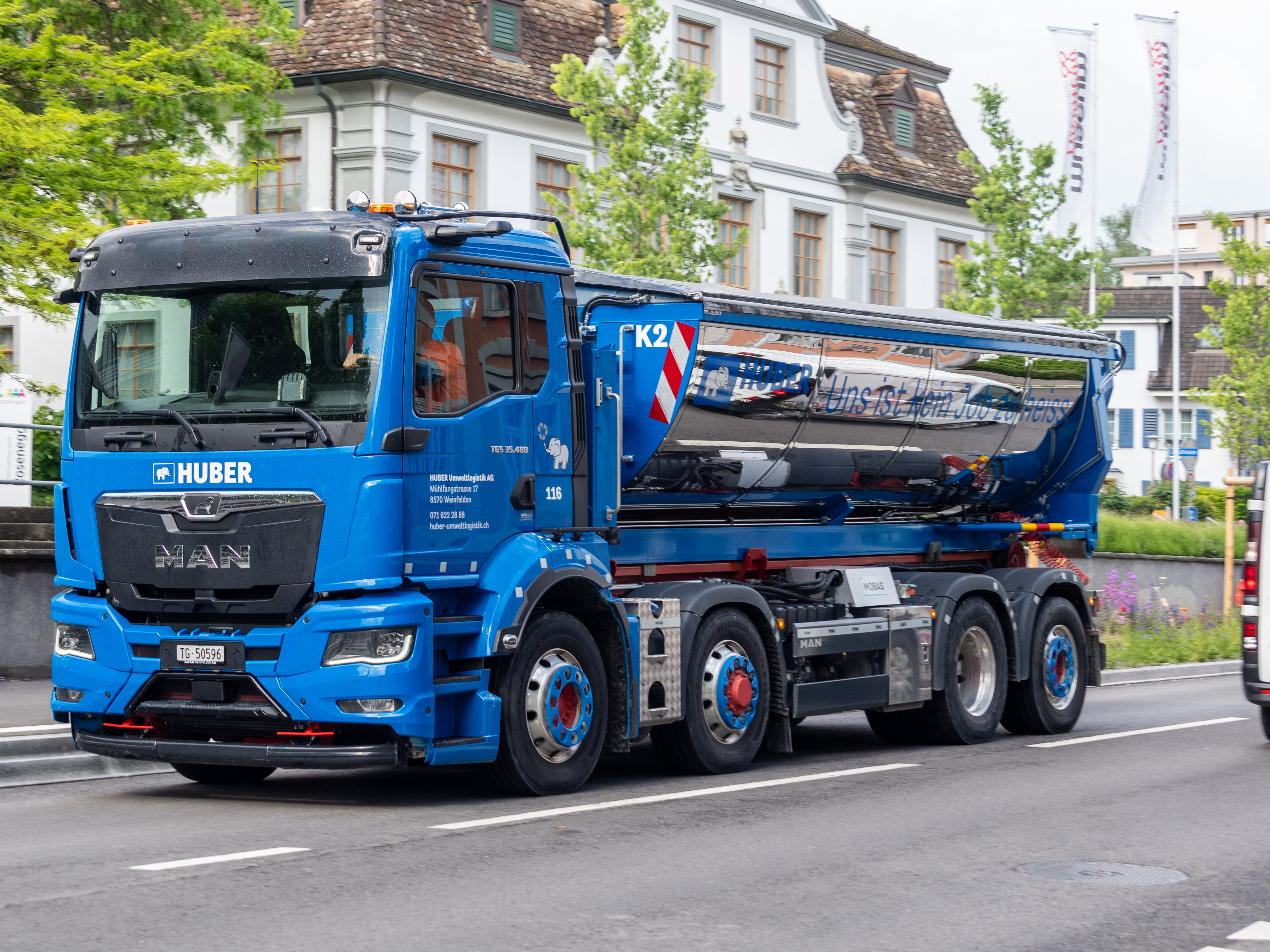
MAN TGS 35.480
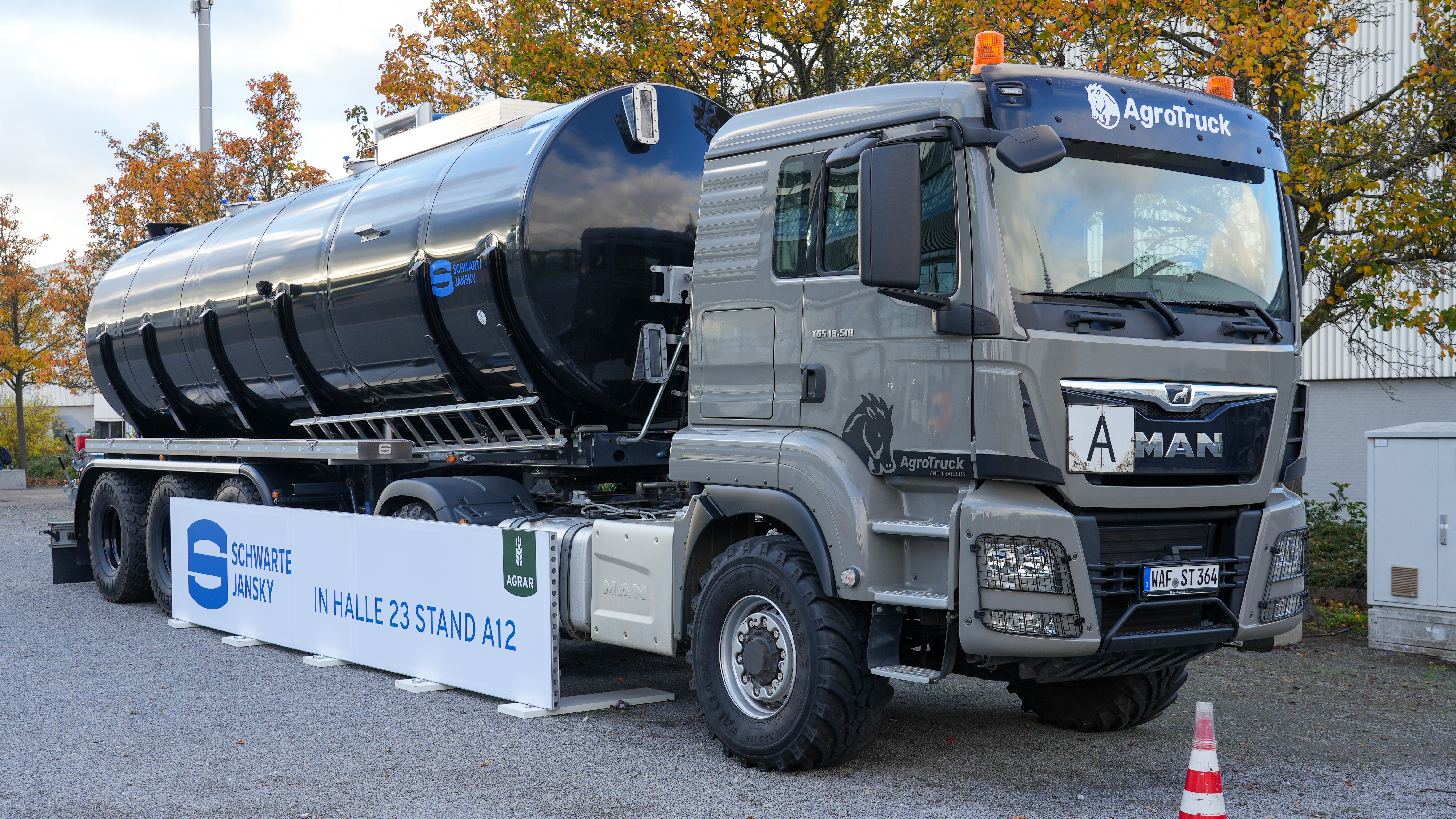
MAN TGS 18.510 AgroTruck
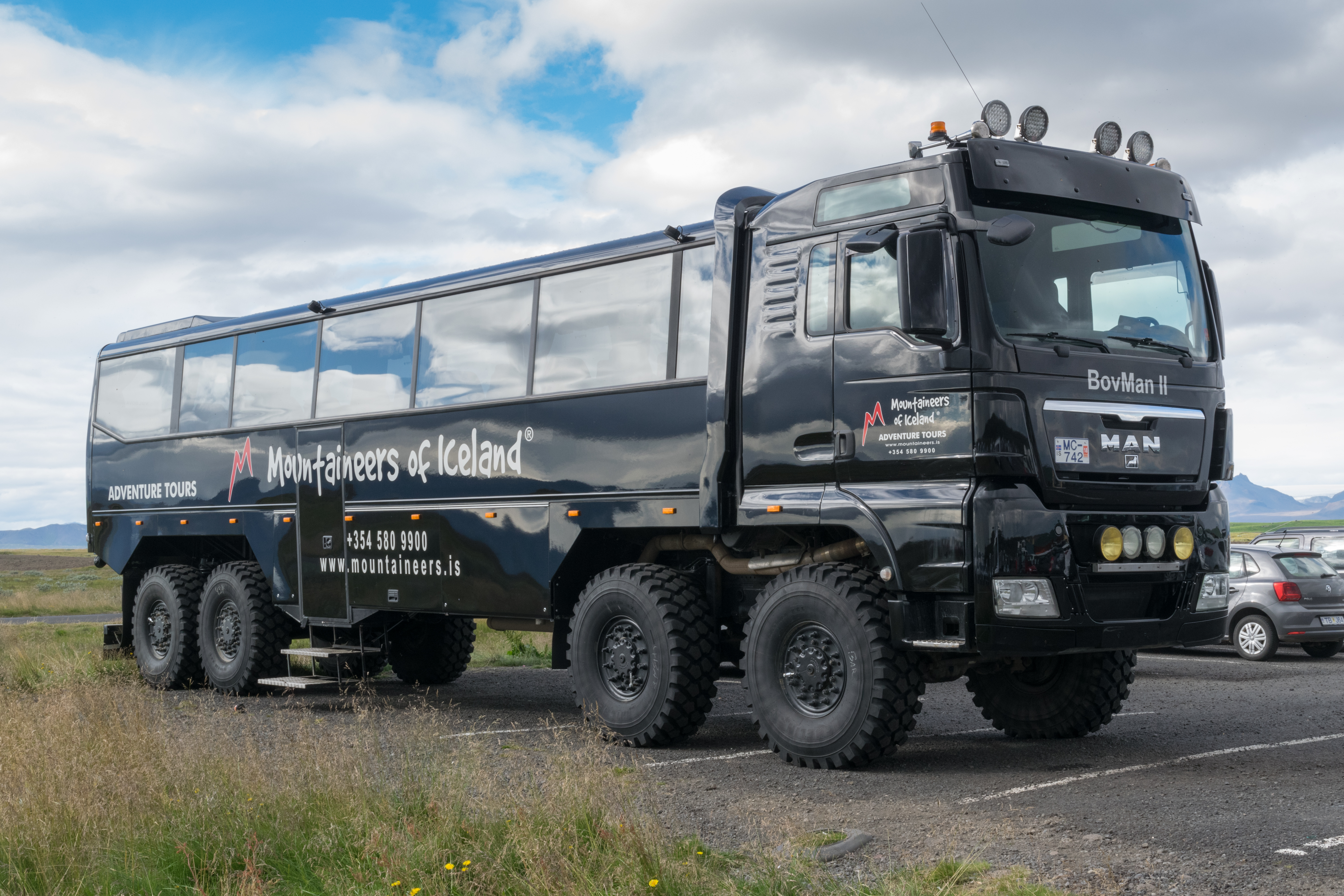
Expeditionsbus auf Island

Die Motoren-Baureihen D2066 und D2676 sind sowohl in Euro-4- (mit MAN-PM-Kat) als auch Euro-5- sowie Euro-6-Ausführung (mit MAN-AdBlue-Technologie) erhältlich.
| Motoren der Baureihe TGX                                | Motoren der Baureihe TGX | Motoren der Baureihe TGX       | Motoren der Baureihe TGX          | Motoren der Baureihe TGX | Motoren der Baureihe TGX |
| ------------------------------------------------------- | ------------------------ | ------------------------------ | --------------------------------- | ------------------------ | ------------------------ |
| Reihensechszylinder (D2066; Euro 4 oder Euro 5):        |                          |                                |                                   |                          |                          |
| TGX 18.360                                              | 10.518 cm³               | Common-Rail III                | 265 kW (360 PS) bei 1500–1900/min | 1800 Nm (1000–1400/min)  |                          |
| TGX 18.400                                              | 10.518 cm³               | Common-Rail III                | 294 kW (400 PS) bei 1500–1900/min | 1900 Nm (1000–1400/min)  |                          |
| TGX 18.440                                              | 10.518 cm³               | Common-Rail III                | 324 kW (440 PS) bei 1500–1900/min | 2100 Nm (1000–1400/min)  |                          |
| Reihensechszylinder (D2676; Euro 4, Euro 5 und Euro 6): |                          |                                |                                   |                          |                          |
| TGX 18.460                                              | 12.419 cm³               | Common-Rail III                | 338 kW (460 PS) bei 1800/min      | 2300 NM (930 - 1350/min) |                          |
| TGX 18.480                                              | 12.419 cm³               | Common-Rail III                | 353 kW (480 PS) bei 1900/min      | 2300 Nm (1050–1400/min)  |                          |
| Reihensechszylinder (D2676; Euro 5):                    |                          |                                |                                   |                          |                          |
| TGX 18.540                                              | 12.419 cm³               | Common-Rail III                | 397 kW (540 PS) bei 1900/min      | 2500 Nm (1050–1350/min)  |                          |
| V-Achtzylinder (D2868; Euro 5):                         |                          |                                |                                   |                          |                          |
| TGX 18.680 V8                                           | 16.162 cm³               | Common-Rail III + 2 Turbolader | 500 kW (680 PS) bei 1900/min      | 3000 Nm (1000–1400/min)  |                          |
| TGX 41.680 V8                                           | 16.162 cm³               | Common-Rail III + 2 Turbolader | 500 kW (680 PS) bei 1900/min      | 2700 Nm (1000–1700/min)  |                          |

| Motoren der Baureihe TGS                         | Motoren der Baureihe TGS | Motoren der Baureihe TGS | Motoren der Baureihe TGS          | Motoren der Baureihe TGS | Motoren der Baureihe TGS |
| ------------------------------------------------ | ------------------------ | ------------------------ | --------------------------------- | ------------------------ | ------------------------ |
| Reihensechszylinder (D2066; Euro 4 oder Euro 5): |                          |                          |                                   |                          |                          |
| TGS 18.320                                       | 10.518 cm³               | Common-Rail III          | 235 kW (320 PS) bei 1500–1900/min | 1600 Nm (1000–1400/min)  |                          |
| TGS 18.360                                       | 10.518 cm³               | Common-Rail III          | 265 kW (360 PS) bei 1500–1900/min | 1800 Nm (1000–1400/min)  |                          |
| TGS 18.400                                       | 10.518 cm³               | Common-Rail III          | 294 kW (400 PS) bei 1500–1900/min | 1900 Nm (1000–1400/min)  |                          |
| TGS 18.440                                       | 10.518 cm³               | Common-Rail III          | 324 kW (440 PS) bei 1500–1900/min | 2100 Nm (1000–1400/min)  |                          |
| Reihensechszylinder (D2676; Euro 4 oder Euro 5): |                          |                          |                                   |                          |                          |
| TGS 18.480                                       | 12.419 cm³               | Common-Rail III          | 353 kW (480 PS) bei 1900/min      | 2300 Nm (1050–1400/min)  |                          |
| Reihensechszylinder (D2676; Euro 5):             |                          |                          |                                   |                          |                          |
| TGS 18.540                                       | 12.419 cm³               | Common-Rail III          | 397 kW (540 PS) bei 1900/min      | 2500 Nm (1050–1350/min)  |                          |

TGX und TGS Modelljahr 2020
Zum Modelljahr 2020 wurden die Baureihen gründlich überarbeitet, das Fahrerhaus bekam eine neue Inneneinrichtung und ein stark modifiziertes Design. Wie bei MAN üblich waren die aktuellen Motoren bereits zuvor in der bisherigen Baureihe eingeführt worden. Zusätzlich wurde eine abgewandelte Variante als VW Meteor auf dem südamerikanischen Markt durch Volkswagen Caminhões e Ônibus eingeführt.

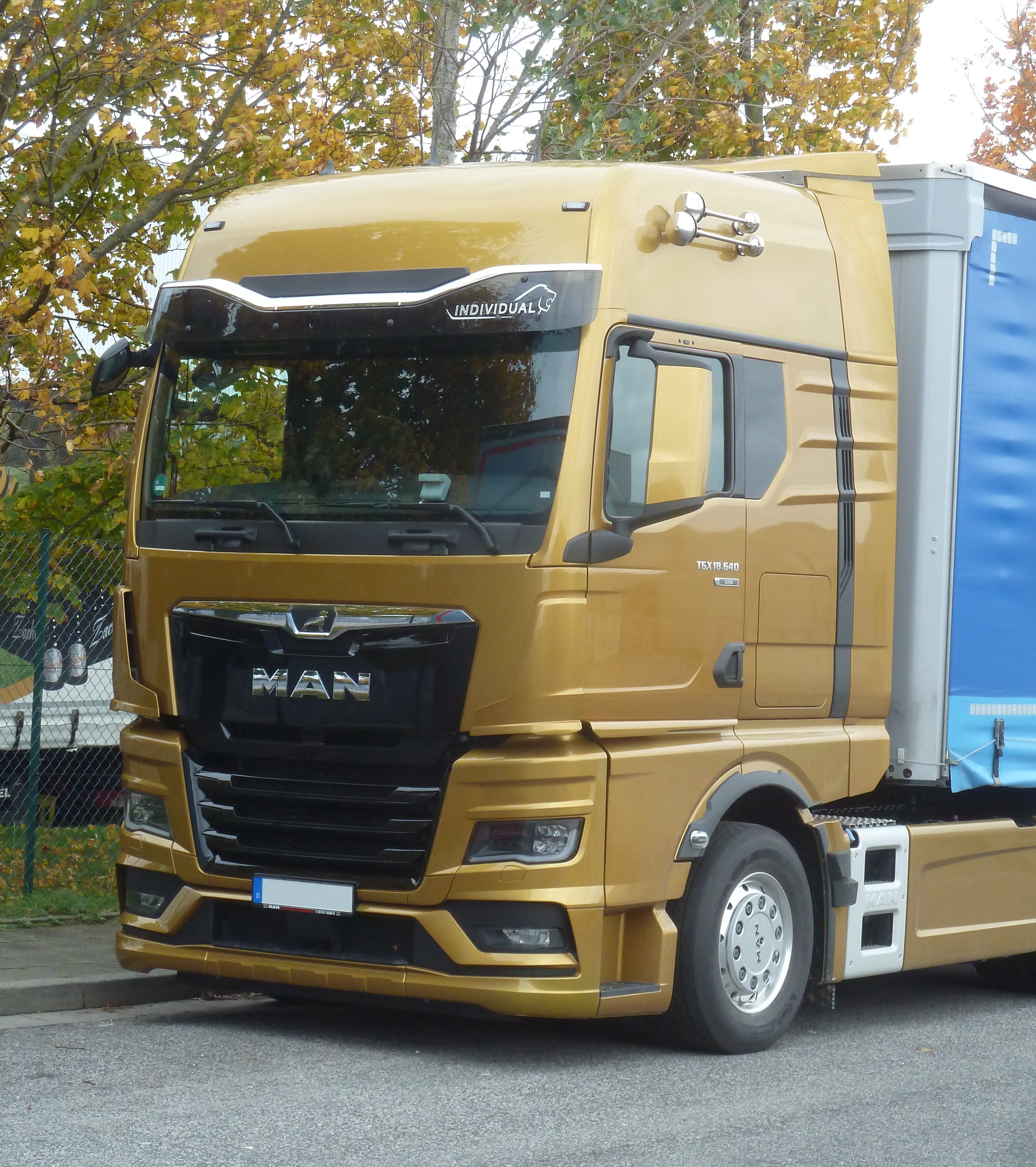
MAN TG3 TGX des Modelljahres 2020
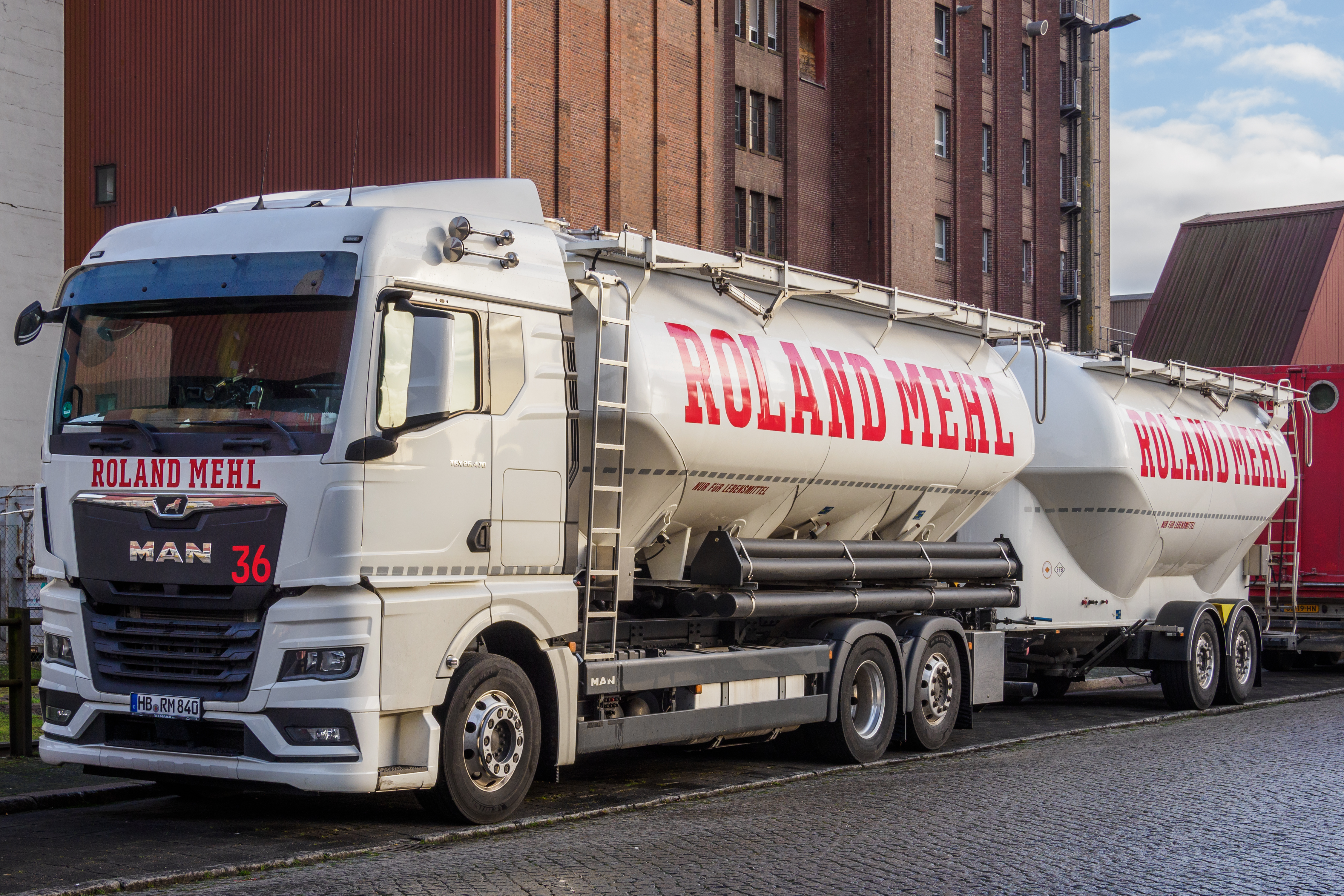
MAN TGX 26.470

### MAN-Büssing
Nach der Übernahme des Konkurrenten Büssing im Jahr 1971 nahm MAN einige Lkw- und Omnibus-Baumuster von Büssing in sein eigenes Programm auf und bot sie nach der Fortführung des bisherigen Namens bis zum Jahresende ab dem 1. Januar 1972 unter dem Doppelnamen „MAN-Büssing“ an. Diese Fahrzeuge wurden jedoch beim Kraftfahrt-Bundesamt bereits als MAN-Produktion registriert. Während die noch recht modernen Büssing-Omnibusse sowie die Lastwagen mit Unterflurmotor (mit liegenden Zylindern) nahezu unverändert im Programm blieben, wurde die Produktion der Frontlenker-Lkw mit konventionellem stehenden Motor sowie der Haubenwagen in jenem Jahr eingestellt. Nach 1973 wurde zunächst bei den Lastwagen das bisherige Büssing-Fahrerhaus durch dasjenige der vergleichbaren MAN-eigenen Baumuster ersetzt, während die technische Unterflurkonstruktion von Büssing vorerst weiter im Programm blieb und von MAN selbst noch einige Jahre weitergeführt wurde. Nach einer Übergangszeit verschwand im Jahr 1979 der Name „Büssing“ von den Fahrzeugen von „MAN“, wo dann statt des Doppelnamens „MAN-Büssing“ nur noch der Name „MAN“ stand. Der Braunschweiger Löwe des Büssing-Firmenlogos ist jedoch in modernisierter Form auch heute noch Bestandteil des Logos von MAN Truck & Bus und am Kühlergrill von MAN-Fahrzeugen zu finden.

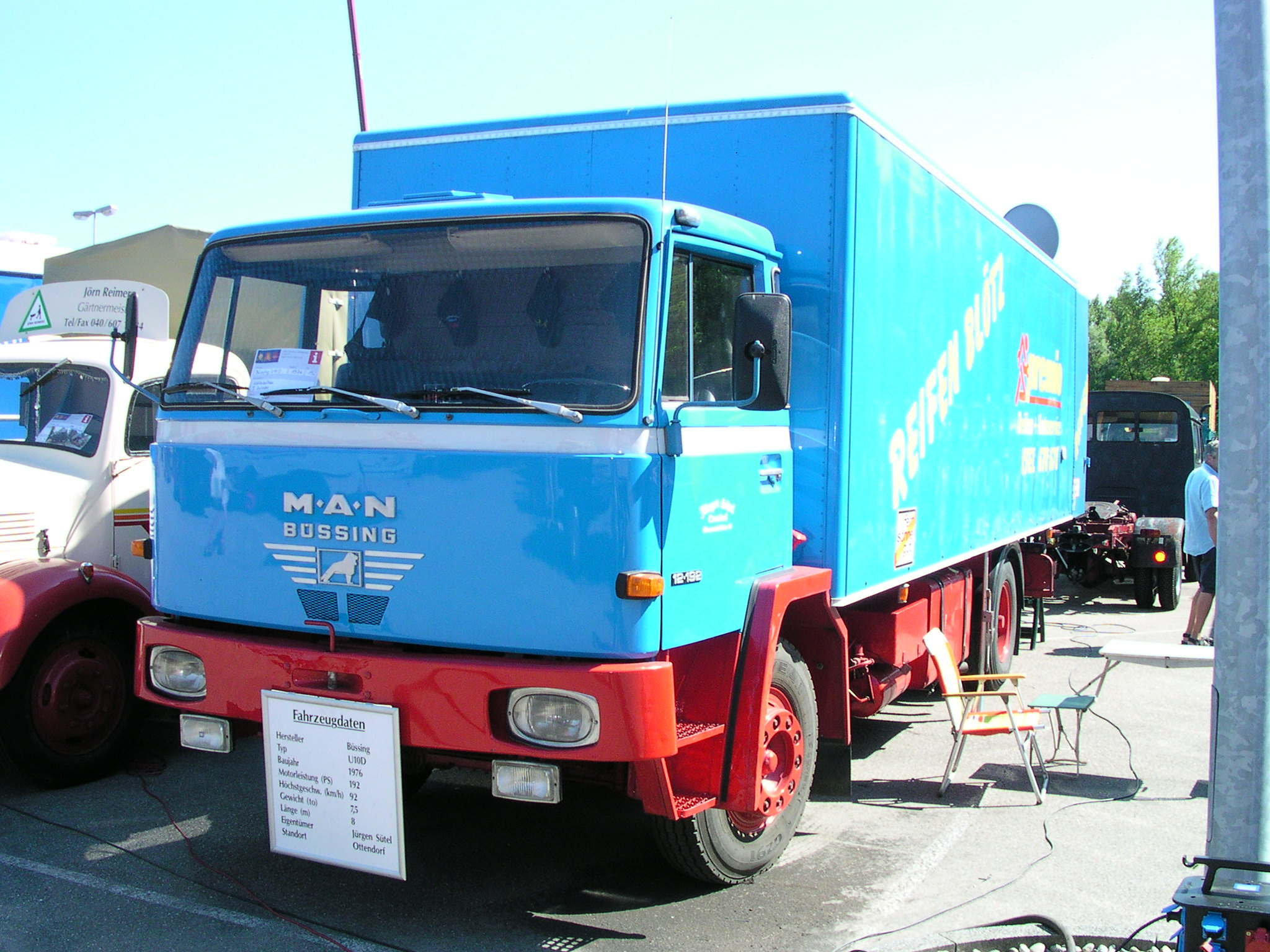
MAN-Büssing 12.192 U (192 PS, Baujahr 1976) mit Unterflurmotor und noch mit Büssing-Fahrerhaus
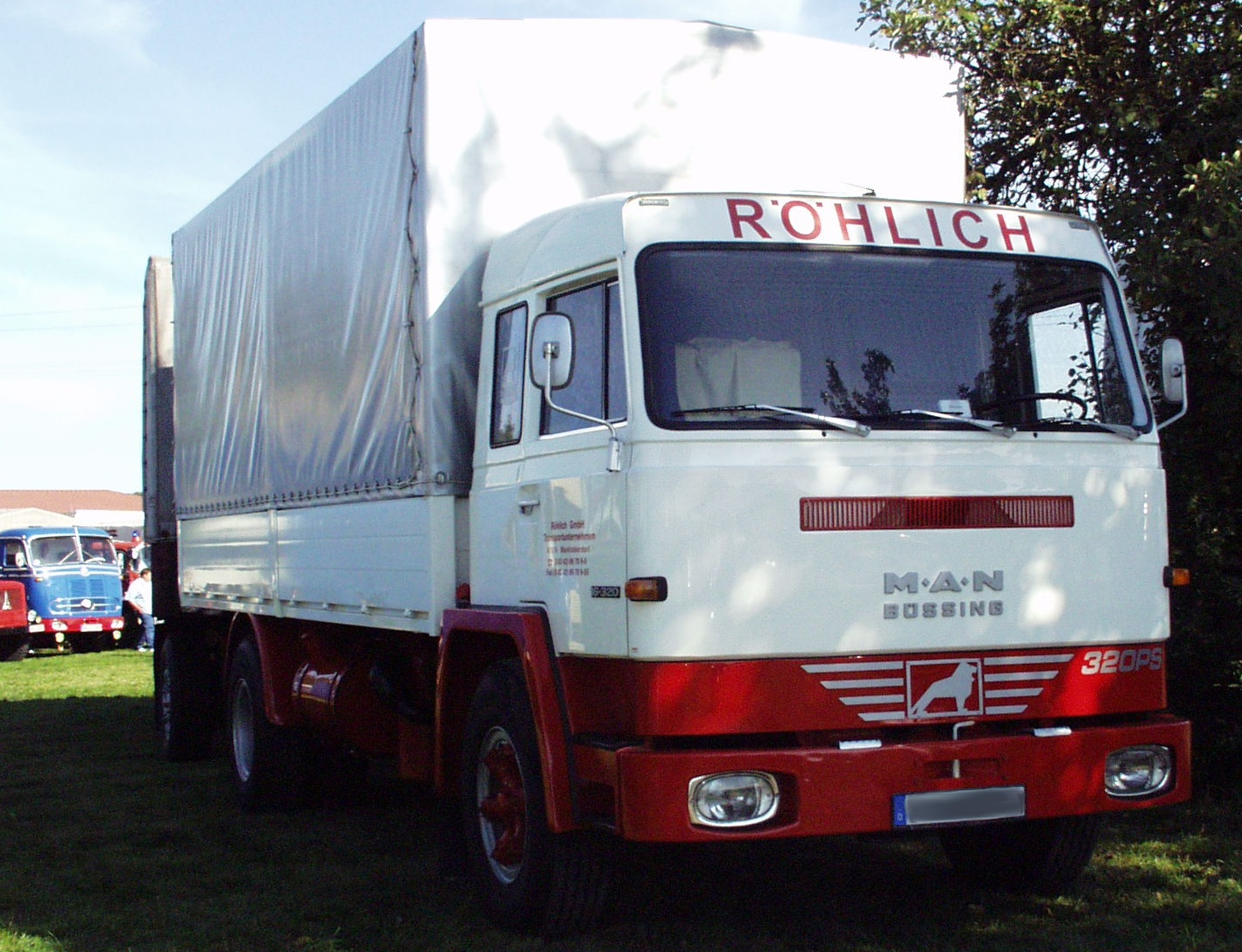
MAN-Büssing 16.320 U (320 PS) mit Unterflurmotor und noch mit Büssing-Fahrerhaus
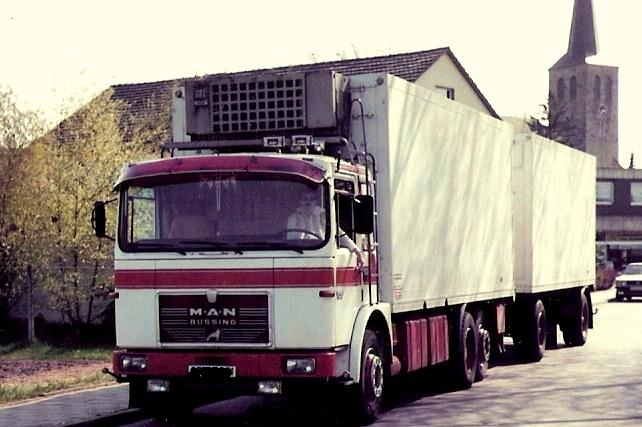
MAN-Büssing 22.320 U (320 PS) mit Unterflurmotor und bereits mit MAN-Fahrerhaus
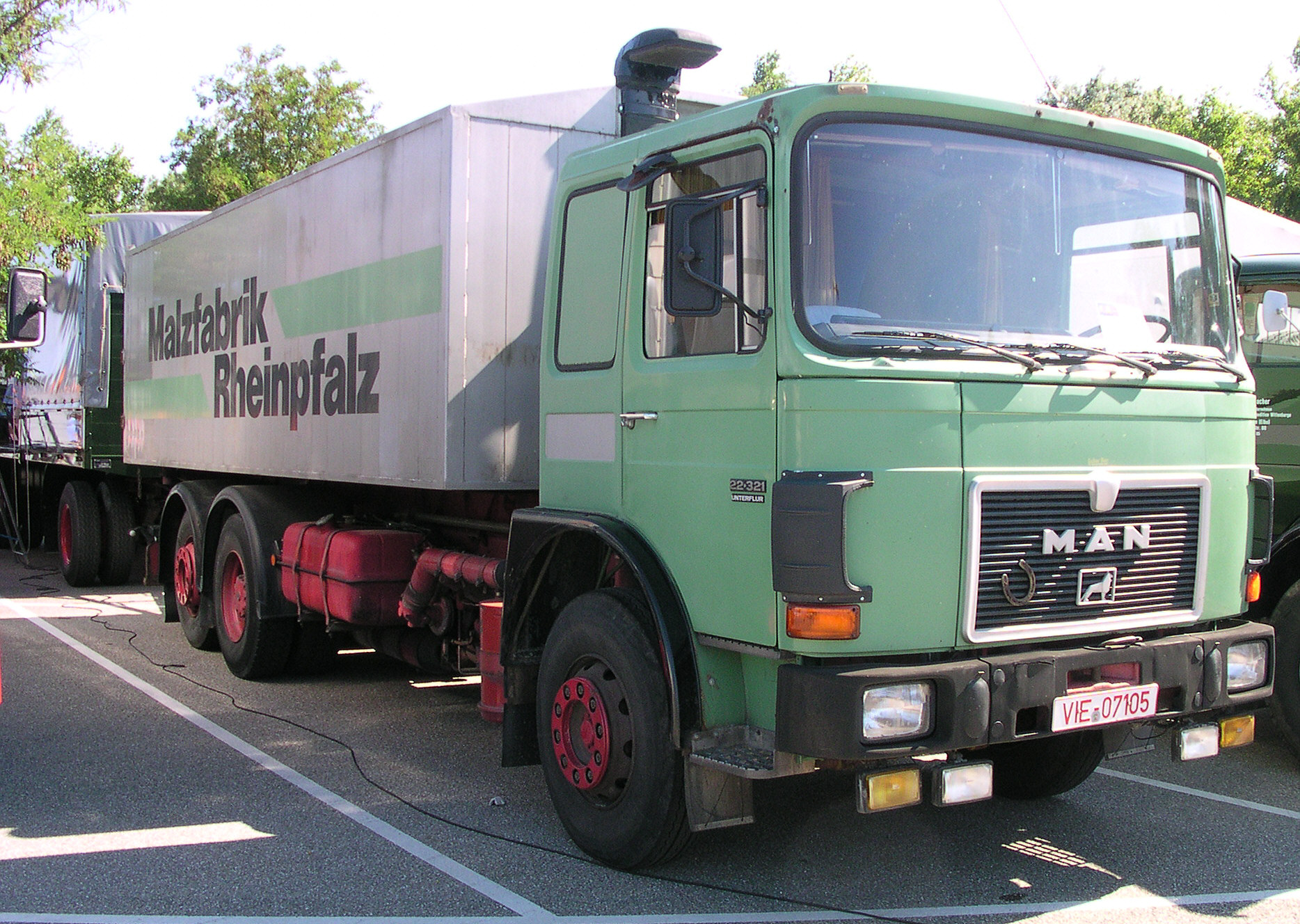
MAN-Lkw mit Unterflurmotor – eine weitergeführte Büssing-Bauart für einige Jahre

## Militärfahrzeuge

### 630 L2A und 630 L2AE
Zwischen 1956 und 1975 gab es für die speziellen Bedürfnisse des Militärs eine kantigere Version des Ponton-Kurzhaubers unter den Modellbezeichnungen 630 L2A und 630 L2AE. Dieses allradgetriebene, noch robuster als der zivile Ponton-Kurzhauber konstruierte Fahrzeug wurde nach der Ausmusterung beim Militär oft auch von der Polizei, von Feuerwehren, vom Technischen Hilfswerk (THW) und von anderen Hilfsorganisationen weiter eingesetzt.

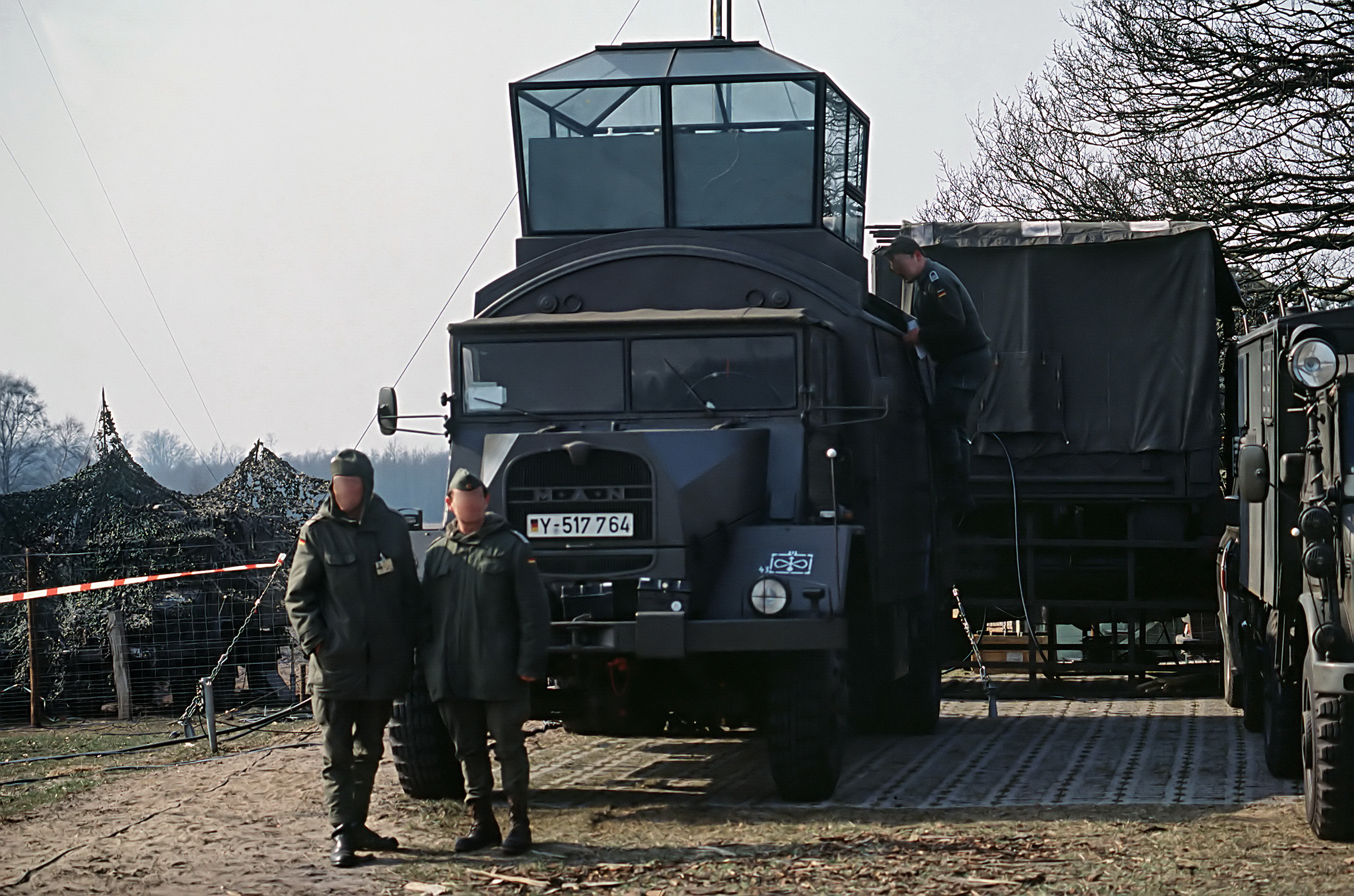
MAN 630 L2A mit Flugsicherungsanlage 70 (Mobiler Tower)
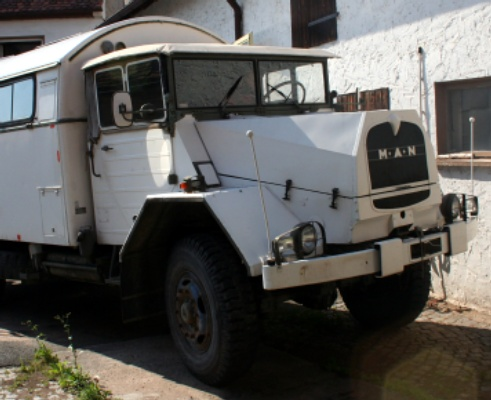
MAN 630 L2A mit Einheitskoffer
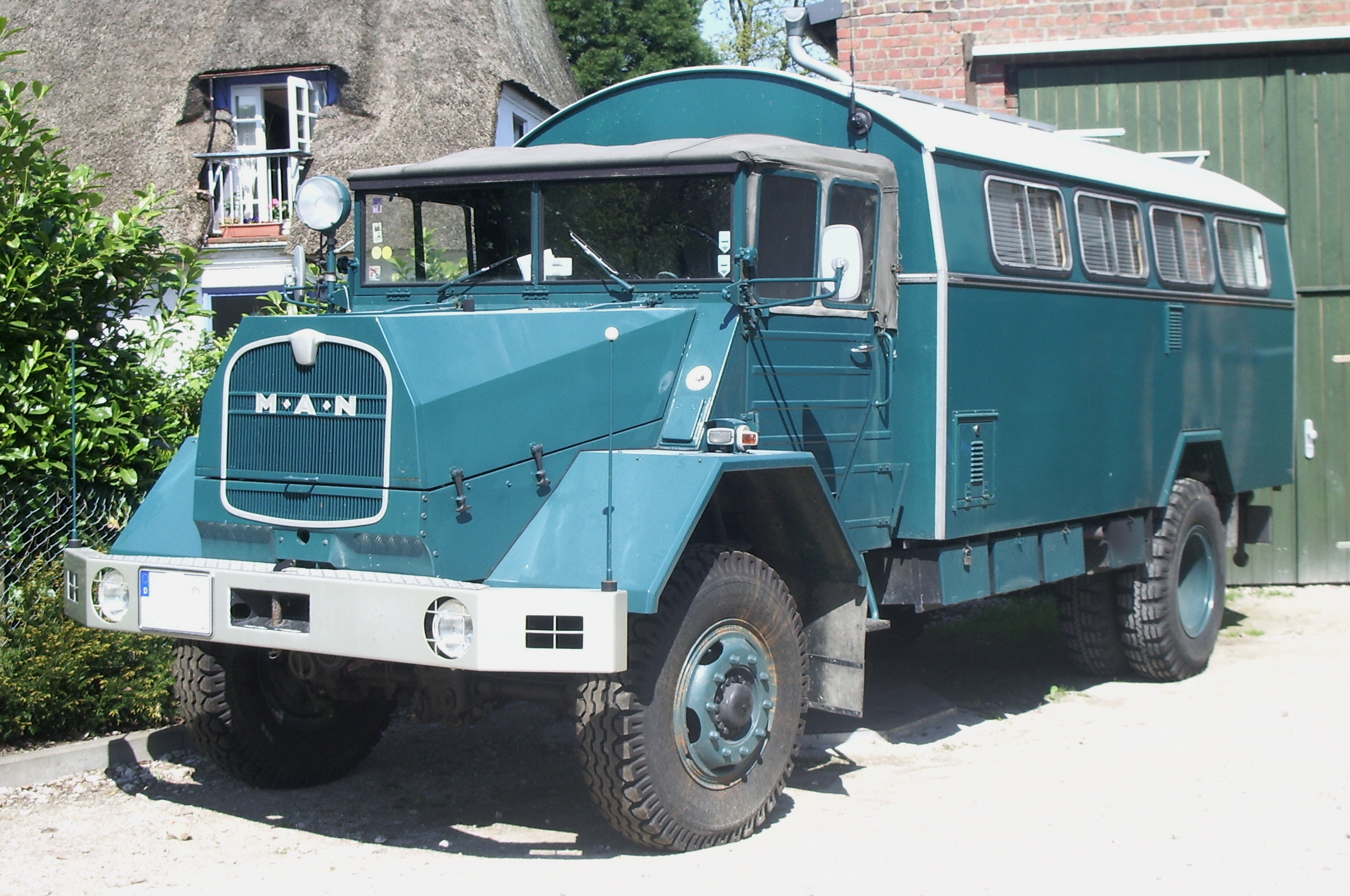
MAN 630 L2A Kommandowagen
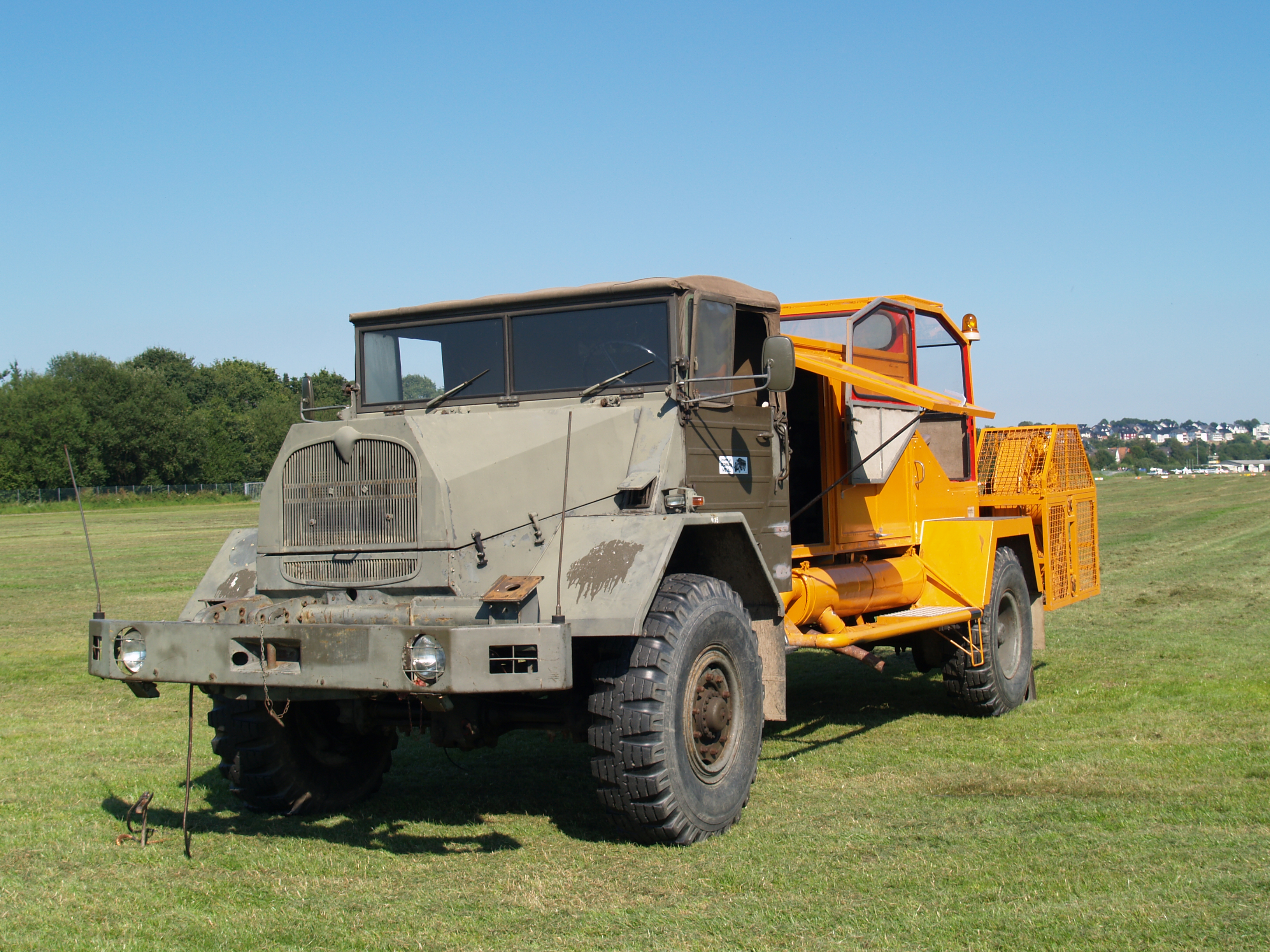
Umbau eines 630 L2AE zu einer Startwinde für Segelflugzeuge

### HX / SX (KAT I-Militärfahrzeuge)
Die geländegängigen MAN gl waren als Militärfahrzeug für die Bundeswehr konstruiert worden. Da die Bundeswehr als Auftraggeber auf luftgekühlten Motoren bestand, wurden diese von Deutz zugeliefert – MAN fertigte nur wassergekühlte Dieselmotoren. Für den Export wurden jedoch auch Fahrzeuge mit MAN-Motoren gebaut, teilweise wurden die Fahrzeuge (auch mit anderen Fahrerhäusern) bei Feuerwehren als Flugfeldlöschfahrzeuge eingesetzt. Die Fertigung begann 1976.
MAN ist seit der Aufstellung der Bundeswehr einer der Hauptlieferanten für Militärfahrzeuge. Die KAT-1-Generation ist mittlerweile überholt und wird ersetzt. Dabei werden Fahrzeuge für den nicht-taktischen Bereich zum Teil durch TGA-Modelle (s. o.) ersetzt. Darüber hinaus beliefert die Military Division der MAN über 150 weitere Streitkräfte auf allen Kontinenten.
Im Jahr 2005 gewann MAN die Ausschreibung des Verteidigungsministeriums von Großbritannien über die Beschaffung von über 7200 Support Vehicles. MAN ist damit einer der größten Ausrüster weltweit. Diese Spezialfahrzeuge werden im ehemaligen ÖAF-Werk in Wien-Liesing gebaut.
Dem sich wandelnden Bedrohungsbild Rechnung tragend, hat MAN in Zusammenarbeit mit Krauss-Maffei Wegmann (KMW) eine gepanzerte Version des SX 32.440 8×8 entwickelt, die bereits durch die Bundeswehr erfolgreich im Rahmen der KFOR-Mission im Kosovo getestet wurde und jetzt Serienreife erlangt hat. Das Fahrzeug wird an mehrere europäische Armeen in großer Stückzahl ausgeliefert und besitzt neben einer Kabine, die in Level III (STANAG) geschützt ist, auch eine fernbedienbare Waffenstation sowie ein Hakenladesystem. Damit ist das Fahrzeug an aktuelle Bedrohungsszenarien und logistische Konzepte angepasst.
Seit dem März 2010 wird die Modellserie im Rahmen des neu gegründeten Joint-Ventures Rheinmetall MAN Military Vehicles GmbH hergestellt.

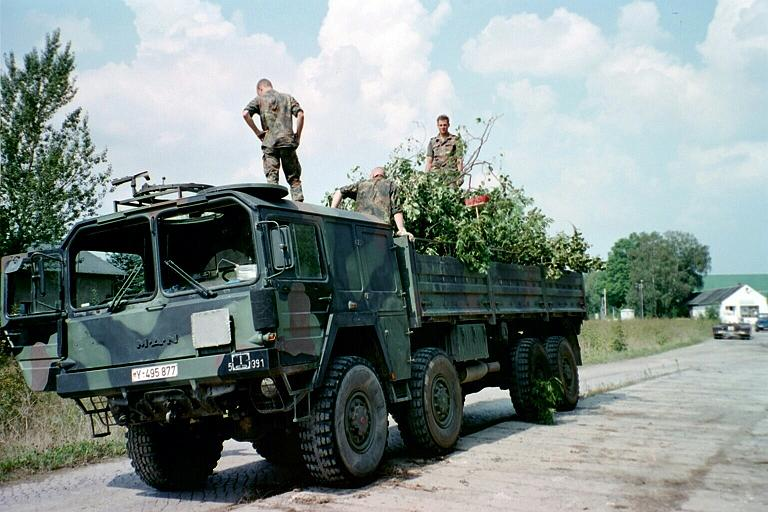
10to.gl KAT I beim Elbehochwasser 2002
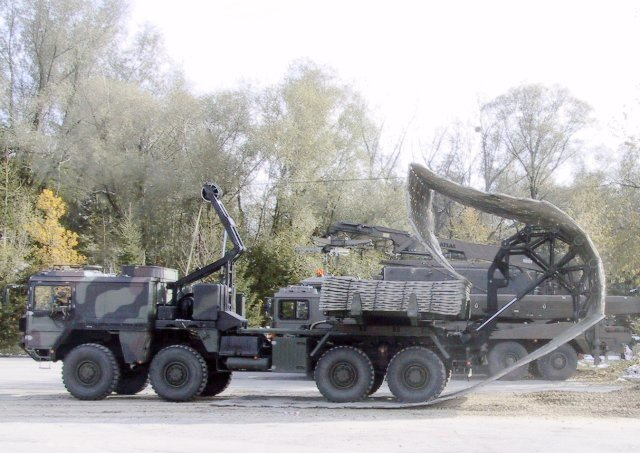
15to.gl KAT IA1 mit Faltstraßenverlegesystem
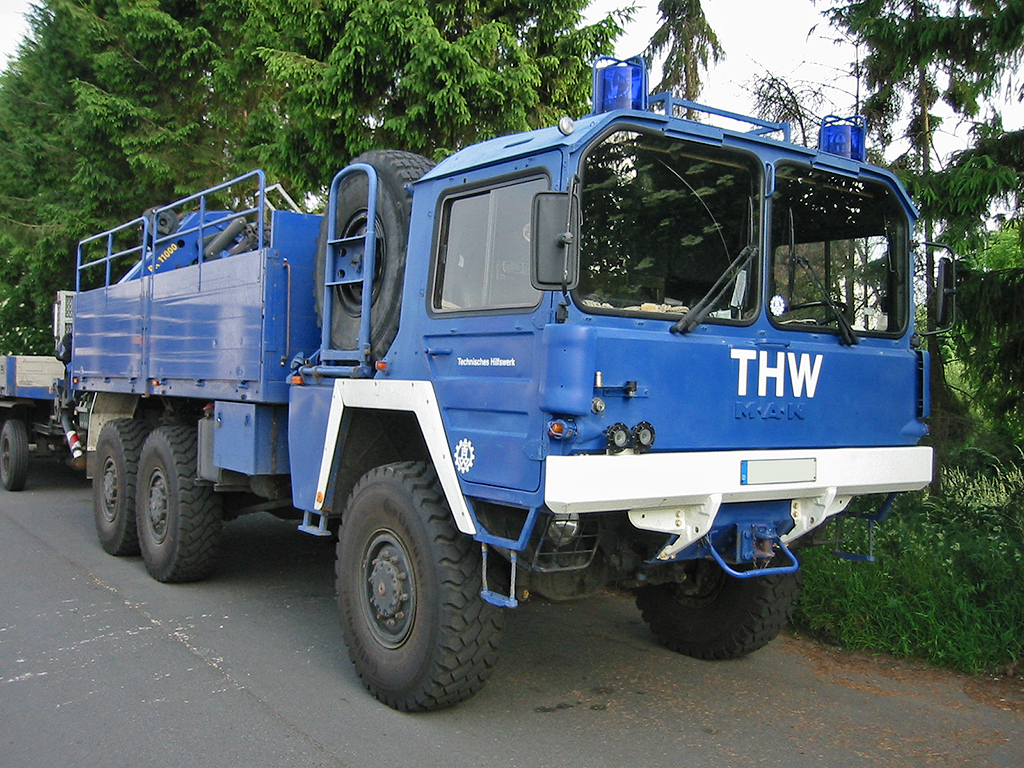
7to.gl KAT I im Einsatz beim THW
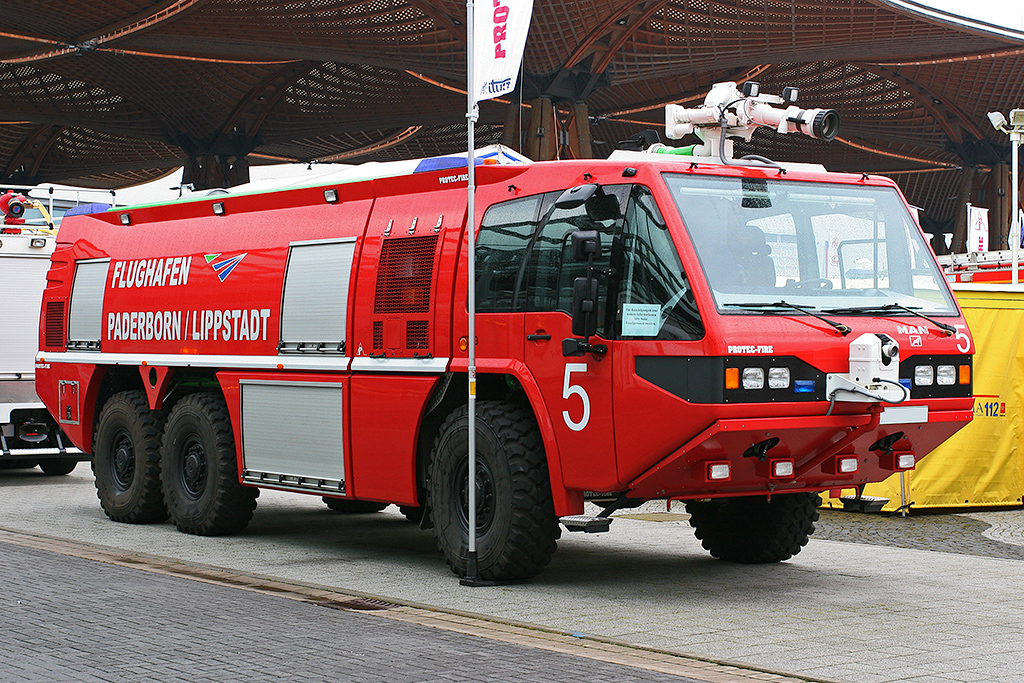
Flugfeldlöschfahrzeug auf MAN 29.633 6×6
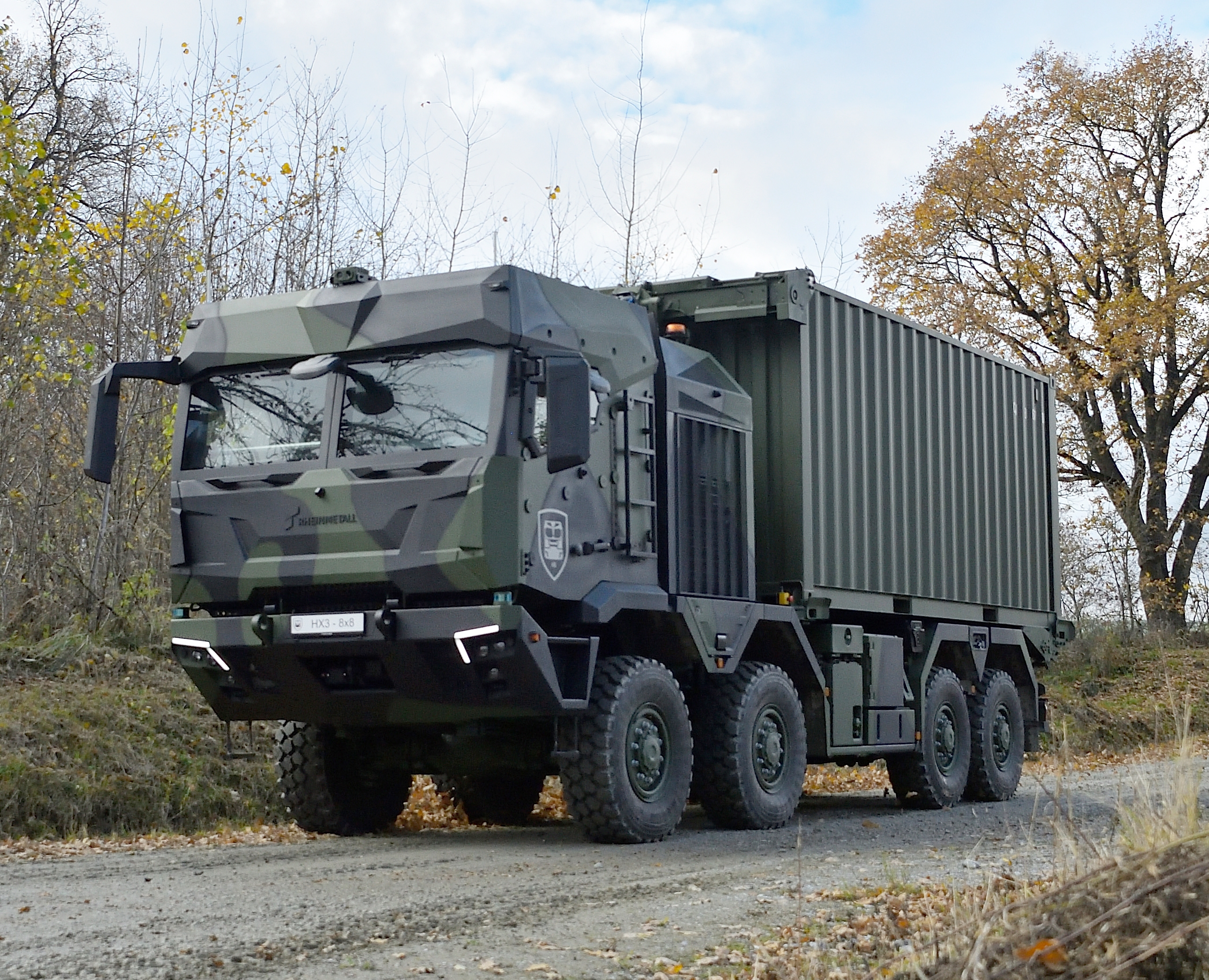
HX3 8×8

## Busse
MAN stellt sowohl Busse für den Linienverkehr als auch Reisebusse her. Im Jahr 2001 wurde von der Firma Gottlob Auwärter GmbH & Co. KG der Busbereich Neoplan übernommen. Dieser Zusammenschluss zur Herstellung und zum Vertrieb von Omnibussen trug bis Januar 2008 den Namen NEOMAN. Ab dem 1. Februar 2008 war die NEOMAN vollständig in die MAN Nutzfahrzeuge AG integriert, die Marke „Neoplan“ wird weiter genutzt.
Sämtliche Busse von MAN (sowie die Busse der Marken Neoplan und VW) werden heute außerhalb Deutschlands hergestellt. Die Produktionsstätten befinden sich in Polen (Stadtbusse), in der Türkei (Stadt – und Reisebusse) und in Südafrika (Stadt- und Reisebusse). Lediglich ein Teil der Fahrgestelle wird noch in Deutschland produziert.

### Linienbusse (Stadt- und Überlandbusse)
Im Jahr 1915 begann MAN, zusammen mit Saurer Omnibusse zu bauen. Am Anfang wurde bei der Ausstattung hauptsächlich zwischen Linienbussen und Reisebussen unterschieden. Seit den 1950er Jahren wurde dann noch zwischen Stadtbussen und Überlandbussen unterschieden. Die Überlandbusse haben mehr Sitzplätze als ein Stadtbus und vorn meist nur eine einfachbreite Tür.

#### Linienbusse vor der VÖV-Standardisierung
- MAN AM
- MAN NOB
- MAN NOG
- MAN NON
- MAN D1
- MAN MP
- MAN MKN
- MAN MKH
- MAN 760 UO 1
- MAN 760 UO 2G
- MAN 535 HO-11
- MAN 750 HO-M (Metrobus)
- MAN 890 UG (Gelenkbus)

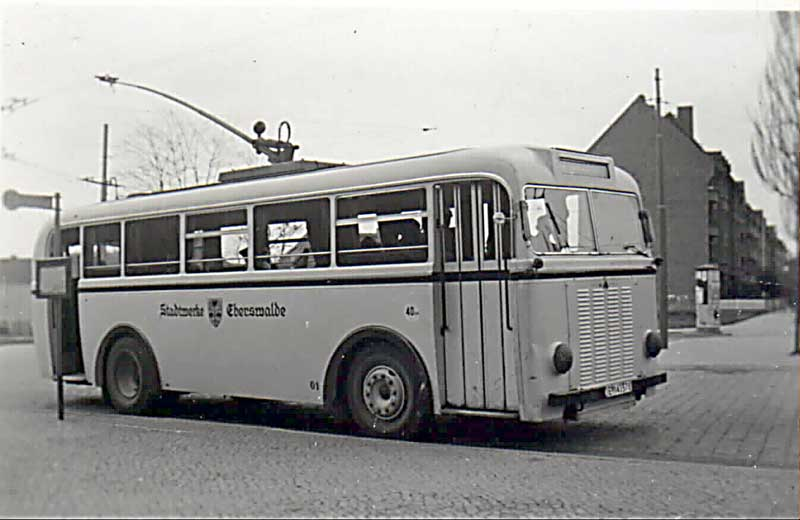
MAN-Oberleitungsbus MPE I
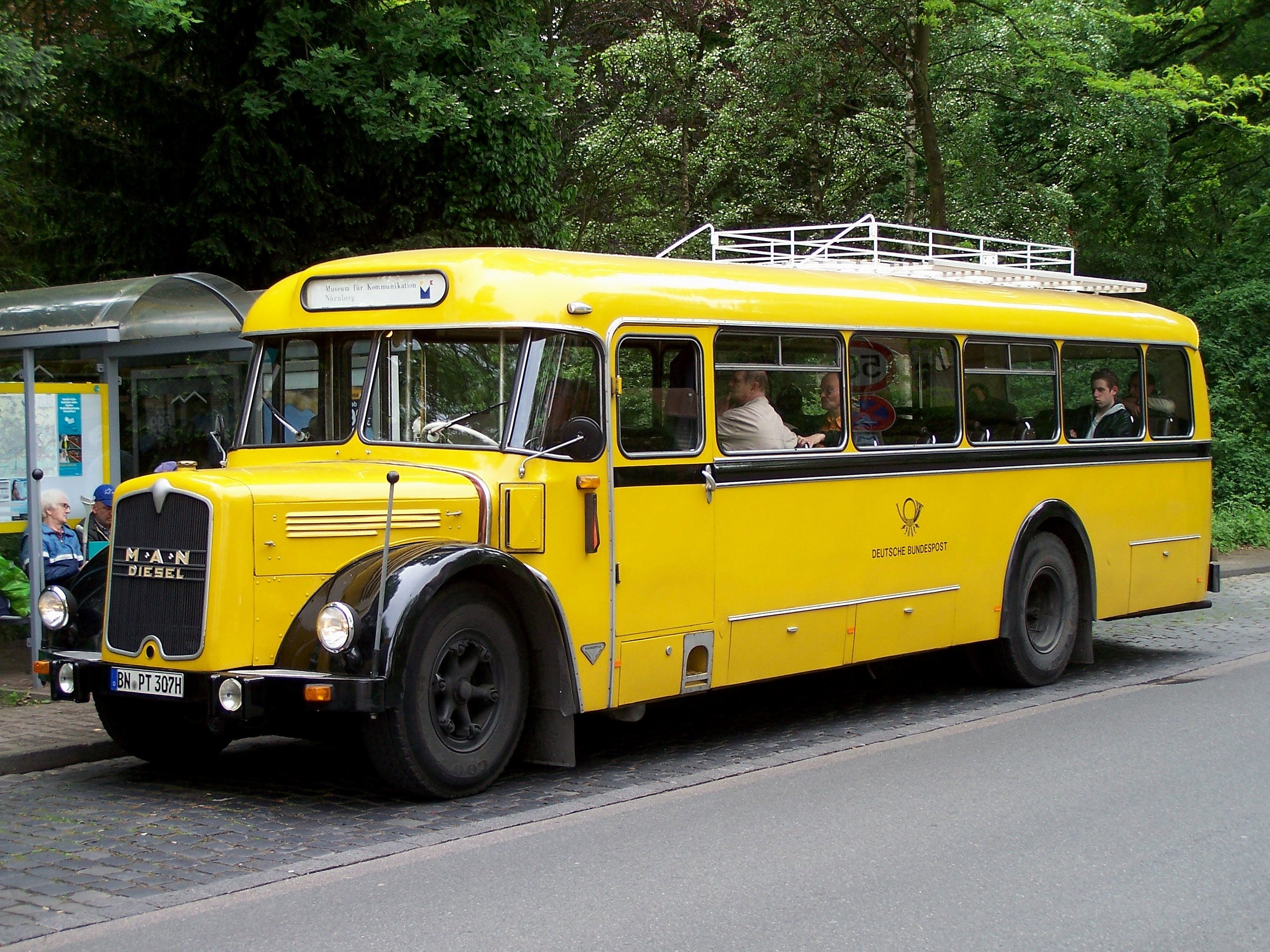
MAN-Postbus des Museums für Kommunikation Nürnberg
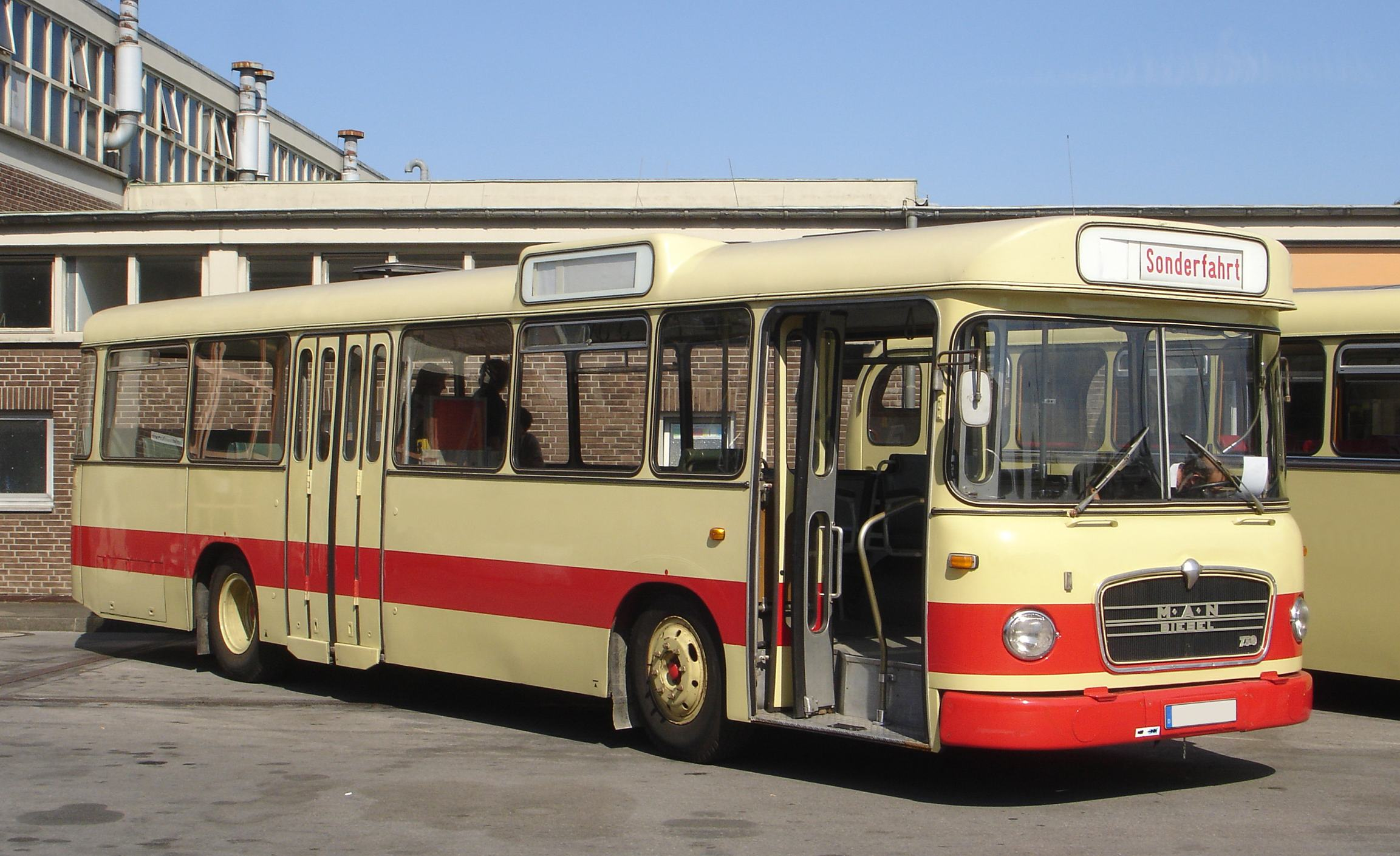
MAN 750 HO (Metrobus) Museumsbus der Rheinbahn AG
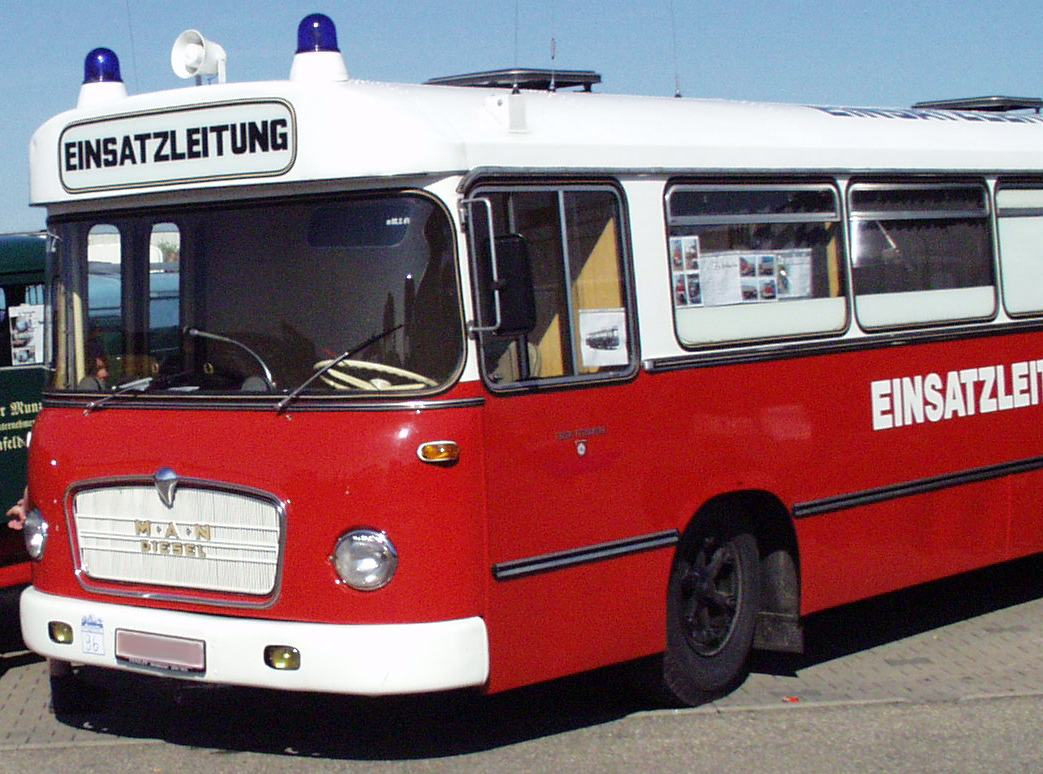
MAN-Linienbus als Einsatzleitwagen der Feuerwehr

#### Standard-Linienbusse der ersten Generation
Ende der 1960er-Jahre kamen als Ergebnis der Standardisierung von Linienbussen die ersten nach deutschen VÖV-Richtlinien konstruierten Standard-Linienbusse auf den Markt, zuletzt diejenigen von MAN. Diese wurden in den 1970er Jahren mit den Typenbezeichnungen SL für Standard-Linienbus, SG für Standard-Gelenkbus, SÜ für Standard-Überlandbus und SD für Standard-Doppeldeckerbus gekennzeichnet.
Anfang der 1980er Jahre stellte MAN einen 23 Meter langen Doppelgelenkbus des Typs MAN SGG 280 vor, der 225 Fahrgäste aufnehmen konnte. Das einzige Exemplar lief unter anderem für kurze Zeit bei Lembke, Koschik u. Co. in Celle als Versuch im Linienverkehr.
Ab Mitte der 1980er Jahre wurde die erste Generation der Standard-Linienbusse durch die für den VÖV von den FFG weiter entwickelte zweite Generation abgelöst. Bei der MAN wurde einige Zeit die erste und die zweite Generation parallel gebaut. Am längsten wurde der Überlandbus SÜ 240 gebaut, wovon noch 1990 einige an die Deutsche Bundesbahn ausgeliefert wurden.
MAN war nach Daimler-Benz der zweitgrößte Hersteller von VÖV-Standardbussen. Da die Konstruktion der VÖV-Busse ein Projekt zur Standardisierung war, waren die Standard-Linienbusse von MAN denjenigen der Konkurrenz, insbesondere Mercedes-Benz (O 305), Magirus-Deutz und Büssing, optisch sehr ähnlich. Vom ungarischen Bushersteller Ikarus wurden in den 1970er Jahren auch Busse nach den VÖV-Richtlinien (Ikarus 190) hergestellt und in die Bundesrepublik Deutschland (Verkehrsbetriebe Hamburg-Holstein) geliefert. Diese Busse waren keine Lizenzbauten, wurden aber von in MAN-Lizenz in Ungarn produzierten Rába-Dieselmotoren angetrieben.
Die Standardbusse von MAN wurden dagegen beispielsweise in Spanien als Pegaso in Lizenz produziert.

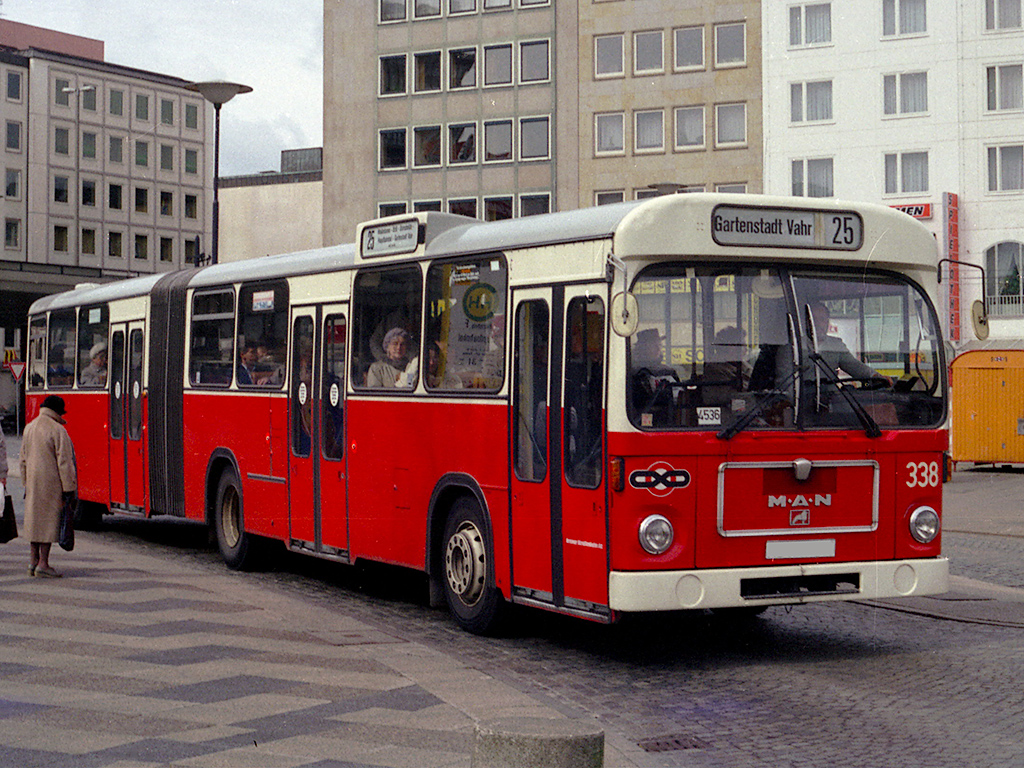
VÖV-I-Bus MAN SG 192 der BSAG Bremen, Aufnahme Ende der 1980er-Jahre
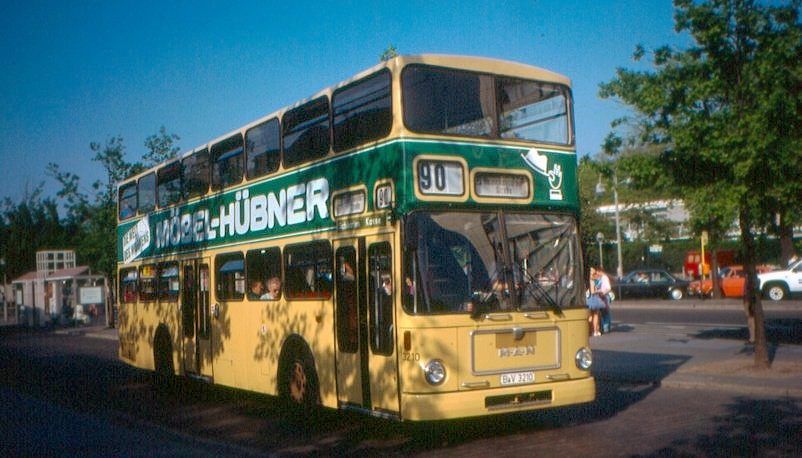
Berliner MAN SD 200, der heute noch in vielen Städten für Stadtrundfahrten genutzt wird
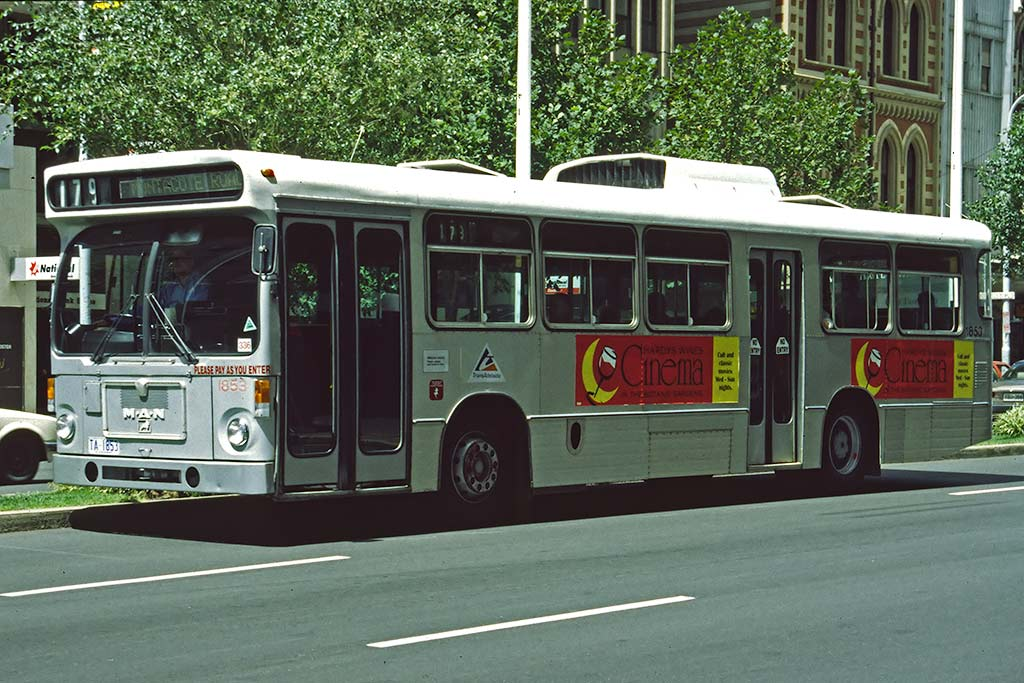
MAN Standardbus mit australischem Aufbau in Adelaide (1997)
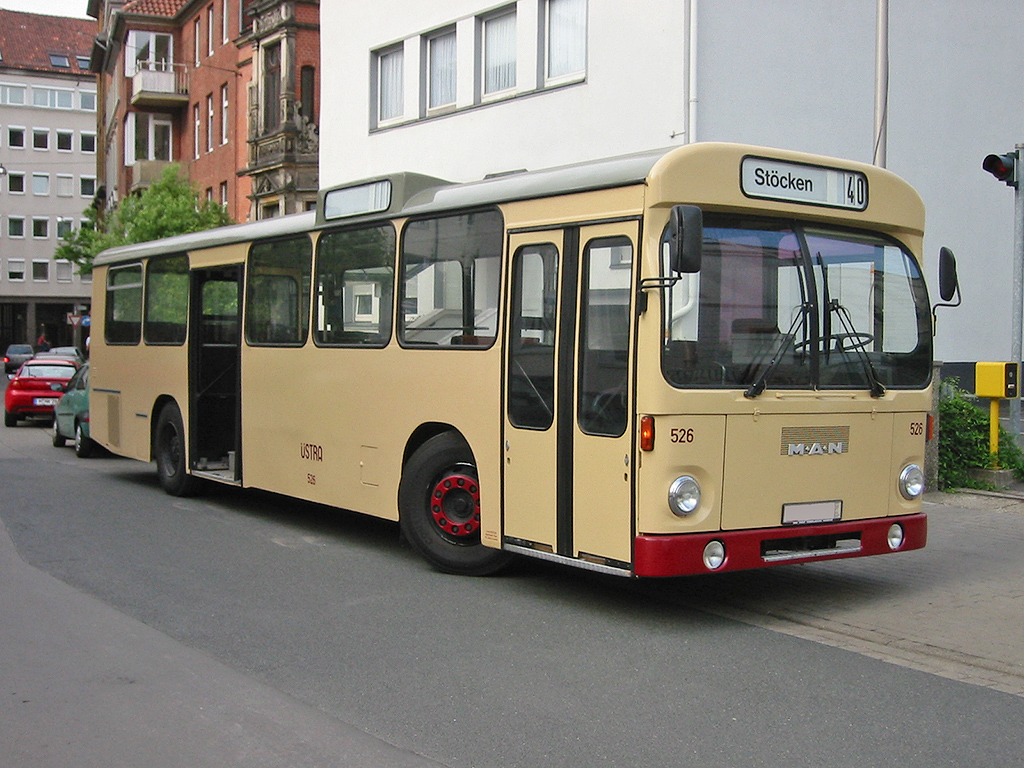
Standardbus MAN SL 200 in Hannover als Museumsbus
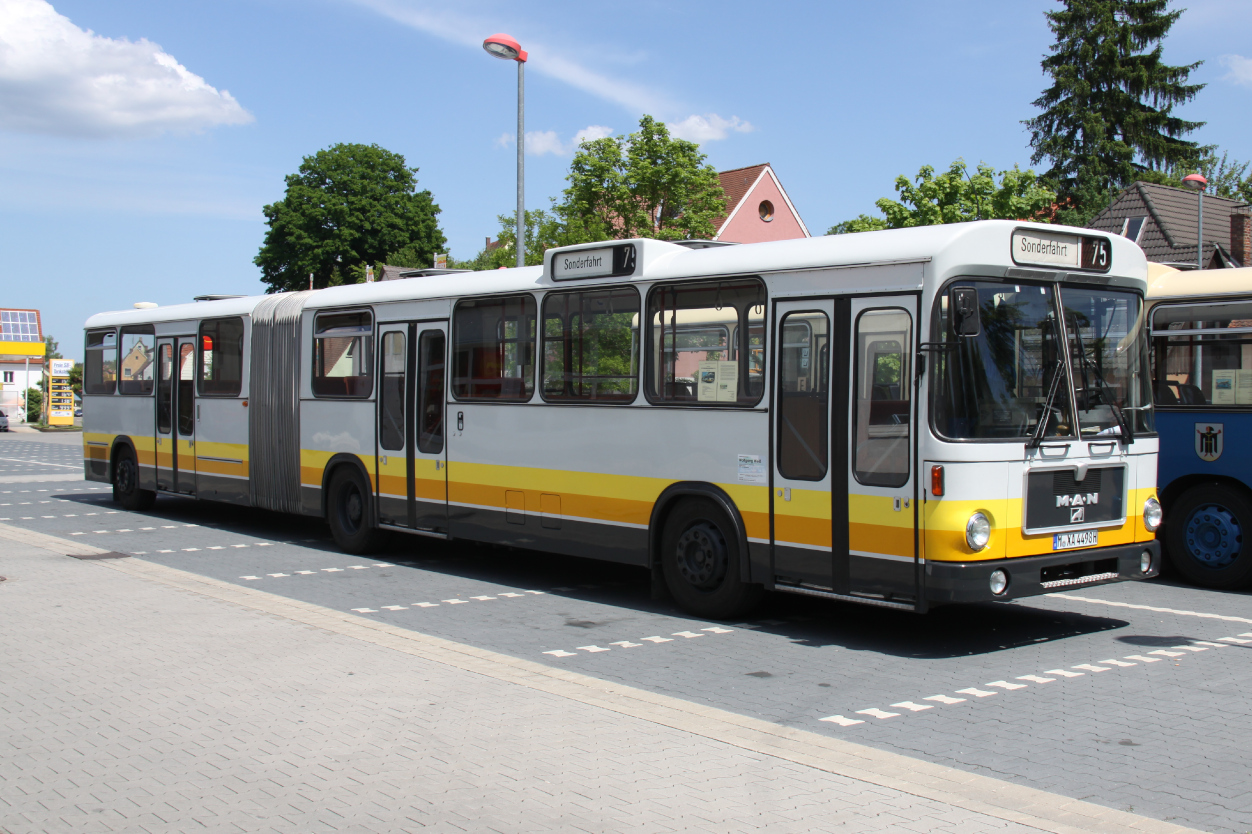
Standard-Gelenkbus MAN SG 240 H in Pleinfeld 2012
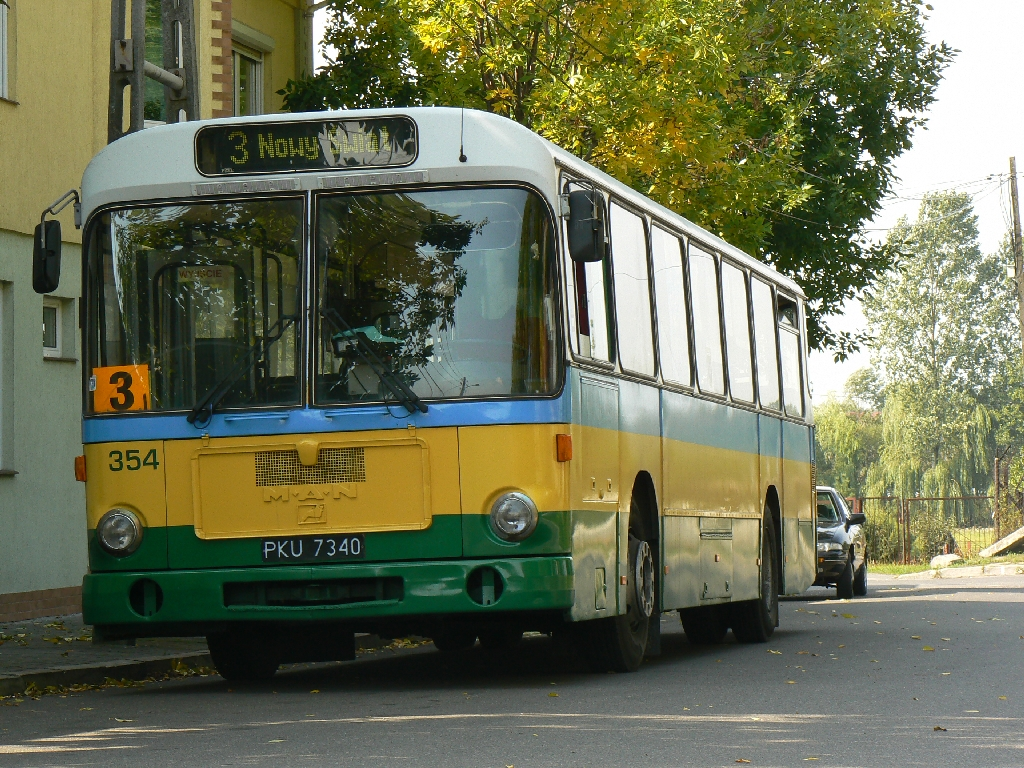
MAN-Linienbus in Bełchatów (Polen)
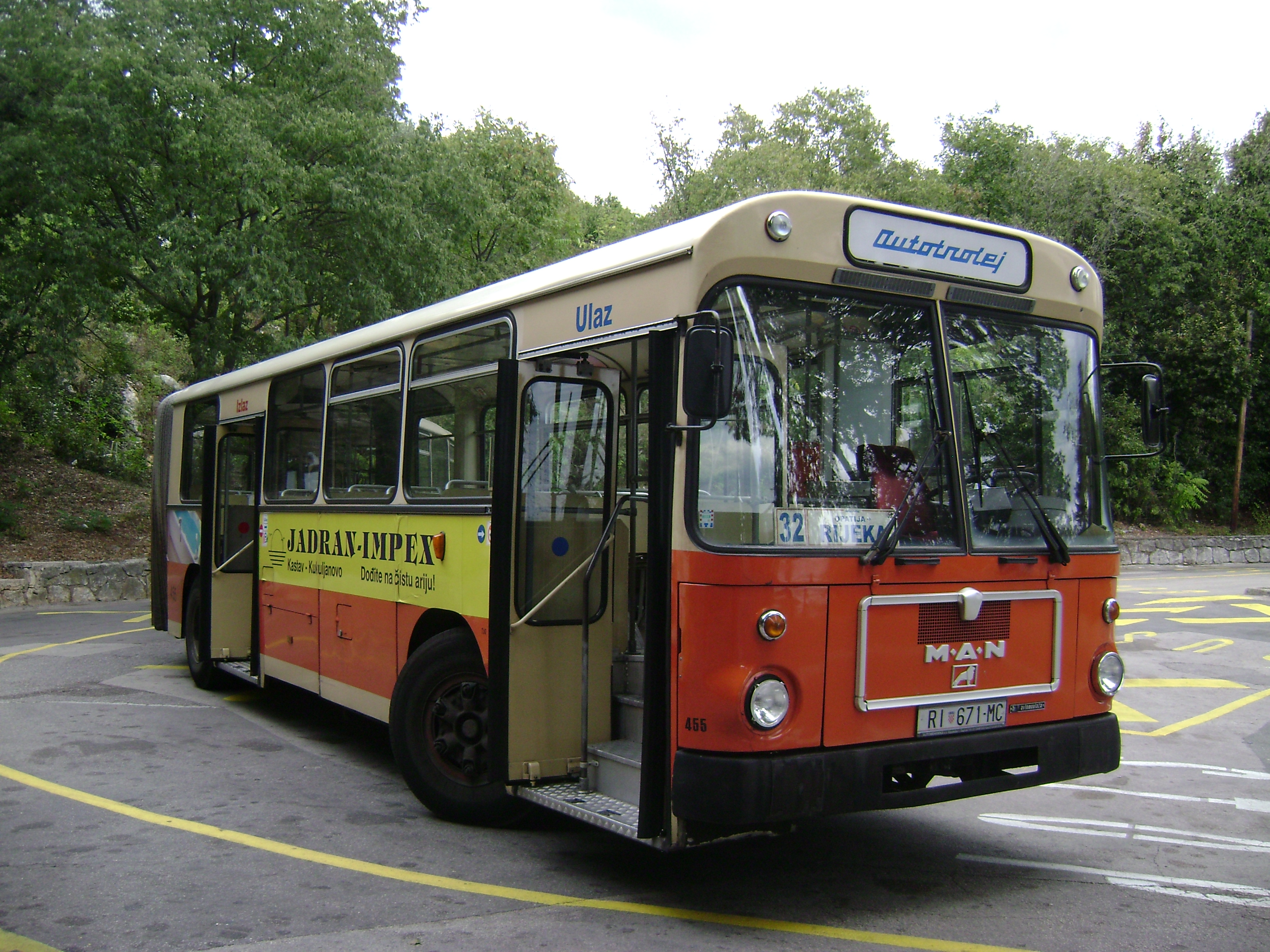
Gelenkbus MAN SG 220 in Rijeka (Kroatien)

Typen-Aufschlüsselung
Standard-Linienbusse:
- MAN 750 HO-SL / MAN SL 192 / MAN SL 195
- MAN SL 200

Standard-Gelenkbusse:
- MAN 890 SG / MAN SG 192
- MAN SG 220
- MAN SG 240 H / MAN SG 280 H

Standard-Doppelgelenkbus:
- MAN SGG 280

Standard-Überlandbusse (StÜLB):
- MAN 750 HO-SÜ / MAN SÜ 210 / MAN SÜ 230
- MAN SÜ 240

Standard-Doppeldeckerbus:
- MAN SD 200

#### Standard-Linienbusse der zweiten Generation
Nach der Umstellung der Produktion der Standard-Linienbusse auf die zweite Generation Mitte der 1980er Jahre wurde der Midibus MAN SM 152 neu ins Programm aufgenommen.
Ende der 1970er Jahre wurden von Auwärter Neoplan Stadtbusse in Niederflurtechnik entwickelt und in den 1980er Jahren angeboten. Da ab Ende der 1980er Jahre Niederflurbusse bevorzugt von Verkehrsbetrieben wegen der „Behindertengerechtigkeit“ gefordert wurden, konstruierte auch MAN solche Fahrzeuge. In Deutschland gingen die Produktionszahlen der VÖV-II-Busse daraufhin stark zurück. Die meisten Typen wurden jedoch bis Ende der 1990er Jahre angeboten.

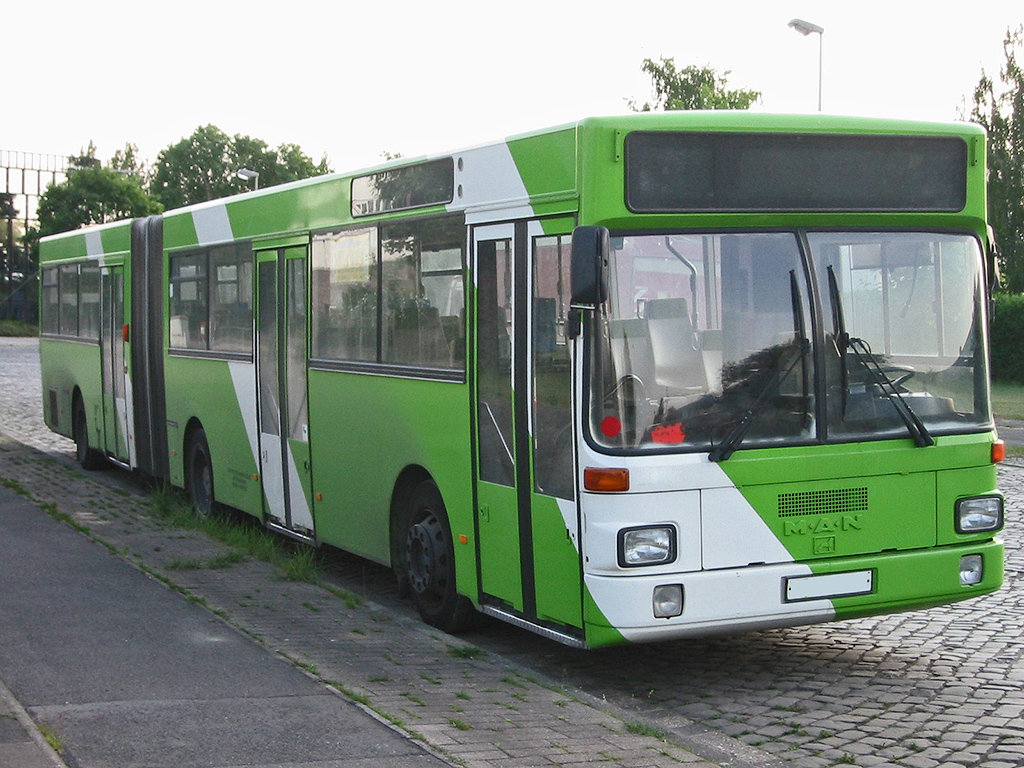
Standard-Gelenkbus MAN SG 242 ehemaliges Fahrzeug der ÜSTRA Hannover
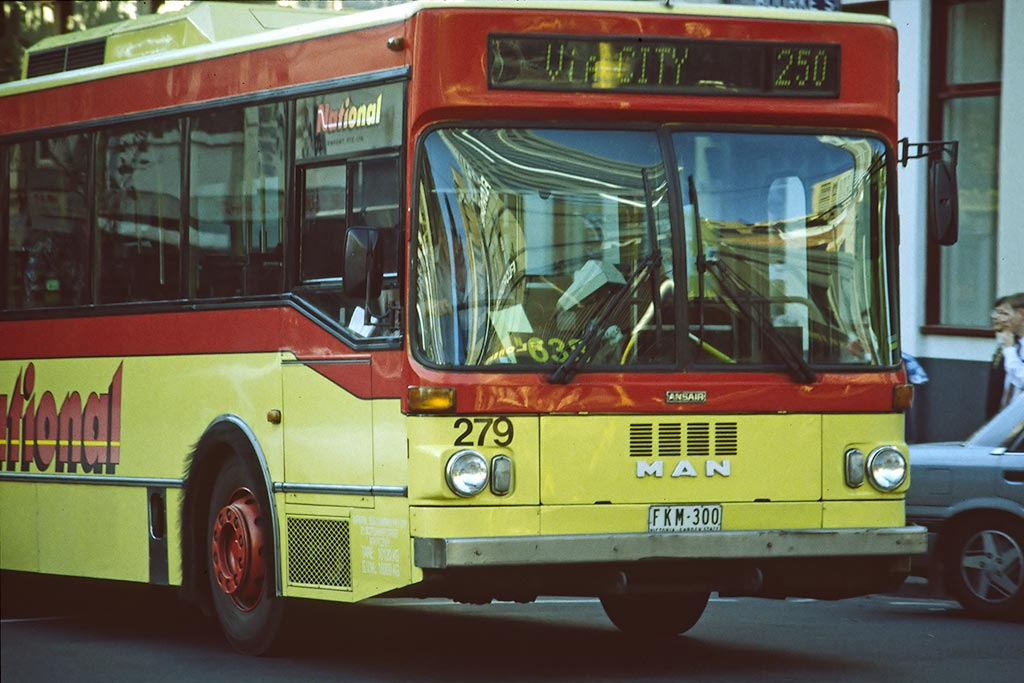
Standardbus in Melbourne (Australien), 1997
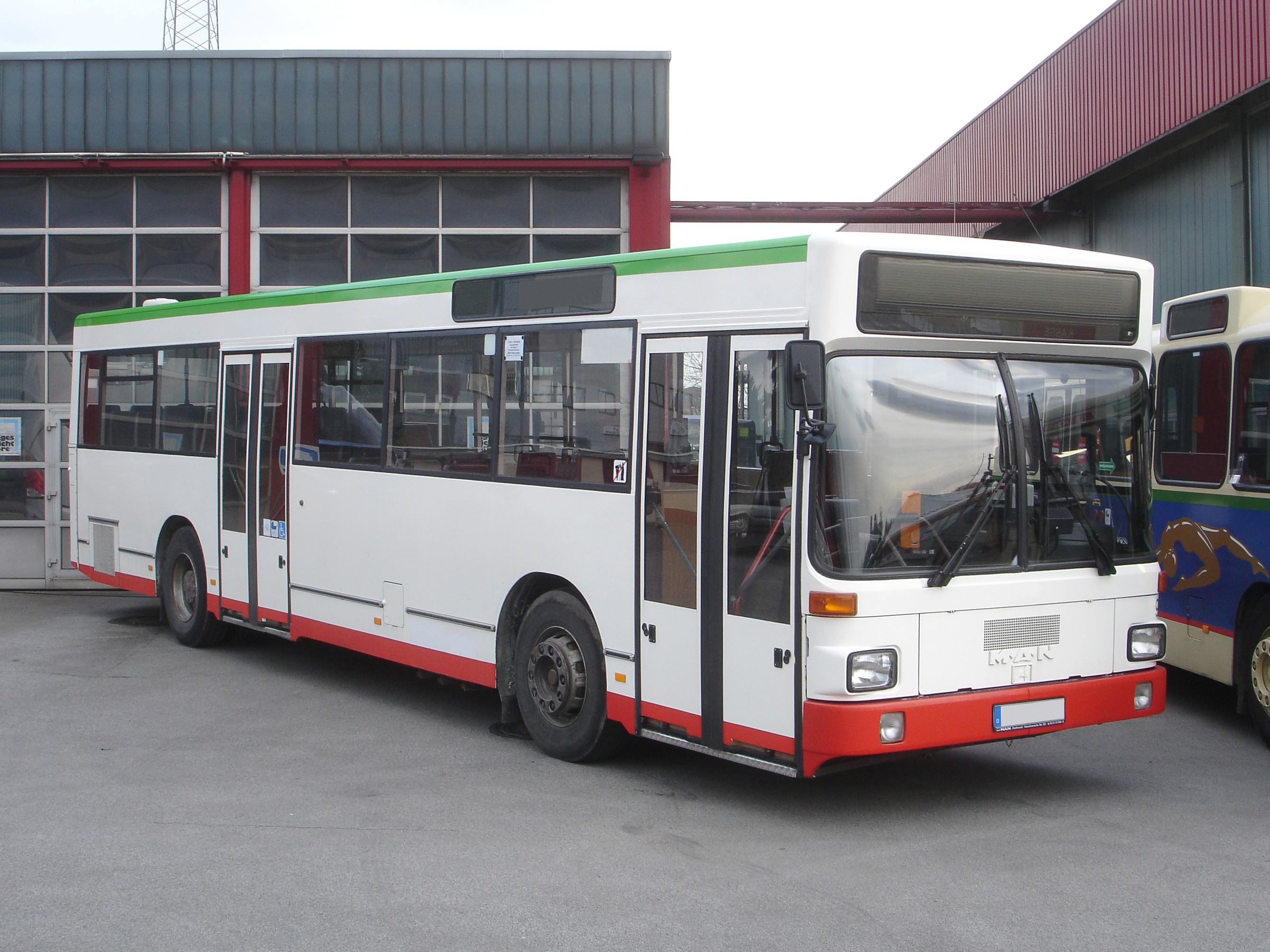
MAN SL 202 von 1985
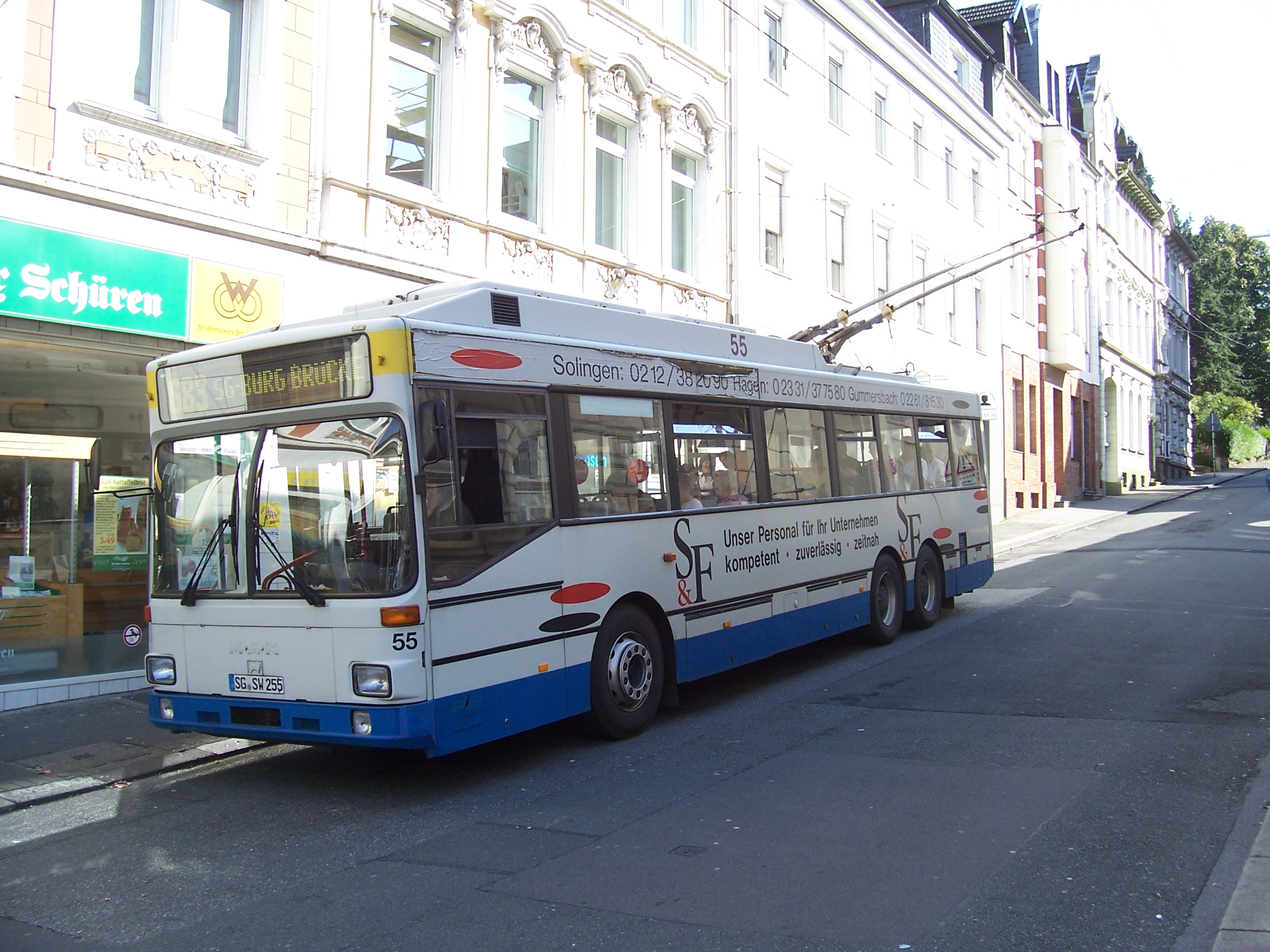
Oberleitungsbus des Typs MAN SL 172 HO der Stadtwerke Solingen
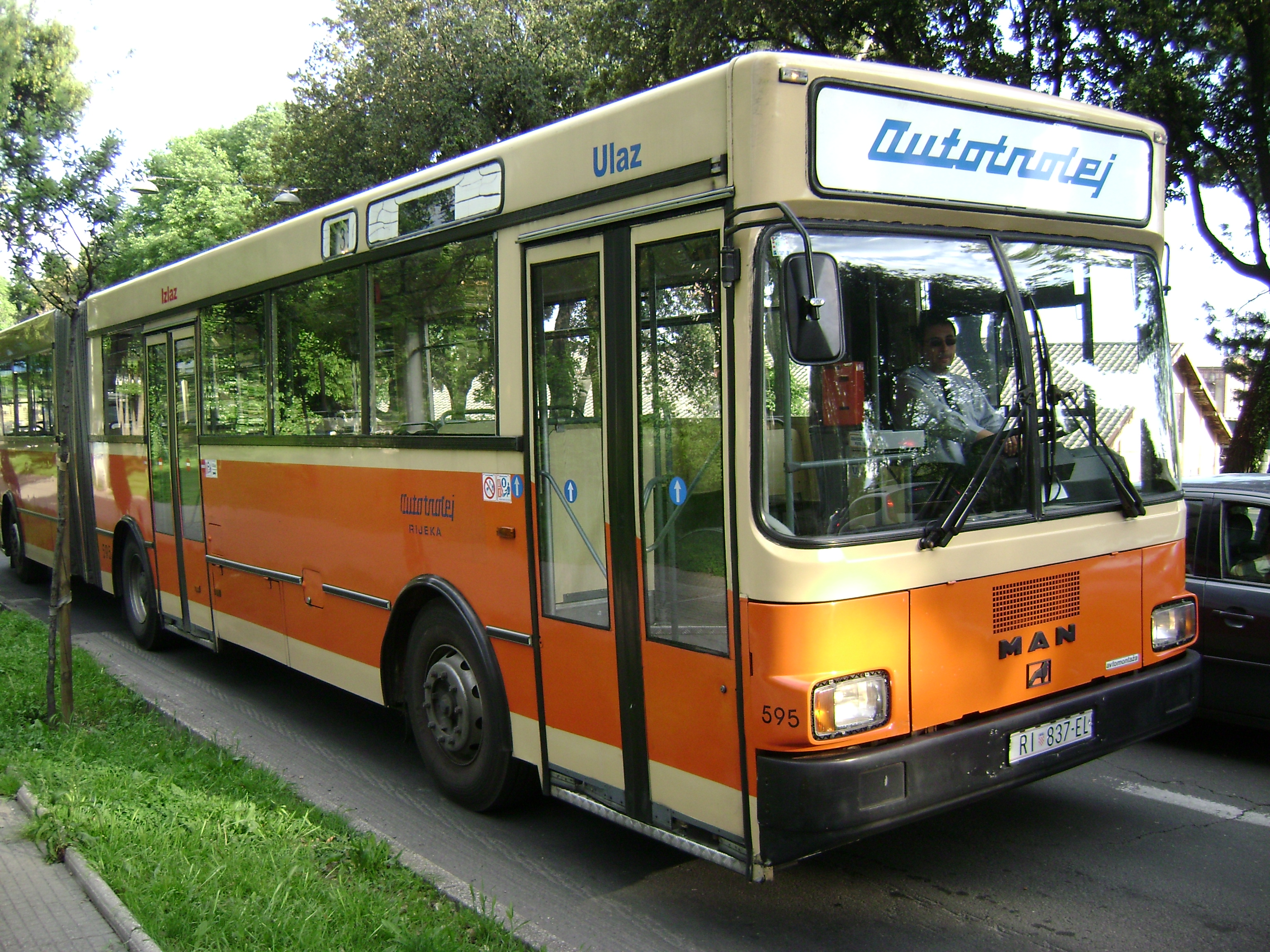
Gelenkbus MAN SG 240 in Rijeka (Kroatien)

Typen-Aufschlüsselung
Standard-Linienbus:
- MAN SL 202

Standard-Gelenkbusse:
- MAN SG 242 H / MAN SG 282 H
- MAN SG 242 / MAN SG 292 / MAN SG 312 / MAN SG 322

Standard-Überlandbusse:
- MAN SÜ 242 / MAN SÜ 272

Standard-Midibus:
- MAN SM 152 / MAN SM 182

Standard-Doppeldeckerbus:
- MAN SD 202

#### Niederflurbusse der ersten Generation
Im Frühjahr 1989 präsentierte MAN als zweiter Hersteller nach Auwärter Neoplan zu einer Behindertenmesse in Augsburg mit dem MAN NL 202 einen Niederflurbus. Dieser wurde optisch dem VÖV-Bus der zweiten Generation angepasst. 1990 folgte mit dem MAN NG 272 ein Niederflur-Gelenkbus.
Die Verkehrsunternehmen orderten aufgrund des öffentlichen Druckes verstärkt Niederflurbusse, sodass die Hochflurbusse der zweiten Generation in den Hintergrund traten, diese wurden jedoch noch parallel angeboten.
1992 wurde mit dem MAN EL 202 – dem Europa-Linienbus – ein Mittelflurbus mit einer Stufe vorgestellt, der überwiegend für den Regionalverkehr verkauft wurde.
Ab 1997 wurden die ersten Niederflurbusmodelle nach und nach durch weiterentwickelte Modelle ersetzt.

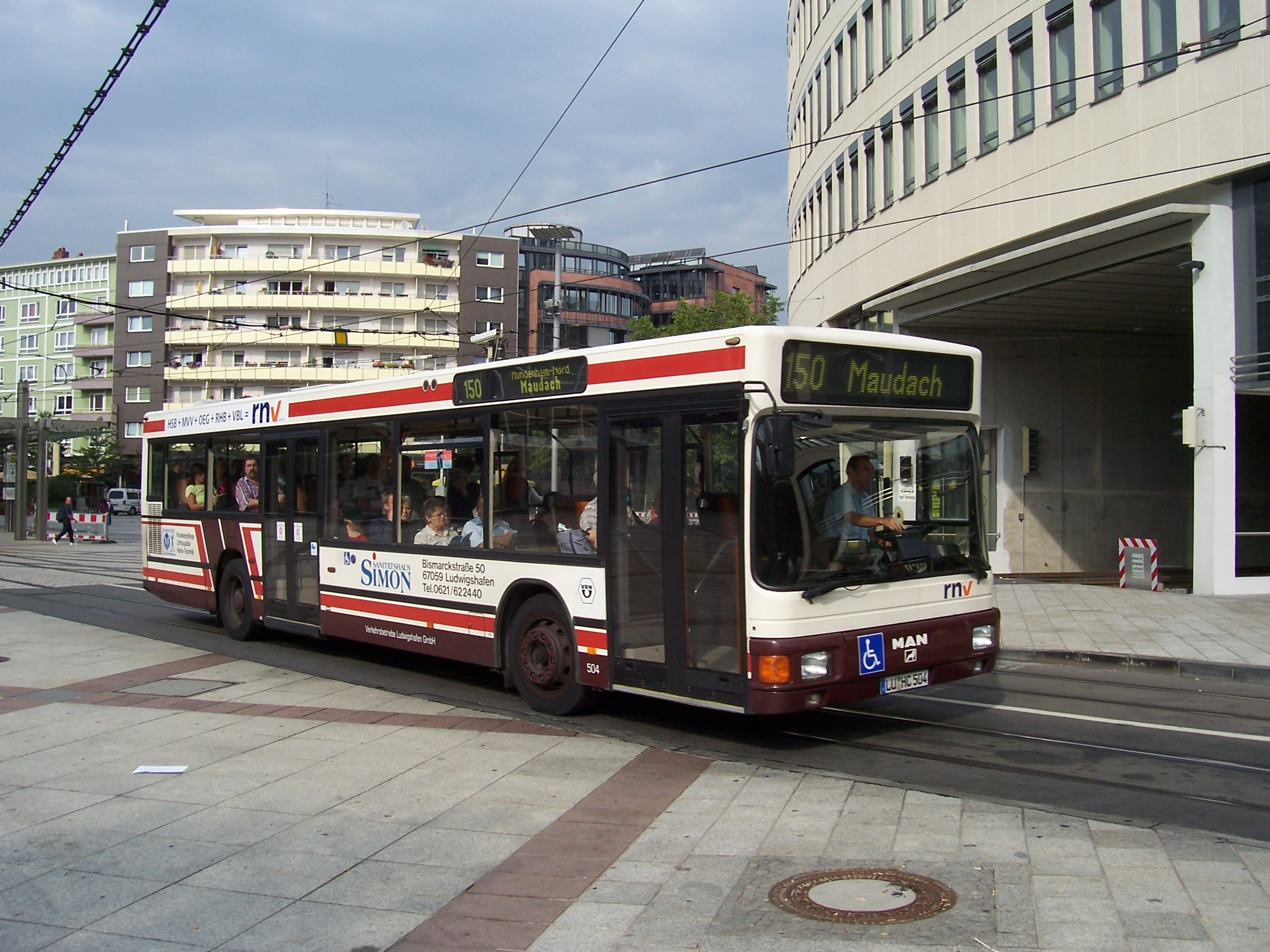
MAN NL 202(2) (A10) in Ludwigshafen am Rhein
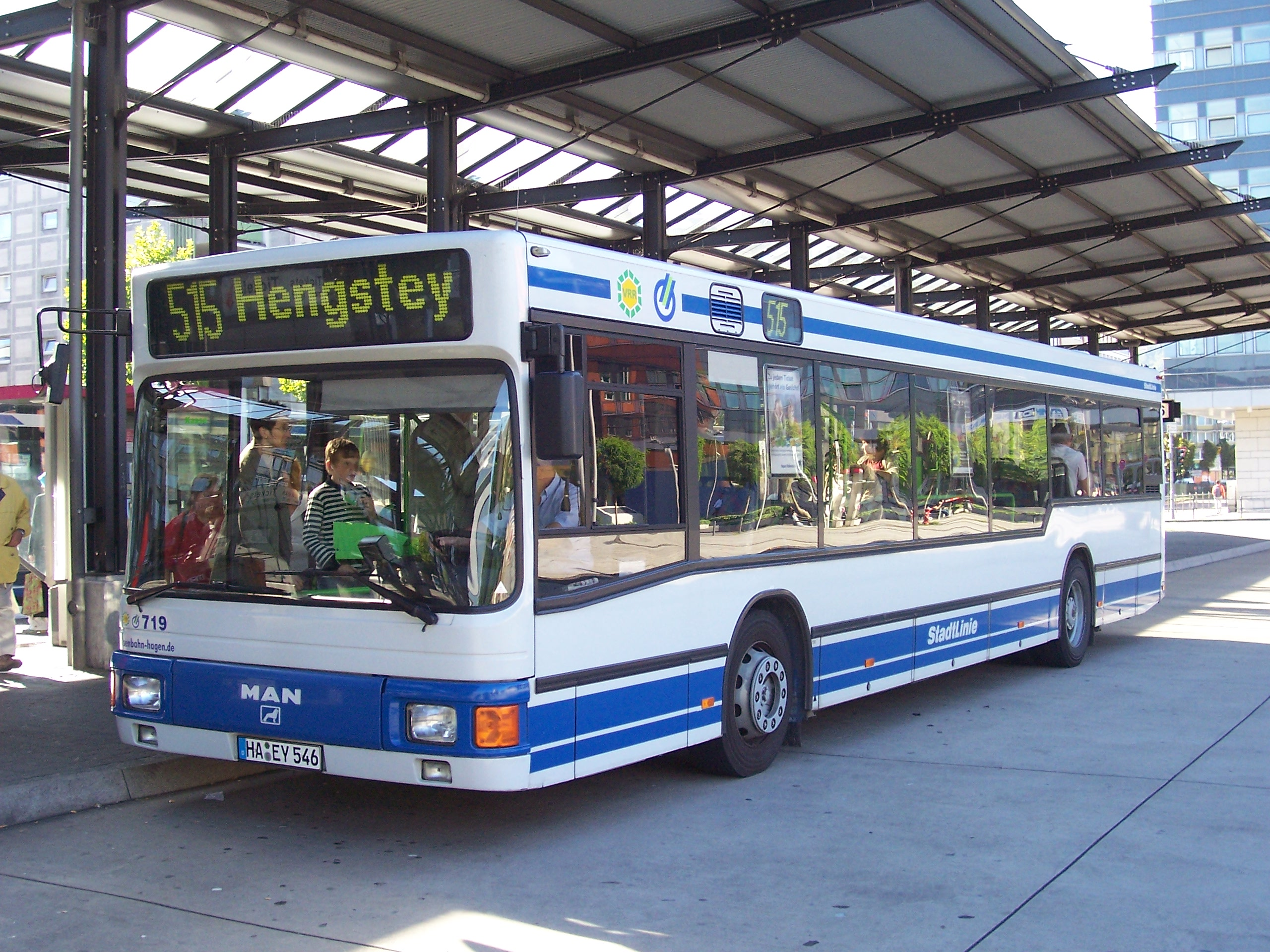
MAN NL 262 in Hagen
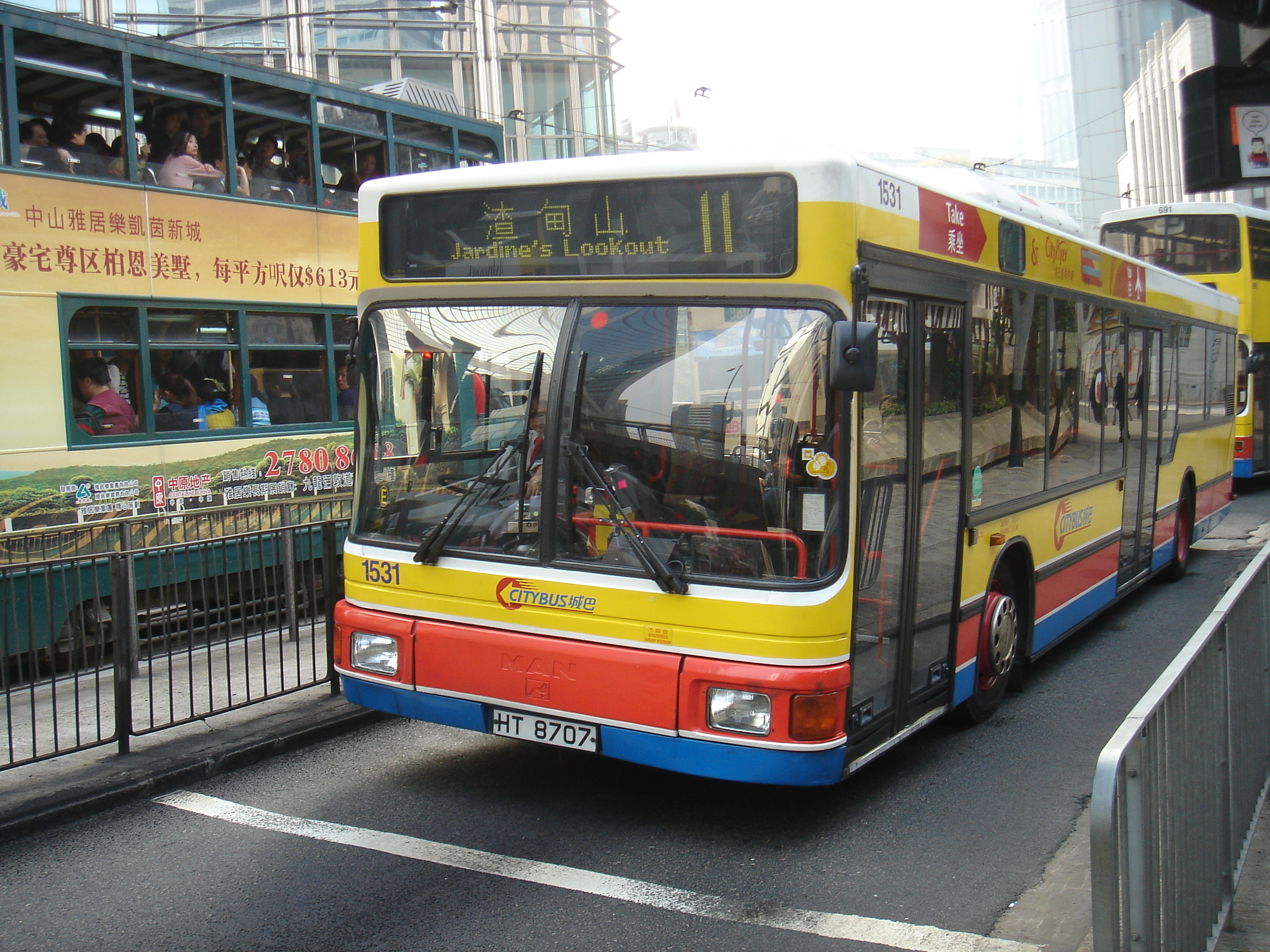
MAN NL 262 in Hongkong
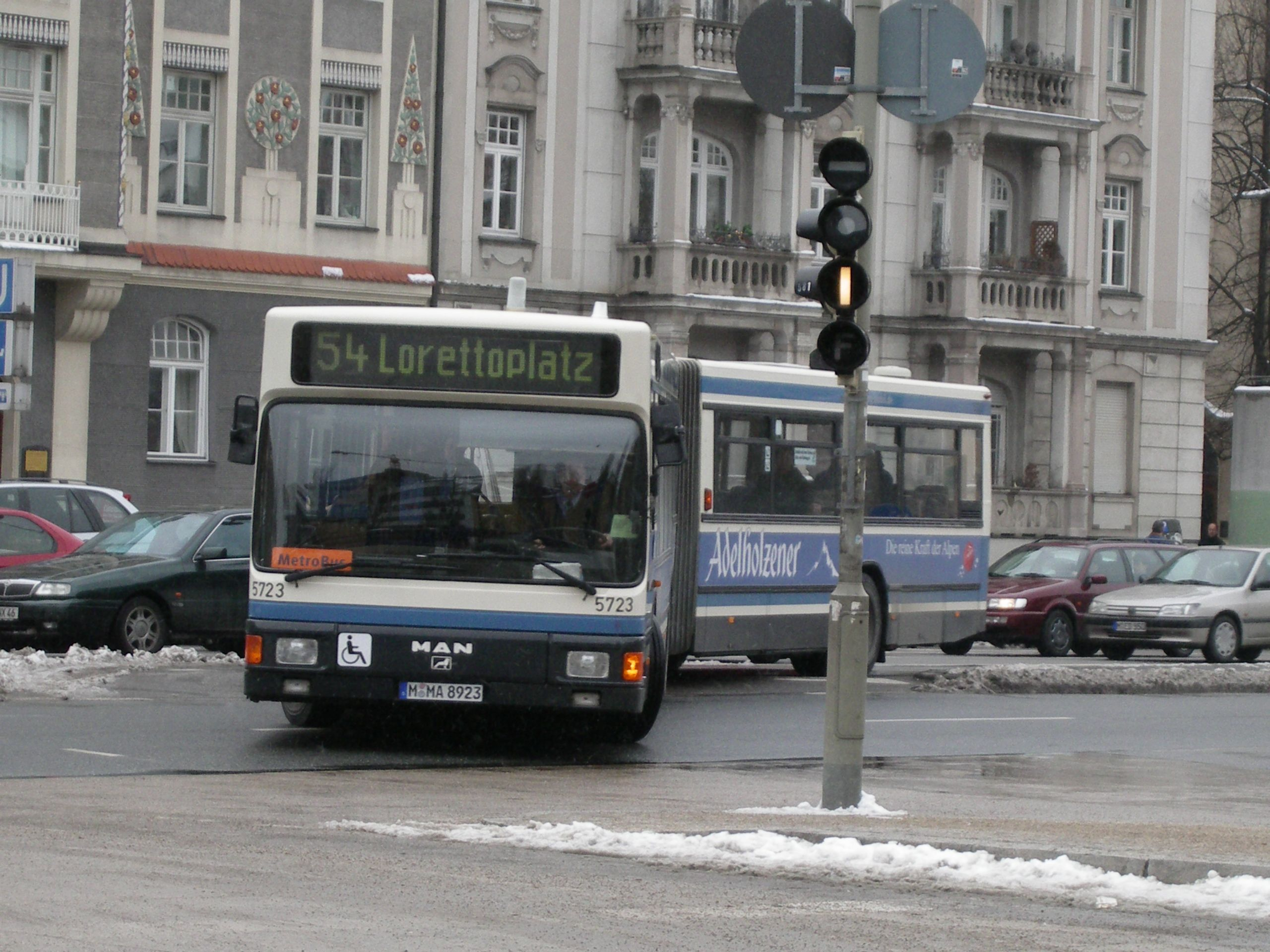
MAN NG 272(2) (A11) in München
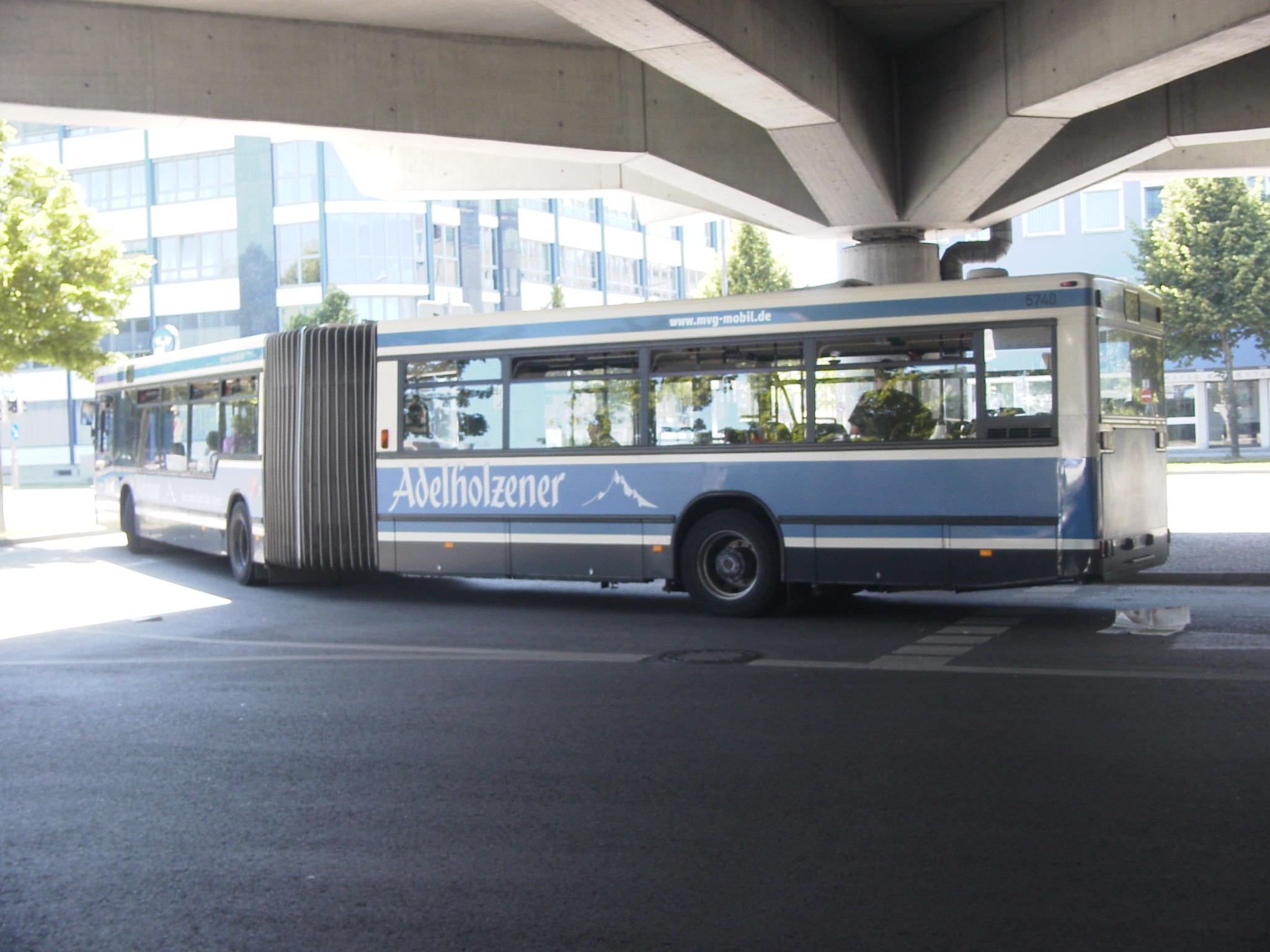
MAN NG 272(2) (A11) in München (Heckansicht)
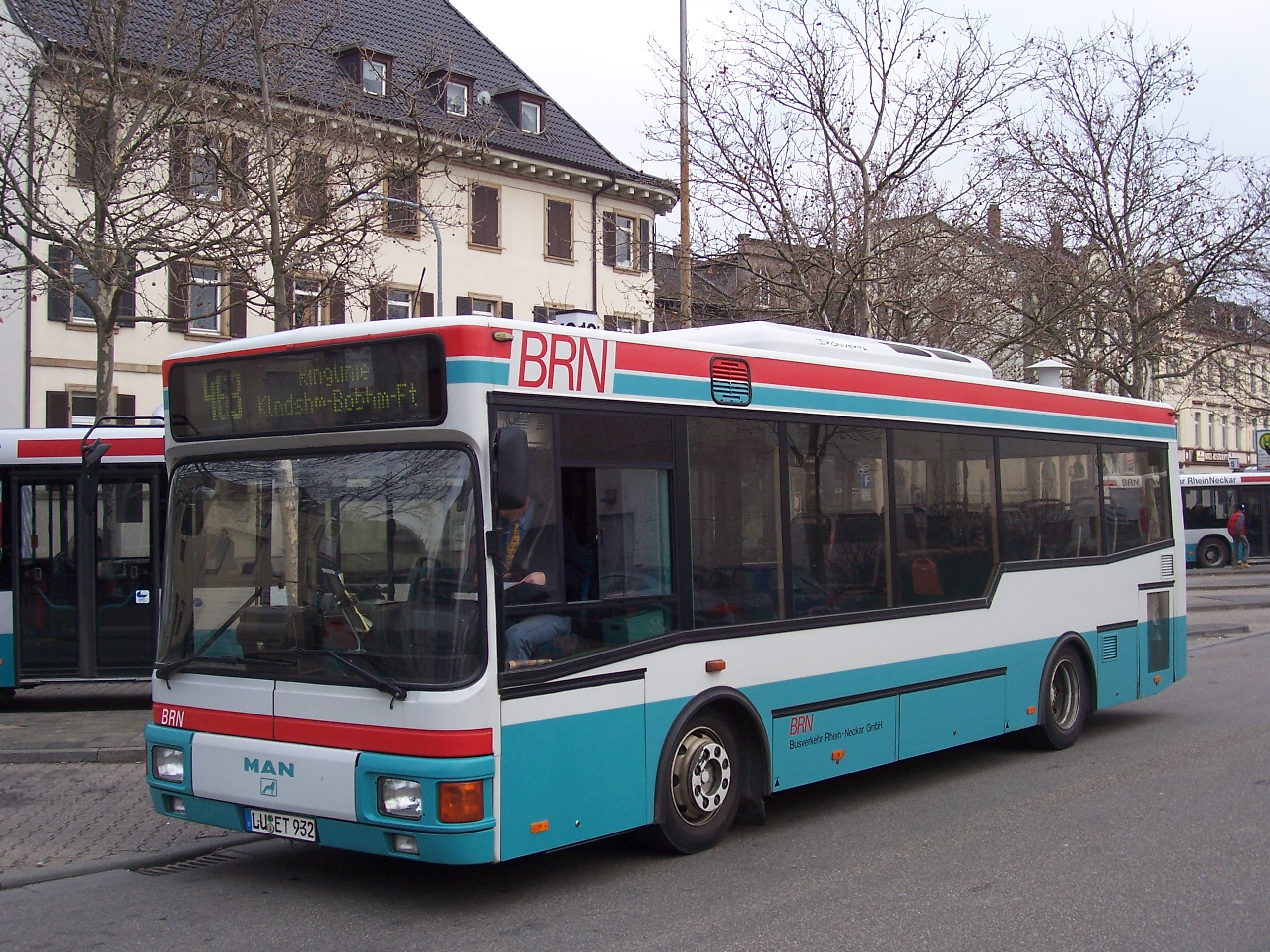
MAN NM 222 bei der BRN in Frankenthal
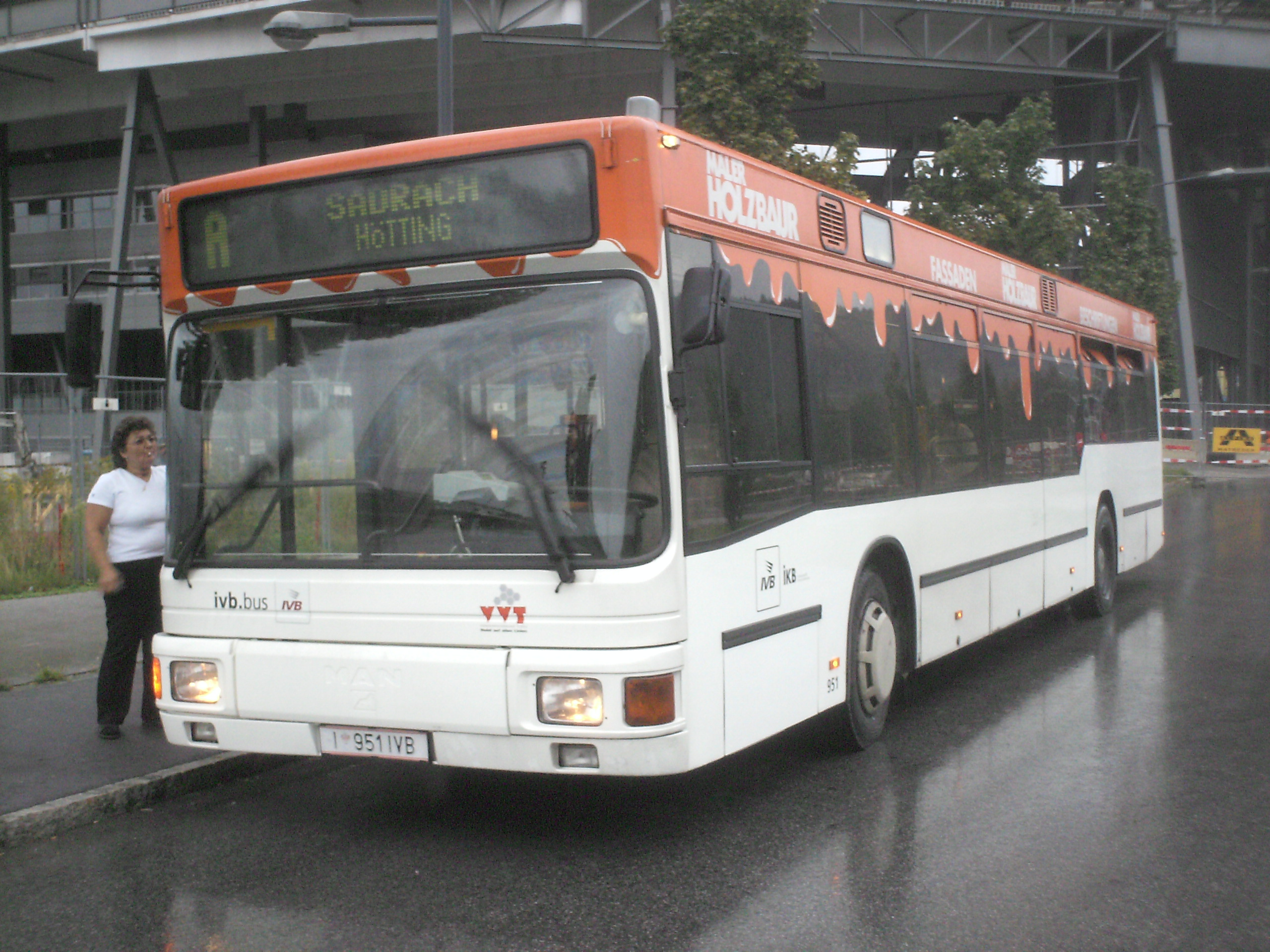
Wagen 951, ein MAN NL 202(2) der Innsbrucker Verkehrsbetriebe
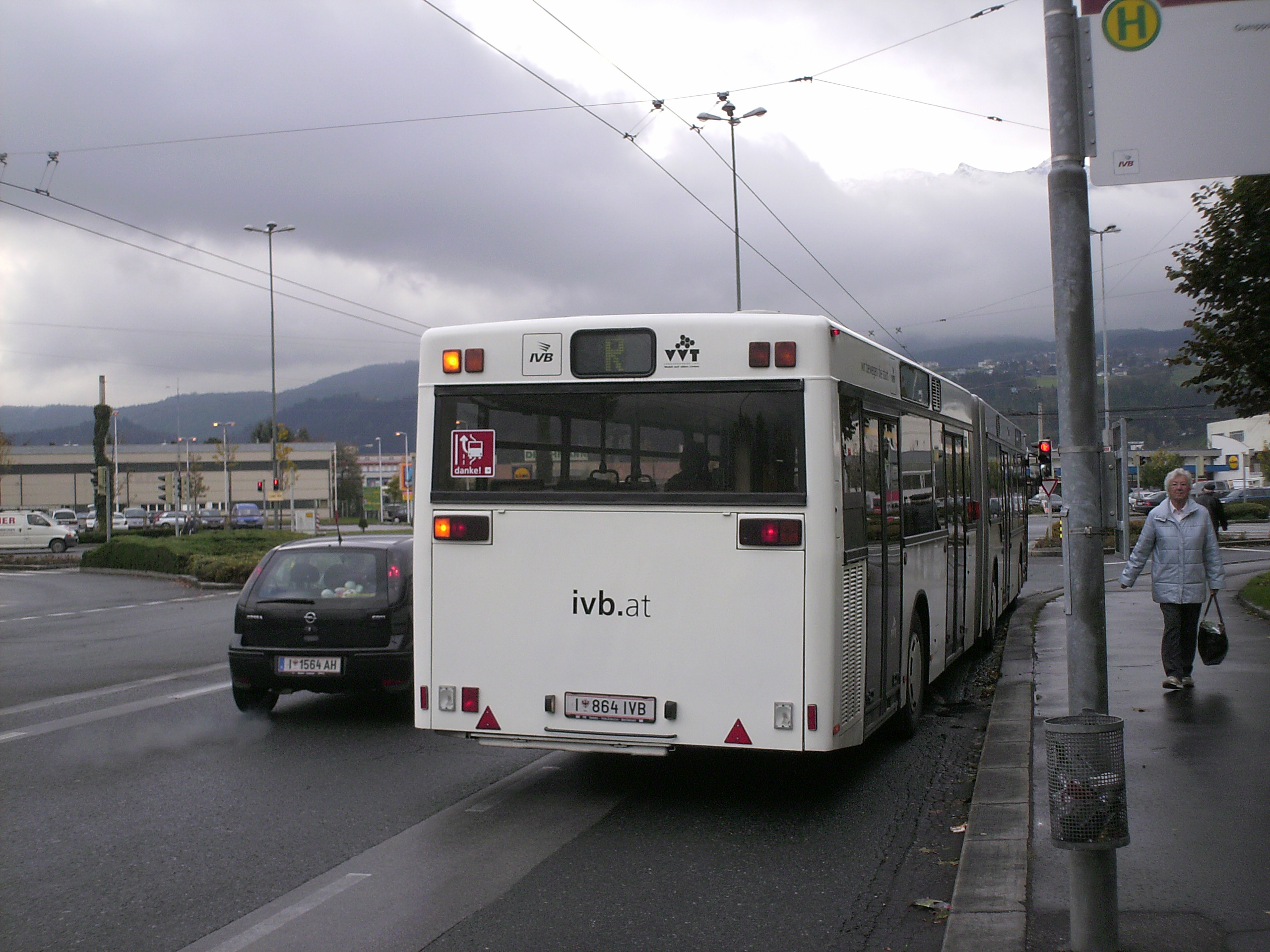
Wagen 864, der letzte MAN NG 272(2) der Innsbrucker Verkehrsbetriebe

Typen-Aufschlüsselung
Niederflur-Linienbus:
- MAN NL 202
- MAN NL 202(2) / MAN NL 222 / MAN NL 262 / MAN NL 312 / MAN NL 232 CNG

Niederflur-Gelenkbusse:
- MAN NG 272
- MAN NG 272(2) / MAN NG 262 / MAN NG 312 / MAN NG 232 CNG

Niederflur-Midibus:
- MAN NM 152 / MAN NM 182
- MAN NM 152(2) / MAN NM 192 / MAN NM 222

Niederflur-Doppeldeckerbus:
- MAN ND 202

Europa-Linienbus:
- MAN EL 202 / MAN EL 262

Europa-Midibus:
- MAN EM 192

#### Niederflurbusse der zweiten Generation
Im September 1996 wurde auf der Nutzfahrzeuge IAA mit dem MAN NÜ 263 der erste Niederflurbus der zweiten Generation vorgestellt und die Ablösung der ersten Generation von Niederflurbussen eingeläutet. 1997 folgten mit dem MAN NL 223 und MAN NG 313 weitere Modelle. Insgesamt ist es eine sehr erfolgreiche Modellreihe, die an sehr viele deutsche Verkehrsbetriebe verkauft wurde.
In den Jahren 2004 und 2005 wurde ein großes Facelift durchgeführt, seitdem werden die Busse unter dem Namen Lion’s City verkauft. Der teilniederflurige (low entry) Lion’s City T ergänzt das Programm. Mit dem hochflurigen Stadtbus Lion’s Classic wird auf die weiterhin bestehende Nachfrage nach Hochflurbussen in Ländern mit schlechten Straßennetzen reagiert.

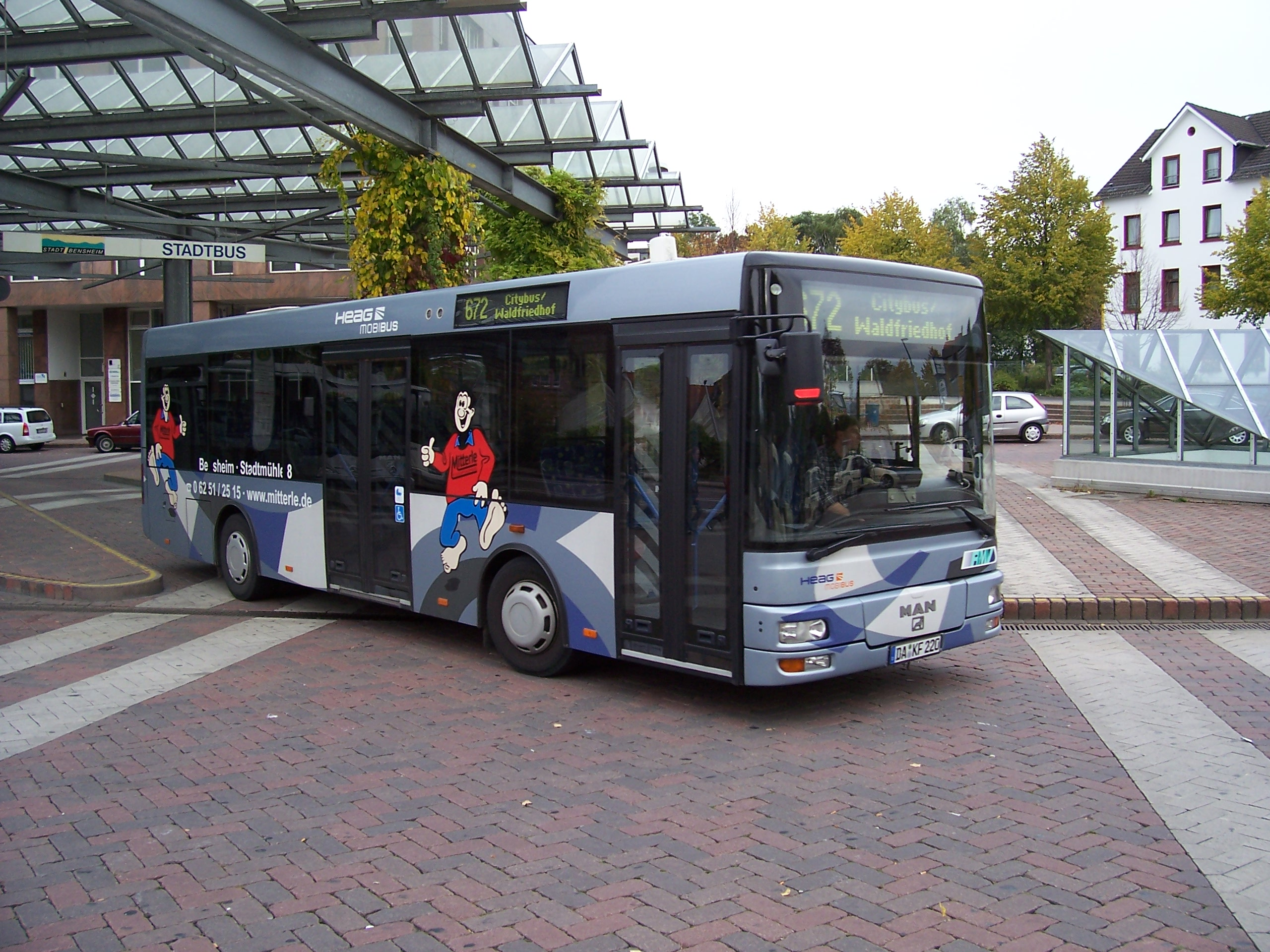
MAN Göppel NM 223 in Bensheim
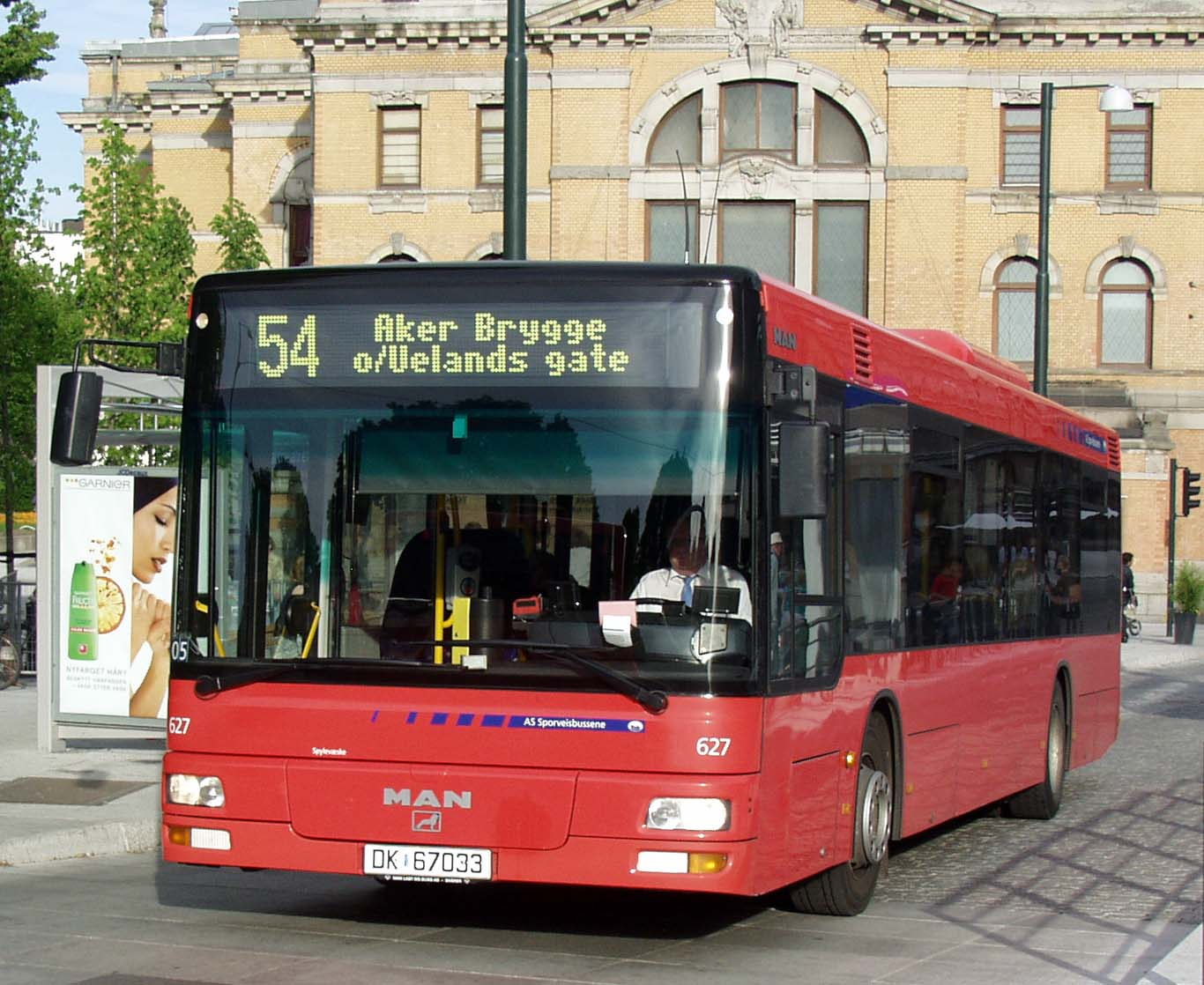
MAN NL 263 in Oslo
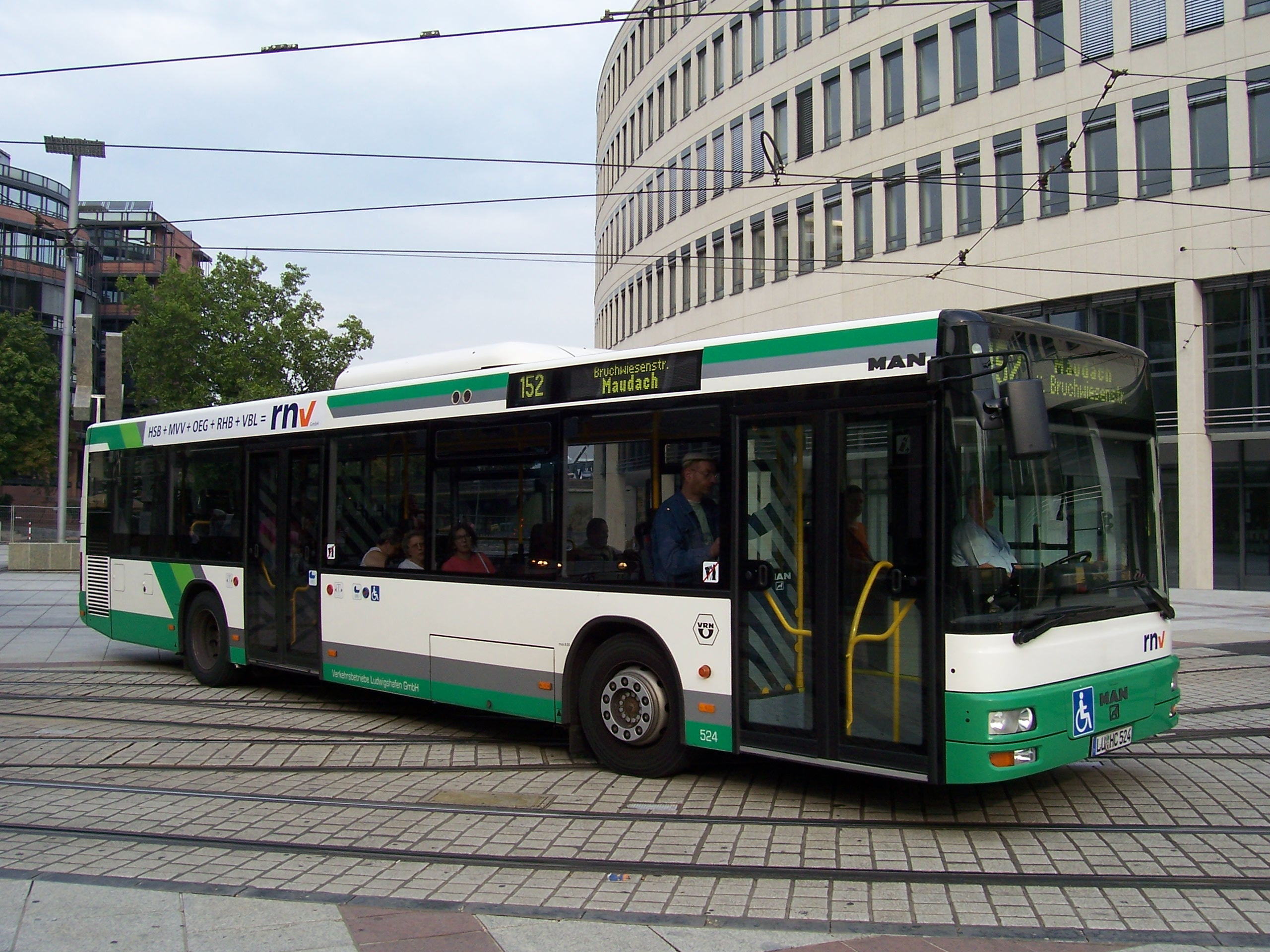
MAN NL 263 (A21) in Ludwigshafen am Rhein
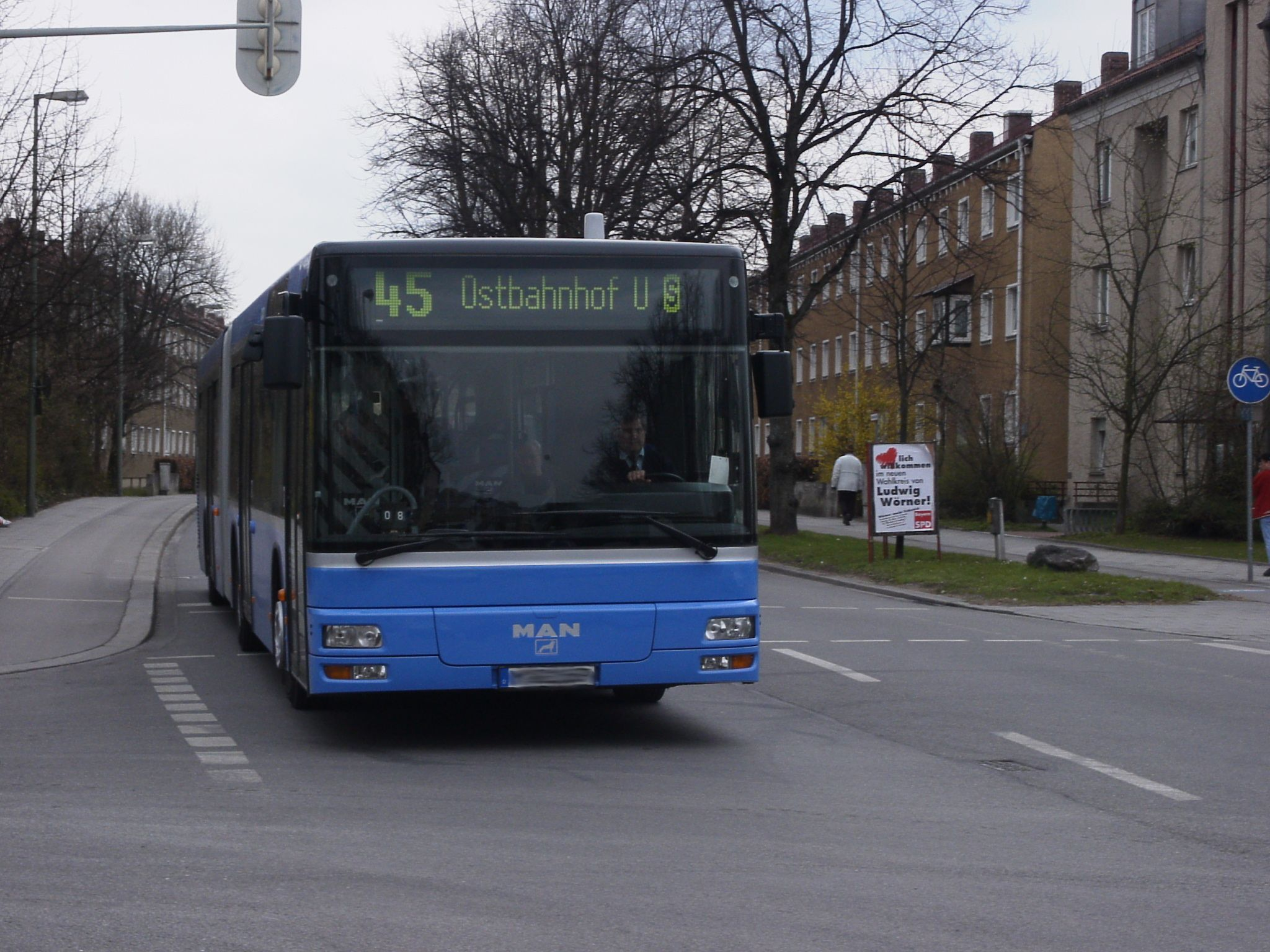
MAN NG 263 (A23) in München
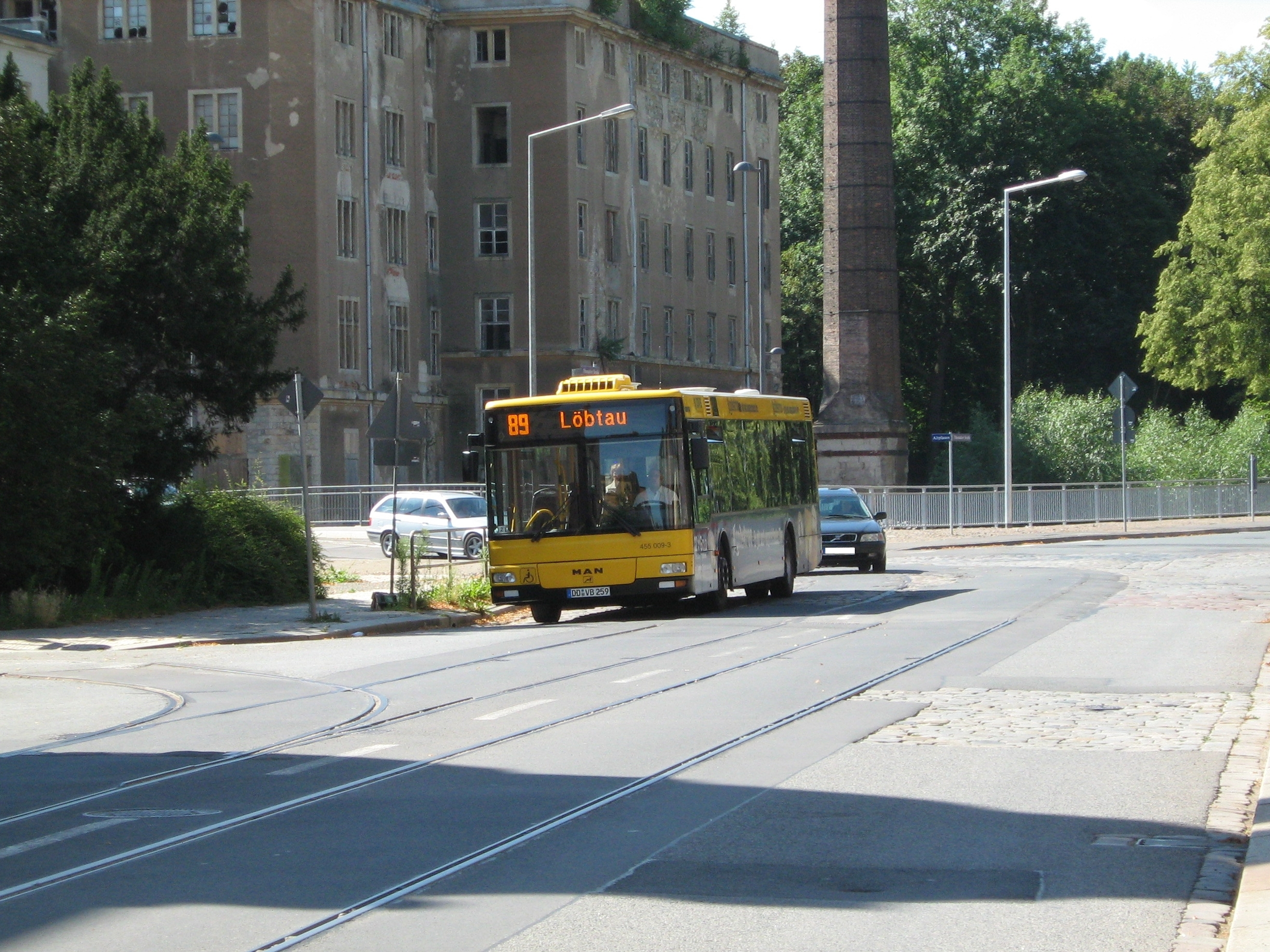
MAN NL 283 Version 2003 in Dresden
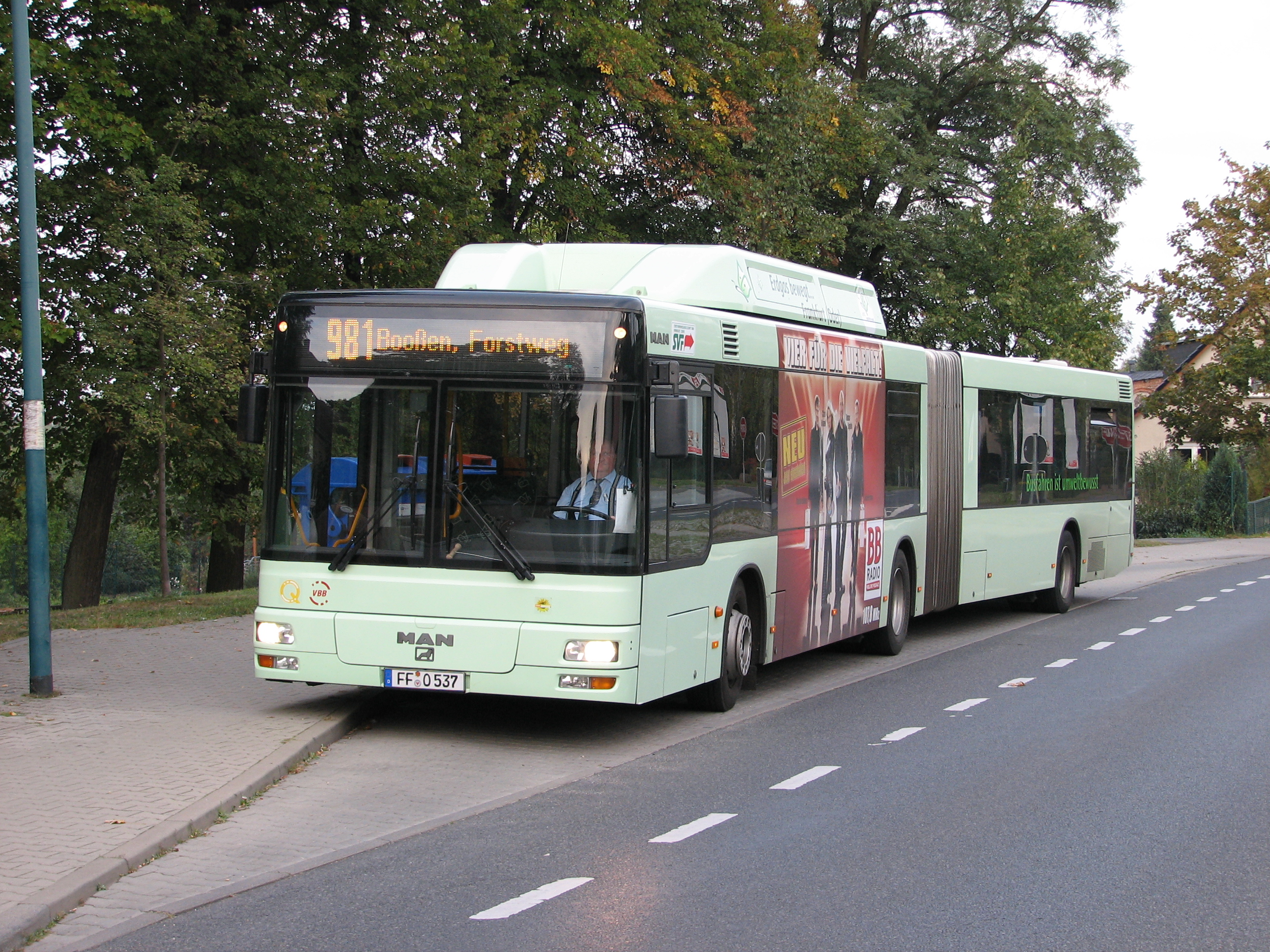
MAN NG 313 CNG in Frankfurt (Oder)
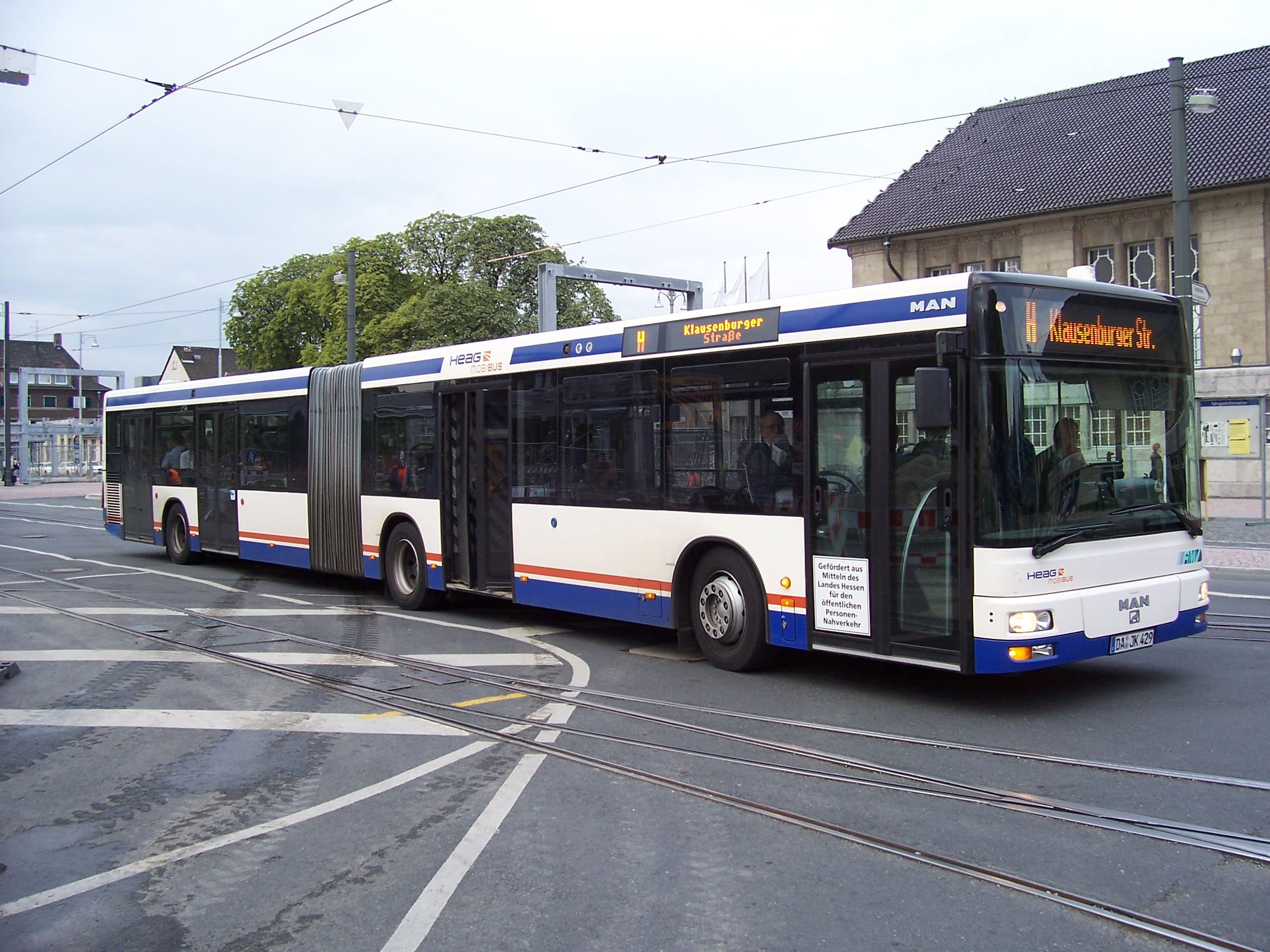
MAN NG 313 (A23) in Darmstadt
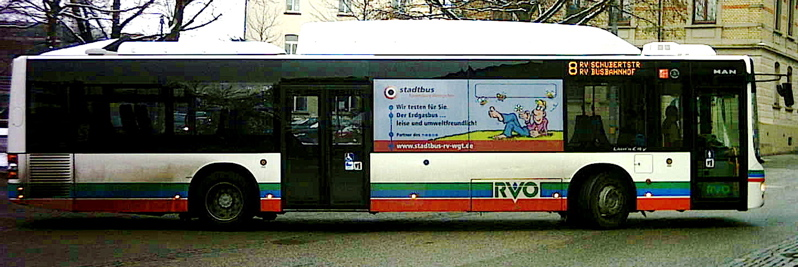
MAN NÜ 313 CNG Erdgasbus des RVO
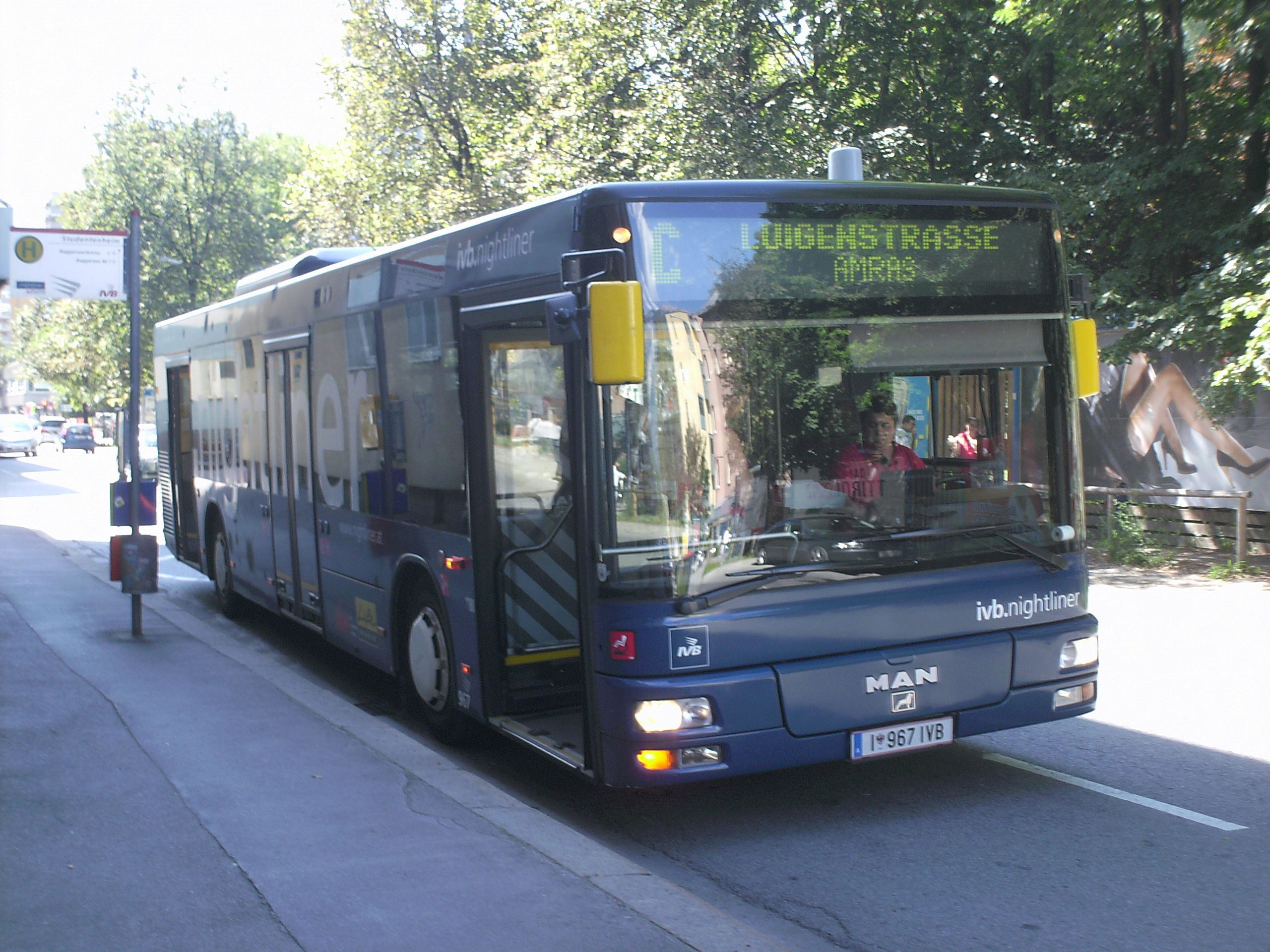
MAN A21 der Innsbrucker Verkehrsbetriebe
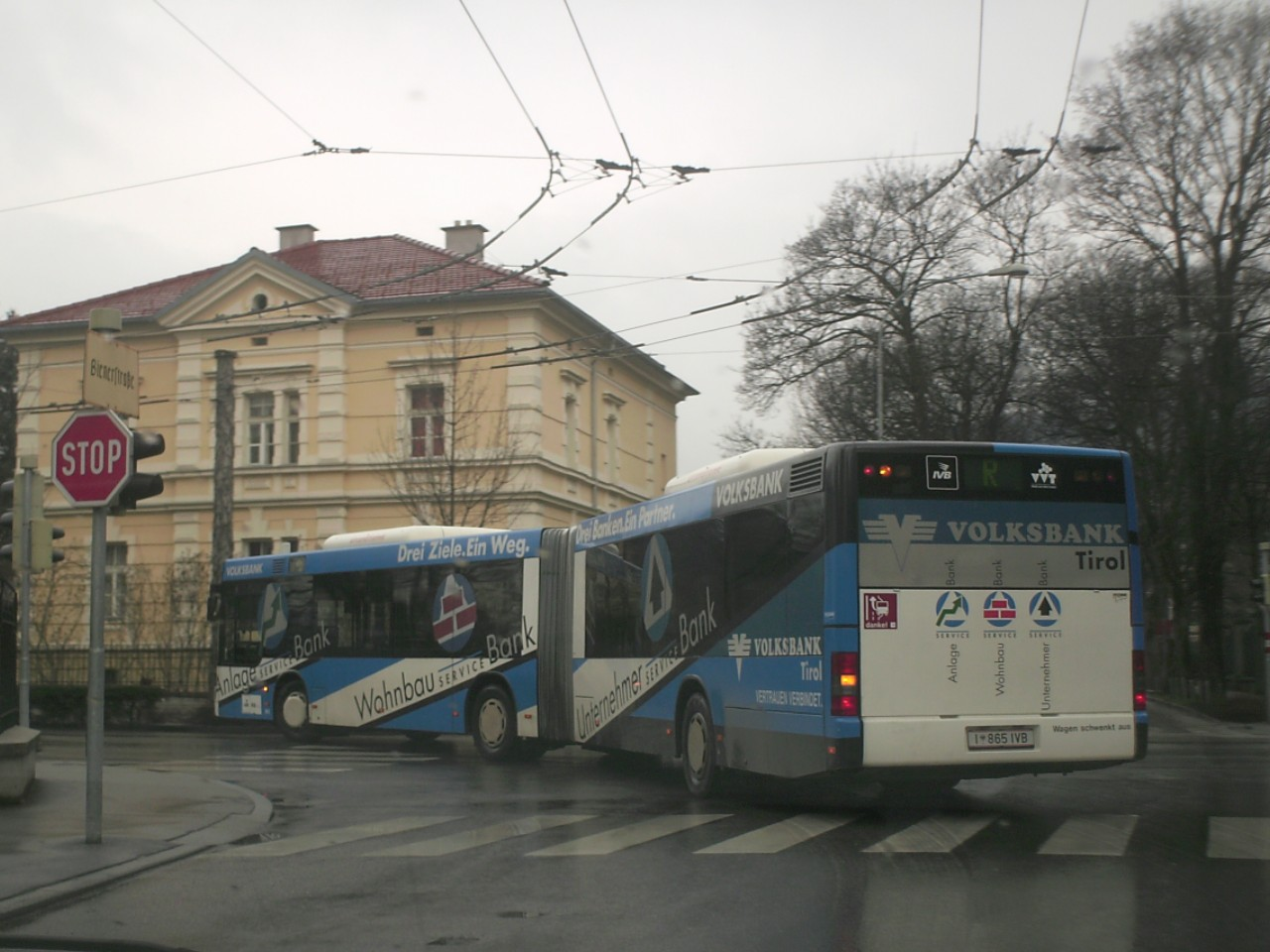
MAN A23 der Innsbrucker Verkehrsbetriebe

Typen-Aufschlüsselung
Niederflur-Linienbus:
- MAN NL 223 / MAN NL 263 / MAN NL 283 / MAN NL 313 / MAN NL 243 CNG

Niederflur-Gelenkbus:
- MAN NG 263 / MAN NG 313 / MAN NG 363 / MAN NG 243 CNG / MAN NG 313 CNG

Niederflur-Überlandbus:
- MAN NÜ 263 / MAN NÜ 313 / MAN NÜ 313 CNG

Niederflur-Midibus:
- MAN NM 223

Niederflur-Doppeldeckerbus:
- MAN ND 313 / MAN ND 323

#### Niederflurbusse der dritten Generation

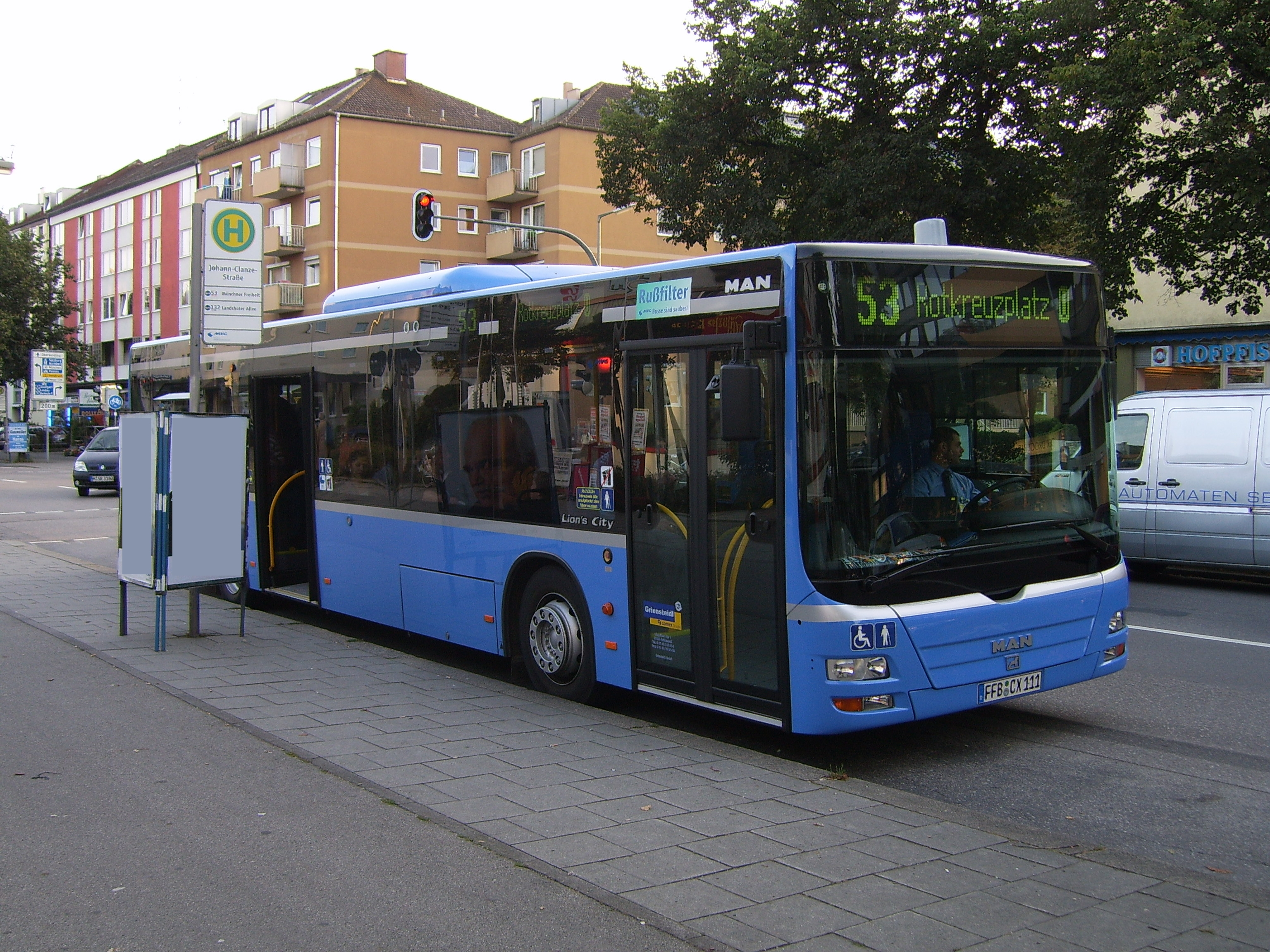
MAN NL 223 (A21) Lion’s City in München
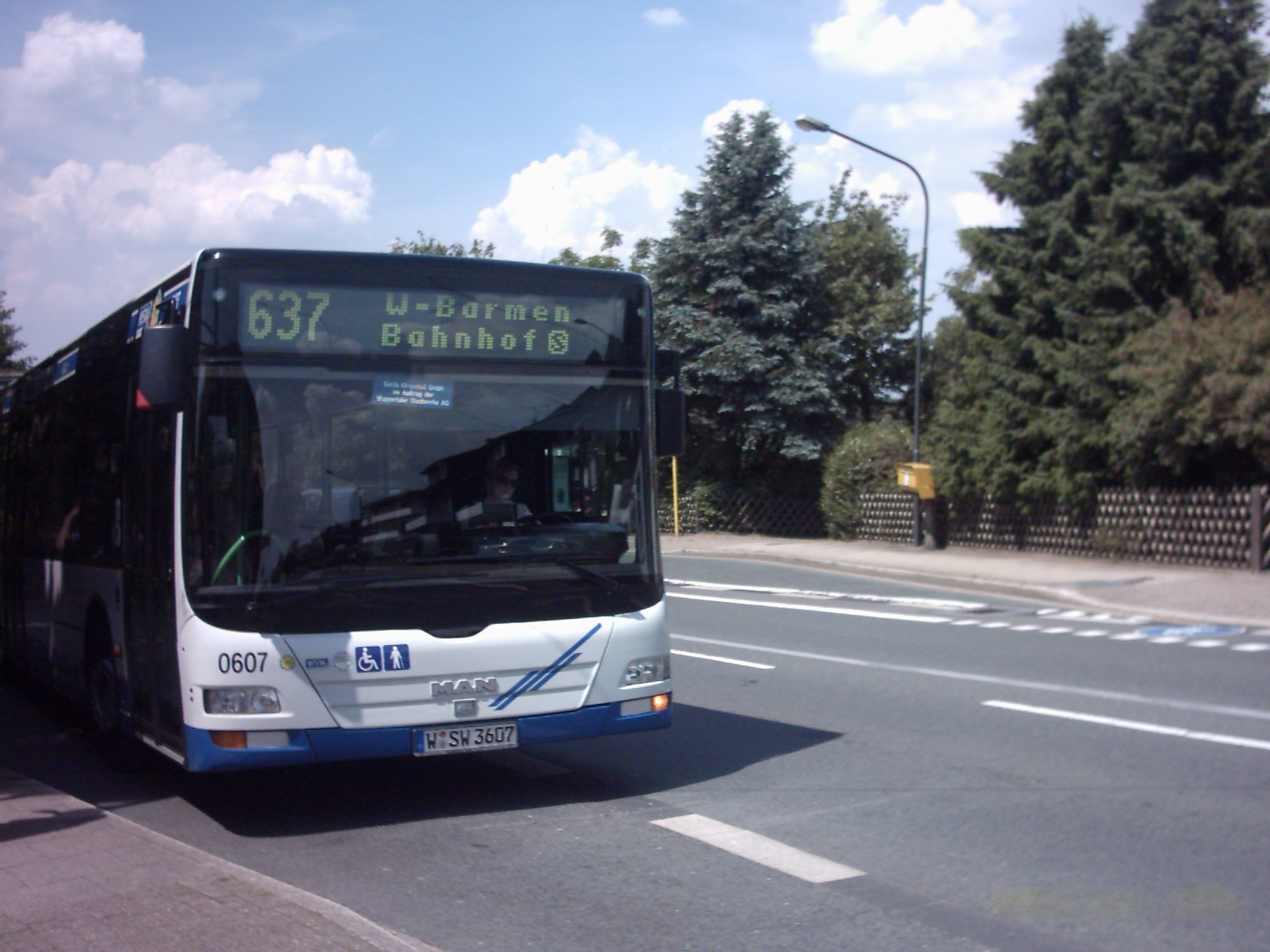
MAN Lion’s City 0607 in Wuppertal
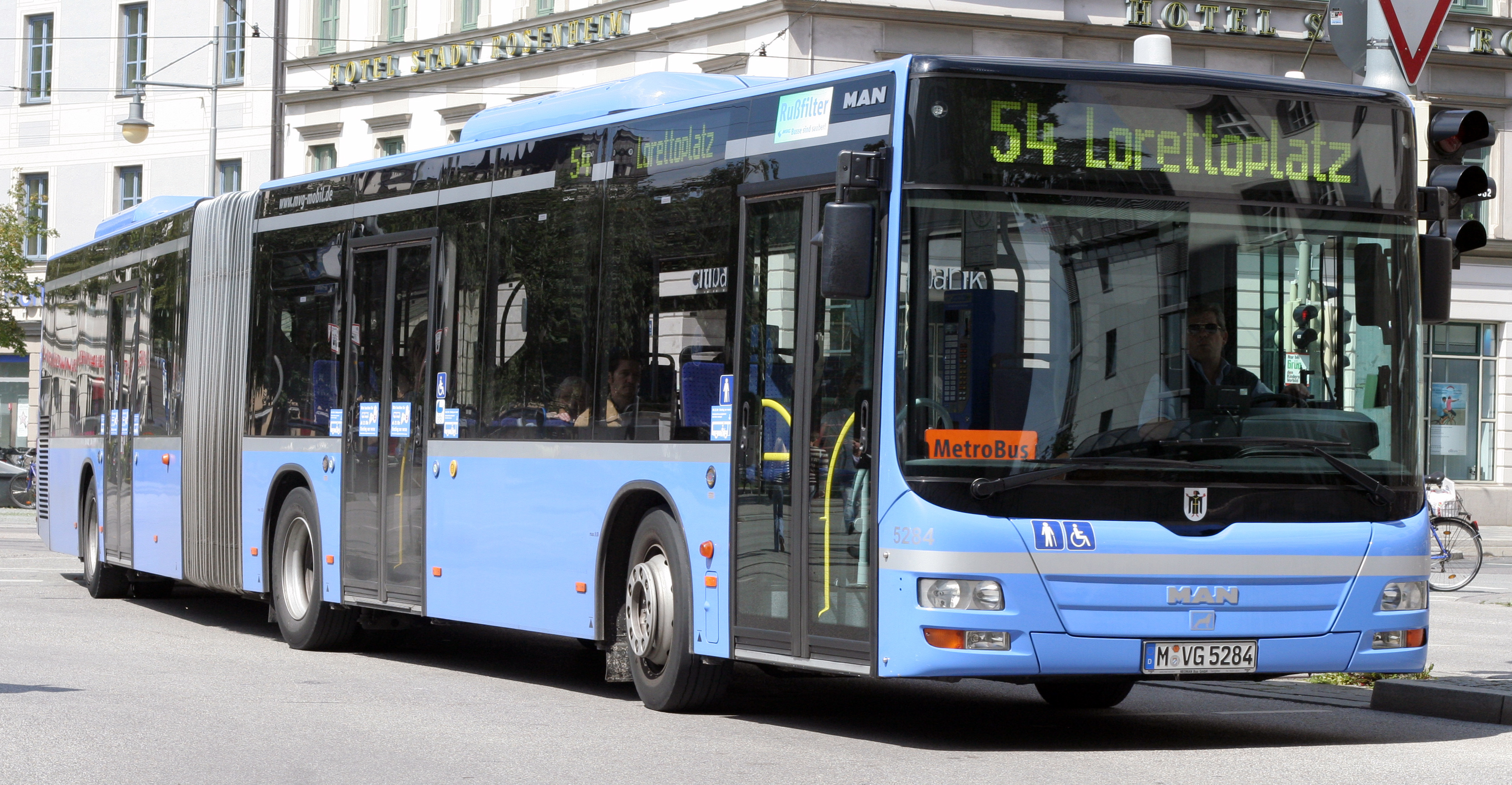
MVG 5284 am Bahnhof München Ost
MAN Lion’s City auf dem Marktplatz von Haarlem
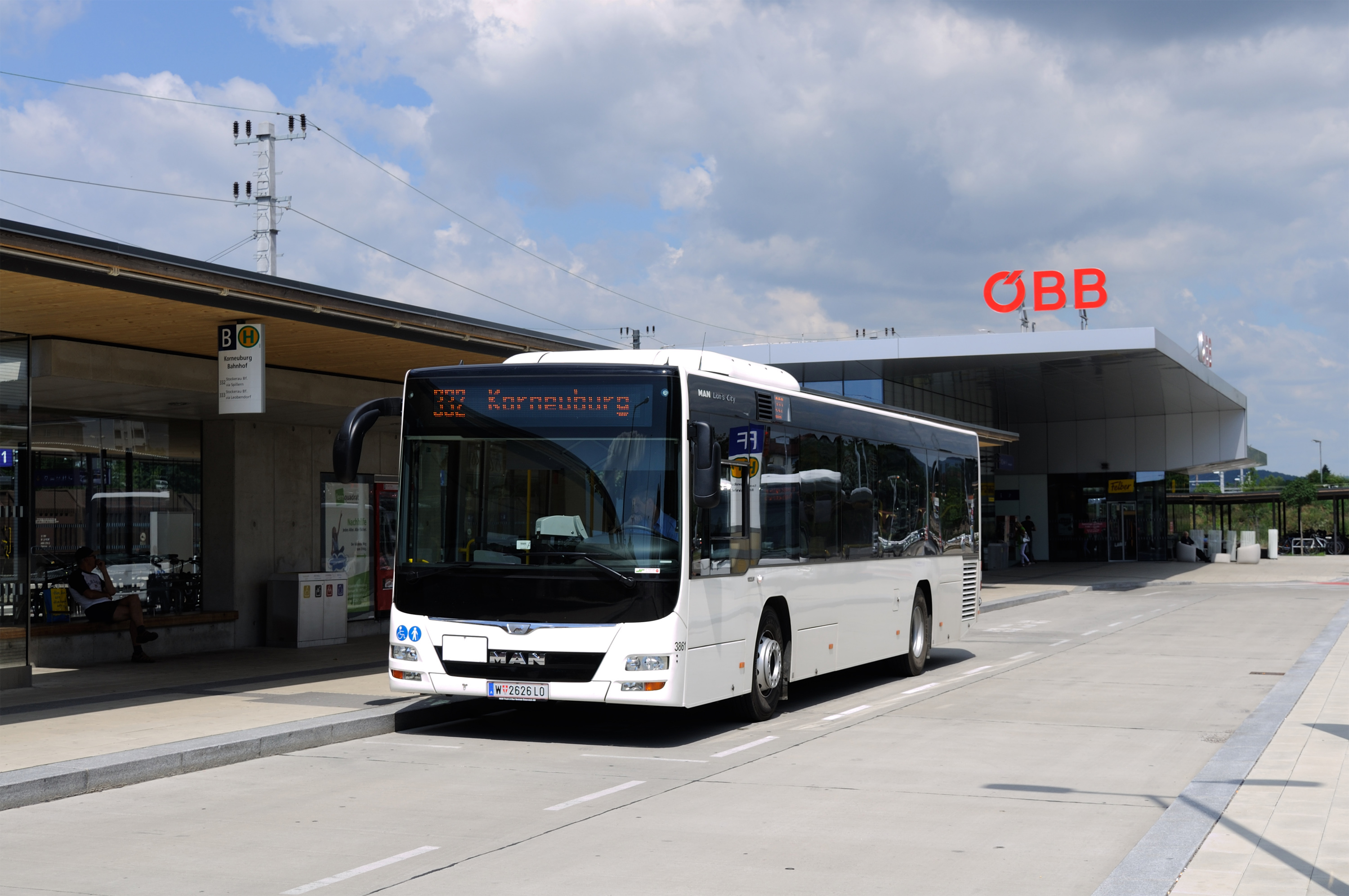
MAN A78 Lion’s City LE

#### Niederflurbusse der vierten Generation

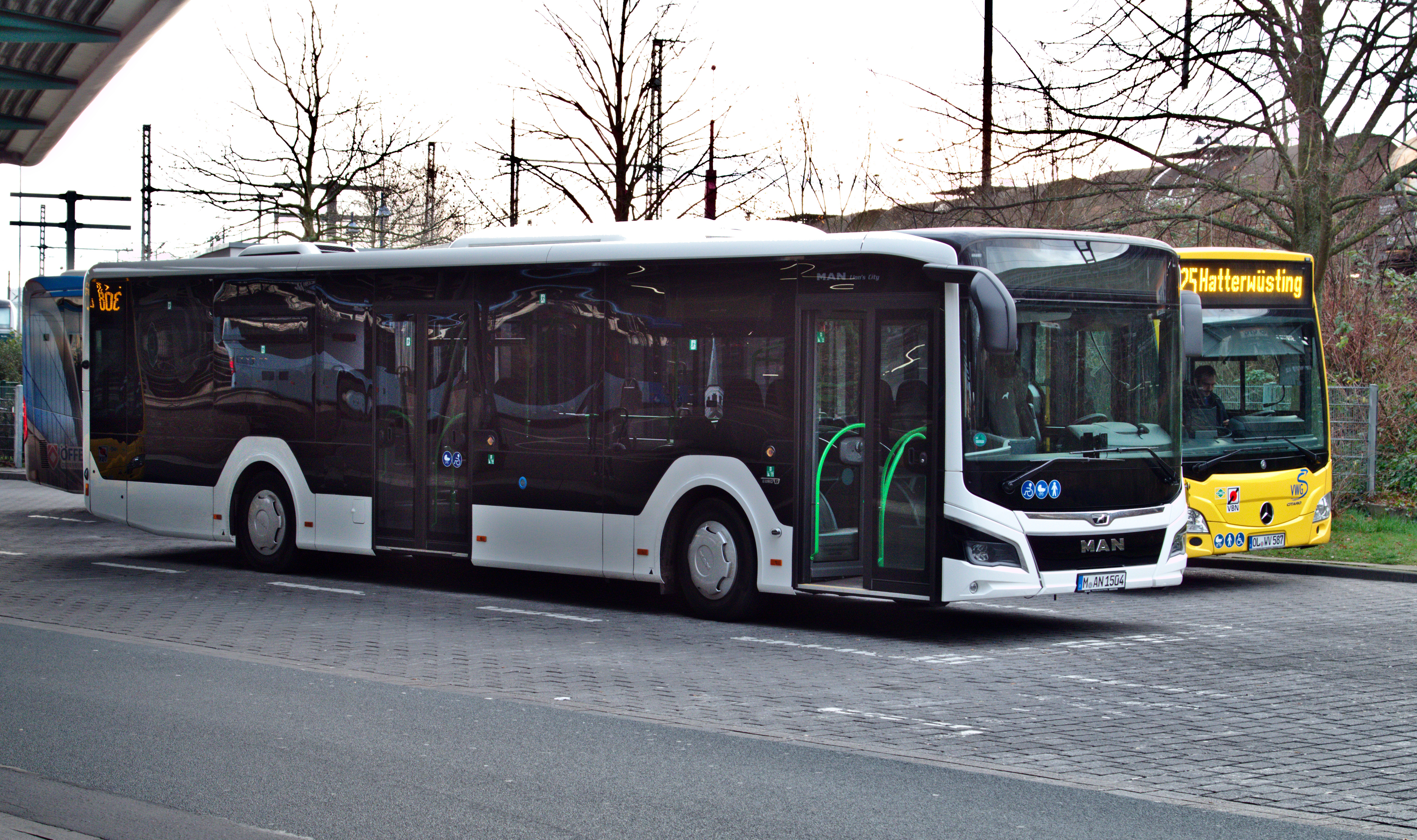
MAN Lion’s City 12C
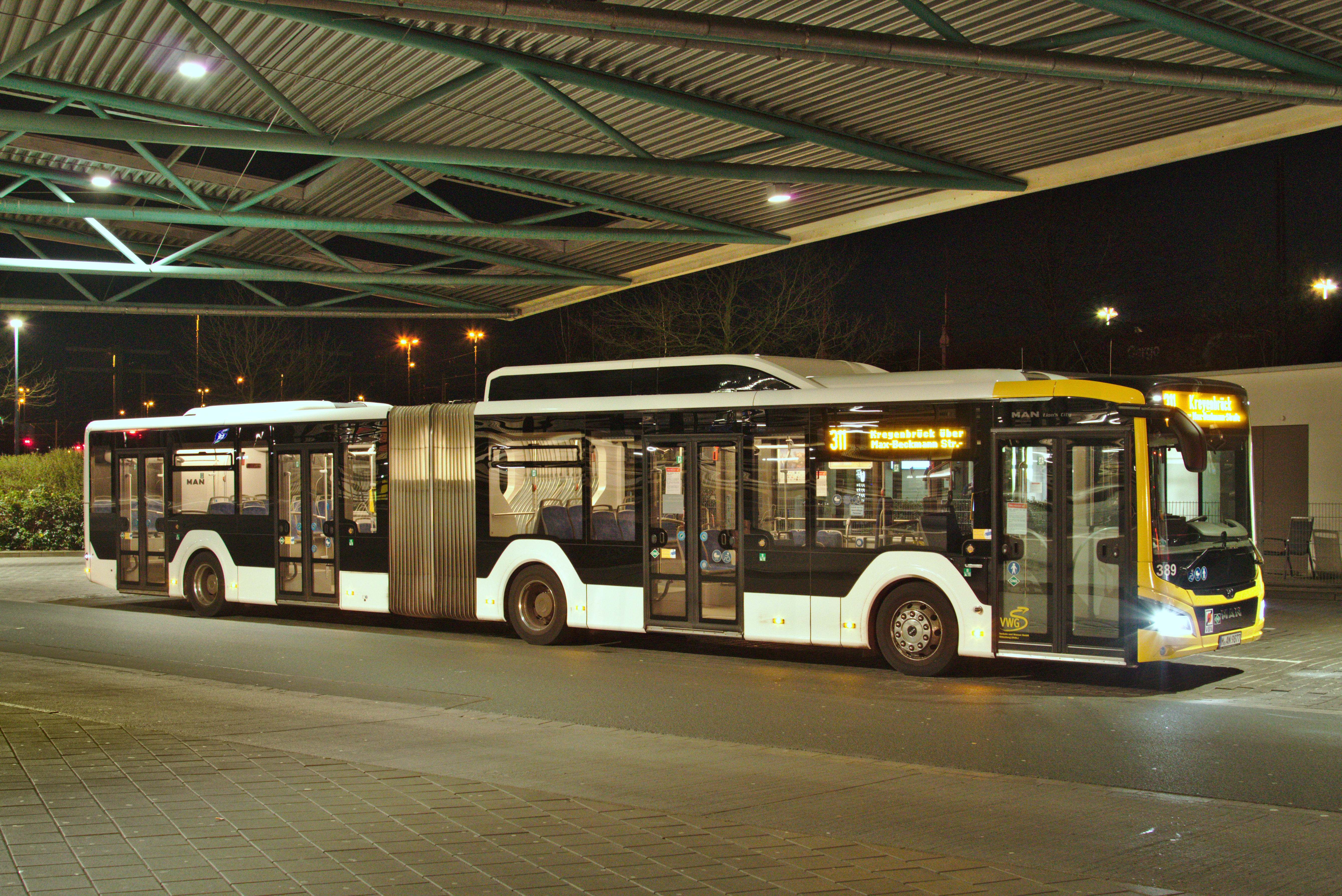
MAN Lion’s City 18G mit Erdgasantrieb in Oldenburg
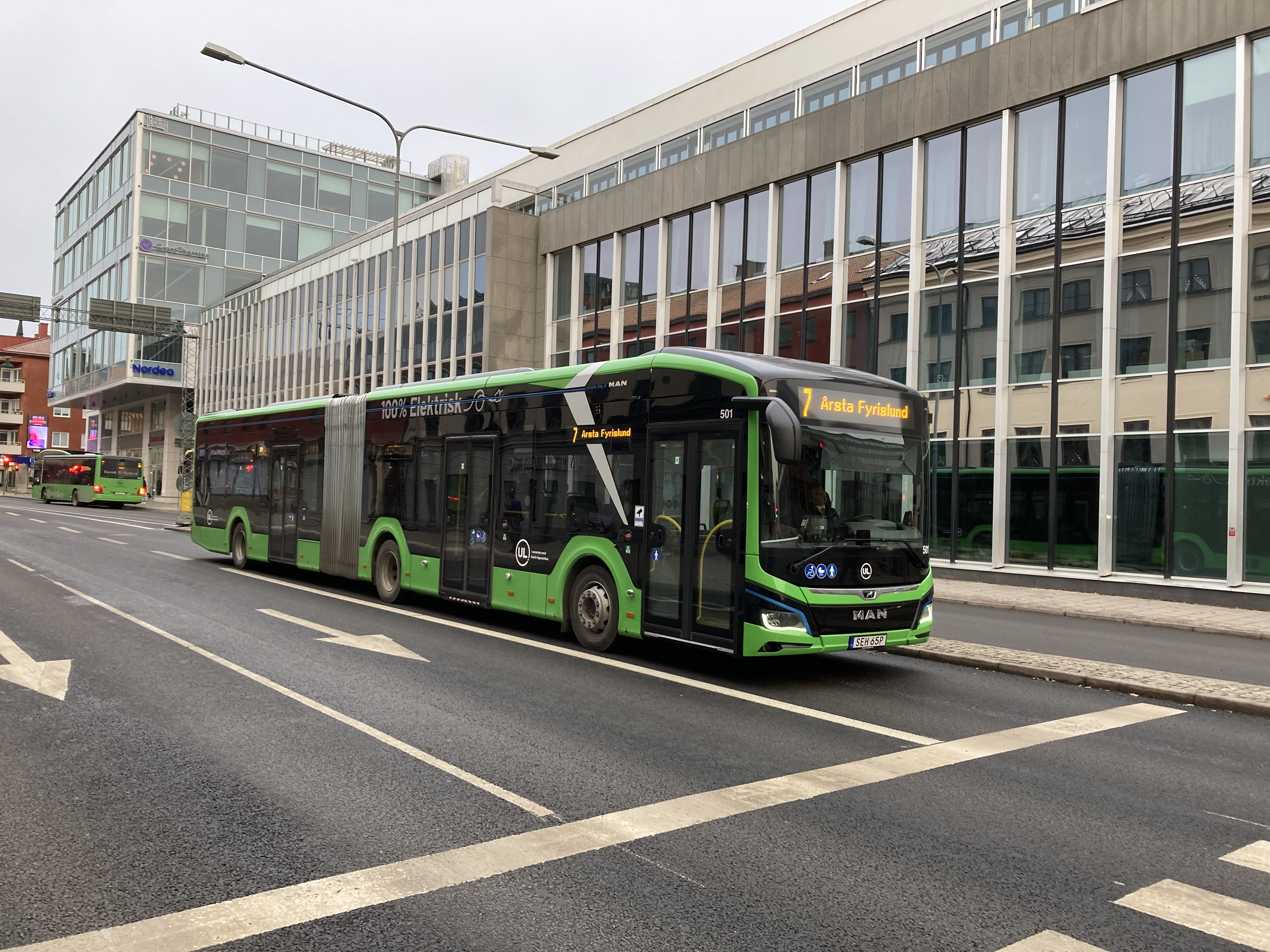
MAN Lion’s City 18E

#### Niederflurbusse mit Fremdaufbauten
Seit 2005 werden auch von der MCV Bus and Coach Ltd in Ely (England) Aufbauten auf die MAN-Fahrwerke 10.220 und 10.240 hergestellt.

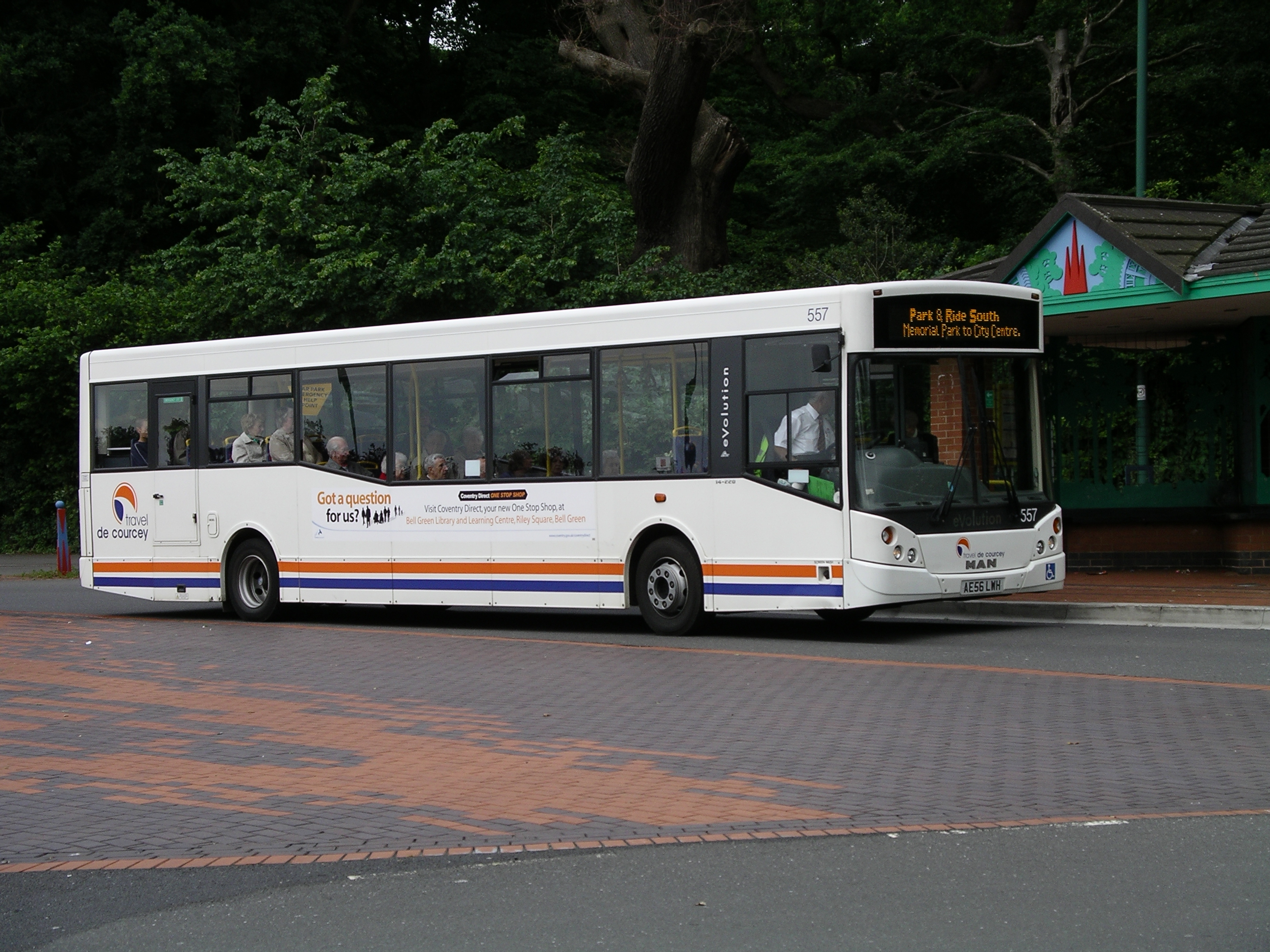
MAN 10.220 (kurzer Radstand)
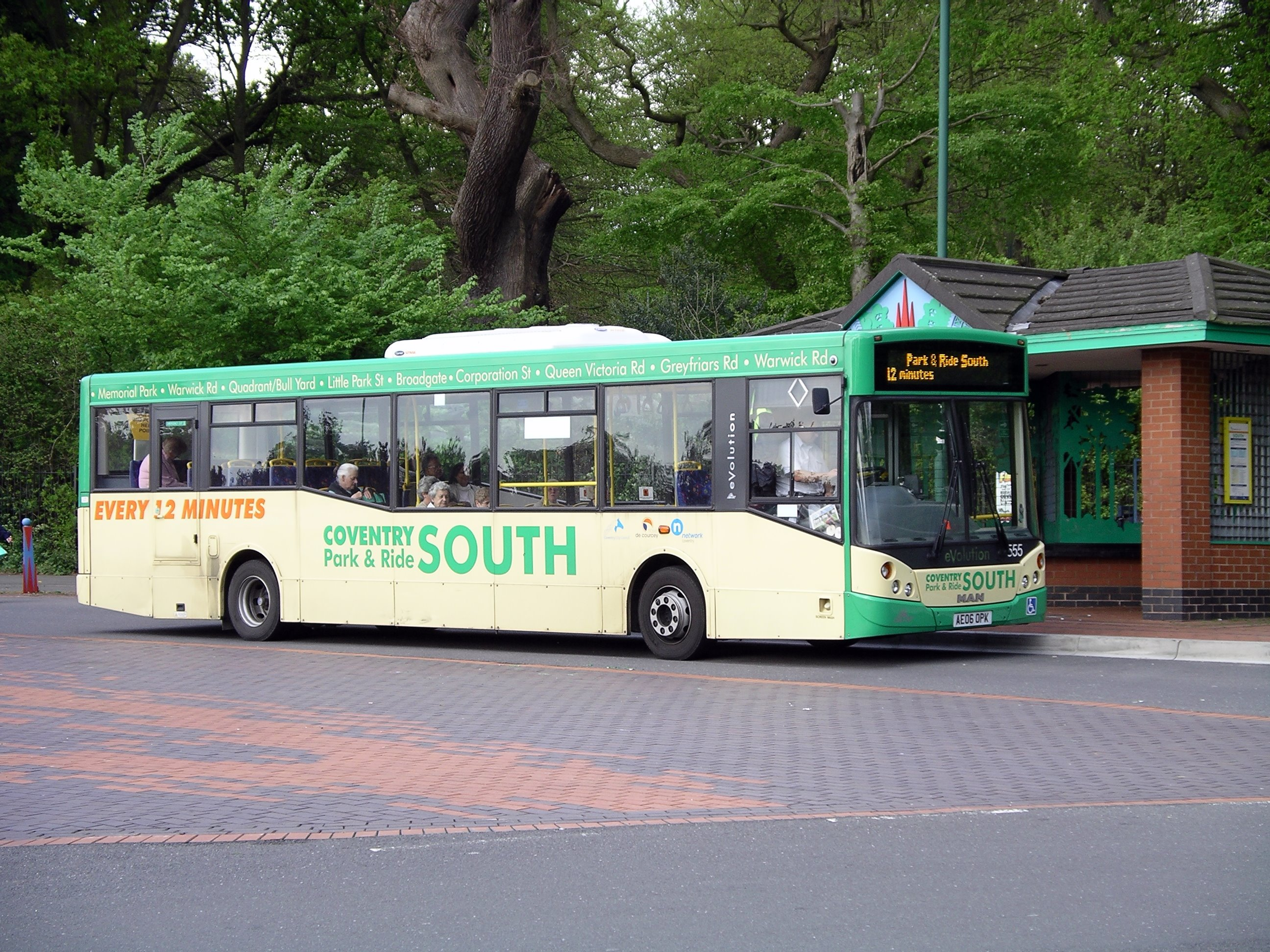
MAN 10.240 (langer Radstand)

### Kombibusse
Aktuell angebotener Kombibus (mit Unterflur-Gepäckraum) ist das Modell Lion’s Regio in drei verschiedenen Längen. Für Regionalbuslinien eignen sich ebenfalls die aus dem Stadtbusprogramm abgeleiteten Lion’s City Ü (niederflurig) und Lion’s City TÜ (low entry, also teilniederflurig mit Hochflurbereich hinter dem Mitteleinstieg).
Darüber hinaus wird seit 2015 der MAN Lion’s Intercity als Hochbodenbus in drei Längen angeboten. Seit 2021 wird der MAN Lion’s Intercity LE, ein Low-Entry-Bus, angeboten.

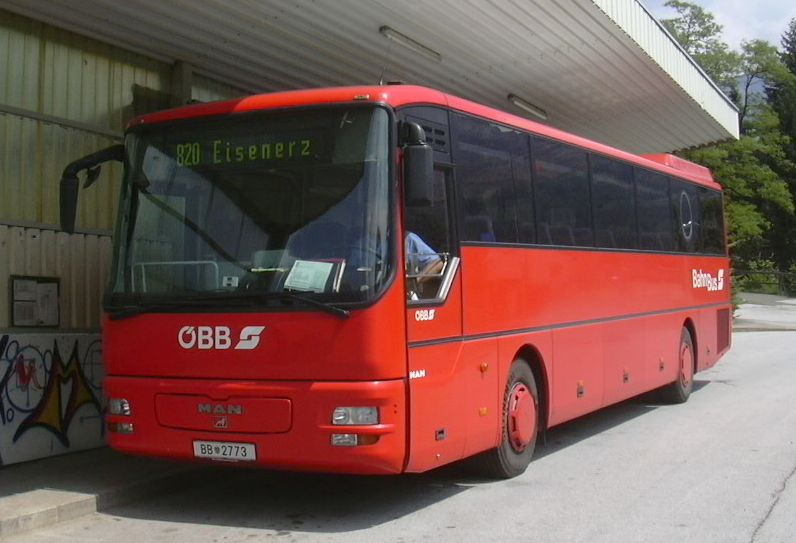
MAN ÜL 363, Bahnbus (Österreich) (Bahnbus existiert nicht mehr, Bahnbus jetzt: Postbus)
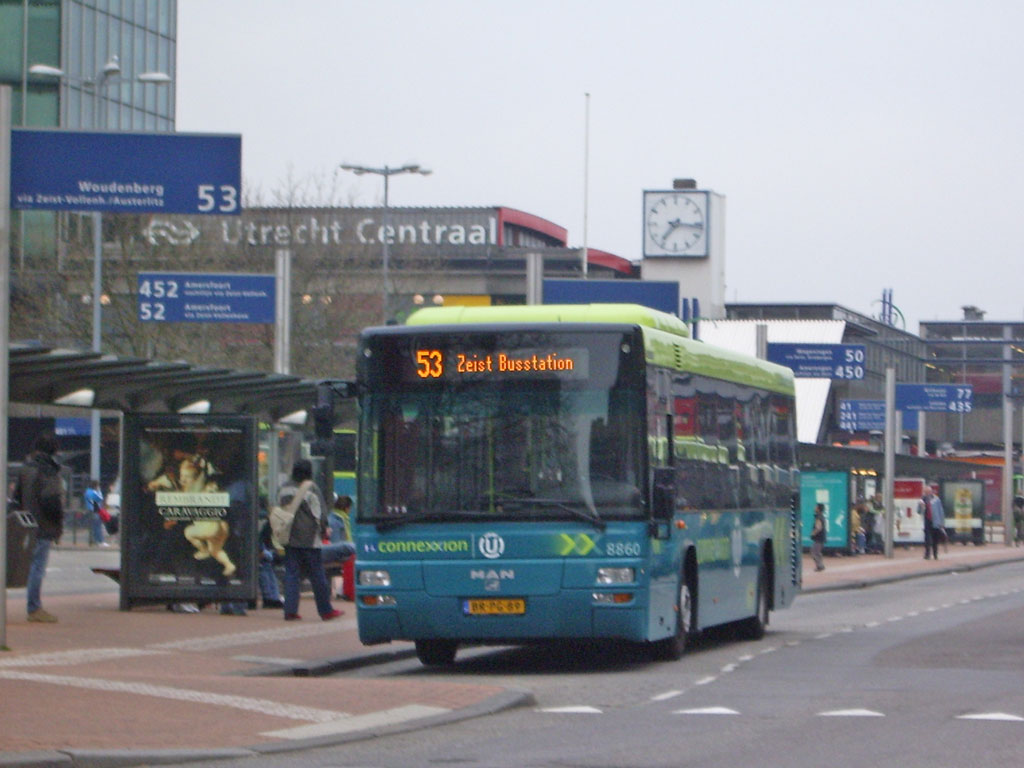
MAN Lion’s City TÜ in Utrecht (Niederlande)
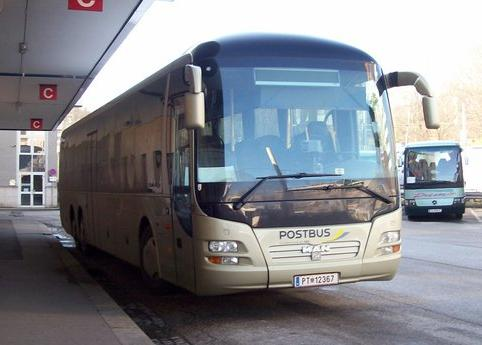
MAN Lion’s Regio, Österreichische Postbus AG
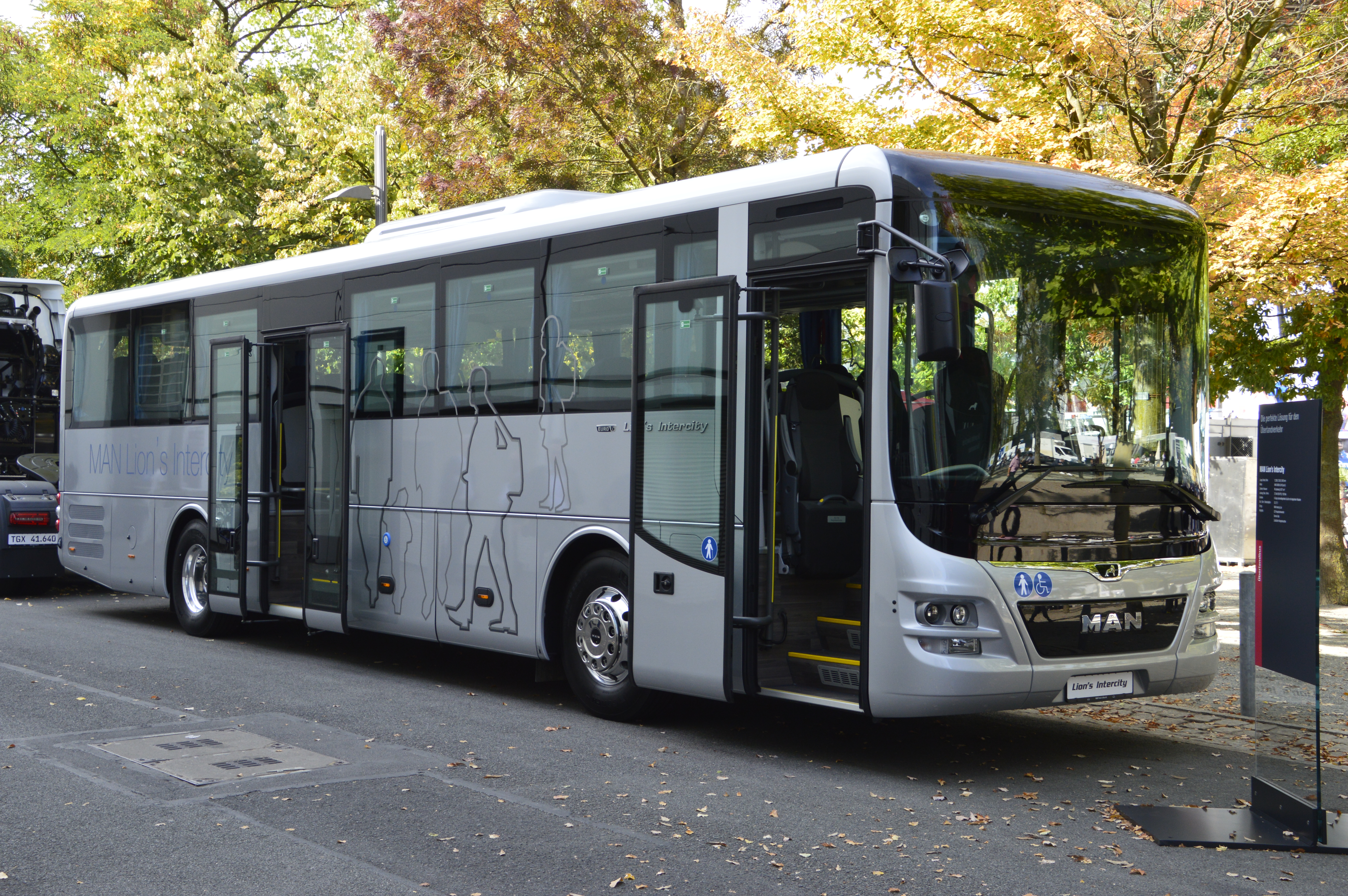
MAN Lion’s Intercity
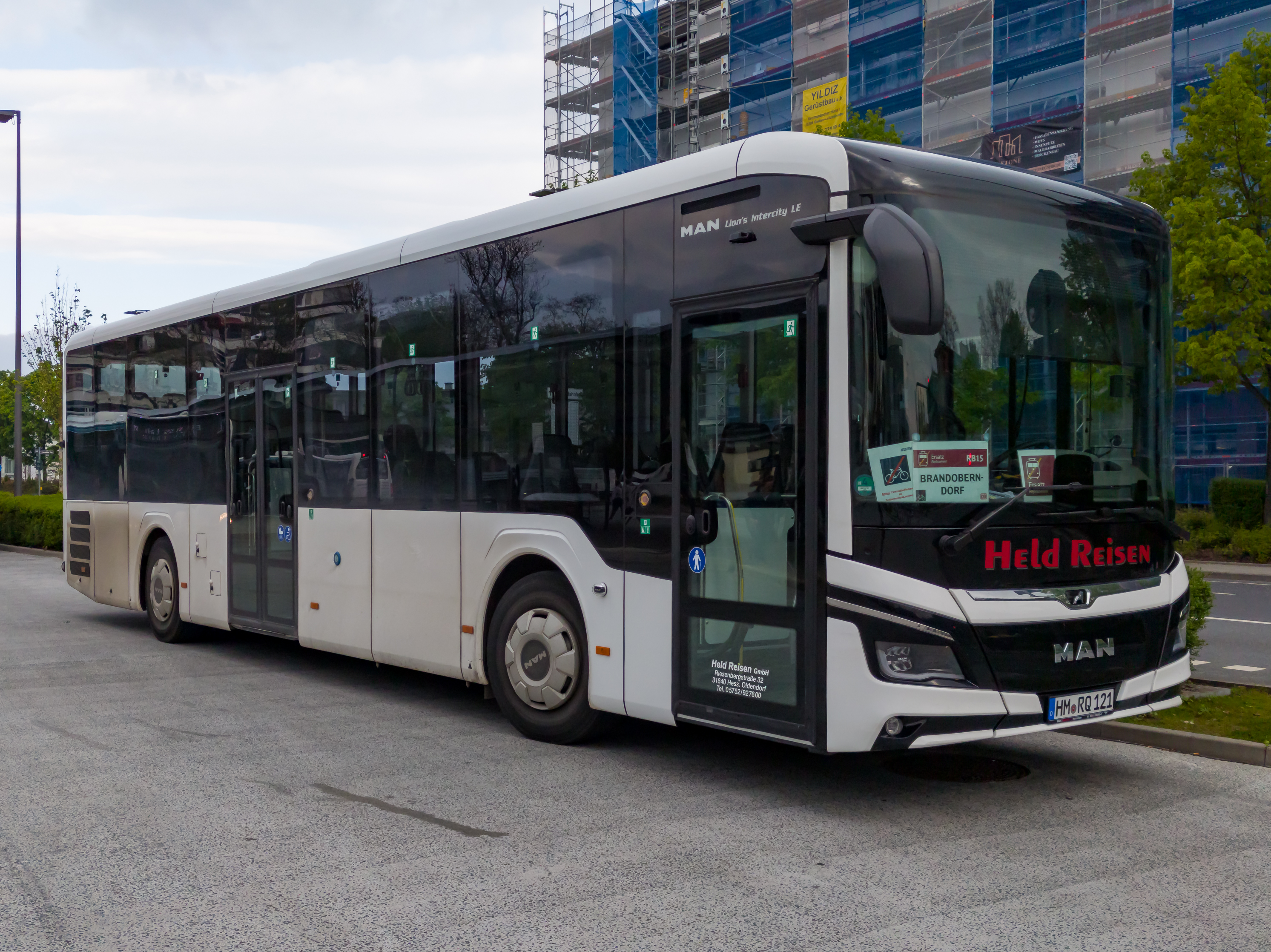
MAN Lion’s Intercity LE

### Reisebusse
Aktuell angebotene Reisebusse sind die Modelle Lion’s Coach und Lion’s Coach Supreme (mit verbesserter Ausstattung), jeweils in drei verschiedenen Längen. Sie lösen die bisherigen Modelle Lion’s Comfort und Lion’s Star ab.

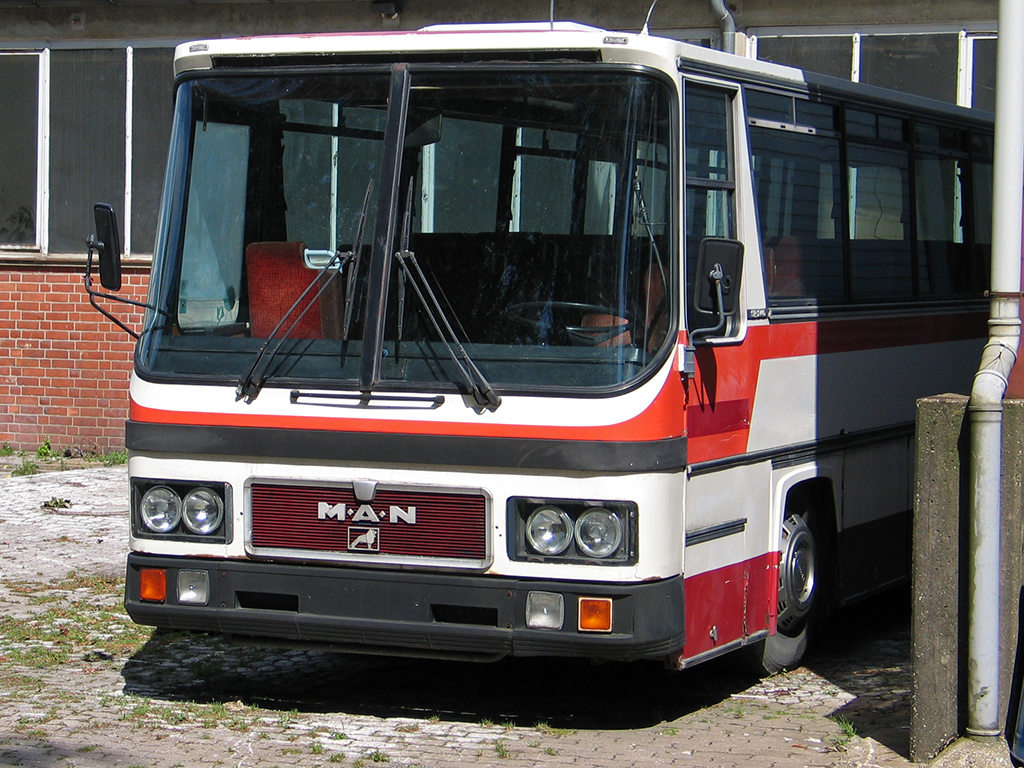
MAN SR 240 Reisebus aus den 1980er Jahren
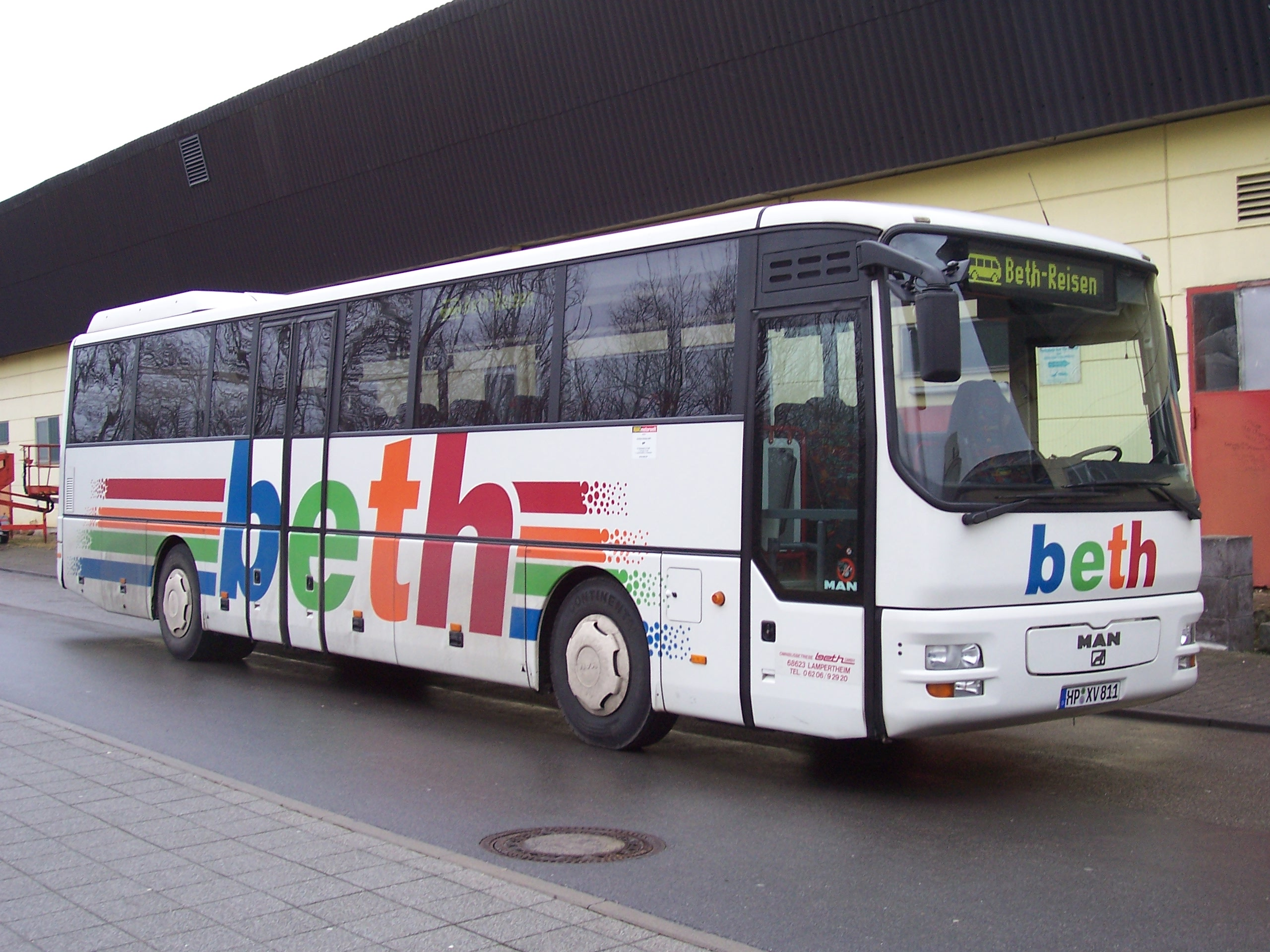
MAN Lion’s Comfort
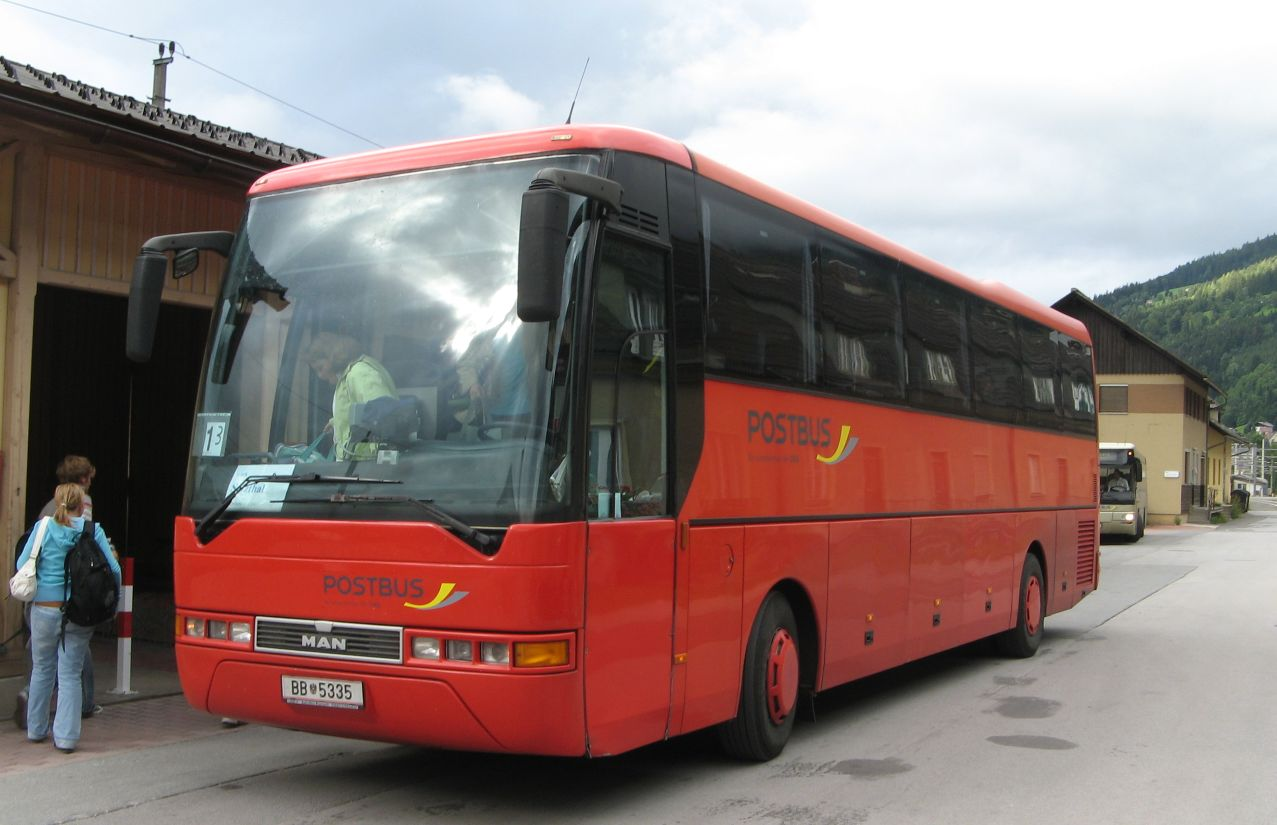
MAN RH 403, Österreichische Postbus AG ehemals Bahnbus
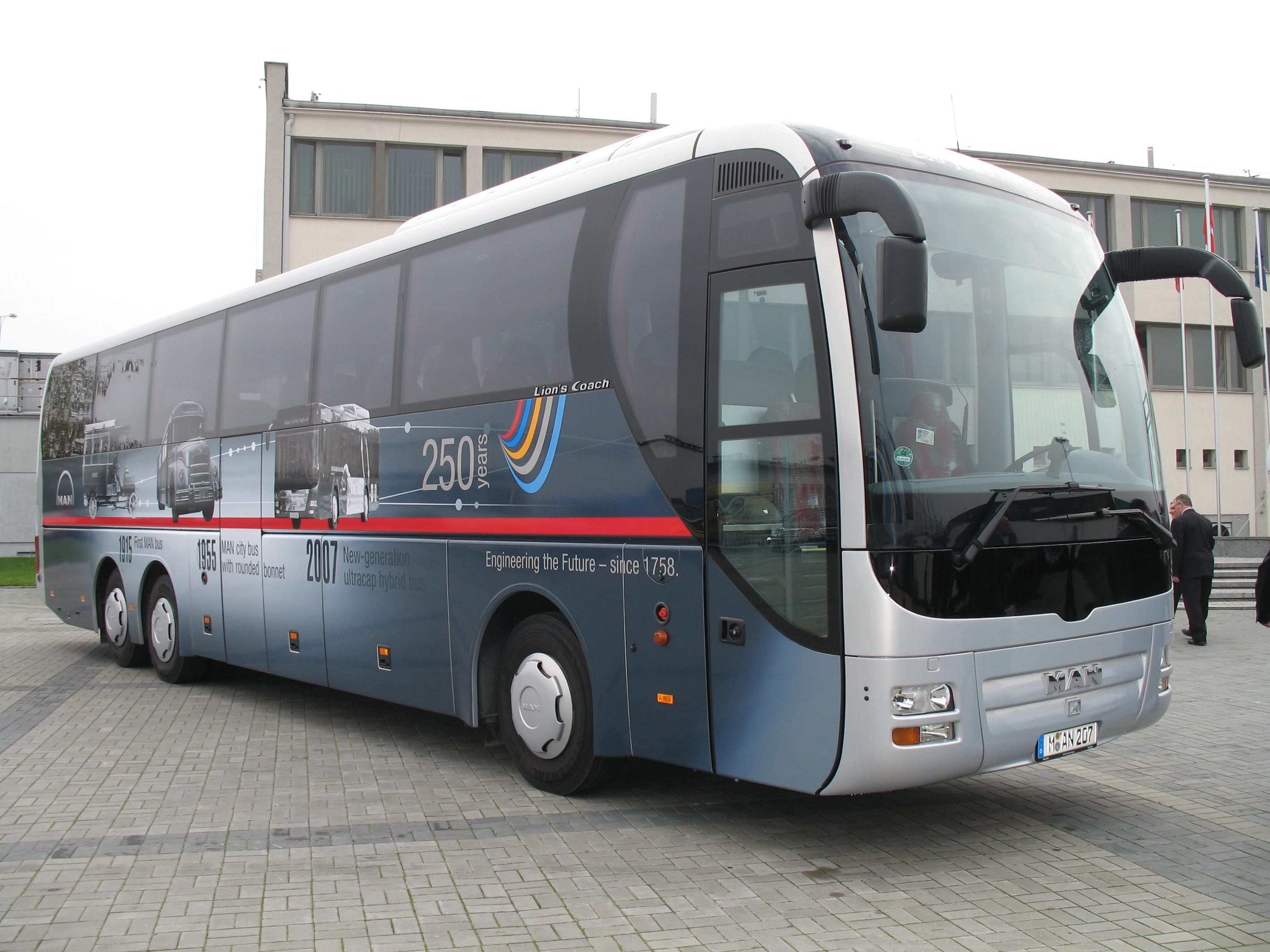
MAN Lion’s Coach

## Traktoren
Von 1921 bis 1962 produzierte MAN unter der Bezeichnung Ackerdiesel Traktoren.

## Motoren
Eine detaillierte Beschreibung der MAN-Motoren für Lkw, Militärfahrzeuge, Busse und Schiffe findet sich im Hauptartikel MAN-Motoren.